# Cuba
Cuba, oficialmente República de Cuba, es un país soberano insular, asentado en las Antillas del mar Caribe. El territorio está organizado en quince provincias y un municipio especial con La Habana como capital y ciudad más poblada.
Cuba es uno de los trece Estados soberanos que forman la América Insular, Antillas o islas del mar Caribe, y uno de los treinta y cinco del continente americano. La isla de Cuba tiene origen orogénico. Completan el archipiélago la isla de la Juventud y más de un millar de cayos o pequeñas islas que las rodean: Cayo Coco, Cayo Guillermo, Cayo Santa María, Cayo Las Brujas, Cayo Ensenachos y Cayo Cruz, en el archipiélago conocido como Jardines del Rey; Cayo Jutías y Cayo Levisa, en el archipiélago de los Colorados, y Cayo Largo del Sur, en el archipiélago de los Canarreos, entre otros. Colinda al norte con el estado estadounidense de Florida, al noreste con las Bahamas, al oeste con México y Honduras, y al sur con las Islas Caimán y Jamaica. Al sureste de Cuba se encuentra Haití, ubicado en la parte occidental de la isla de La Española. Forma parte del Caribe hispanófono.
Está ubicada en el extremo noroeste de las Antillas, limitando al norte con el océano Atlántico a 793 km del estrecho de la Florida, que lo separa de Estados Unidos, al noreste con las Bahamas, al este con el Paso de los Vientos, que lo separa de Haití, al sur con el mar Caribe y al noroeste con el golfo de México. Con 9 748 007 habitantes en 2024 es el tercer país más poblado de las Antillas, después de Haití y República Dominicana, con 109 884 km², el más extenso, y con 89 hab./km², el tercero menos densamente poblado, por detrás de Dominica y Bahamas. Junto a La Española, Jamaica y Puerto Rico, es una de las cuatro Antillas Mayores y la mayor isla de la región.
Previo al período de la colonización española de América iniciado en el siglo XVI, el territorio cubano se encontraba habitado por diversos pueblos amerindios. Cuba se mantuvo como provincia española hasta la guerra hispano-estadounidense de 1898, momento en el que intervino Estados Unidos en la llamada guerra de Independencia cubana. La intervención cubano-estadounidense resultó en la independencia de Cuba bajo un protectorado de Estados Unidos hasta el 20 de mayo de 1902. Durante la primera mitad del siglo XX, Cuba trató de reforzar su sistema democrático, pero tras fuertes conflictos sociales y tensiones políticas, se produjo un Golpe de Estado en 1952, que resultó en el régimen autoritario de Fulgencio Batista.
Batista dejó Cuba el 1 de enero de 1959, tras poco más de dos años de conflicto liderado por el Movimiento 26 de Julio, una organización armada dirigida por Fidel Castro. En 1965, se fundó el Partido Comunista de Cuba (PCC), que gobierna el país desde entonces. Este fue un punto de alta conflictividad entre la Unión Soviética y los Estados Unidos, en el marco de la Guerra Fría, al punto de llevar a ambas naciones al borde de una guerra nuclear durante el desarrollo de la Crisis de los misiles de 1962.
Cuba se autodefine como un Estado socialista de derecho y justicia social, con un sistema político de partido único gobernado por el Partido Comunista de Cuba. El sistema de gobierno ha sido calificado como una dictadura, otros la consideran como una "dictadura con apoyo popular", y una democracia de un partido único.
Ocupa el puesto 70.º y 73.º en el índice de desarrollo humano elaborado por la Organización de las Naciones Unidas (ONU), y el 6.º entre los latinoamericanos. De acuerdo con datos suministrados por el gobierno de Cuba a la ONU, era el único país del mundo a inicios del siglo XXI que cumplía los dos criterios que, para la organización WWF, significan la existencia del desarrollo sostenible: desarrollo humano alto (IDH 0,8) y huella ecológica sostenible (huella < 1,8 ha/p). De acuerdo con dichos datos, además, Cuba y Chile tienen los índices de desarrollo humano más elevados en Latinoamérica;si bien, según el Observatorio Cubano de Derechos Humanos, el 88 % de su población vive en situación de pobreza extrema. Según el informe del Programa Mundial de Alimentos de la ONU, además, la dieta promedio en Cuba adolece de una adecuada calidad nutricional debido a diversos factores, como la escasa disponibilidad de alimentos ricos en nutrientes y factores socioeconómicos.

## Toponimia
Existen diversas teorías respecto al origen del vocablo «Cuba». Una hipótesis afirma que es una deformación de la palabra taína «cubanacán» que es el nombre con que los nativos de la isla de La Española se referían a este territorio, según lo escrito en el diario de navegación de Cristóbal Colón; sin embargo, esta propuesta ha sido criticada por el hecho de que no se conserva el diario original, sino una versión resumida a partir de la cual se hace tal afirmación.
Otra teoría al respecto es que el nombre proviene de la palabra árabe coba, que se usa para designar una mezquita con cúpula, y que la isla habría sido bautizada de esa manera por la forma de las montañas vistas desde Bariay, el primer sitio de Cuba en que Colón desembarcó. Igualmente, existe una hipótesis de que la isla fue bautizada en honor a la localidad portuguesa de Cuba, siendo esta idea defendida principalmente por aquellos que sostienen que Cristóbal Colón era de origen portugués.

## Historia

### Etapa prehispánica

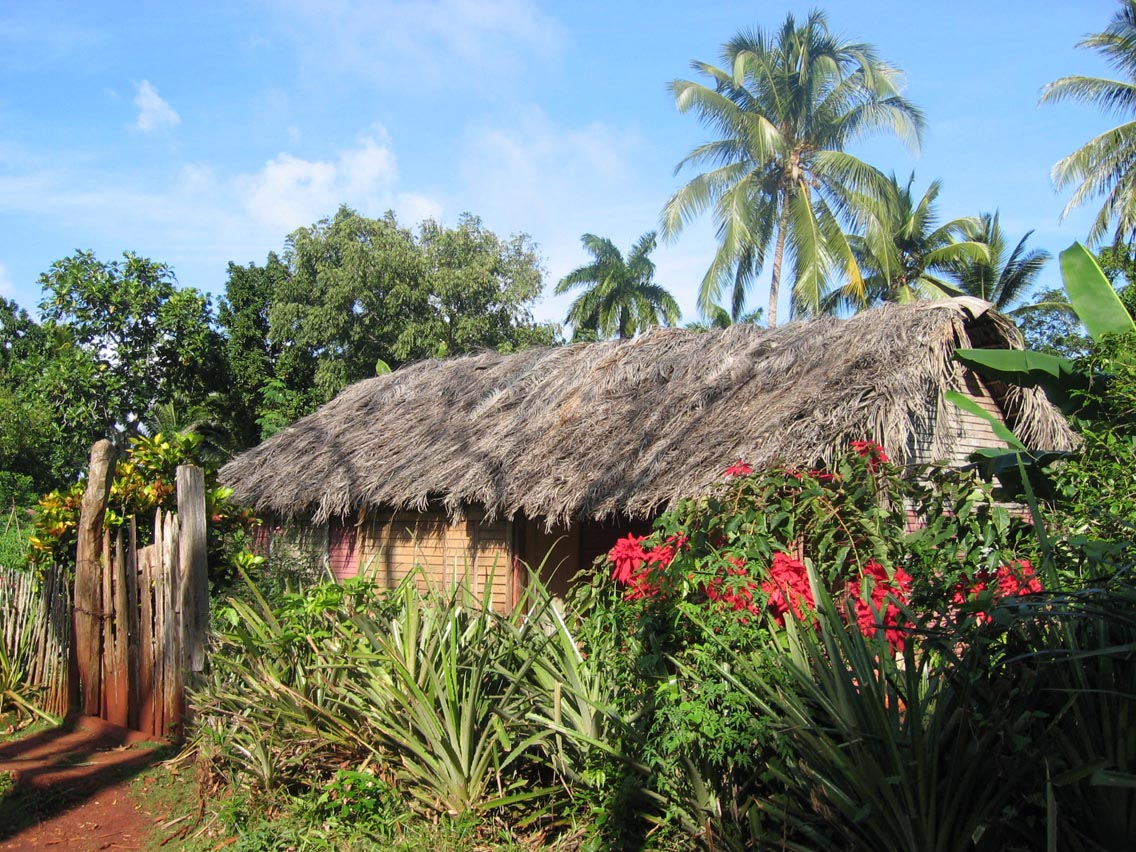
Un bohío, choza tradicional taína en las montañas de Baracoa.

La percepción actual de los habitantes prehispánicos de Cuba viene de los relatos de los cronistas españoles como Bartolomé de las Casas, quien distinguió tres culturas diferentes en cuanto a rasgos étnicos, lingüísticos y de desarrollo tecnológico y social, las cuales llamó guanahatabey, siboney (o 'sibuney') y taína.
En el último siglo, los estudios arqueológicos, etnológicos y morfológicos han permitido indagar más en la vida de esos primeros habitantes que llegaron a la isla alrededor del 6000 a. C., en migraciones procedentes de la América continental. Esos primeros grupos eran cazadores paleolíticos de origen mongoloide.
La segunda migración, hace 4500 años, procedía de Centro y Sudamérica; tenían una fisionomía parecida a la del primer grupo. La tercera y cuarta migración procedió de las Antillas en torno al 500 a. C.
Una clasificación más atenida a la evolución de estos grupos humanos establece también tres grupos: el de la edad de la concha (guanahatabey), el de la edad de la piedra (siboney) y el de la edad de la alfarería (taína).
Esos grupos tenían en común una organización gentilicia matriarcal, con división del trabajo por sexo y edades con una forma de religión animista y culto a los antepasados.

#### Primeros viajes de Colón (1492 y 1494)

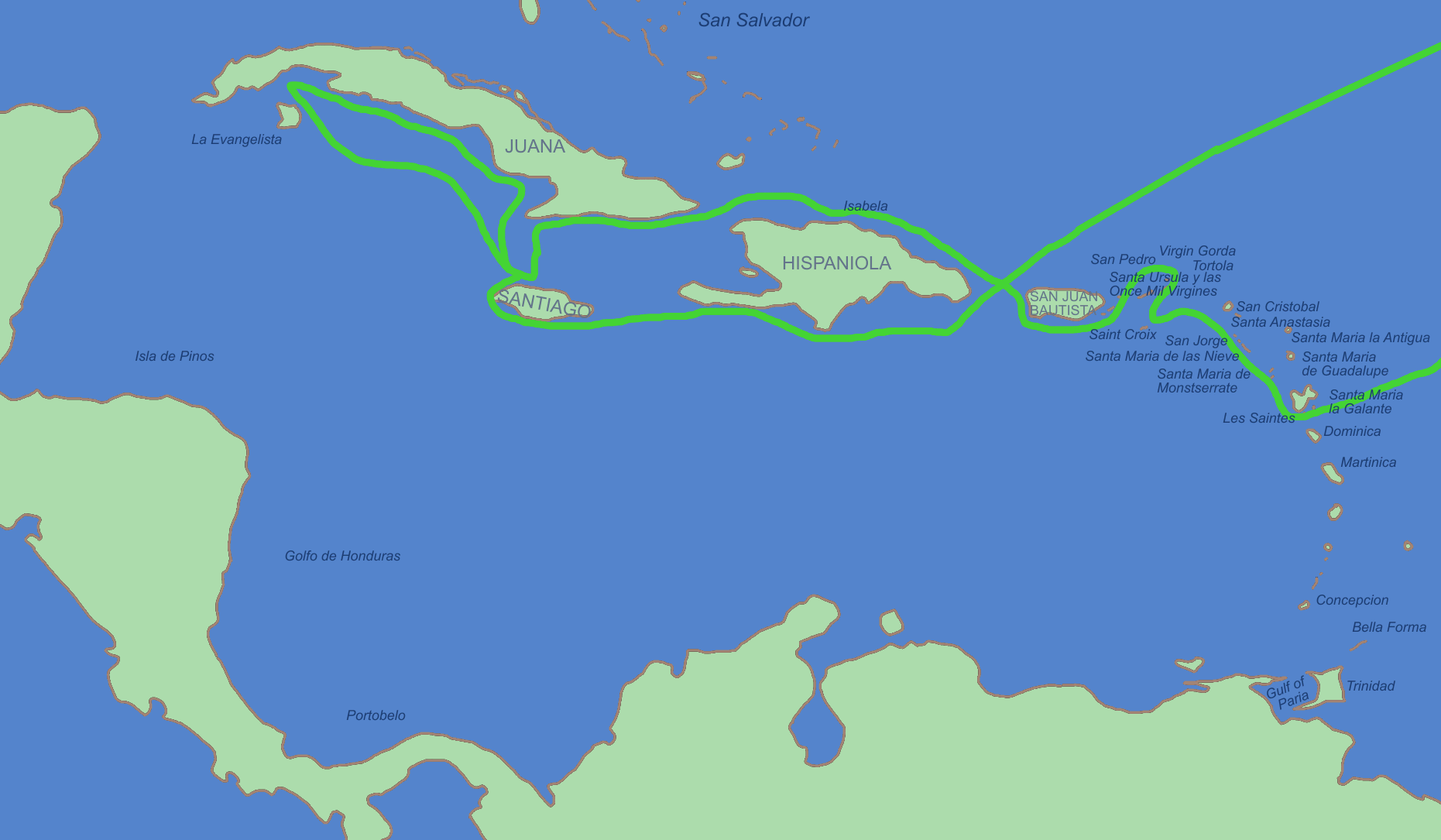
La ruta de Cristóbal Colón durante el segundo viaje a América. Colón exploró la costa sur de Cuba pensando que era una península.

El 27 de octubre de 1492 llegaron a costas cubanas, por la zona de Bariay, tres naves españolas: La Pinta, La Niña y la Santa María, comandadas por Cristóbal Colón, quien desembarcó al siguiente día.
Entre esa fecha y el 5 de noviembre, las naves se movieron por la costa oriental de Cuba, y el viernes 2 de noviembre, designó a dos de sus hombres para que, durante seis días, se internasen en el territorio cubano.
Colón denominó a la isla de Cuba como Isla Juana en deferencia al príncipe Juan, heredero de la corona. Colón pensaba que había llegado a las Indias orientales, específicamente al Cipango (Japón) y no se imaginaba que detrás de esta pequeña isla se encontraba un continente gigantesco, desconocido para el mundo europeo.
Según las Cartas de Indias, una vez que Colón pisó suelo cubano, se arrodilló en la arena y con la cabeza inclinada hacia arriba exclamó: «Esta es la tierra más hermosa que ojos humanos hayan visto jamás». Posteriormente, en 1494, durante su segundo viaje, Colón descubrió la actual isla de la Juventud, a la cual bautizó como "La Evangelista".

### Dominio español

#### SiglosXVIyXVII

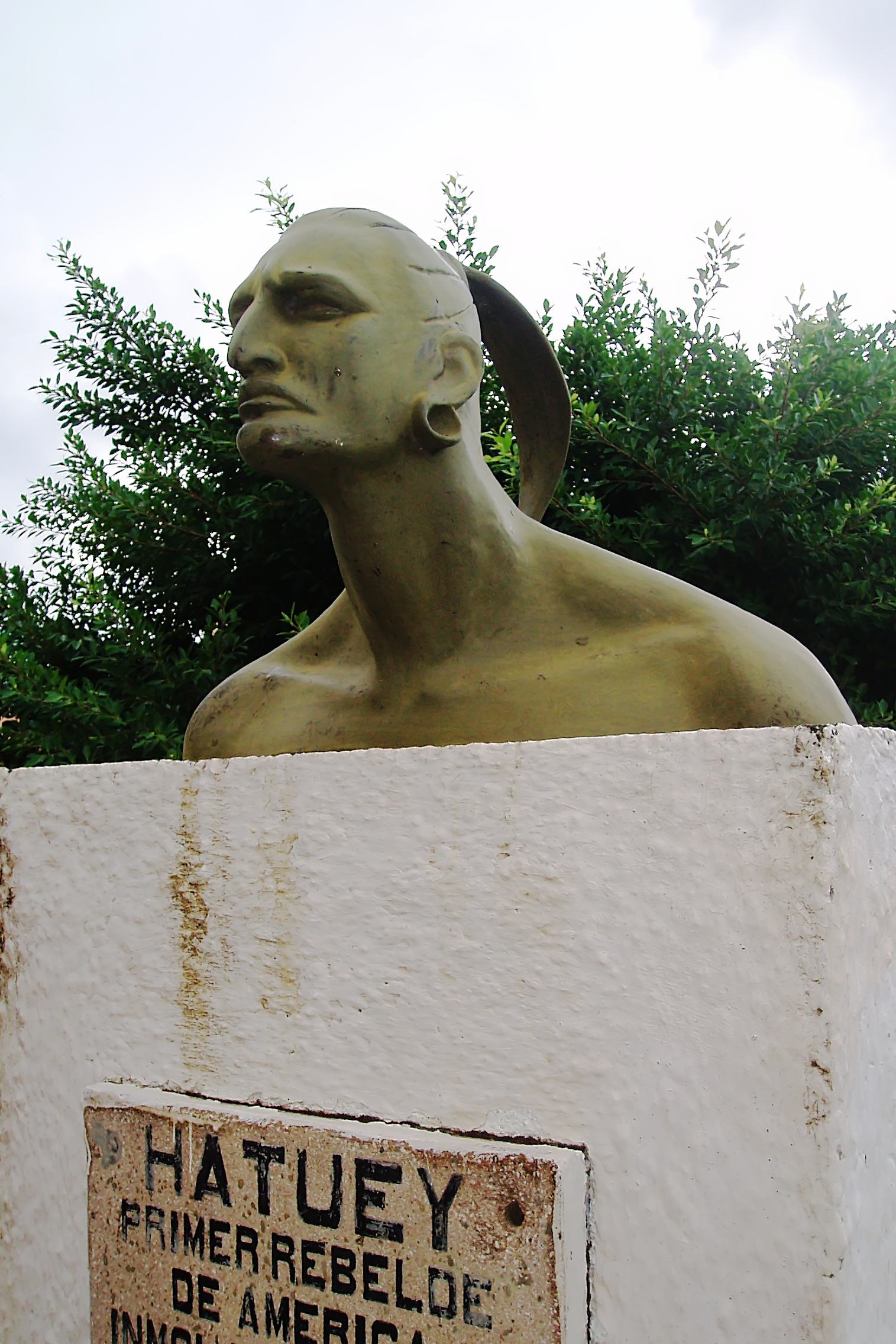
Monumento al cacique taíno Hatuey, en Baracoa (Cuba).

En 1506, Sebastián de Ocampo realizó el primer viaje de circunnavegación de Cuba aunque existen dudas sobre si la llegó a completar y sus investigaciones no resultaron demasiado fructíferas por lo que se considera que Vicente Yáñez Pinzón y Juan Díaz Solís fueron los primeros en circunnavegar la isla en 1508. En 1513, Diego Velázquez de Cuéllar fue enviado por los reyes de España como adelantado de la Corte para las nuevas posesiones del reino. Fue nombrado gobernador de Cuba, con la facultad de fundar villas y efectuar repartimientos de indios, entre otras.
Ya Velázquez había fundado la primera villa en territorio cubano, Nuestra Señora de la Asunción de Baracoa, en 1511. En 1513 fundó San Salvador de Bayamo, así preparó la fase siguiente de la conquista: la exploración del resto de la isla, paso previo a la creación de nuevas villas. En enero de 1514 se fundó Trinidad. El 2 de febrero de 1514 se fundó la única villa de la costa norte (que sería trasladada al interior), Santa María del Puerto del Príncipe, actual Camagüey. Entre abril y mayo de 1514 se fundaron San Cristóbal de La Habana y Sancti Spíritus. El 24 de junio de 1514 se funda San Juan de los Remedios. Por último, en agosto de 1515, quedó establecida Santiago de Cuba.
Estas villas constituían la base legal, organizativa y política en cada región lo cual se lograba al establecer en cada acto de fundación, la institución del municipio, y también garantizaban la concentración y permanencia en el territorio de un núcleo conquistador mediante la vecindad.
La encomienda fue la institución que trazó el rasgo de carácter de la primera colonia. Esta institución colocaba a los aborígenes cubanos en manos de los españoles encomenderos, quienes debían cristianizarlos y enseñarles a trabajar.
El 10 de febrero de 1516, por petición de Velázquez, se creó el Obispado de Cuba, cuya sede original estuvo en Baracoa y fue trasladada en 1523 a Santiago de Cuba. Esta villa sería la primera capital de la Cuba española hasta que la sede del gobernador fue trasladada definitivamente a San Cristóbal de La Habana, a mediados del siglo XVI. La Habana había sido fundada en 1514 en la costa sur del occidente de la isla, y fue trasladada de lugar en, al menos, dos ocasiones, hasta que el 16 de noviembre de 1519 quedó finalmente emplazada en su actual ubicación. Esta última fecha se considera como la fundación definitiva de la ciudad.
Cuba quedó integrada en el virreinato de Nueva España cuando este se creó en el año 1535. La isla y sus provincias conformaban la Gobernación de Cuba, que era una dependencia de la Capitanía General de Santo Domingo. Posteriormente recibió mayor autonomía desde 1764 como fruto de las reformas borbónicas llevadas a cabo en el virreinato de Nueva España por el Conde de Floridablanca. La Gobernación de Cuba comprendía, además de la isla de Cuba, Jamaica (hasta 1655), la provincia de La Florida (desde 1567) y la Luisiana española (desde 1763). En el 1777 se constituyó la Capitanía General de Cuba como entidad sucesora de la Gobernación y con mayor autonomía y atribuciones, que incluía los mencionados territorios.

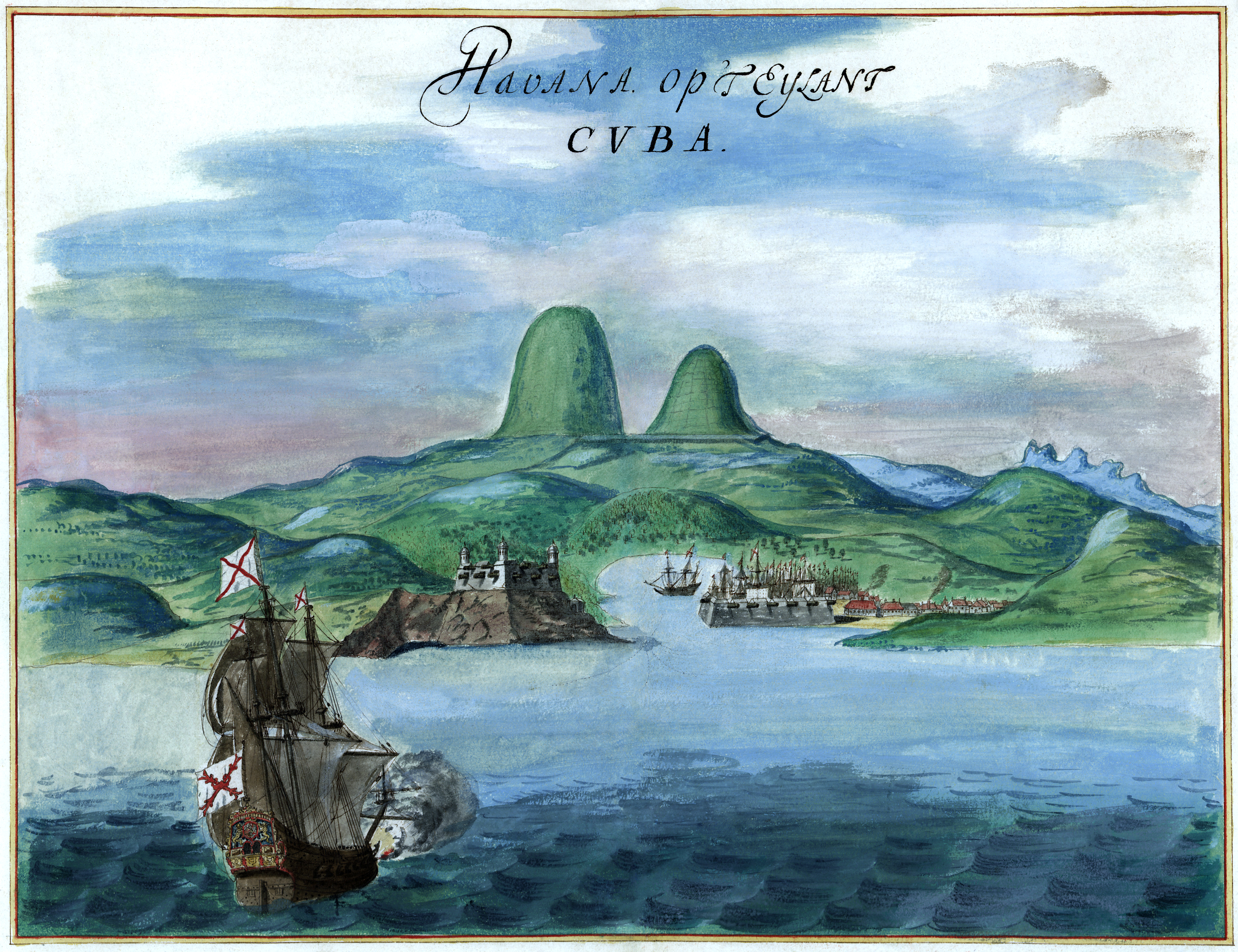
Óleo del puerto de La Habana (1639).

El sector económico más importante en estos primeros años de la colonia fue la extracción de oro y otras formas de minería con el empleo de aborígenes encomendados, así como algunos esclavos negros que se integraron desde muy temprano al conglomerado étnico que, siglos después, constituiría el pueblo cubano. Una vez agotados los yacimientos de oro, este sector recaería sobre el cobre de Santiago del Prado.
Ya en 1503, los Reyes Católicos fundaban la Casa de Contratación de Sevilla destinada a organizar y regular el comercio español con sus nuevos territorios, lo que despertó los celos de otras potencias europeas.

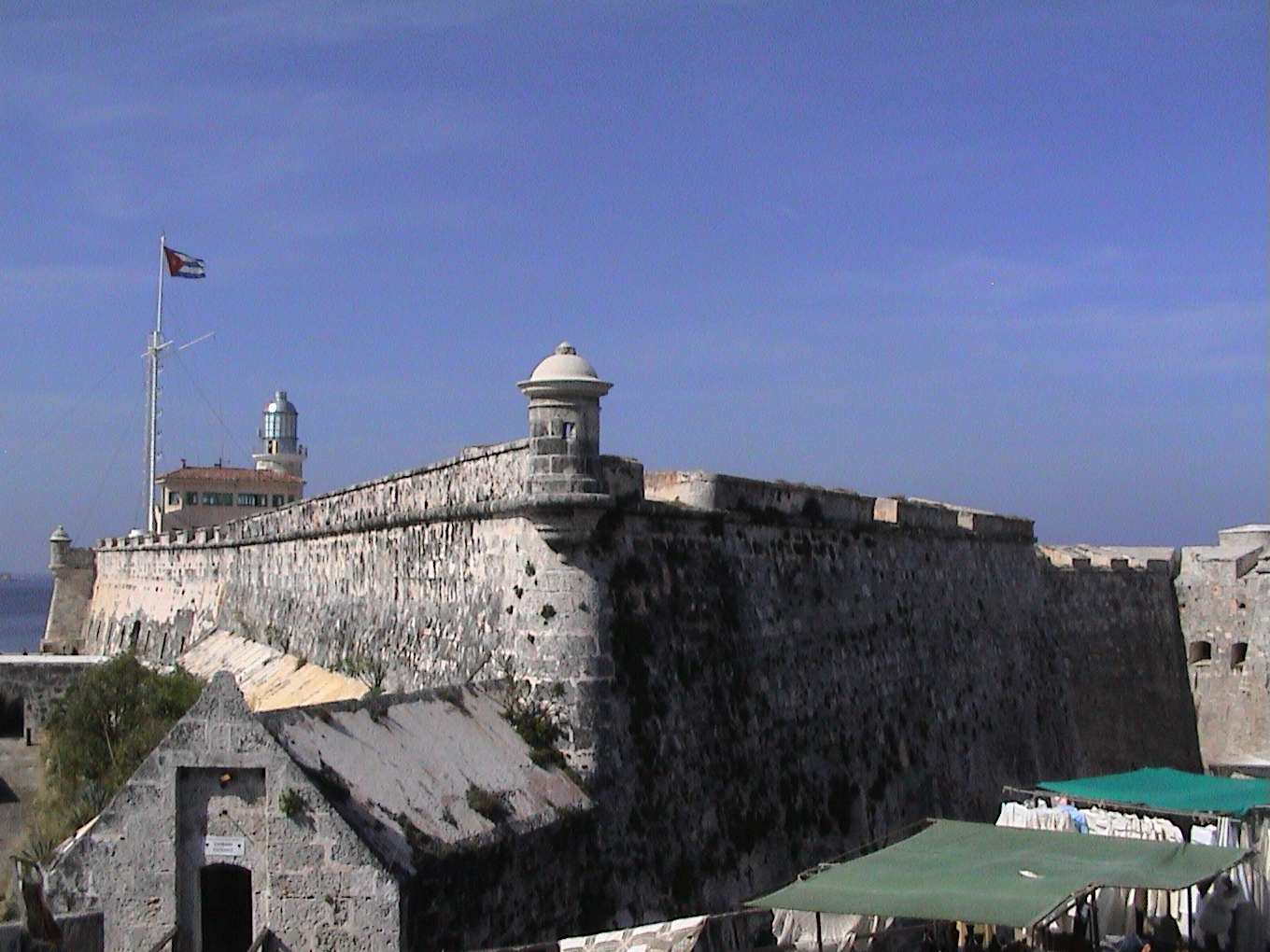
Castillo del Morro (1589).

A consecuencia de las guerras entre Francia y España, hicieron su presencia en el Caribe los primeros corsarios franceses, a los que se sumaron después, piratas ingleses y neerlandeses. Sin embargo, fueron los franceses los que atacaron la isla, como Roberto de Baal y Jacques de Sores. Para repelerlos, la corona puso en marcha dos proyectos, ambos ventajosos para la nueva capital, La Habana. El primero fue el Sistema de Flotas o Puerto Único, mediante el cual todas las embarcaciones de las Indias Occidentales (Hispanoamérica) tenían que partir juntas rumbo a España desde el otrora Puerto de Carenas (la bahía de La Habana), lo que desarrolló un auge comercial sin precedentes en la ciudad, con el crecimiento de su población y la diversificación de su actividad por la creación de nuevos oficios. El segundo plan fue dirigido a fortificar la ciudad, el cual tuvo como precedente la construcción, en 1538, de la segunda fortaleza de América, la llamada Castillo de la Real Fuerza.
De años posteriores datan las fortificaciones del Morro y la Punta, destinadas a proteger la bahía. Este desarrollo económico de La Habana contrastaba sobremanera con la reducida actividad comercial de las poblaciones alejadas, las cuales iniciaron un comercio de contrabando con los corsarios extranjeros.

#### SigloXVIII: la ilustración cubana
En el siglo XVIII casi todas las tierras ya estaban repartidas en la isla, en particular las occidentales y las de las grandes sabanas, pero muchas se mantenían improductivas y despobladas. La producción de tabaco se incrementó entre 1713 y 1720. Paralelo al proceso tabacalero, se dio el azucarero. Las nuevas fábricas o trapiches se ubicaron en las proximidades de los centros urbanos. En 1740 se creó la Real Compañía de Comercio de La Habana, a ella se le otorgó el privilegio del control y conducción del tabaco, los azúcares y el corambre de Cuba a España, como parte del control metropolitano.
El desarrollo de las ciudades y villas fue marcadamente desigual. La Habana llegó a ser a mediados de siglo, la tercera urbe y el primer puerto de América con una activa y bulliciosa vida portuaria y comercial. En 1728 se fundó la Real y Pontificia Universidad de San Gerónimo de La Habana y el colegio de San José, que junto a los conventos de Belén y San Francisco impartieron la enseñanza en la capital, mientras el Seminario de San Basilio Magno lo hacía en Santiago de Cuba.

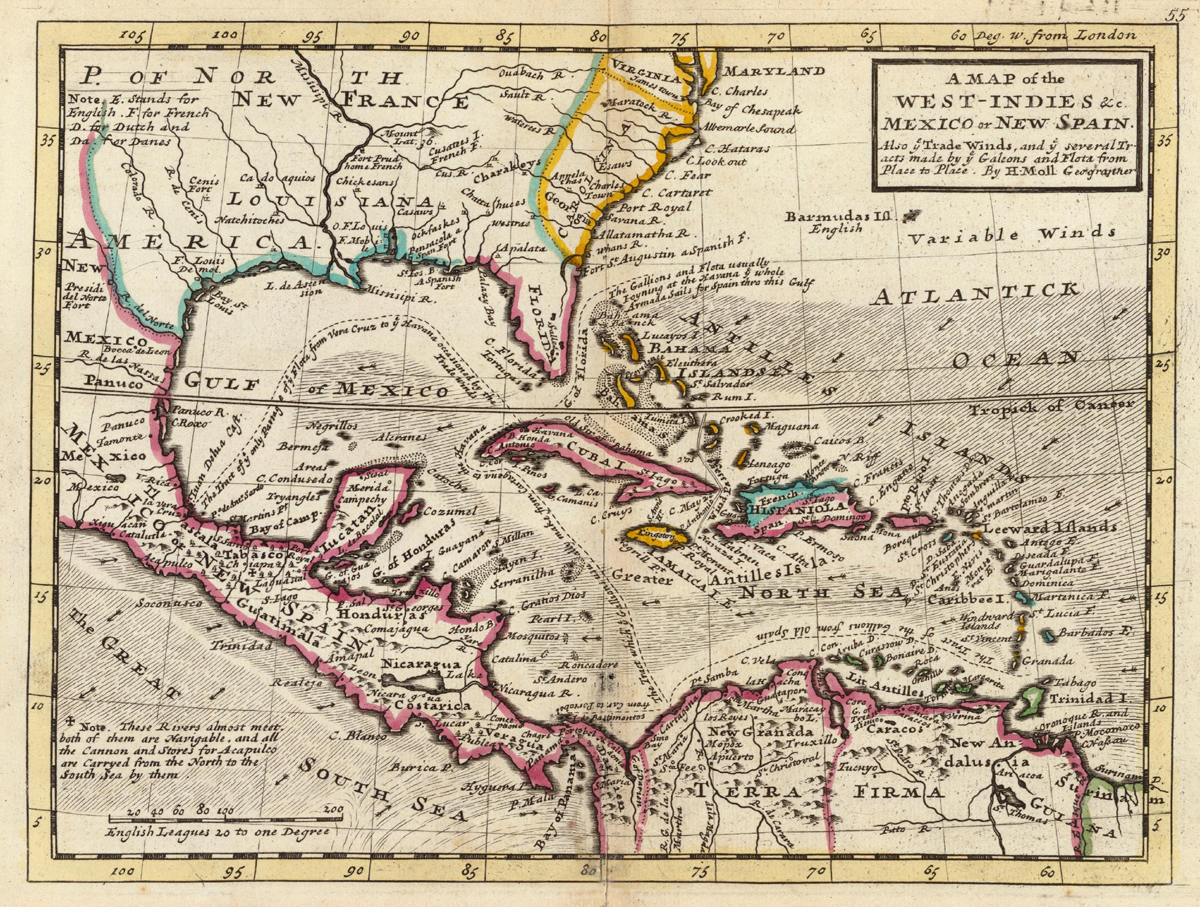
Mapa de las Indias Occidentales, México y América Central, la denominada "Nueva España" con Cuba en el centro, dibujado por Herman Moll en 1736.

En esta etapa comienzan a observarse las primeras luchas sociales de Cuba como consecuencia de las medidas monopólicas tomadas por la Corona, acentuadas por el "Estanco del Tabaco", que prohibía la venta del producto a particulares, colocaba un precio arbitrario y establecía las cantidades a comprar. Los movimientos se concentran en los vegueros y los cobreros, lo que dio lugar a protestas y sublevaciones, la tercera de las cuales fue reprimida mediante la ejecución de once vegueros en Santiago de las Vegas, próxima a la capital. Imposibilitados de vencer al monopolio, los más ricos habaneros decidieron participar de sus beneficios.
Al estallar la guerra de los Siete Años entre Francia e Inglaterra, España entraría a favor de la primera. Esta contienda sirvió de escenario para que los ingleses dirigieran la mayor armada que había cruzado el Atlántico bajo la dirección de Sir Jorge Pockock con el objetivo de tomar La Habana. La ciudad fue defendida de forma combativa tanto por los criollos, dirigidos por José Antonio Gómez (capitán de milicia de la cercana villa de Guanabacoa, muerto a consecuencia de los combates) como por españoles, dirigidos por el capitán español don Luis de Velasco. Sin embargo, el 12 de agosto de 1762 se firmó la capitulación de la ciudad. Al día siguiente entraban triunfantes las tropas británicas. Esta ocupación duró once meses.
El 6 de julio de 1763 tomaba posesión del gobierno de Cuba, en nombre del rey de España, el teniente general Ambrosio de Funes y Villalpando, conde de Ricla. A cambio de la estratégica posición, se le entregaba a Gran Bretaña la península de La Florida.
Las prioridades del conde de Ricla y sus sucesores ilustrados estaban dirigidas al fortalecimiento militar de la isla. Este objetivo debía cumplirse aplicando una nueva política que se basaba en la necesidad de crear una amplia base económica, y ágiles mecanismos administrativos que le permitieran que el sistema defensivo fuese lo más autóctono y potente posible.

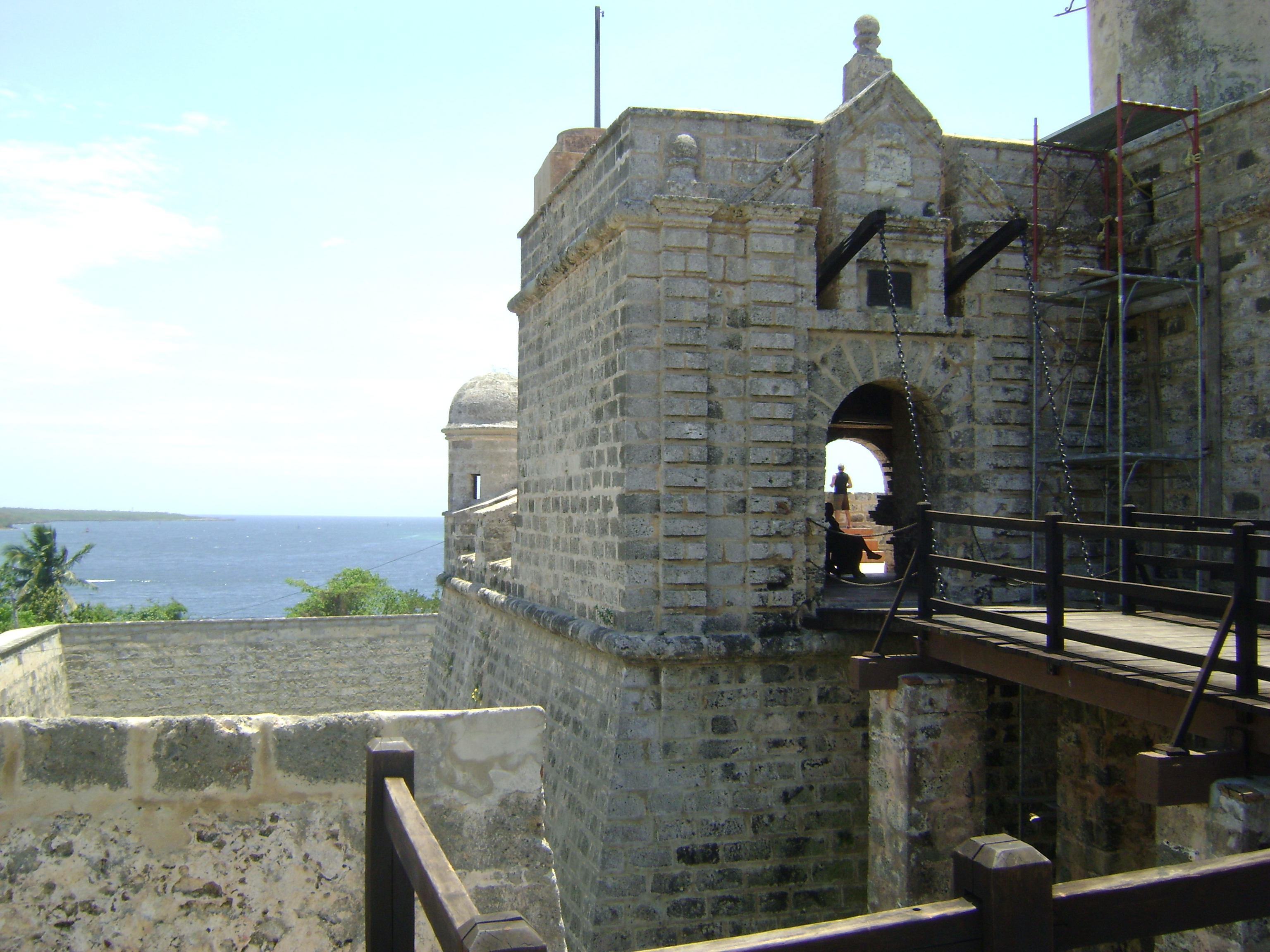
Castillo de Jagua (1742).

El castillo de Jagua fue erigido por el rey Felipe V de España en 1742 para proteger la bahía de Cienfuegos. En el breve período de dos años, en La Habana se reconstruyeron las fortalezas del Morro, La Fuerza y La Punta; se edificaron las fortalezas de La Cabaña, Atarés y El Príncipe y los fortines de La Chorrera, San Lázaro y Cojímar, y se modernizó la muralla. Hacia 1774, el sistema se completó con la ampliación de los castillos de San Severino, en Matanzas, y El Morro, en Santiago de Cuba.
Es de destacar el diferente proceso colonizador de los españoles frente al resto de los imperios de la época. Mientras los españoles trataron de integrar a la población local y convertirla al cristianismo, los ingleses y franceses los exterminaban y repoblaban sus colonias con esclavos traídos de África. Un dato que muestra esta política es el bajo número de esclavos que el Imperio español tenía en la isla en el siglo XVIII: 50 000 frente a los 60 000 en Barbados o 300 000 en Virginia, del Imperio británico; o los 450 000 que los franceses tenían en Haití.[cita requerida]

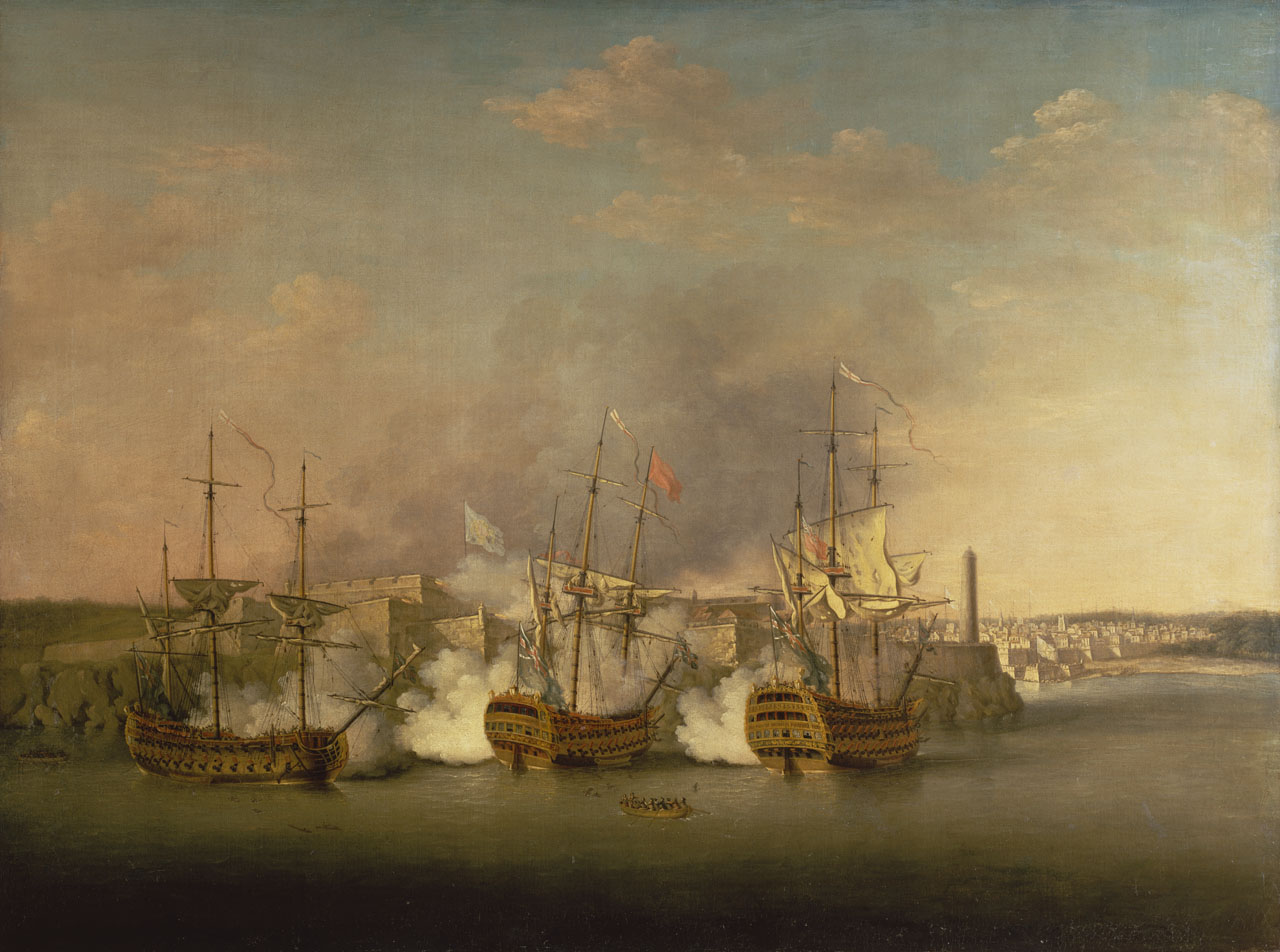
La flota británica entrando en La Habana en 1762

En cuanto a la economía, se reorganizó la administración con la creación de la Real Intendencia General de Ejército y Hacienda; la supresión de los privilegios de la Real Compañía de La Habana y la autorización del libre comercio con extranjeros; la promulgación por la corona de la nueva ley arancelaria; la liquidación del monopolio de Cádiz con la apertura al comercio de la isla de otros puertos españoles; la ejecución de planes de desarrollo urbano y el reajuste de todo el sistema de impuestos con el objetivo de que, a corto plazo, cubriese los gastos administrativos de la isla.
Bajo Ricla y su sucesor, el marqués de la Torre, La Habana incrementó la pavimentación e inició el alumbrado de las calles, dispuso medidas sanitarias e inició la construcción del primer paseo habanero, la Alameda de Paula, del primer teatro, El Principal, y del Palacio de los Capitanes Generales. Se llevó a cabo el primer censo poblacional en 1774, y se inició el trazado urbanístico de la ciudad, mediante el cual se prohibieron las casas de guano y se fue imponiendo una nueva arquitectura de grandes y ostentosos palacios.

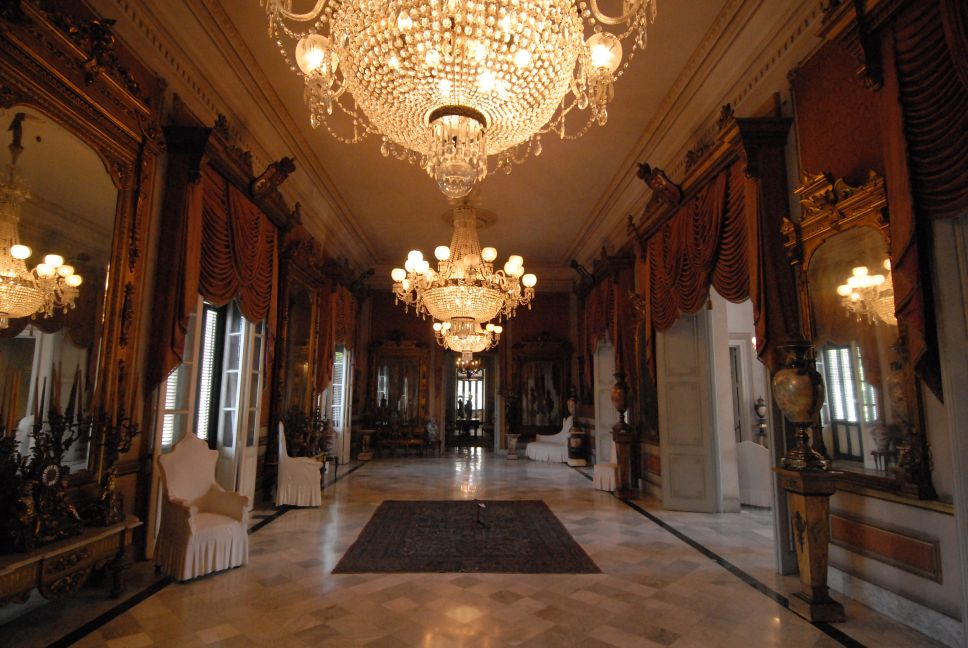
Salón de los Espejos, en el Palacio de los Capitanes Generales, sede del poder colonial.

Los hacendados criollos se enriquecieron y su flamante poder se materializó en instituciones que, como la Sociedad Económica de Amigos del País y el Real Consulado, canalizaron su influencia en el gobierno colonial.
Entre 1782 y 1785 el capitán general de La Habana y gobernador de Cuba, el ilustrado Luis de Unzaga y Amézaga, medio cubano, ya que aunque nació en Málaga pasó casi toda su vida en Cuba, coordinó la ayuda a Estados Unidos, que le fueron solicitando los padres fundadores George Washington, Robert Morris, Patrick Henry para que, con el apoyo crucial de su cuñado Bernardo de Gálvez, ganaran la guerra a los ingleses. Tras esto, Luis de Unzaga y Amézaga, en abril de 1783, recibió en La Habana la visita del príncipe Guillermo IV de Inglaterra, llegando a acuerdos preliminares del Tratado de paz de París como el intercambio de prisioneros o el intercambio de las Bahamas por la Florida oriental. Así, la Capitanía general de Cuba, además de la Luisiana, incluirá a las Floridas. En 1784 seguirá manteniendo una buena relación vecinal con Estados Unidos, hasta el punto que tras el paso de un ciclón que desoló la isla, el gobernador Unzaga logra el comercio y dinero necesario para reconstruir varias ciudades, incluso para construir escuelas públicas. El ilustrado Unzaga está considerado el creador del primer sistema educativo público bilingüe del mundo.
En este contexto hace su entrada en la escena histórica cubana un cerrado y brillante grupo de hombres de pensamiento, la "Generación del 92" o la ilustración reformista cubana. Francisco de Arango y Parreño es el más brillante expositor del proyecto socioeconómico, y el de mayor agudeza política. Las principales proposiciones de este grupo liderado por Parreño eran: libre comercio de esclavos; aumento de la esclavitud para resolver las necesidades de fuerza de trabajo y eliminación de todos los obstáculos que impiden su explotación intensiva; mejoramiento y perfeccionamiento en la utilización de tierras y la aplicación de la más moderna técnica; desarrollo tecnológico de la manufactura azucarera, desarrollo científico del país, libertad de comercio y disminución de la usura en los préstamos necesarios para incrementar la agricultura y la manufactura.

#### SigloXIX: formación de la identidad nacional

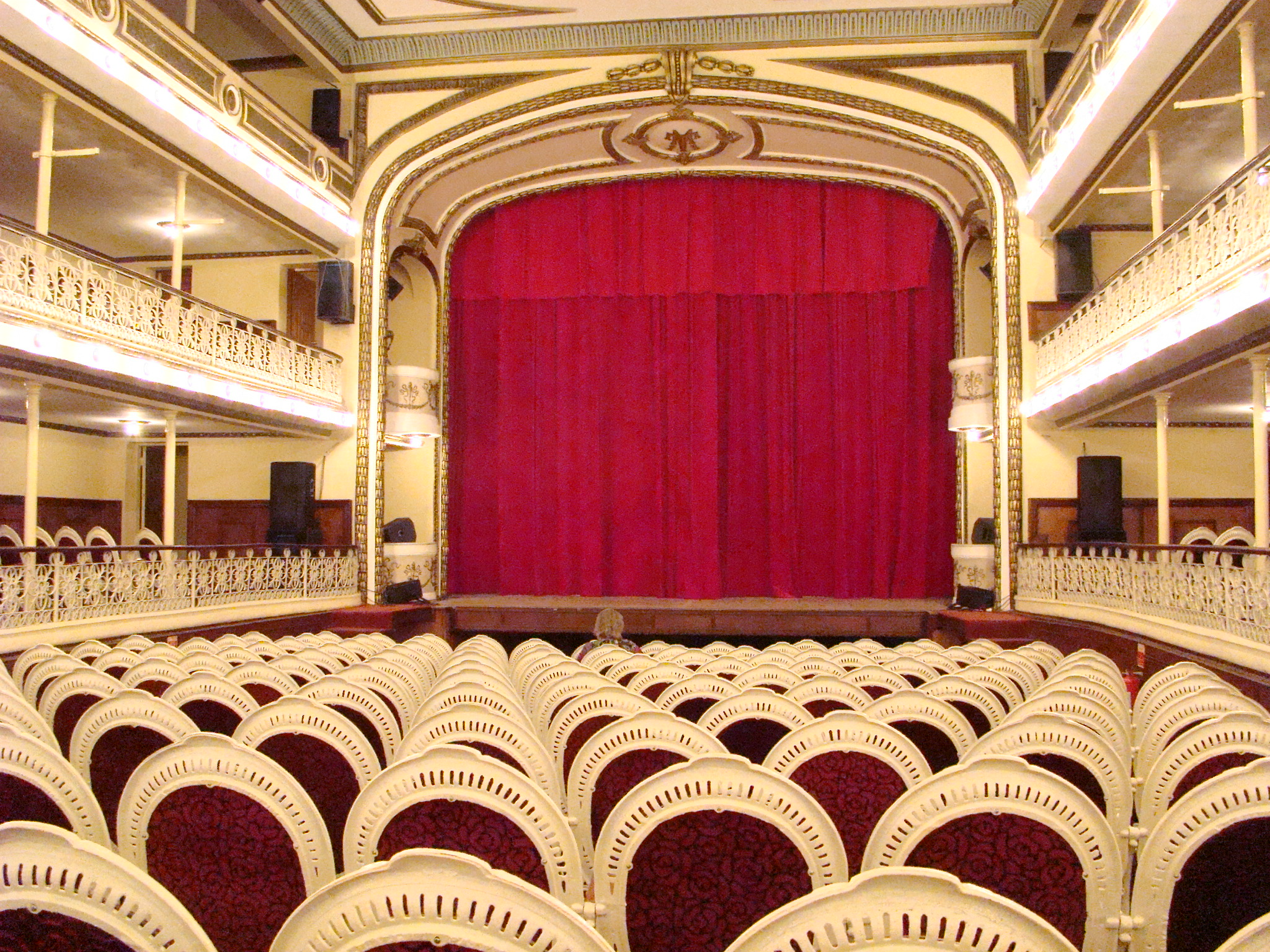
El Teatro Milanés en Pinar del Río, construido en 1838.

Cuba se desarrolla notablemente durante la primera mitad del siglo XIX gracias a las reformas económicas del superintendente Claudio Martínez de Pinillos, quien incluso introduce el ferrocarril, en 1837, en la línea La Habana-Güines, el primero de todo el mundo hispánico. Pero hacia 1802 había comenzado a observarse otra corriente en la Ilustración reformista cubana. El movimiento se aglutina alrededor del obispo de La Habana Juan José Díaz de Espada y tiene dos centros de proyección colocados bajo la dirección de aquel: el Real y Conciliar Colegio Seminario de San Carlos y San Ambrosio y la Real Sociedad Económica de Amigos del País. La actividad de este nuevo grupo se dirige más a la esfera social y a la del pensamiento que a la económica.
Desde el punto de vista político su proyección no es homogénea, aunque todos sus integrantes muestran adhesión a las ideas políticas modernas —una tendencia descentralizadora y autonómica— y la ponderación de lo cubano en formación, en cuyo proceso quieren incidir. Espada es antirracista, antiesclavista, antilatifundista, crítico de la oligarquía y asume un proyecto de desarrollo sobre la base de la pequeña propiedad agraria. En esta corriente se formaron Félix Varela, José de la Luz y Caballero, José Antonio Saco, Felipe Poey y Domingo del Monte, entre otros.
Otra corriente política cifraba sus esperanzas de solución de los problemas cubanos en la anexión a Estados Unidos. Un sector de los hacendados esclavistas veía en la incorporación de Cuba a los Estados Unidos una garantía para la supervivencia de la esclavitud, dado el apoyo que encontrarían en los estados sureños. Estos, agrupados en el Club de La Habana favorecieron las gestiones de compra de la isla por parte del gobierno de Washington, así como las posibilidades de una invasión "liberadora" encabezada por algún general estadounidense en contra de España.
En esta última dirección encaminó sus esfuerzos Narciso López, general de origen venezolano que, tras haber servido largos años en el ejército español, se involucró en los trajines conspirativos anexionistas. López condujo a Cuba dos fracasadas expediciones, y en la última fue capturado y ejecutado por las autoridades coloniales en 1851.
Otra corriente separatista más radical aspiraba a conquistar la independencia de Cuba. De temprana aparición —en 1810 se descubre la primera conspiración independentista liderada por Román de la Luz—, este separatismo alcanza un momento de auge en los primeros años de la década de 1820. Bajo el influjo coincidente de la gesta emancipadora en el continente y el trienio constitucional en España, proliferaron en la isla logias masónicas y sociedades secretas. Dos importantes conspiraciones fueron abortadas en esta etapa: la de los Soles y Rayos de Bolívar (1823), en la que participó el poeta José María Heredia ―cumbre del romanticismo literario cubano―, y, más adelante, la de la Gran Legión del Águila Negra, alentada desde México.
El padre Félix Varela Morales, definido por Luz y Caballero como "el primero que nos enseñó a pensar", fue el iniciador de la ideología de la independencia cubana. Educador, político sagaz, filósofo, sostuvo que Cuba debía ser independiente tanto de España como de los Estados Unidos, y que esa independencia solo sería real si se lograba con los propios medios y por los propios naturales. Condenado a muerte por la Corona española, vivió en el exilio hasta su muerte en 1853. Su esfuerzo, sin embargo, tardaría largos años en fructificar, pues las circunstancias, tanto internas como externas, no resultaban favorables al independentismo cubano.

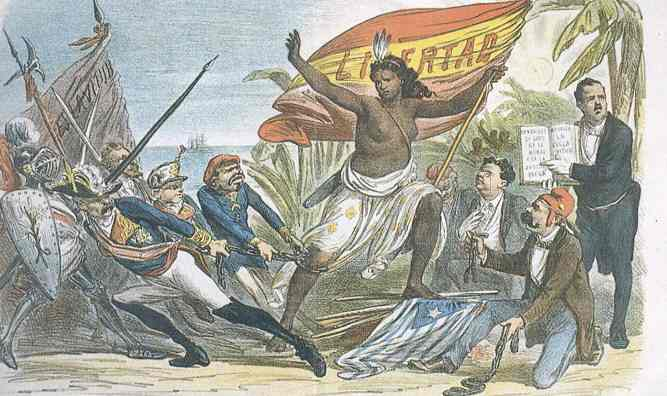
Independencia de Cuba representada por la revista La Flaca en 1873.

El fracaso de la Junta de Información convocada en 1867 por el gobierno metropolitano para revisar su política colonial en Cuba, supuso un golpe demoledor para las esperanzas reformistas frustradas en reiteradas ocasiones. Tales circunstancias favorecieron el independentismo latente entre los sectores más avanzados de la sociedad cubana, propiciando la articulación de un vasto movimiento conspirativo en las regiones centro-orientales del país.

### Guerras de Independencia (1868-1898)

#### Guerra de los Diez Años (1868-1878)
El 10 de octubre de 1868 en el ingenio "La Demajagua", que pertenecía al hacendado Carlos Manuel de Céspedes, en la región de Manzanillo, comenzó la primera guerra de independencia cubana. Céspedes libera a sus esclavos y, sin imponerles nada, los invita a iniciar la lucha contra el colonialismo español que se imponía en Cuba. Así se iniciaba el período revolucionario de las luchas por la independencia de Cuba, que no triunfaría hasta el 20 de mayo de 1902. En este levantamiento se traza Céspedes un programa de lucha donde expresa las causas y los objetivos del inicio de la guerra conocido como el Manifiesto del 10 de Octubre.

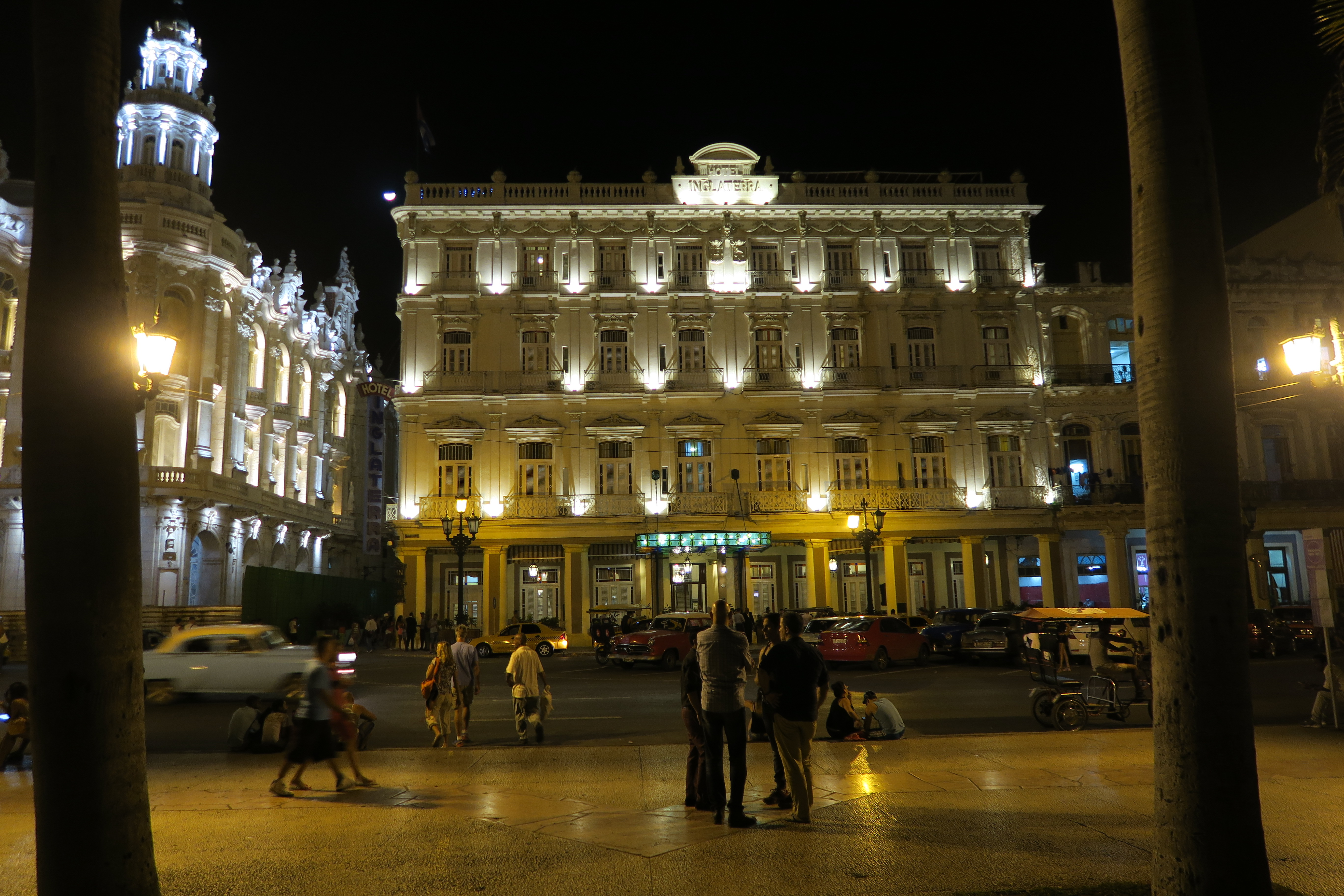
Hotel Inglaterra construido bajo el gobierno español en 1875

Sin embargo, la guerra fracasó, fundamentalmente por la falta de unidad en las fuerzas independentistas. No se pudieron alcanzar los dos objetivos principales de la lucha: la abolición de la esclavitud y la independencia.
Durante el período de la guerra —que por duración tomó el nombre de guerra de los Diez Años— surgieron grandes jefes revolucionarios que tuvieron una significación histórica en las posteriores guerras y contiendas. Son los casos de Ignacio Agramonte, Antonio Maceo, Máximo Gómez, José Maceo, Vicente García González y Calixto García, entre otros muchos.

#### Período de entreguerras (1878-1895)
Entre 1878 y 1895 los Estados Unidos hacen importantes inversiones en Cuba, sobre todo en azúcar, minería y tabaco. Hacia 1895 ascendían a 50 millones de pesos. En esta etapa Estados Unidos intensificó su control comercial sobre Cuba.

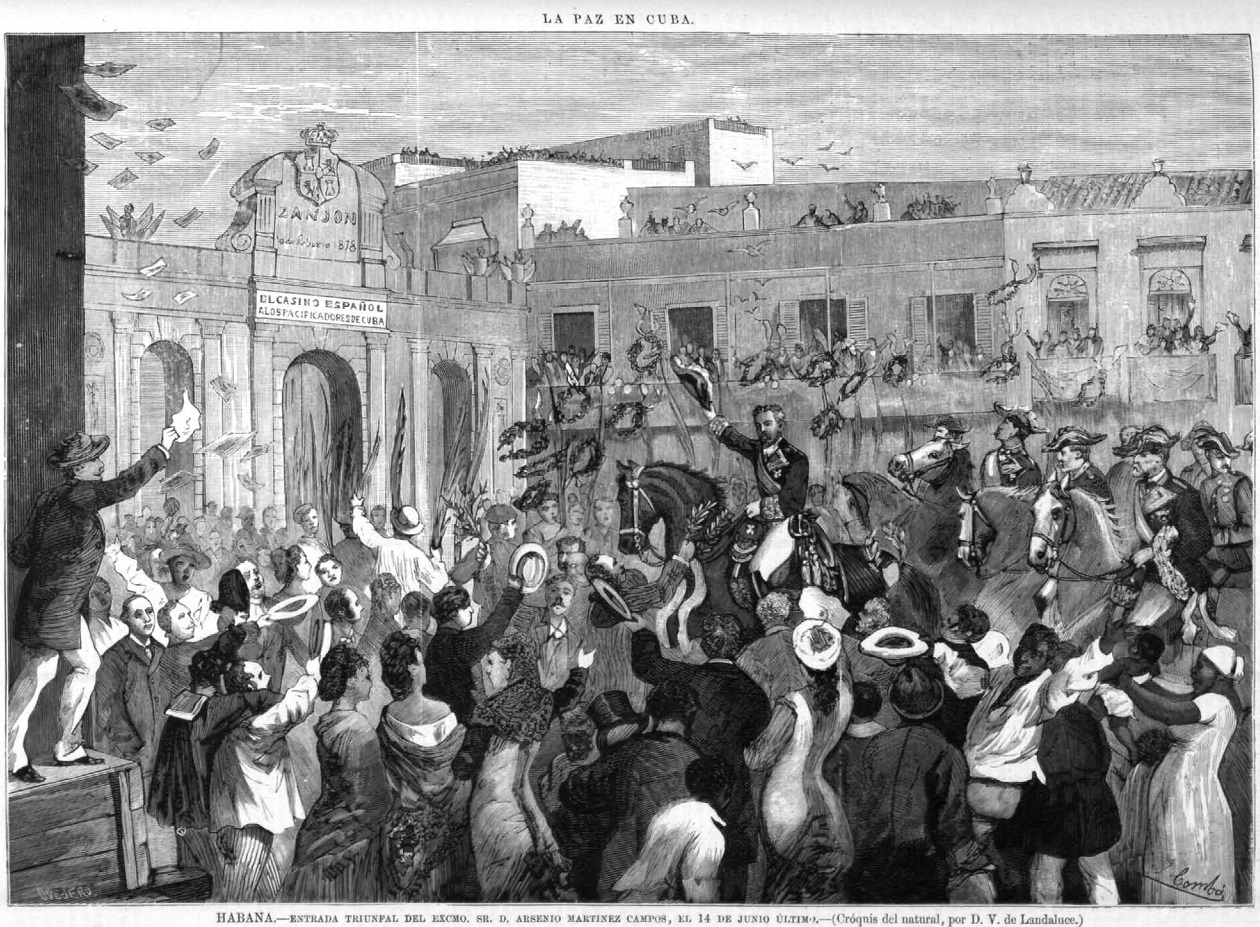
Paz en Cuba, entrada del general Martínez Campos en La Habana, 1878.

Como consecuencia de la guerra y de las transformaciones económicas que exigían mano de obra cualificada, España decretó en 1886 la abolición de la esclavitud, lo que provocó el aumento del proletariado. A ello se unía la negativa situación comercial. Las presiones de la burguesía textil catalana habían llevado a promulgar de la Ley de Relaciones Comerciales con las Antillas (1882) y el Arancel Cánovas (1891), que garantizaban el monopolio del textil catalán obligando a Cuba absorber sus excedentes de producción. Este privilegio en el mercado cubano asentó la industrialización en Cataluña durante la crisis de la década de 1880, derivada de sus problemas de competitividad, a costa de los intereses de la industria cubana, lo que fue un estímulo esencial de la revuelta.
Durante esta etapa se produjeron cambios que acentuaron la estructura colonial, la deformación económica y la dependencia del exterior, lo que exigía la necesidad de una guerra de liberación nacional.
Entre 1879 y 1880 tuvo lugar la Guerra Chiquita, preparada por Calixto García al frente del Comité Revolucionario Cubano de Nueva York. Se sumaron, dentro de Cuba, Quintín Bandera, José Maceo y otros. Se produjeron alzamientos de importancia en Oriente y Las Villas. España triunfó con facilidad e hizo que los cubanos sintieran la necesidad de otra preparación y organización mucho mayor. Se promovieron ideas revolucionarias y alentaron a más cubanos a la lucha. Mientras, en Cuba, se reunieron fuerzas para el alzamiento.

#### José Martí y la Guerra Necesaria (1895-1898)

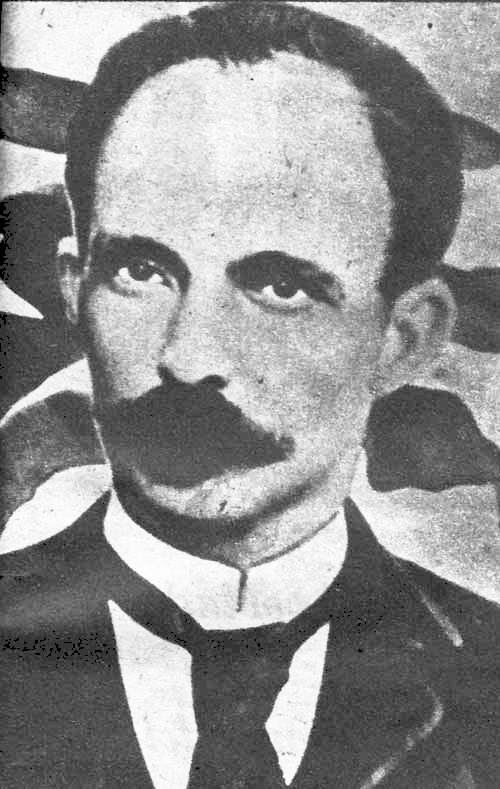
El héroe nacional José Martí (1853-1895).

José Martí fue la figura cimera del siglo XIX cubano y continental. Su ideario político-social trascendió las fronteras de su patria, marcando pautas que condujesen a América Latina a su "segunda independencia". Con la creación del Partido Revolucionario Cubano, concebido como la organización única de todos los independentistas cubanos que debía conseguir los medios materiales y humanos para la nueva empresa emancipadora, y su labor como periodista de talla universal, impulsó una labor de esclarecimiento y unificación, centrada en los núcleos de emigrados cubanos, principalmente en Estados Unidos, pero con amplia repercusión en la isla. Martí impulsó una tremenda renovación dentro de las letras hispanas de fines de la centuria.
El 24 de febrero de 1895, mediante un levantamiento simultáneo en Oriente y Matanzas, se reanuda la lucha independentista. Aunque hubo levantamientos en Bayate, Guantánamo, El Cobre, Ibarra, etc., el hecho pasa a la historia como el "Grito de Baire".
Martí y Gómez, antes de partir para Cuba desde la República Dominicana, firmaron el Manifiesto de Montecristi, redactado por el primero. Este documento es considerado el programa de la revolución en la Guerra Necesaria. Martí señala que esa guerra es continuación de la anterior y que también expresa la necesidad de hacer una República nueva con iguales derechos para todos. Al final destaca el significativo latinoamericanismo de la guerra en Cuba.
Tras arribar a Cuba el 1.º y 11 de abril, los tres grandes de la tercera guerra de independencia (Maceo, Gómez y Martí) se reunieron el 5 de mayo en La Mejorana y, por encima de las diferencias de enfoques, organizaron la guerra y aprobaron el plan de invasión a Occidente. El 19 de mayo de 1895 Martí cayó mortalmente herido en la batalla de Dos Ríos, a los 42 años de edad. Fue una pérdida irreparable para los independentistas cubanos.
Durante el verano de 1895 se extendió la lucha a Oriente, Camagüey y Las Villas. En Oriente, Maceo obtuvo victorias en los combates de El Jobito, Peralejo y Sao del Indio. En Camagüey vence Gómez en los combates de Altagracia y La Larga. En Las Villas se alzan Carlos Roloff y Serafín Sánchez.
El 16 de septiembre de 1895 se produjo la Asamblea de Jimaguayú, como su paralela de Guáimaro (1869), que redactó una nueva "Constitución de la República en Armas". En ella se eligió un poder civil más reducido y práctico formado por un consejo de gobierno compuesto por un presidente (Salvador Cisneros Betancourt), un vicepresidente y cuatro secretarios. Este gobierno civil tenía atribuciones sobre los asuntos políticos y económicos pero con facultades limitadas sobre lo militar. Se planteó que tanto esta Constitución como los acuerdos de esta asamblea tendrían vigencia solo por dos años cuando se convocaría a otra asamblea.
Entre el 22 de octubre de 1895 y el 22 de enero de 1896 se produjo una de las páginas más épicas de las guerras de independencia: la Invasión a Occidente. Maceo partió desde Mangos de Baraguá con 1400 hombres y, al llegar a Camagüey, ya contaba 2500. Cuando cruzaron la Trocha de Júcaro a Morón se encontraron con Gómez, con quien constituyeron el Ejército Invasor. En Las Villas combaten en la batalla de Mal Tiempo, la más importante de la guerra, mientras que en Matanzas ejecutan la contramarcha o Lazo de la Invasión, ardid que les permitió cruzar el Occidente con más facilidad. En La Habana, ya en enero de 1896, Maceo partió a Pinar del Río y Gómez quedó protegiéndolo con la Campaña de la Lanzadera. En Pinar del Río, Maceo sostuvo combates en Las Taironas y llegó al poblado occidental de Mantua victorioso.
Valeriano Weyler sustituyó a Martínez Campos como capitán general de la isla, ordenando el Bando de Reconcentración que obligaba a miles de campesinos a trasladarse a pueblos y ciudades con el objetivo de aislar a los insurrectos en las zonas rurales. Aunque desde posiciones cubanas se señalan las víctimas de la reconcentración en números superiores a 250 000, otros datos apuntan a 300 000 desplazados y 100 000 fallecidos víctimas de hambre, hacinamiento y enfermedades.
Mientras, dirigida por Maceo, se desarrolló la Campaña de Occidente para consolidar las posiciones ganadas en la invasión, con los combates de Río Hondo, El Rosario y El Rubí. En Camagüey, Gómez venció en la batalla de Saratoga, y Calixto García en la toma del Fuerte San Marcos.
El 7 de diciembre de 1896 se produce la segunda gran pérdida para los independentistas cubanos: muere en el combate de San Pedro el general Antonio Maceo, a los cincuenta y un años de edad.
Entre 1897 y 1898, Gómez dirigió la Campaña de La Reforma en territorio villareño para atraer soldados españoles y aliviar el frente occidental que había perdido a Antonio Maceo el 7 de diciembre de 1896. Esta campaña consistía en emplear la guerra de guerrillas, la guerra de desgaste con emboscadas y ataques relámpago de pequeños grupos para desorientar al enemigo y llevarlos a terrenos pantanosos (manigua) para vencerlos por enfermedades y agotamiento. Cerca de 4000 insurrectos ponen fuera de combate a 25 000 soldados españoles.
Desde Oriente, Calixto García tomó las ciudades de Victoria de Las Tunas, Guisa, Jiguaní y Santa Rita con una eficiente dirección de la artillería mambisa. Mientras tanto, en Occidente se produjeron miles de acciones de mediana y pequeña escala. La suerte del colonialismo español estaba echada.

#### Guerra hispano-cubano-estadounidense (1898)
Entre finales de 1897 y comienzos de 1898 se instauró en Cuba el autogobierno autonómico. Las fuerzas cubanas ganaban cada vez más terreno y el ejército español se debilitaba rápido. En esa situación, se produjo la intervención militar de los Estados Unidos.
En 1898 el acorazado estadounidense Maine se hundió en la Bahía de La Habana el 15 de febrero, debido a una explosión provocada por un atentado de bandera falsa, para así intervenir en la guerra. El conflicto concluyó con la firma de un tratado de paz, el Tratado de París, firmado el 10 de diciembre de 1898 entre España y los Estados Unidos. En virtud del mismo, Estados Unidos recibió, de manos de España, el control absoluto de Cuba, Puerto Rico, Filipinas y la isla de Guam.

#### Primera intervención estadounidense (1898-1902)
El 1 de enero de 1899 se iniciaba la ocupación de Cuba por los Estados Unidos a través del gobierno, que decretaba órdenes militares.

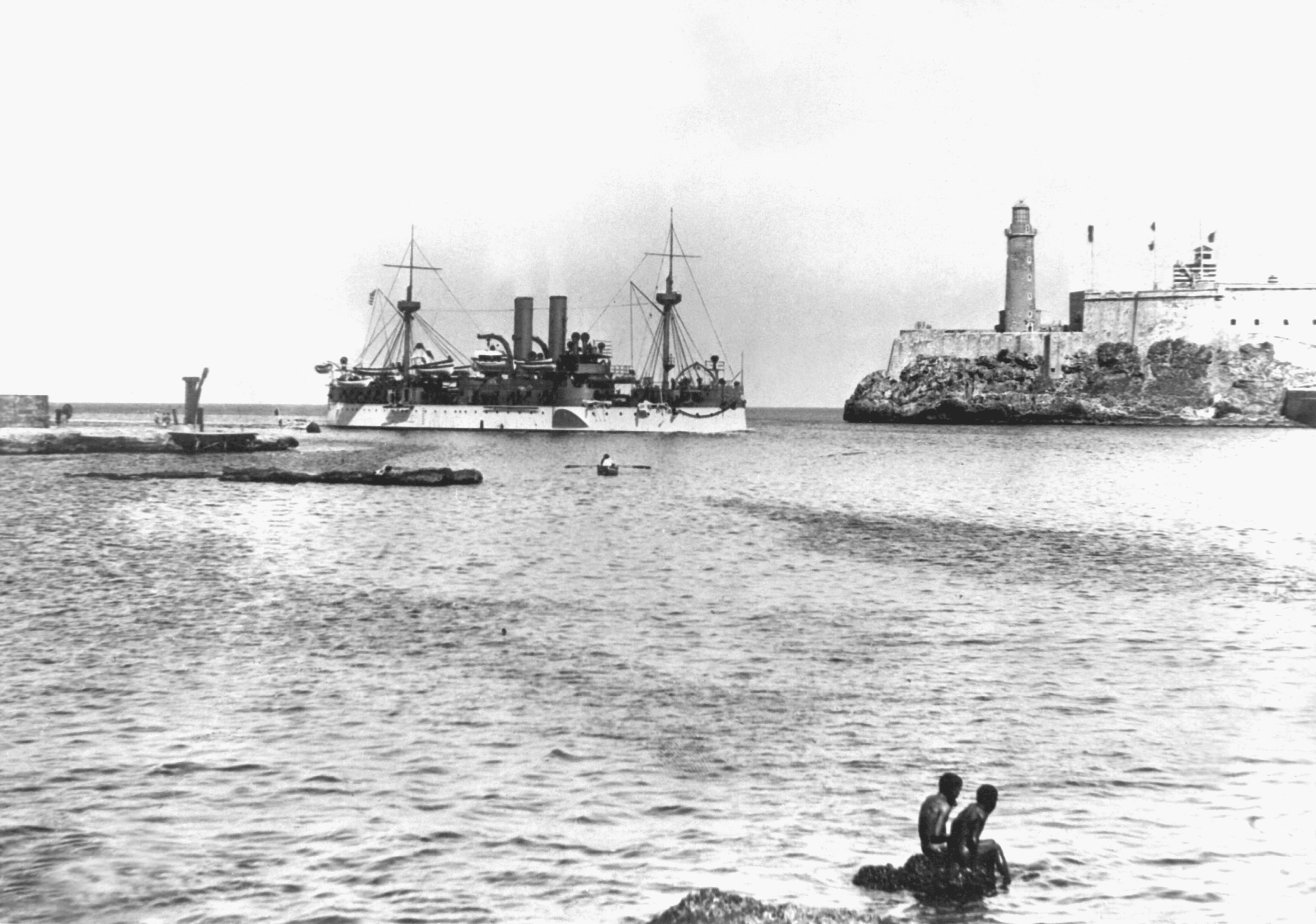
El acorazado Maine entrando en la bahía de La Habana.

Durante este período el gobierno interventor dirige sus acciones en dos aristas: la primera fue tratar de recuperar al país de las secuelas de la guerra. Para esto destinó auxilios directos a la población en alimentos y medicinas, ideó el plan de saneamiento de la isla y la creación de nuevas escuelas públicas.
La segunda fue asegurar su situación privilegiada con respecto a Cuba en la futura etapa republicana. Para ello, rebaja los aranceles a productos estadounidenses que invadirán el mercado interno cubano; crea la Ley de Deslindes y división de haciendas comunales, mediante la cual el Estado se apropiaría de tierras que serían vendidas a empresas estadounidenses privadas; con la Ley ferrocarrilera favorecería las inversiones estadounidenses en esa esfera y desplazaría a los ingleses y, asimismo, mediante concesiones mineras, las compañías estadounidenses obtendrían el derecho de explotar minas en Cuba.

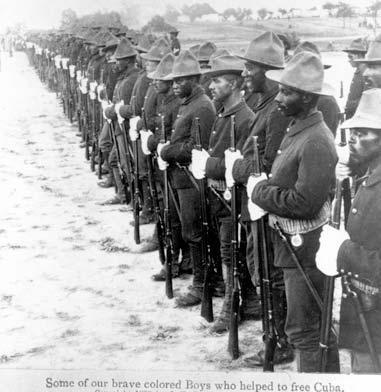
Afroestadounidenses de la Décima división de Caballería enviados por Estados Unidos a Cuba..

Mediante la Ley militar n.º 301 del 25 de julio de 1900 el gobierno llama a una convocatoria a elecciones de delegados para la Asamblea Constituyente. El sistema electoral que se aplicó se basaba en el sufragio ilustrado (solo podían votar los que sabían leer y escribir) y censitario (los electores debían tener 250 pesos o más en propiedades).
La asamblea constituyente redactó y aprobó la Constitución de 1901 de carácter liberal-democrático. La Constitución de 1901 contenía las partes clásicas de toda constitución: la dogmática relativa a los derechos individuales que había conquistado y consagrado la Revolución francesa; la orgánica referente a la estructura, funciones y derechos de la organización estatal y la cláusula de reforma (Artículo 115).
En esencia se estableció un régimen republicano y representativo, estructurado en la célebre división de poderes de Montesquieu. El legislativo se componía de un Senado y una Cámara de Representantes (sistema bicameral), un poder judicial con una relativa independencia, haciendo a sus componentes inamovibles, pero dependientes del ejecutivo y a veces también del legislativo en cuanto a sus nombramientos.
Como parte de esta constitución la asamblea debía proveer y acordar con el gobierno de Estados Unidos lo referente a las relaciones que deberían existir entre ambos gobiernos. En medio de los trabajos de la comisión cubana encargada de dictaminar sobre las futuras relaciones entre Cuba y los Estados Unidos, el congreso estadounidense aprueba la Enmienda Platt, con la que el gobierno de Estados Unidos se otorgaba el derecho a intervenir en los asuntos internos de la isla cuando lo entendiera conveniente.
A pesar de la oposición de los delegados a la asamblea constituyente, la presión estadounidense, que colocaba a los cubanos ante la disyuntiva de tener una república con la enmienda o continuar la ocupación, logró que esta quedara definitivamente aprobada por los cubanos el 12 de junio de 1901.

### República (1902-1959)

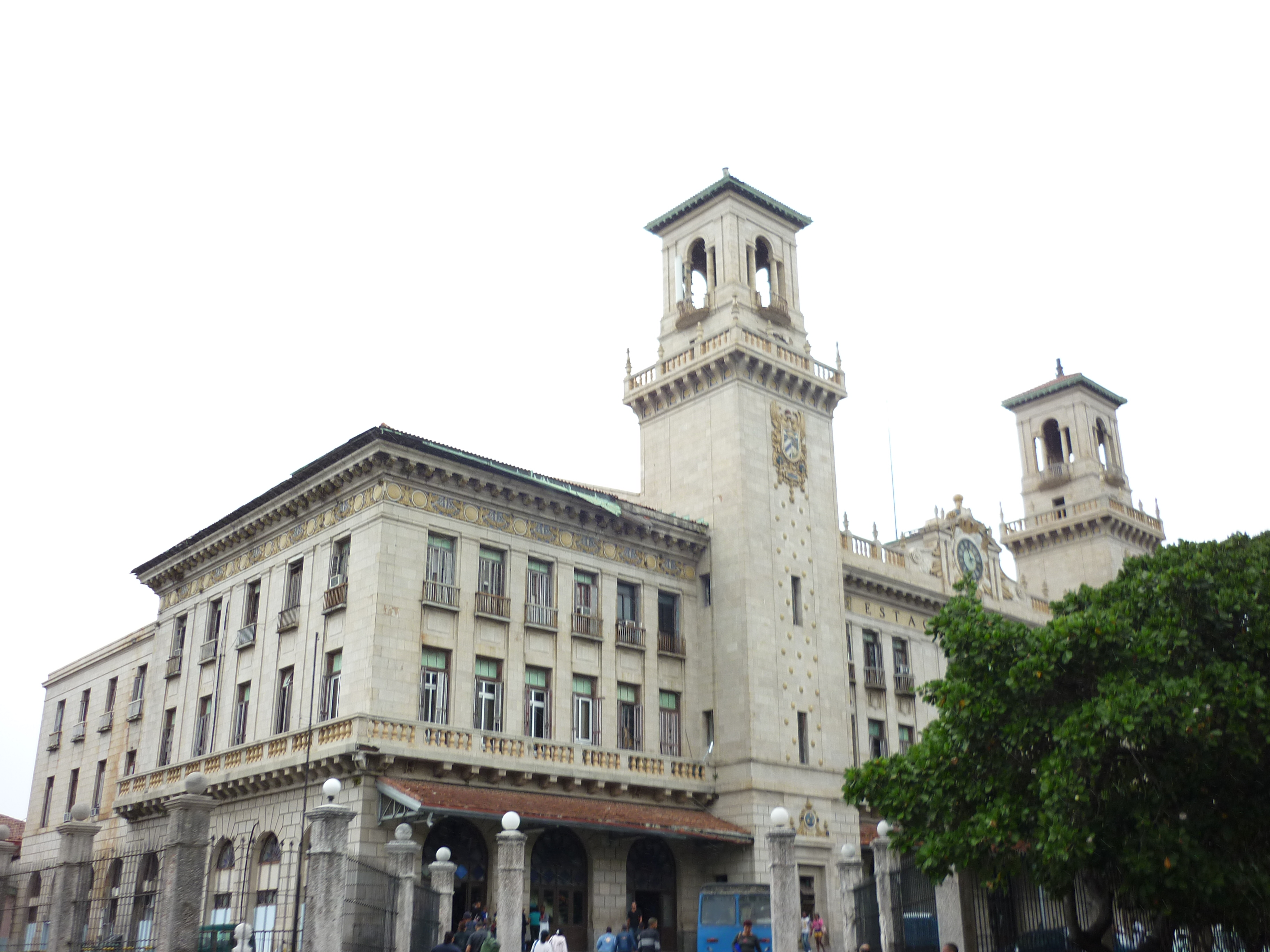
Estación Central de La Habana concluida en 1912

#### Primeros años (1902-1925)
El 20 de mayo de 1902 nace la República de Cuba siendo electo Tomás Estrada Palma como su primer presidente. A este primer gobierno correspondería la tarea de formalizar los vínculos de dependencia con Estados Unidos. Aunque fue criticado por ello, logró su reelección; lo que provocó la sublevación del opositor Partido Liberal desencadenando un segundo gobierno militar estadounidense en Cuba (1906-1909), tras la cual los estadounidenses crean el ejército permanente cubano, para no tener que volver a ocupar el país en un futuro.
La economía cubana había crecido muy rápidamente durante las dos primeras décadas del siglo, estimulada por la favorable coyuntura creada por la reciente guerra mundial. No obstante, ese crecimiento se basaba de modo casi exclusivo en el azúcar y en las relaciones mercantiles con Estados Unidos. Por otra parte, los capitales estadounidenses que habían afluido a la isla con ritmo ascendente eran los principales beneficiarios del crecimiento, puesto que controlaban el 70 % de la producción azucarera, además de su infraestructura y negocios colaterales.[cita requerida]
La fragilidad del bienestar económico derivado de este proceso se puso de manifiesto en 1920, cuando una brusca caída en el precio del azúcar provocó un crac bancario que supuso la bancarrota de las instituciones financieras cubanas.
El movimiento obrero, cuyas raíces se remontaban a las décadas finales del siglo XIX, había seguido también un curso ascendente que más tarde llegaron a constituir una verdadera oleada debido a la inflación generada por la Primera Guerra Mundial. En el Primer Congreso Obrero Independiente (1920) los obreros de diferentes tendencias políticas toman un acuerdo de gran importancia: la creación de la Federación Obrera de La Habana. Fue un paso de avance organizativo e ideológico en el que se destaca el líder obrero Alfredo López Rojas, lo que desembocará en la fundación, en 1925, de la Confederación Nacional de Obreros de Cuba (CNOC), la primera organización obrera de carácter nacional que se propuso la lucha económica, la organización del movimiento obrero y el desarrollo de la conciencia de los trabajadores.

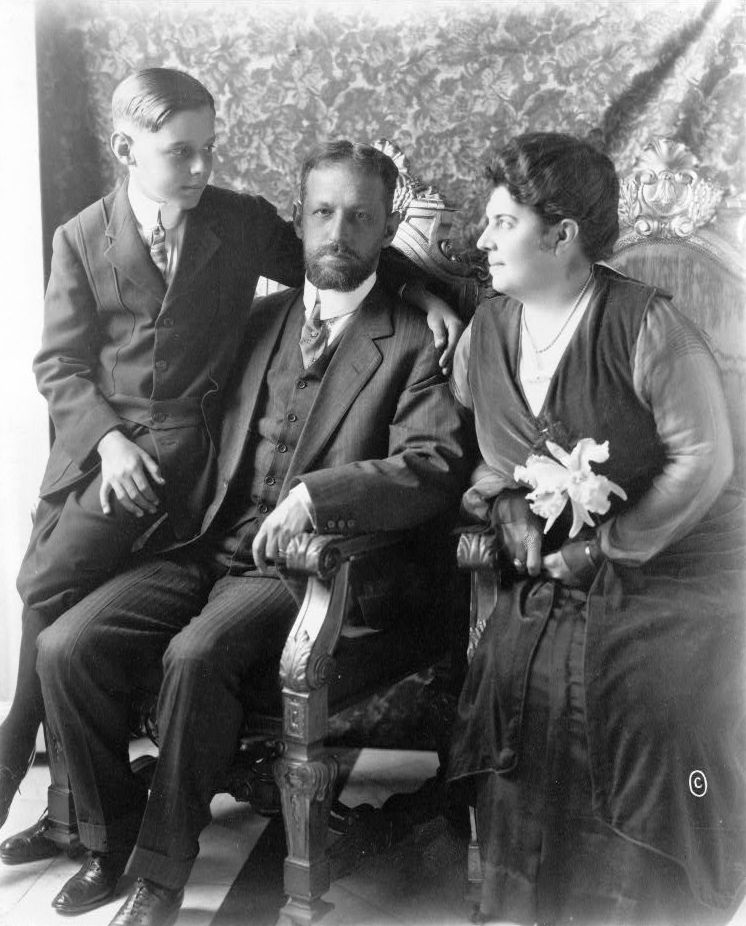
El presidente Mario García Menocal con su esposa e hijo.

A la par de los obreros, pero en una escala mucho mayor, se desarrolla un movimiento estudiantil e intelectual que se inicia el 20 de diciembre de 1922 con la fundación de la Federación Estudiantil Universitaria (FEU). Uno de sus fundadores, Julio Antonio Mella, quien asume el cargo de secretario y luego el de presidente, será el gran líder de esta etapa histórica.
En marzo de 1923 un grupo de intelectuales liderados por Rubén Martínez Villena protestan públicamente por la compra fraudulenta del convento de Santa Clara, realizada por políticos del gobierno de Zayas. Este hecho, conocido como la "Protesta de los Trece", marcó el inicio en Cuba del movimiento de intelectuales que comenzarán a participar en las luchas políticas del país. De él se derivaron los grupos Falange de Acción Cubana y el Grupo Minorista, con la figura de Villena y otros.

#### Gobierno de Gerardo Machado (1925-1933)
El ascenso de Gerardo Machado a la presidencia en 1925 representó la alternativa de la oligarquía frente a la crisis latente. El nuevo régimen intentó conciliar en su programa económico los intereses de los distintos sectores de la burguesía nacional y el capital estadounidense, ofreciendo garantías de estabilidad a las capas medias y nuevos empleos a las clases populares, todo ello combinado con una selectiva pero feroz represión contra adversarios políticos y movimientos opositores.
Bajo esta aureola de eficiencia administrativa, el gobierno intentó poner coto a las pugnas de los partidos tradicionales, pero después se fue creando descontento entre los partidos. Con ese consenso inicial logrado, Machado decidió reformar la constitución para permanecer en el poder por seis años.
Machado gobernó con una política represiva, materializada en encarcelamientos y torturas. Fueron asesinados, entre otros, los líderes Alfredo López Rojas y Julio Antonio Mella. Ilegalizó la CNOC y persiguió al movimiento obrero revolucionario.
En este contexto, se fue conformando una crisis generalizada, incrementada por la Gran Depresión entre 1929 y 1933, cuyos efectos en Cuba agravaron el panorama existente generando una situación revolucionaria. Casi todas las facciones de la sociedad se organizaron para hacer frente a Machado, abarcando un amplio espectro político.
El 20 de marzo de 1930 se realizó una huelga general en la que participaron doscientos mil obreros bajo la consigna "¡Abajo Machado!". Esta huelga es considerada el inicio de la revolución antimachadista junto con la Tángana estudiantil de septiembre de 1933, sucesos que culminaron en agosto de 1933 con otra huelga general. Como resultado de estas presiones, el 12 de agosto de 1933, Machado huyó del país.

#### Revolución del Treinta (1933-1940)
La mediación del embajador estadounidense Sumner Welles no pudo evitar la caída de Machado, pero sí impidió el triunfo popular: Welles le sale al paso a la huelga y, apoyado por el partido ABC, impone como presidente a Carlos Manuel de Céspedes y Quesada que gobernará del 13 de agosto al 4 de septiembre de 1933.

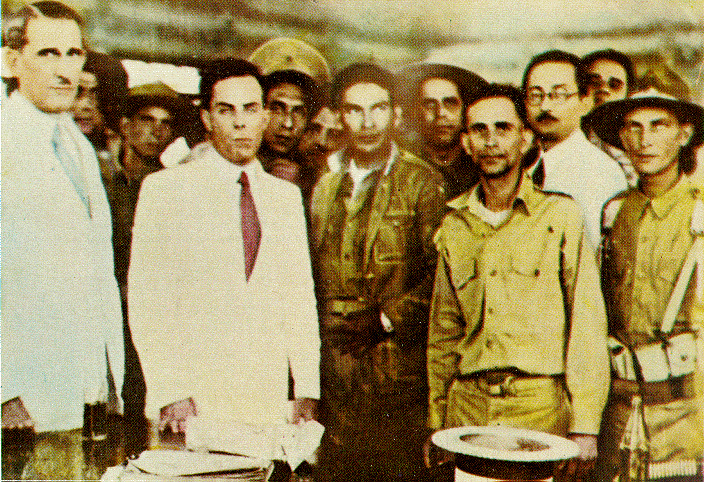
Los líderes de la revolución de los sargentos de 1933: Dr. Ramón Grau San Martín, Sergio Carbó y el sargento Fulgencio Batista.

El 4 de septiembre de 1933, Céspedes fue destituido mediante un golpe de Estado por el sargento Fulgencio Batista. Esta sublevación tiene el apoyo del Directorio Estudiantil, y Batista se convierte en jefe del ejército con el grado de coronel. Este golpe de Estado crea el Gobierno de la Pentarquía que durará apenas cinco días, desde el 5 hasta el 10 de septiembre de 1933. 
Bajo la autoridad del Directorio Estudiantil y Batista, la Pentarquía se transformó en el Gobierno de los Cien Días. Este gobierno, encabezado por Ramón Grau San Martín como presidente y Antonio Guiteras como secretario de gobernación, critica y se opone a la Enmienda Platt, tomando medidas de marcado carácter popular. Sin embargo, a pesar del gran apoyo popular del que gozaba, fue derrocado el 15 de enero de 1934, debido a la oposición del coronel Fulgencio Batista, jefe de las fuerzas armadas, y el no reconocimiento del gobierno de Grau por Estados Unidos.
Entre 1934 y 1936 se sustenta una fragilidad política que se materializa en la toma de poder de cuatro presidentes en dos años. También se mantiene la política militarista y represiva de Batista como jefe del ejército. Se moderniza el ejército y las técnicas represivas: es ahogada en sangre la huelga general de marzo de 1935 y, el 8 de mayo de ese mismo año, Guiteras es ultimado a balazos por las fuerzas de Batista.

#### Constitución de 1940 y gobiernos auténticos (1940-1952)
El período de 1937-1945 resulta de marcada estabilidad política y grandes cambios democráticos en el país. Entre estos cambios se encuentran la amnistía general para los presos políticos —mediante la cual fueron liberadas tres mil personas en el año 1937—, la legalización de partidos de oposición, el restablecimiento de la autonomía universitaria en 1939 y, fundamentalmente, la convocatoria a una asamblea constituyente en 1939, que aprobó y redactó la Constitución de 1940.
El 10 de octubre de 1940 entró en vigor la nueva constitución, confeccionada con la intervención de todos los sectores políticos del país. La convención constituyente estuvo integrada por 76 delegados representando a nueve partidos políticos. Con esta nueva carta magna, que recogía importantes reivindicaciones populares, se abrió un nuevo período de legalidad institucional; fue esta una de las constituciones más avanzadas de su época. El primer gobierno de esta etapa estuvo presidido por Fulgencio Batista, cuya candidatura había sido respaldada por una coalición de fuerzas en la que participaban los comunistas.

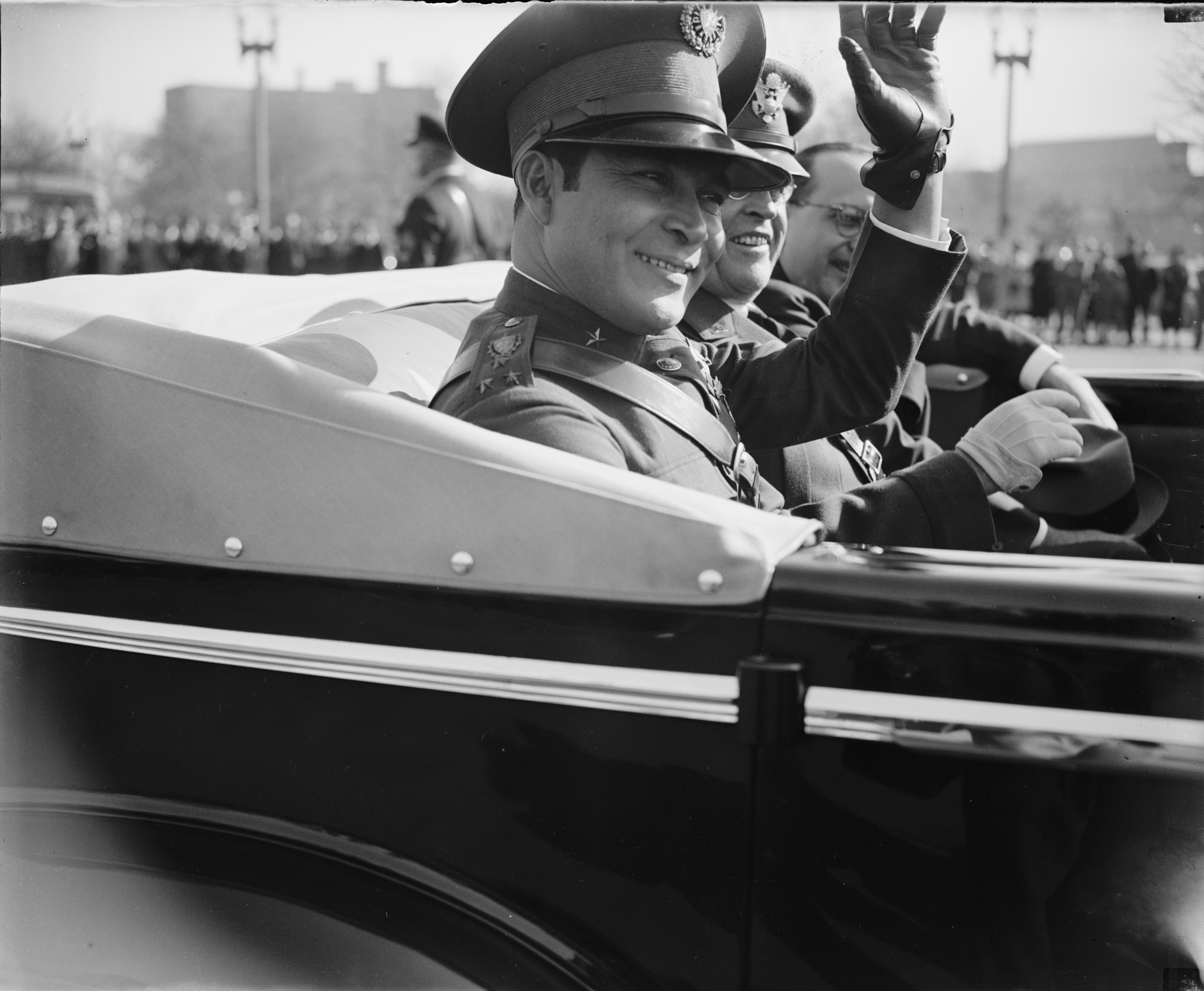
Batista durante una visita a Washington D. C. en 1938.

Durante el gobierno de Batista, la situación económica experimentó una mejoría propiciada por el estallido de la Segunda Guerra Mundial (1939-1945). Esta coyuntura beneficiaría todavía más a su sucesor, Ramón Grau San Martín, quien resultó electo en 1944 gracias al amplio respaldo popular que le granjearon las medidas nacionalistas y democráticas dictadas durante su anterior gobierno.
Sin embargo ni Grau, ni Carlos Prío Socarrás (1948-1952) —ambos líderes del Partido Revolucionario Cubano Auténtico—, fueron capaces de aprovechar las favorables condiciones económicas de sus respectivos mandatos. Ambos gobiernos se caracterizaron por la represión política con sucesivos asesinatos de líderes opositores como los dirigentes obreros y campesinos Jesús Menéndez, Sabino Pupo Milián y Aracelio Iglesias, aplicando una fuerte censura de prensa mediante el decreto "Mordaza" y fomentando la creación de grupos gansteriles que controlaron el negocio de la droga, la prostitución y los juegos prohibidos.
Algunos militantes del Partido Auténtico, descontentos con la línea de los gobiernos auténticos, bajo la dirección de Eduardo Chibás, fundan en 1947 el Partido del Pueblo Cubano (Ortodoxo). Como desprendimiento del Partido Revolucionario Cubano Auténtico, el Partido Ortodoxo promete cumplir las promesas traicionadas por los auténticos. El carisma de Chibás fue decisivo en la aceptación del pueblo. Ni siquiera el suicidio de Chibás, en 1951, logró detener el apoyo popular a su partido.

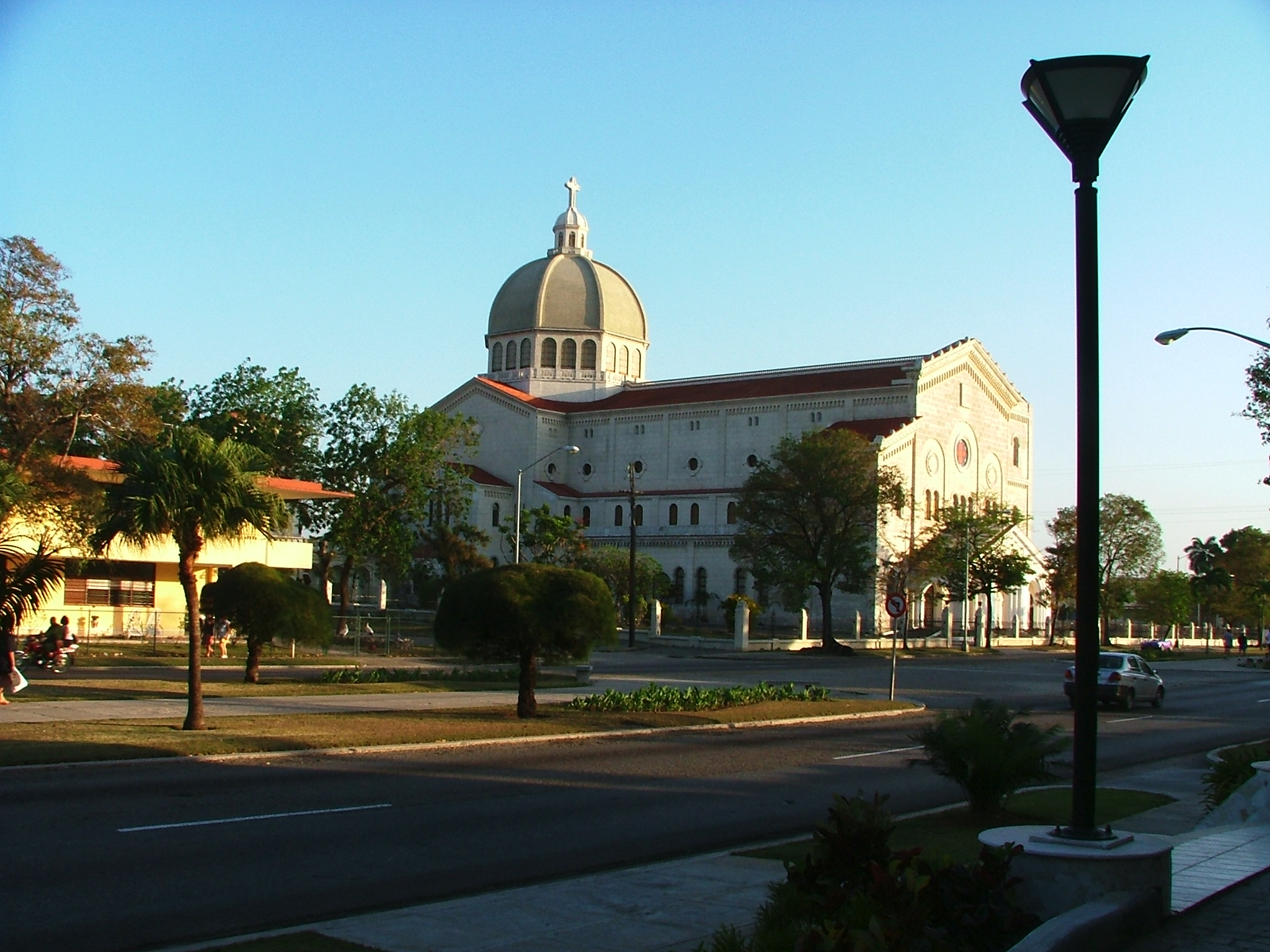
La Iglesia de Jesús de Miramar es la segunda más grande de Cuba. Fue inaugurada el 28 de mayo de 1953, según proyecto de los arquitectos Eugenio Cosculluela y Guido Sutter.

#### Gobierno de Fulgencio Batista (1952-1958)
Fulgencio Batista da el golpe de Estado el 10 de marzo de 1952, a pocos meses de celebrarse elecciones en la isla, en las que era casi un hecho de que saliera electo Roberto Agramonte, del Partido Ortodoxo. La embajada estadounidense comunica al Departamento de Estado de los Estados Unidos que el golpe era una sorpresa, sin embargo el embajador, William Beaulac, confesó más tarde que ya sabía del plan. A las siete de la mañana del mismo 10 de marzo, Batista se entrevista con el coronel Hook, jefe de la misión de la Fuerza Aérea de Cuba, para pedirle que le comunicara al embajador que los acuerdos militares permanecerían vigentes. El golpe se realizó casi sin resistencia de Prío, a pesar de que varios estudiantes universitarios se ofrecieron inmediatamente para protegerlo. El 27 de marzo, Estados Unidos reconoció oficialmente al régimen de Batista. Como subrayó el embajador estadounidense en La Habana, “las declaraciones del general Batista respecto al capital privado fueron excelentes. Fueron muy bien recibidas y yo sabía sin duda posible que el mundo de los negocios formaba parte de los más entusiastas partidarios del nuevo régimen”.
Batista argumentó como razones para el golpe la elevada violencia y corrupción generalizada. Un artículo publicado en New York Daily News en 1958, titulado "Mobster Money Cuban Boom", describía los planes de Batista en conjunto con la mafia estadounidense de construir una red de hoteles y casinos a lo largo de todo el malecón habanero a cambio de una millonaria suma.

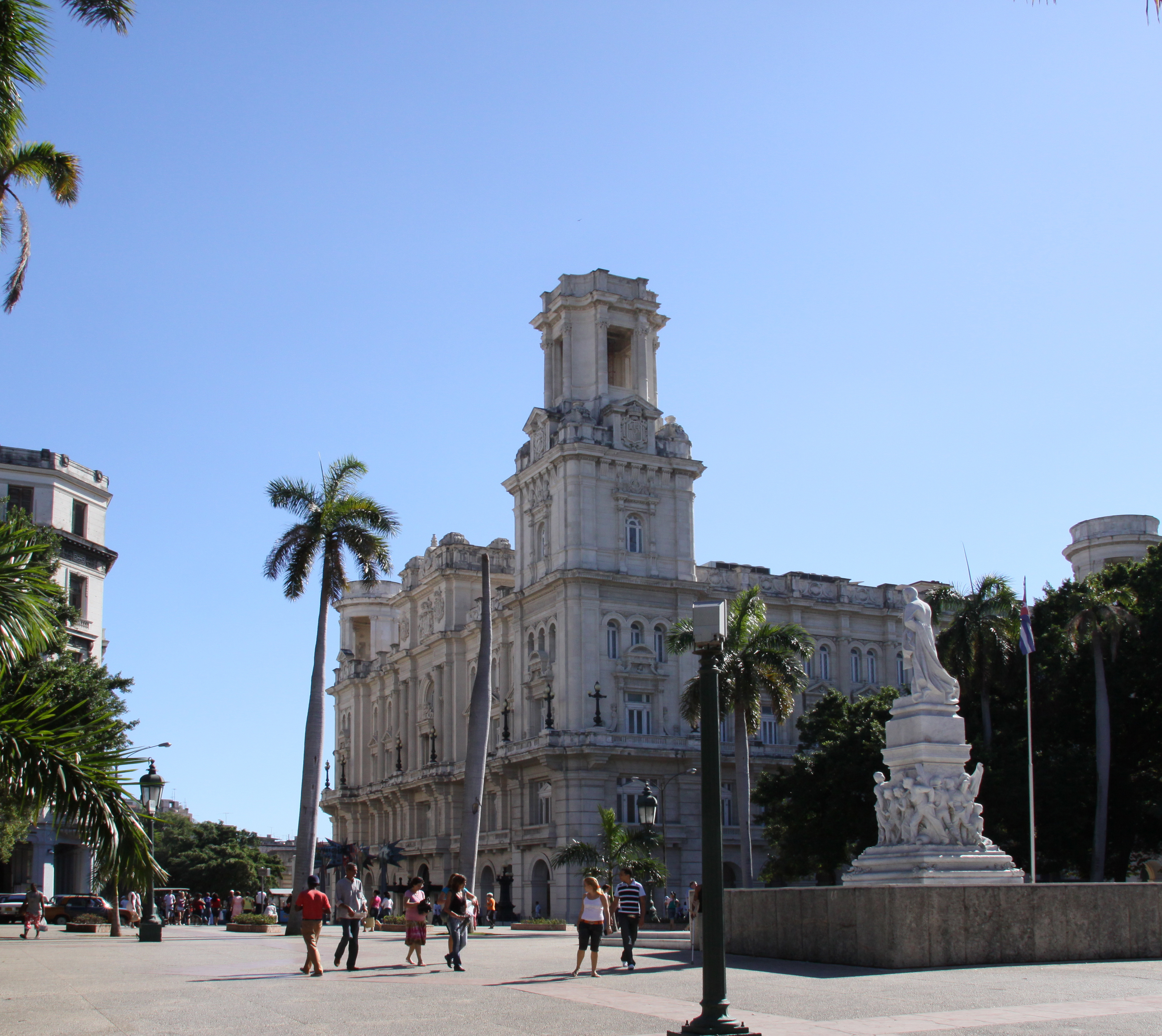
Museo Nacional de Bellas Artes, culminado en 1954.

Además, abrió la inversión estadounidense a la minería en Moa, que el anterior presidente Prío había retenido. Aplicó una política de reducción de zafra que redujo el nivel de ingresos del país, el cual dejó de percibir 400 millones de dólares, creciendo así el desempleo, al tiempo que se redujo el salario real y el poder adquisitivo del pueblo.
Su plan era además el mejoramiento de las relaciones con Estados Unidos, la construcción de obras públicas que embellecieran a las principales ciudades, a través de las cuales desviaba millonarias sumas de dinero y conseguía atraer turismo estadounidense. Durante su gobierno cesó la violencia civil de los años pasados, para ser reemplazada por la violencia de las fuerzas militares y paramilitares. Prosperaron el hambre, la prostitución y los juegos de azar.
El gobierno militar sustituyó al congreso por un consejo consultivo, eliminó la Constitución del 40 y estableció los Estatutos Constitucionales. Liquidó la libertad de expresión, de reunión, de huelga y estableció la pena de muerte. También eliminó la autonomía universitaria. Batista hizo un simulacro de elecciones en 1954, como candidato único en las que, por supuesto, resultó ganador.
Como resistencia al golpe de Estado surge la Generación del Centenario, agrupación de jóvenes que, cumpliéndose el centenario del natalicio de José Martí, fueron abandonando progresivamente la tendencia de los ortodoxos y se inclinaron por la idea de la lucha armada. Fidel Castro selecciona en 1953 a un grupo de más de cien hombres y los recluta para un nuevo plan de alzamiento. Luego de meses de entrenamiento, deciden que era momento de asaltar el Cuartel Moncada.

### Revolución y socialismo (1959-presente)

#### Lucha armada y guerra civil (1953-1959)
Fidel Castro y un grupo de 136 revolucionarios atacaron el 26 de julio de 1953 los cuarteles militares Moncada (segunda unidad militar de importancia del país) y Carlos Manuel de Céspedes, en Santiago de Cuba y Bayamo, respectivamente. Al fracasar esta acción, 55 de los asaltantes fueron asesinados por los soldados de Batista y hechos pasar como bajas del combate, y otros fueron encarcelados, entre ellos Fidel, su hermano Raúl, y Juan Almeida. Debido a la presión popular y a la madre de Fidel Castro, que tenía relaciones de amistad con la entonces primera dama, y la intervención del entonces obispo de Santiago de Cuba, Batista ofrece una amnistía a los presos políticos en 1955. Fidel Castro y sus compañeros viajan a México, donde se reorganizan bajo el nombre de Movimiento 26 de Julio.

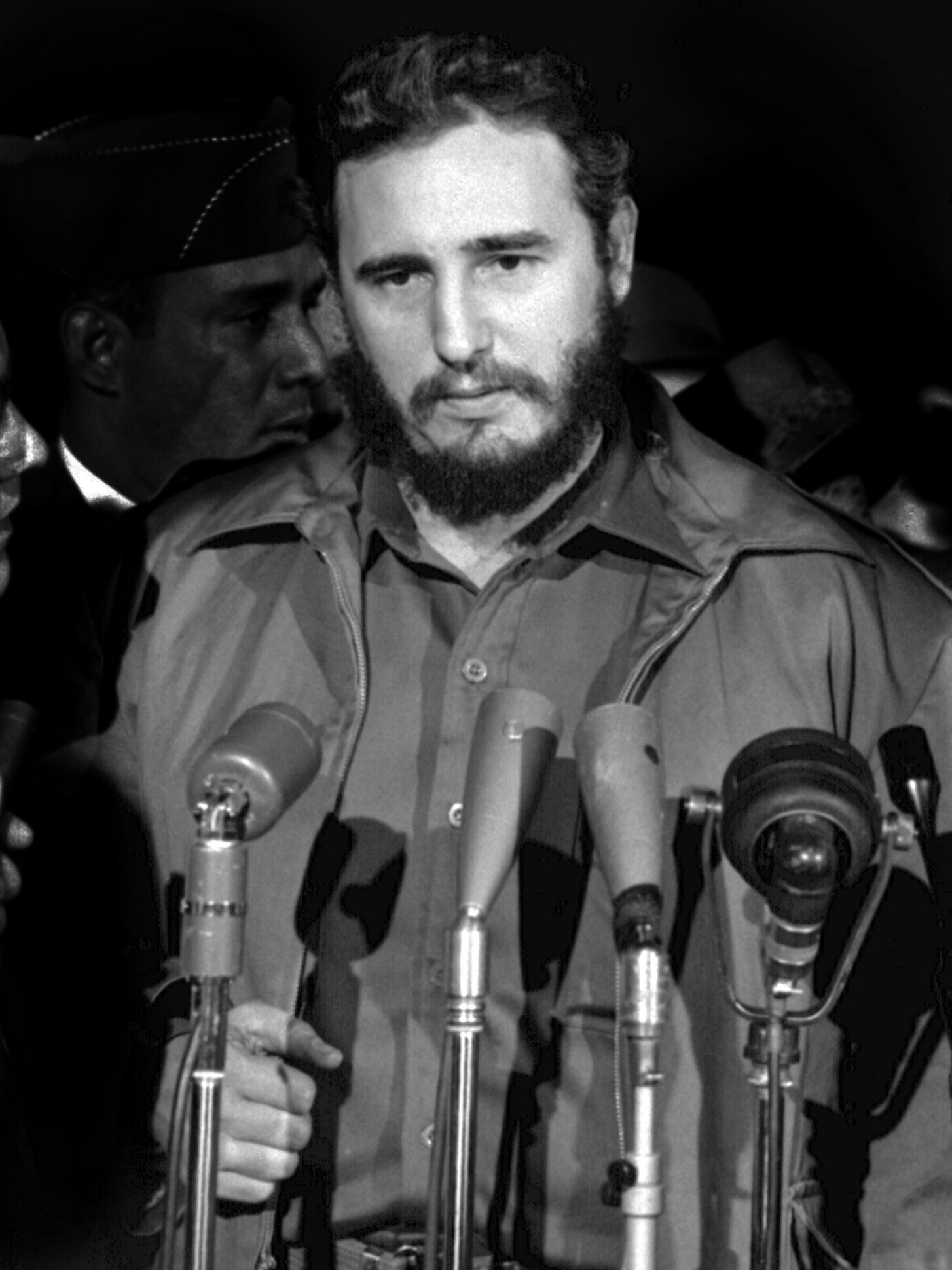
Fidel Castro, líder de la Revolución cubana.

El 30 de noviembre de 1956 se produce el Alzamiento de Santiago de Cuba organizado por Frank País. Al mismo tiempo debía desembarcar el yate Granma con 82 expedicionarios que habían partido desde México, entre los que se encuentran Fidel Castro, Raúl Castro, el Che Guevara, Camilo Cienfuegos y otros. Pero, por las condiciones de mal tiempo, su llegada se retrasa hasta el 2 de diciembre, desembarcando por la playa de Las Coloradas, una zona rodeada de manglares situada al sur del actual municipio de Niquero, a solo 5 km de Cabo Cruz, en el mismo municipio. Luego de tres días de extenuante recorrido, los 82 expedicionarios son sorprendidos por el ejército de Batista en una zona llamada Alegría de Pío, el 5 de diciembre de 1956, y en la cual se desata un desigual combate, que le serviría como un fatídico bautismo de fuego al naciente Ejército Rebelde, y pasaría a la historia como el combate de Alegría de Pío.
El periodista estadounidense Jules Dubois describió al régimen de Batista: “Batista regresó al poder el 10 de marzo de 1952 y empezó entonces la etapa más sangrienta de la historia cubana desde la guerra de independencia, casi un siglo antes. Las represalias de las fuerzas represivas de Batista costaron la vida a numerosos presos políticos. Por cada bomba que estallaba, sacaban a dos presos de la cárcel y los ejecutaban de modo sumario. Una noche en Marianao, un barrio de La Habana, se repartieron los cuerpos de 98 presos políticos por las calles, acribillados de balas”. El embajador estadounidense Arthur Gardner expresó su punto de vista sobre Fidel Castro en un informe enviado al Departamento de Estado. El líder del Movimiento 26 de Julio era un “gánster” que “iba a apoderarse de las industrias americanas” y “nacionalizarlo todo”. En cuanto al dictador Batista, “dudo de que hayamos tenido mejor amigo que él”. Hacía falta entonces “apoyar al actual gobierno y promover la expansión de los intereses económicos estadounidenses”.
Después, el Ejército Rebelde, luego de su reintegración en Cinco Palmas y todavía diezmado, logra llegar a la Sierra Maestra, en donde se fortalecía cada día más con el apoyo de los campesinos y la ayuda de la clandestinidad. Después de más de dos años de hostilidades contra la dictadura de Batista gana en auge y lleva la lucha a todo el pueblo con el propósito de esparcirla por todo el país y lograr el ansiado triunfo revolucionario.
Fidel ordena al Che Guevara y a Camilo Cienfuegos llevar la guerra hasta Occidente al frente de las Columnas 2 ("Antonio Maceo") y 8 ("Ciro Redondo"), quienes triunfan ante el ejército batistiano en varios combates, entre los cuales se destacan las batallas de Santa Clara y Yaguajay. En la medianoche del 31 de diciembre de 1958, Batista huye del país dejándolo a cargo del general Eulogio Cantillo.

#### Triunfo de la revolución y primeras décadas (1959-1989)
Tras la huida de Fulgencio Batista, se establece un gobierno provisional. Para derrocar a este gobierno, Fidel Castro llama al pueblo a la huelga general. Finalmente, los rebeldes entran en La Habana el 8 de enero de 1959 y, una vez tomado el poder, formaron nuevo gobierno. Como presidente fue nombrado Manuel Urrutia Lleó, y como primer ministro José Miró Cardona. Fidel Castro permanecía como Comandante en Jefe de las Fuerzas Armadas. Se trataba de un gobierno moderado en el que coexistían diversas tendencias.

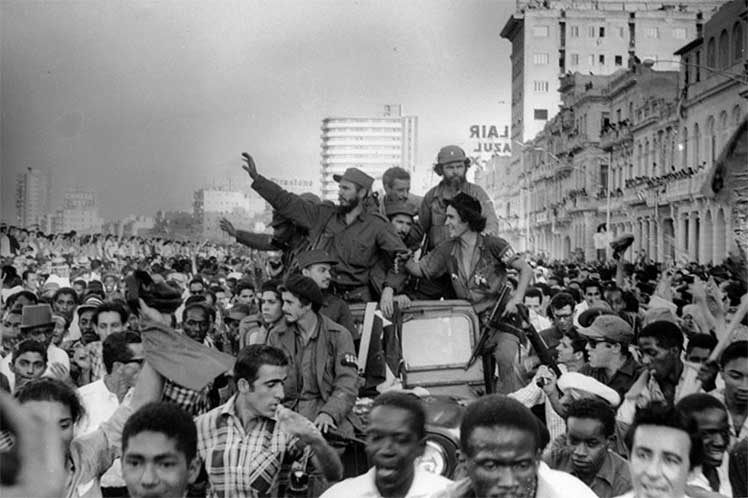
Entrada en La Habana de Fidel Castro y Huber Matos.

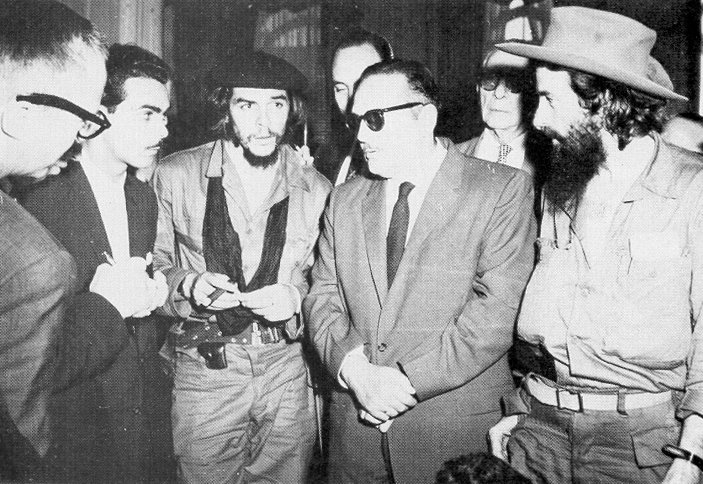
El presidente Manuel Urrutia flanqueado por el Che Guevara (izquierda) y Camilo Cienfuegos (derecha).

Antes de su victoria, Fidel Castro y los líderes de otros movimientos revolucionarios, redactaron el Manifiesto de la Sierra Maestra en el que se comprometieron a "celebrar elecciones generales para todos los cargos del Estado, las provincias y los municipios en el término de un año bajo las normas de la Constitución del 40 y el Código Electoral del 43 y entregarle el poder inmediatamente al candidato que resulte electo". A pesar de haberse comprometido a celebrar elecciones dentro de 18 meses, el gobierno descartaría cumplir con ese compromiso luego del triunfo de la Revolución, planteando que los gobiernos anteriores habían sido perjudiciales para el pueblo de Cuba al hacer que imperaran la corrupción y otros males, además de ser sumisos a los intereses de los Estados Unidos que, supuestamente, intentaría "manipular las elecciones". El 30 de junio de 1974 se celebraron las primeras elecciones en Cuba, si bien fueron del tipo socialista, como establece la ley cubana actual, aunque no estuvieron ausentes de críticas.

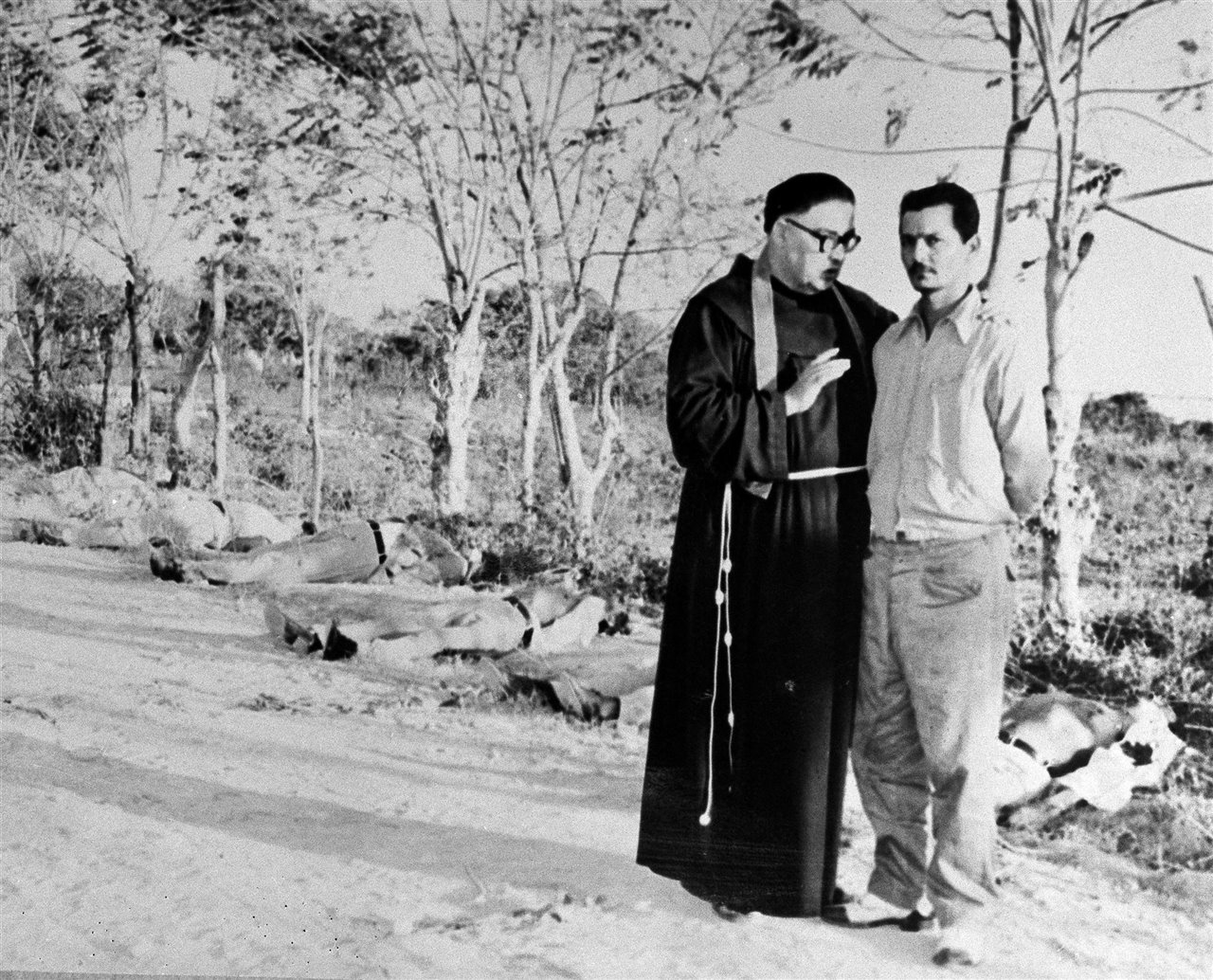
Fusilamiento de Arístidez Díaz. Detrás los cuerpos de otros recientemente fusilados.

Según Amnistía Internacional, entre 1959 y 1987 hubo 237 condenas a muerte oficiales, de las cuales todas menos 21 se ejecutaron. Otras estimaciones del número total de ejecuciones políticas llegan a 4000.
En 1959, el Gobierno Revolucionario comenzó a promulgar una serie de decretos que finalmente llevarían a la eliminación total de la gran y mediana propiedad privada, garantizando propiedad solo sobre inmuebles particulares, bienes de carácter personal y pequeños negocios que no aparecen reflejados claramente en la Constitución de 1976, pero que se permite tener a los cubanos, esto siempre que no excedan cierta cantidad de bienes dictada por el gobierno. El 17 de mayo de 1959 se aprobó la ley de la reforma agraria y de creación del Instituto Nacional de la Reforma Agraria (INRA) que se convertiría en el basamento legal para la 1.ª y la Segunda Ley de Reforma Agraria de Cuba. Se abrió entonces un proceso de expropiaciones y nacionalizaciones que afectaron fuertemente a la clase alta y a las empresas estadounidenses. Esto fue mal recibido por el gobierno estadounidense, que incluso desde antes del triunfo comenzó a tener su diferendo con la lucha cubana. Simultáneamente los sectores más conservadores en el gobierno (José Miró Cardona, Manuel Urrutia Lleó, Rufo López Fresquet) fueron reemplazados, al mismo tiempo que casi toda la clase alta propietaria de las plantaciones e ingenios azucareros y un considerable sector de la clase media abandonaban el país y se instalaban principalmente en Miami. Desde ese momento, más de un millón de cubanos han emigrado de Cuba; la gran mayoría de ellos se han establecido en el sur de Florida (Miami, Hialeah) y Nueva Jersey, mientras otros prefirieron España y Venezuela. También existen pequeñas comunidades en muchas otras partes del mundo.

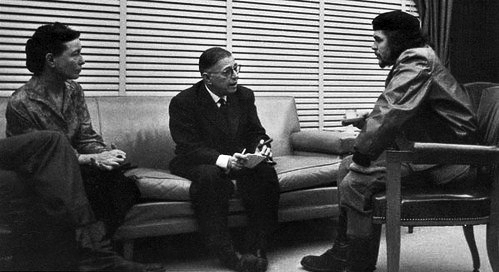
El Che Guevara se entrevista con los intelectuales franceses Simone de Beauvoir y Jean-Paul Sartre.

El 7 de noviembre de 1960 el Che Guevara viajó durante dos meses por Checoslovaquia, la Unión Soviética, China, Corea del Norte y la República Democrática Alemana. Tanto la Unión Soviética como China se comprometieron a comprar la mayor parte de la zafra cubana. Cuando finalizó la visita, Cuba tenía acuerdos comerciales y financieros, además de vínculos culturales, con todos los países del bloque comunista, relaciones diplomáticas con todos menos con Alemania Oriental, y acuerdos de asistencia científica y técnica con todos menos con Albania.
El 3 de enero de 1961, en una de las últimas medidas de su gobierno antes de entregar el poder a John F. Kennedy, el presidente Dwight D. Eisenhower cortó las relaciones diplomáticas entre Estados Unidos y Cuba. El 15 de abril de 1961 aviones estadounidenses con insignias cubanas atacaron los aeropuertos de San Antonio de los Baños, Ciudad Libertad y Santiago de Cuba, causando importantes bajas. Al día siguiente se declaró el carácter socialista de la revolución, siguiendo las ideas de Karl Marx y Vladímir Lenin.
El 17 de abril se produjo una gran invasión en la bahía de Cochinos. Sus participantes eran exiliados cubanos entrenados y armados por la CIA en Nicaragua, que tratarían de derrocar el gobierno. Llevaban cinco barcos mercantes, quince lanchas de desembarco, 1500 hombres fuertemente armados, 16 aviones B-26, 5 tanques, camiones y artillería, pero enfrentarían una fuerza de más de 30 000 hombres bien armados, entrenados y que había recibido informes de inteligencia sobre esta operación.
Rápidamente el gobierno movilizó a las Fuerzas Armadas y para la mañana del 19 de abril la brigada invasora había sido derrotada. A pesar de numerosas acusaciones por parte de Estados Unidos, los prisioneros de la invasión a playa Girón no fueron torturados, aunque muchos reportaron maltratos y vejaciones. Posteriormente fueron cambiados por medicinas y alimentos para niños bajo el eslogan de "Mercenarios por compotas". Cuba comenzó a establecer lazos más fuertes con la Unión Soviética, la cual le brindó apoyo y se convirtió en una gran importadora de su azúcar de caña, junto a otros estados socialistas. El 30 de agosto de 1962 fue neutralizada una conspiración para derrocar al gobierno de Fidel Castro, lo que provocó cientos de arrestos y una gran cantidad de ejecuciones, en lo que fue conocida como la Masacre del 30 de agosto.

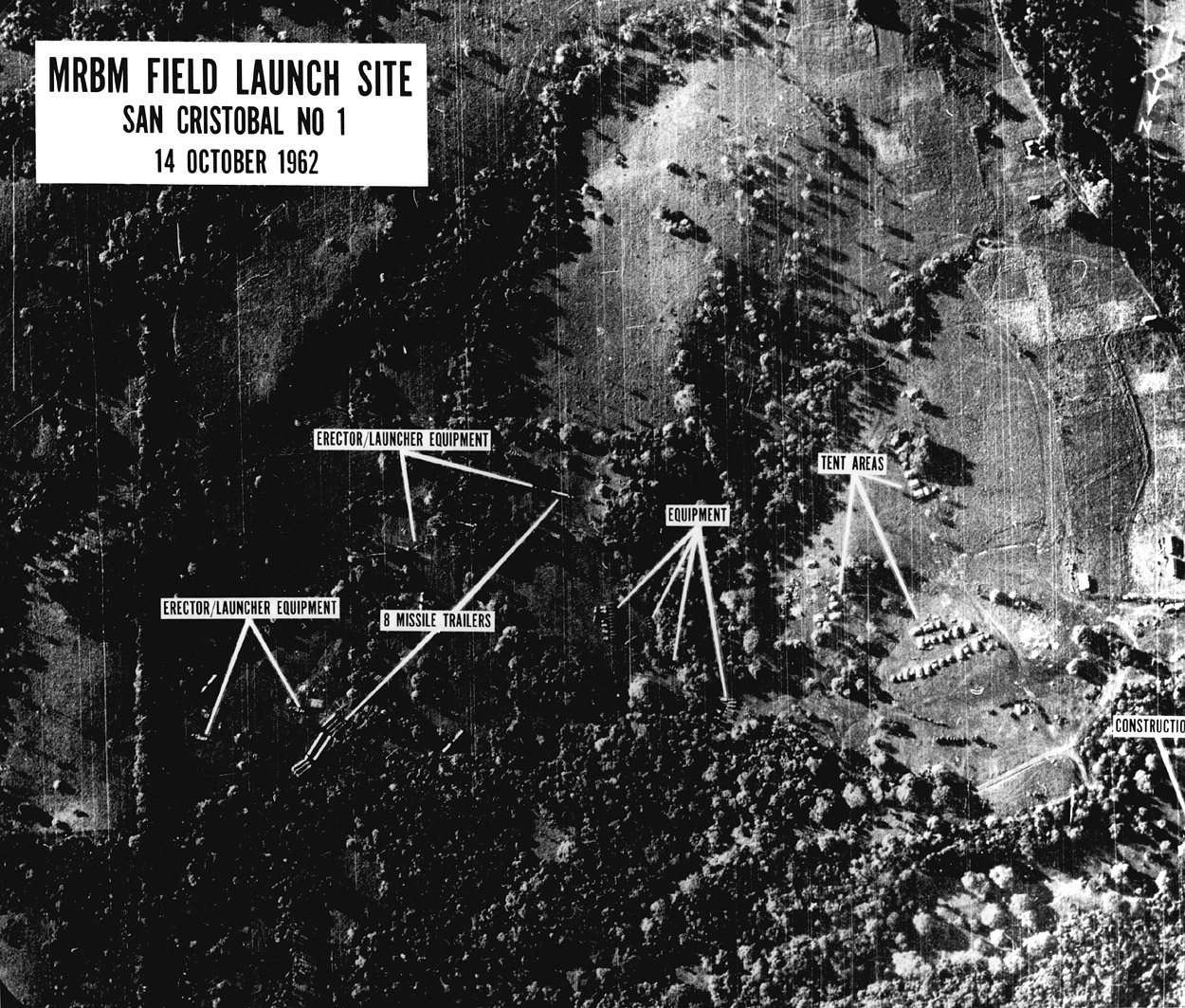
Fotografía aérea tomada por un avión espía U2 de una instalación de misiles en Cuba.

A fines de junio de 1962, la Unión Soviética y Cuba tomaron la decisión de instalar misiles atómicos en Cuba; al recibir la Unión Soviética informe de inteligencia sobre una supuesta invasión directa de los Estados Unidos a la isla; lo que entendían era el único modo de disuadir a Estados Unidos de invadir a Cuba, además de suponer para las relaciones soviético-estadounidenses un paso más en la Guerra Fría (en agosto de 1961 se había construido el muro de Berlín, en febrero de 1962 se había producido el intercambio de prisioneros consecuencia del caso del avión espía U-2, y proseguía la implicación estadounidense en el conflicto de Vietnam). El Che Guevara tuvo una participación activa en la elaboración del tratado entre Cuba y la Unión Soviética, viajando allí a fines de agosto para cerrarlo. El hecho llevaría a la llamada crisis de los misiles de Cuba que puso al mundo al borde de una guerra nuclear y finalizaría con un dificultoso acuerdo entre Kennedy y Nikita Jrushchov, por el cual Estados Unidos se comprometió a no invadir Cuba y retirar los misiles que tenía instalados en Turquía apuntando a la Unión Soviética, y en contraparte la URSS retiraría sus misiles en cuba.

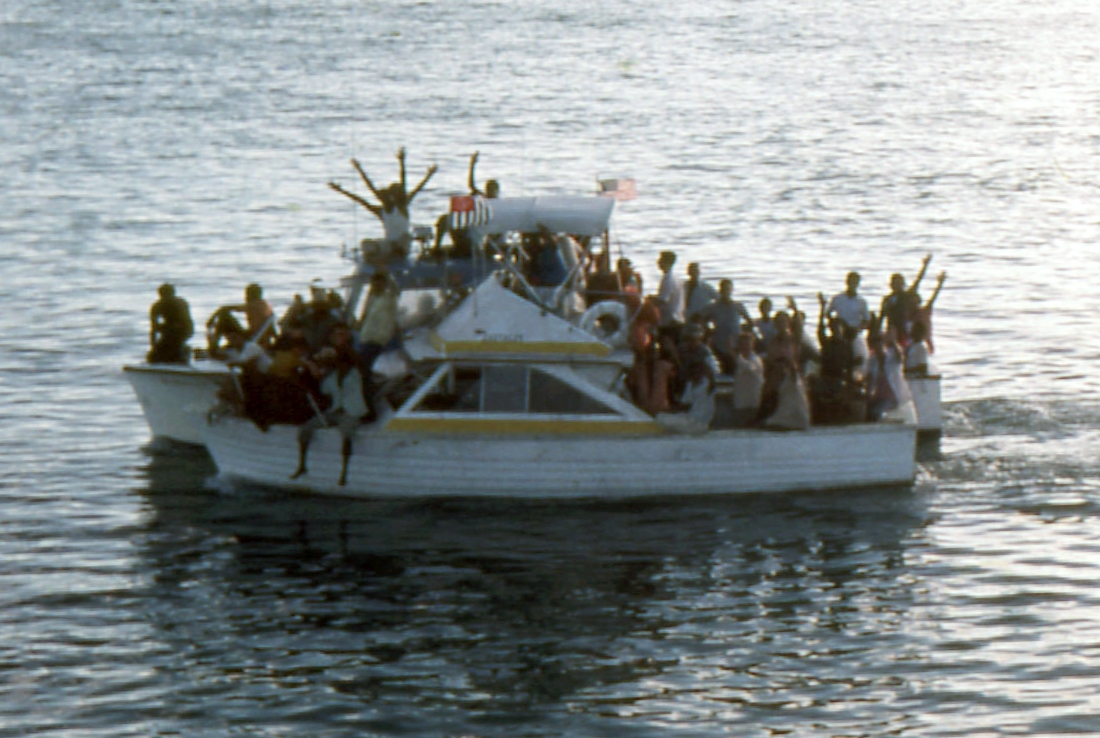
Embarcaciones cubanas abarrotadas rumbo a Estados Unidos.

En el transcurso de la segunda mitad de los años 60 y a lo largo de los años 70, mientras el país avanzaba en el proceso socialista, se cometieron varios errores económicos y políticos que crearon descontento entre la población. Dicha situación desembocó en el éxodo del Mariel en 1980, durante el cual 125 000 cubanos emigraron masiva y desordenadamente hacia Estados Unidos, fundamentalmente por causas económicas. Posteriormente a este proceso, la vida económica y social del país se fue flexibilizando paulatinamente a lo largo de los años 80 y 90. A partir de entonces, la emigración cubana pasa a ser fundamentalmente por causas económicas, en contraste con la emigración de los años 60 y 70, que fue fundamentalmente por causas políticas. Asimismo, los años 80 fueron los de mayor prosperidad económica para la Cuba revolucionaria,[cita requerida] en marcado contraste con los austeros años 70 y los difíciles años 1990. Un estudio comparatista de la emigración cubana desde un siglo y medio como el del académico Salim Lamrani señala que:
"la emigración cubana hacia los Estados Unidos siempre ha sido una realidad histórica, independientemente de la situación política de la isla [...]"
Y que:
"el vecino del norte representa naturalmente una tierra de acogida y de oportunidades por razones geográficas y económicas, donde es posible mejorar su nivel de vida material. Hay que considerar entonces la emigración cubana en el marco de las migraciones económicas de los países del Sur hacia el norte —con la excepción de la de los años 1960 motivada por la llegada del Gobierno revolucionario al poder— y no según un enfoque político o ideológico".
Durante la Guerra Fría, Cuba que quedó aislada del resto de los países americanos a excepción de México, siendo expulsada de la OEA (esta medida fue abolida en junio de 2009), y sumamente dependiente de la Unión Soviética y el bloque comunista. Cuba participó en varias guerras en Asia (Yemen y Siria) y en África (Angola, Etiopía, Congo, Zaire, Guinea-Bisáu, República Árabe Saharaui Democrática) donde derrotó al ejército de Sudáfrica en Angola, influyendo en el derrumbe del apartheid y la liberación de Namibia; también ofreció apoyo económico, logístico y político a varios movimientos guerrilleros de Centroamérica y Sudamérica.

#### Elperíodo especial(1990-2000)

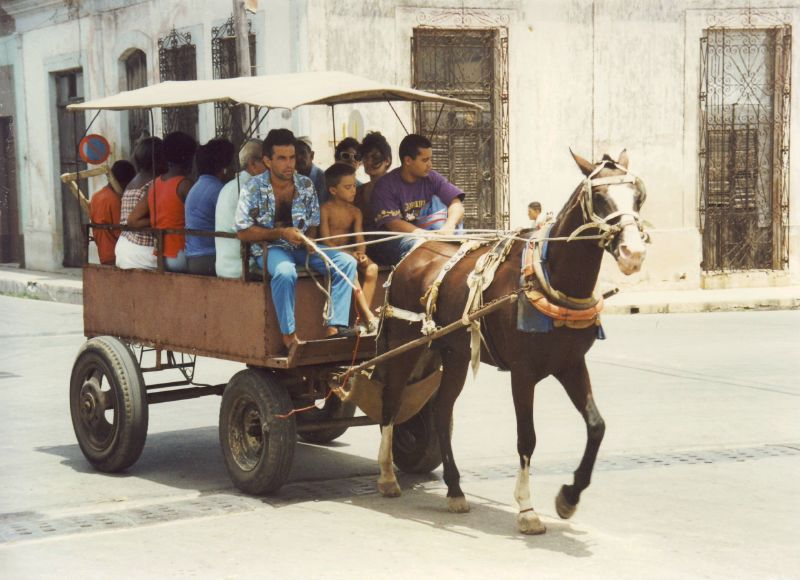
Varadero, en 1994, durante el llamado periodo especial.

Ya desde 1989 se venían presentando los primeros problemas de abastecimiento económico en el país. El muro de Berlín cayó en noviembre de ese año y el CAME se disolvió oficialmente en junio de 1990. Esta situación llevó al gobierno cubano a decretar formalmente el llamado Período especial en tiempo de paz en marzo de 1990, fecha que tradicionalmente se toma como inicio del mismo.
Después de la caída de la Unión Soviética a finales de 1991, la economía de Cuba sufrió una crisis radicalmente acentuada por el colapso del bloque soviético, cuyas economías planificadas desaparecieron, reduciendo radicalmente la entrada de bienes materiales y alimentos. Esa realidad política, combinada con los efectos del bloqueo económico impuesto por los Estados Unidos, esencialmente paralizó la isla porque las estrechas bases económicas de Cuba se concentraban en unos pocos productos con pocos compradores.
La pérdida de los casi 5000 millones de dólares anuales que el gobierno de la Unión Soviética proveía a Cuba como ayuda, en forma de exportaciones garantizadas para el mercado cubano del azúcar y la obtención de petróleo barato, generó un impacto severo para la economía cubana.

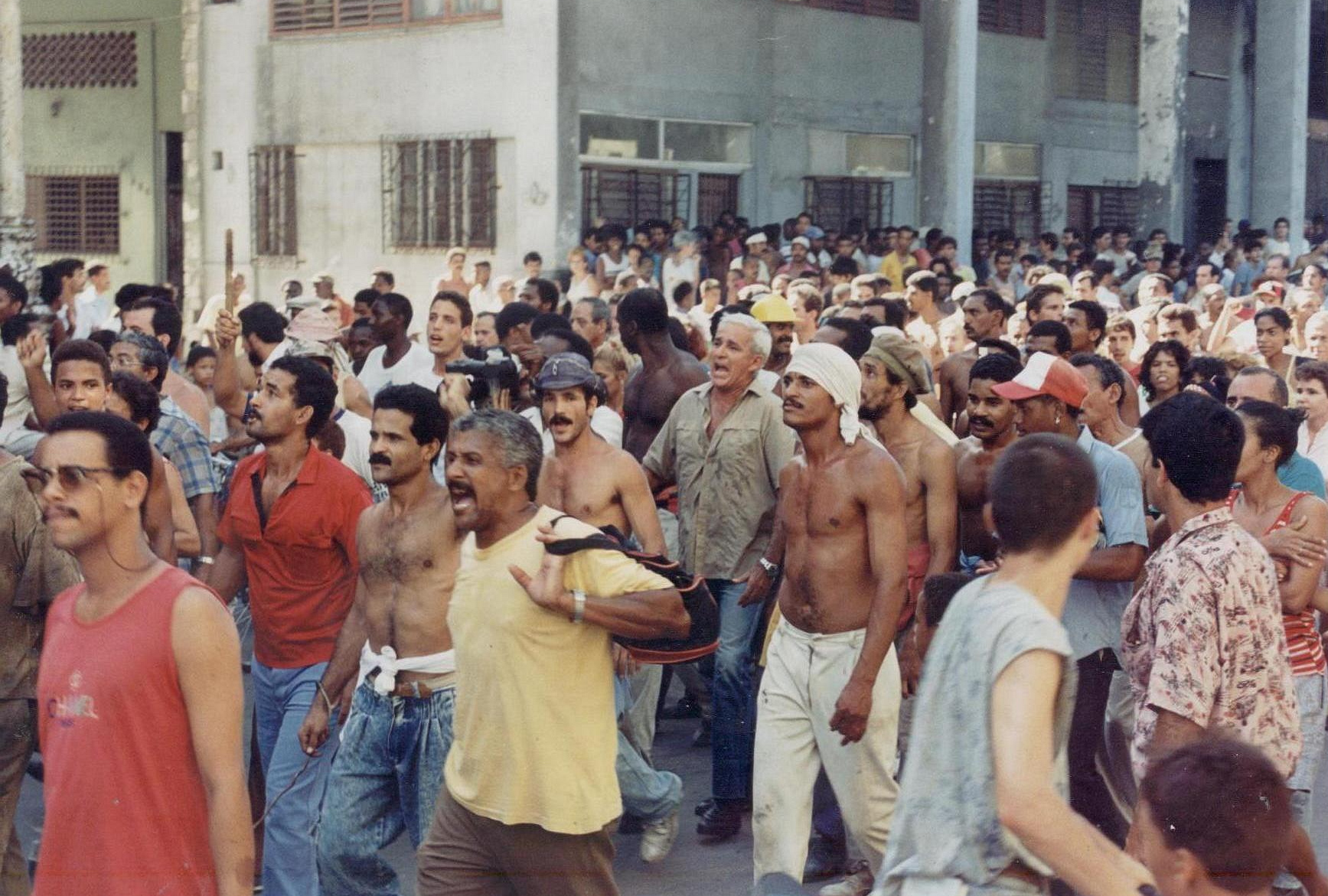
Manifestantes en La Habana el 5 de agosto de 1994 durante el Maleconazo.

En 1993 la situación se agravó mucho más. El comercio de Cuba disminuyó en un 80 %, y las condiciones de vida empeoraron. Asimismo, se disparó el número de inmigrantes cubanos que buscaba salvar su situación económica en los Estados Unidos. Esto provocó incidentes como el hundimiento del Remolcador 13 de Marzo, el Maleconazo las mayores protestas desde el inicio de la revolución y la crisis de los balseros cubanos de 1994.
En 1995 se tomaron nuevas medidas para aliviar la situación del país. Se fomentó la inversión extranjera y se permitieron algunas muy limitadas formas de iniciativa privada. Esto hizo que poco a poco mejorase algo la economía cubana. En 1998 el papa Juan Pablo II hizo una visita a Cuba, en la cual se pidió algo más de flexibilidad a la sociedad cubana, así como al resto del mundo, pidiendo apertura de ambas partes.
A partir de la segunda parte de los noventa, la situación del país se estabilizó, en gran parte debido a las divisas recibidas por el turismo y por las remesas de los emigrados. Para aquella época, Cuba tenía una casi normal relación económica con la mayoría de los países latinoamericanos, y sus relaciones con la Unión Europea (que empezó a proveerla de ayuda y préstamos) habían mejorado. China también emergió como una nueva fuente de ayuda y soporte, a pesar de que Cuba se había aliado con los soviéticos durante la división chino-soviética de los años sesenta.
Sin embargo, en octubre de 2004 el gobierno cubano anunció el fin de esta política: a partir de noviembre los dólares estadounidenses no serían legales en Cuba, pero en cambio se cambiarían por pesos convertibles cubanos. Dicha medida se llevó a cabo como respuesta a la ley impulsada por el gobierno de Estados Unidos prohibiendo que Cuba usara el dólar estadounidense.

### SigloXXI:Batalla de Ideas

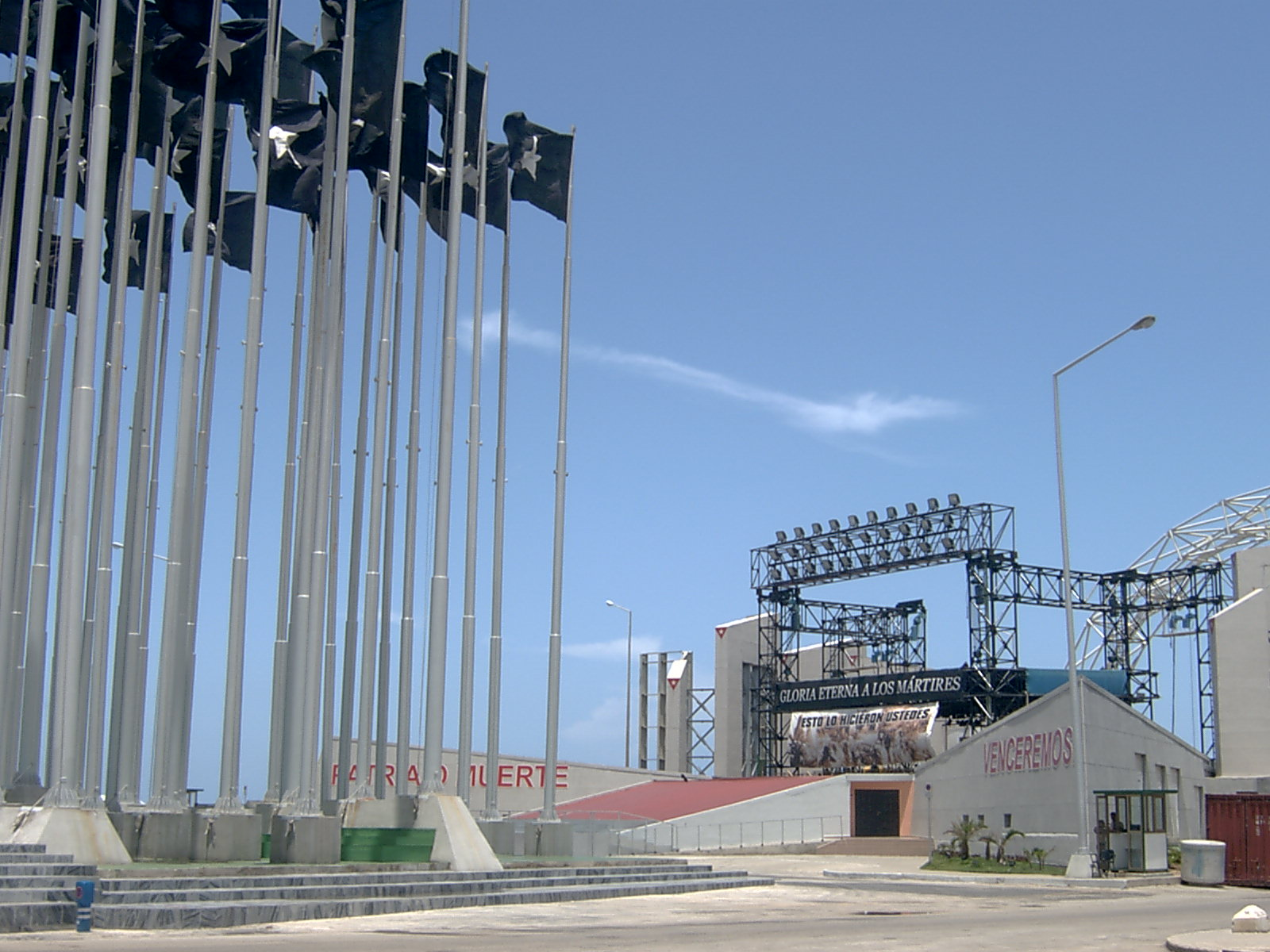
Monte de las Banderas, monumento instalado en la Tribuna Antiimperialista frente a la otrora Oficina de Intereses de los Estados Unidos en La Habana, actual Embajada, que recuerda a las más de cinco mil víctimas del terrorismo contra Cuba.

En torno al año 2000, el presidente cubano Fidel Castro impulsó la que él llamó "Batalla de Ideas", un importante esfuerzo por sacar al país de la penosa crisis del Período especial y emprender una cierta modernización del país, dentro de sus limitadas posibilidades. Actualmente, el país mantiene estrechas relaciones políticas con China, Rusia, México, Venezuela, Argentina, Bolivia, Ecuador, Nicaragua y España, entre otros países.
En 2003 ocurren las últimas ejecuciones de la historia de Cuba después de que 3 jóvenes cubanos intentaran secuestrar un ferry para huir hacia Estados Unidos. Una vez capturados fueron condenados por "terrorismo". Ese mismo año se inició una férrea persecución contra dirigentes de la oposición cubana conocida como la primavera negra.
Cuba expande su influencia a países del mundo entero enviando médicos, medicinas y profesionales de todo tipo. El plan de alfabetización cubano Yo sí puedo se aplica en varios países de América Latina. A raíz de la catástrofe provocada por el huracán Katrina en 2005, Cuba ofreció enviar una brigada de médicos internacionalistas a las zonas dañadas de los Estados Unidos, oferta que fue rechazada por el gobierno estadounidense por considerarla "innecesaria y oportunista".
Cuba mantiene relaciones comerciales fundamentalmente con España, Canadá, Italia, China, Rusia y Venezuela. Pertenece a la ALBA, lo que la convierte en socia comercial, cooperativa y solidaria de Bolivia, Venezuela, Ecuador, Nicaragua, Dominica, San Vicente y las Granadinas y Honduras.
En 2006 Fidel Castro debido a una grave enfermedad hemorrágica intestinal, realizó una "Proclama al Pueblo de Cuba", en la cual cedía la presidencia de forma provisional, a su hermano menor y por entonces vicepresidente Raúl Castro. A comienzos de 2008 Raúl fue finalmente elegido por el parlamento como nuevo presidente, tras la renuncia definitiva de Fidel. Esto fue visto por algunos sectores opositores como un traspaso de poder hereditario y antidemocrático, a pesar de que se cumplieron las reglas que establece la Constitución.
Sin embargo, otros están esperanzados por la llamada "transformación socialista" promovida por Raúl Castro, donde se iniciaron una serie de reformas, todavía muy incipientes, para democratizar la vida en la isla. Esto ha incluido la reanudación del diálogo político con la Unión Europea y las esperanzas hacia el entonces presidente estadounidense Barack Obama, que había prometido un diálogo "sin precondiciones con los enemigos de Estados Unidos", con Cuba incluida. La huelga de hambre de presos políticos cubanos de 2010 obligó al gobierno a liberar a 52 presos políticos con mediación de la Iglesia católica.

#### Actualización del Modelo Económico y Social(2011-actualidad)

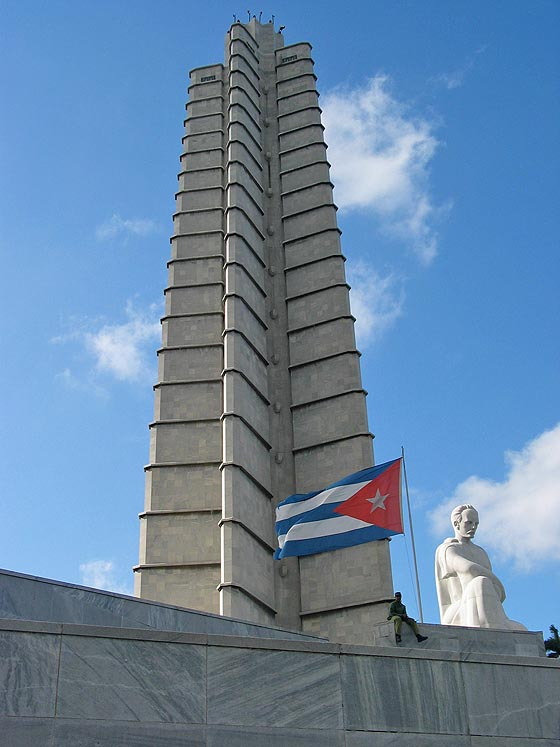
Monumento a José Martí en la Plaza de la Revolución de La Habana.

La política exterior del nuevo gobierno cubano ha sido definida como ¨exitosa¨, por los más diversos analistas.[cita requerida] Gracias al aumento de países miembros latinoamericanos que apoyan el reingreso de Cuba en la OEA,[cita requerida] finalmente fue aprobada a comienzos de junio de 2009 la posibilidad de que volviese a entrar en la organización, de la que fue expulsada en 1962. Las relaciones estratégicas con Rusia y China se han visto fortalecidas.
En 2008 Cuba entra oficialmente al Grupo de Río, lo que pone punto final al aislamiento de la isla caribeña del resto del continente. En marzo de 2009, Costa Rica anunció el restablecimiento de relaciones diplomáticas con La Habana; después del triunfo de Mauricio Funes, candidato elegido en comicios en El Salvador, se dio a conocer como parte de su programa el restablecimiento de las relaciones con el gobierno de La Habana, de esta manera Cuba cuenta con el respaldo de todos los países del área, y aislando la política unilateral del gobierno estadounidense.

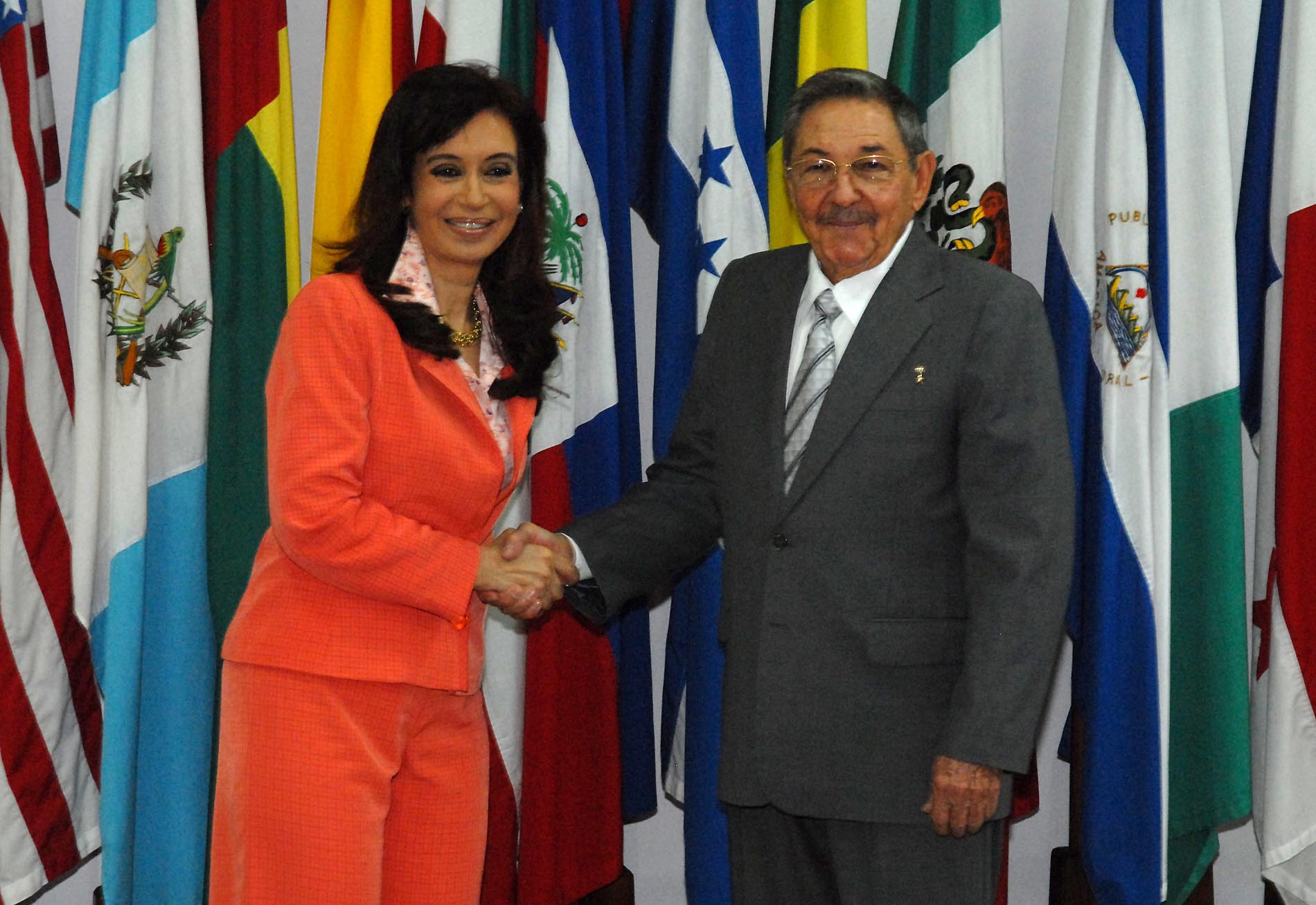
La presidenta de Argentina, Cristina Fernández de Kirchner, y el mandatario cubano Raúl Castro tras la visita efectuada por la primera en enero de 2009.

En el día de apertura de la V Cumbre de las Américas, celebrada en Puerto España, el presidente estadounidense Barack Obama, en medio de presiones de sus pares latinoamericanos, encabezados por el presidente brasileño Luiz Inácio Lula da Silva, reconoció que el embargo económico a Cuba ha sido un fracaso a lo largo de los 47 años que se ha aplicado y que está preparado para que su administración junto con el gobierno cubano se involucren en una amplia gama de asuntos en los que incluyó derechos humanos, libertad de expresión, reformas democráticas, drogas y asuntos económicos. Esto después de que días antes levantara algunas restricciones a ciudadanos de Estados Unidos con familiares en Cuba, como la de viajar a la isla o el envío de remesas y ofreció "buscar un nuevo comienzo con Cuba". El diálogo comenzó con el sí de Cuba a una propuesta hecha por Obama, para comenzar las conversaciones con respecto a la migración ilegal y el tráfico de drogas.

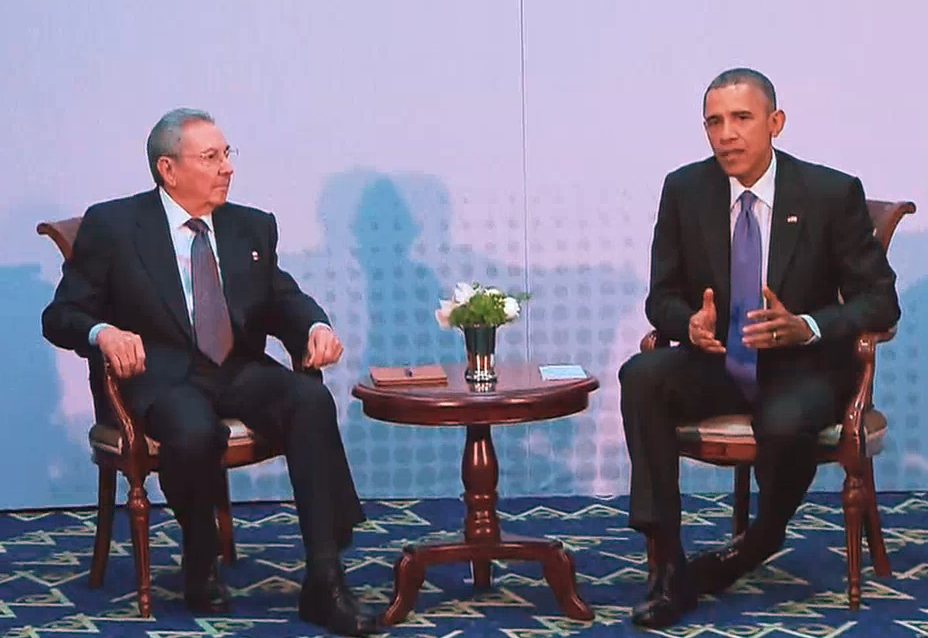
Encuentro entre Raúl Castro y Barack Obama en Panamá, abril de 2015.

En marzo de 2009, en medio de una reestructuración ministerial, fueron destituidos de sus cargos el vicepresidente Carlos Lage Dávila y el canciller Felipe Pérez Roque, representantes de la generación intermedia, acusados de ambición de poder y deslealtad a la Revolución. A nivel internacional, en la XXXIX Asamblea de la Organización de los Estados Americanos desarrollada en San Pedro Sula a principios del mes de junio, fue anulada la resolución del 31 de enero de 1962 emitida por este organismo, que suspendió a este país como miembro de la entidad.
A mediados de abril de 2011 en el VI congreso del gobernante Partido Comunista Cubano (PCC) aprobó 313 reformas económicas los cuales incluyen permitir viajes de turismo al extranjero y compra-venta de autos y viviendas, una mayor autonomía a las empresas estatales y medidas para impulsar las inversiones extranjeras, la eliminación de la doble circulación monetaria, el levantamiento de las restricciones para que los particulares puedan establecer pequeños negocios y cultivar tierras por cuenta propia A esta nueva política se le conoce como "Actualización del Modelo Económico y Social", un equivalente cubano al "Socialismo con características chinas" o al "Doi moi" vietnamita.
A lo largo del año 2022, se ha producido un éxodo masivo de cubanos, superando las 225 000 personas. Según el grupo de trabajo Justicia 11-J, 1771 personas fueron detenidas en Cuba por participar en diversas protestas, de las cuales 750 han sido procesadas, incluyendo a quince menores. La pena máxima impuesta ha llegado a los treinta años de cárcel. En diciembre de 2022 entró en vigor un nuevo Código Penal, utilizado como instrumento para frenar el disenso.

#### Restauración de las Relaciones con Estados Unidos
En diciembre de 2014, conversaciones entre funcionarios cubanos y funcionarios estadounidenses, incluyendo Barack Obama y Raúl Castro, llevaron a un intercambio de prisioneros, y un agente no identificado de los Estados Unidos, además del contratista estadounidense Alan Gross, encarcelado en Cuba por actividades de "espionaje";[cita requerida] a cambio de la liberación de tres prisioneros cubanos encarcelados en los Estados Unidos (integrantes de los Cinco Héroes que todavía quedaban encarcelados). Entre otras medidas, el embargo de Estados Unidos hacia Cuba si bien no se levantó, se relajó para permitir la importación, la exportación y el comercio dentro de un cierto límite entre los dos países.
En julio y agosto de 2015 también se reabrieron las misiones diplomáticas (embajadas) de dichos países.
El 25 de noviembre de 2016, coincidiendo con el aniversario 60 de la salida del yate Granma de México, falleció de causas naturales el líder histórico de la revolución Fidel Castro a los noventa años de edad. El gobierno cubano decretó nueve días de duelo nacional. Otras naciones también decretaron duelo de varios días.
El 4 de diciembre de 2016, después de una despedida que se prolongó más de 1000 kilómetros desde La Habana, Fidel Castro fue enterrado en Santiago de Cuba en una ceremonia privada.
En junio de 2017, el presidente estadounidense Donald Trump anunció en Miami el retroceso de algunas de las medidas que Barack Obama había tomado hacia la normalización de relaciones con Cuba, y desde ese momento ha implementando medidas económicas como la activación del Título III de la Ley Helms-Burton.
El 19 de abril de 2018, es elegido Miguel Díaz-Canel como presidente de Cuba. Por primera vez llegaba a la más alta posición del Estado cubano una persona nacida después del Triunfo de la Revolución. Desde su llegada al cargo estableció un cronograma para hacer reformas a la Constitución.
El 20 de enero de 2021 toma posesión Joe Biden como presidente de Estados Unidos y uno de los puntos de su programa es volver a normalizar las relaciones con Cuba.

### Reforma constitucional
La Constitución de 1976, facultaba a la Asamblea Nacional del Poder Popular la iniciativa constituyente, por lo que se conforma una Comisión Redactora, se redacta un Proyecto Constitucional, resultando en un cambio no en una reforma como las anteriores; este proyecto se somete a análisis y discusión en una "Consulta Popular" entre agosto y noviembre de 2018. Posteriormente las propuestas fueron revisadas por la Comisión Redactora, del total, la comisión redactora realizó 760 cambios que fueron revisados por la Asamblea Nacional del Poder Popular (ANPP). En diciembre de 2018 debatió y votó los cambios; 134 artículos fueron modificados, lo que representa casi el 60 por ciento; se eliminaron tres artículos y 87 continuaron sin cambios.
La Constitución de 2019 fue ratificada en el referéndum el 24 de febrero de 2019 con un 86,8 % de votos, ejerciendo su derecho al voto 7.848.343 personas, participando un 84 % del censo. Del total de 7,8 millones de votantes, un 9 % votó en contra, un 2,53 % en blanco, y un 1,62 % de las papeletas fueron anuladas por diferentes motivos. Se declararon válidas 7.522.569 boletas, lo que representó el 95,85 % de participación popular. Según datos oficiales, 6.816.169 ciudadanos votaron a favor de la nueva Constitución y se expresaron en contra 706.400, el 9 % del electorado. La oposición mostró su desacuerdo con la convocatoria y denunciaron fraude electoral. La nueva Constitución entró en vigor el mismo día en que 150 años atrás se comenzó a redactar la primera Carta Magna de la isla y, según Castro, es un texto "hijo de su tiempo" que "garantiza la continuidad de la Revolución y sintetiza las aspiraciones de todos los que han luchado por una Cuba de justicia social".
Protestas populares del 11 de julio del 2021
Artículos principales: Protestas en Cuba de 2021
El 11 de julio del 2021 se desataron de manera espontánea manifestaciones antigubernamentales en la isla a raíz de los prolongados cortes de electricidad provocados por el desabastecimiento de combustible y el mal estado del sistema electroenergético nacional. Las protestas comenzaron en un municipio de la provincia Artemisa llamada San Antonio de los Baños, cercana a La Habana, y rápidamente se extendieron por todo el país. Las protestas duraron 2 y hasta 3 días en algunas localidades y se saldaron con un muerto, decenas de heridos y detenidos.

## Gobierno y política

### Forma de gobierno
Desde el triunfo de la Revolución Cubana (1959), el sistema político de Cuba ha sido un estado unipartidista convencional. Durante casi cincuenta años, el país fue dirigido por Fidel Castro, primero como primer ministro (1959) y luego como presidente del Consejo de Estado y el Consejo de Ministros (1976). Posteriormente, fue dirigido por Raúl Castro, quien sucedió a su hermano al frente de los órganos de Estado y Gobierno. En el período desde 2008 al 2018 que es elegido Miguel Díaz-Canel. Desde 2019, la forma de gobierno toma características similares a sistemas semipresidencialistas o semiparlamentarios, tomando semejanza a otros sistemas socialistas como China o Viet Nam, donde existe un jefe de Estado y un Jefe de Gobierno con funciones específicas cada uno, pero una jerarquía bien establecida. Así queda al mando del Estado Miguel Díaz-Canel como presidente de la República y Manuel Marrero al frente del Gobierno como primer ministro. 

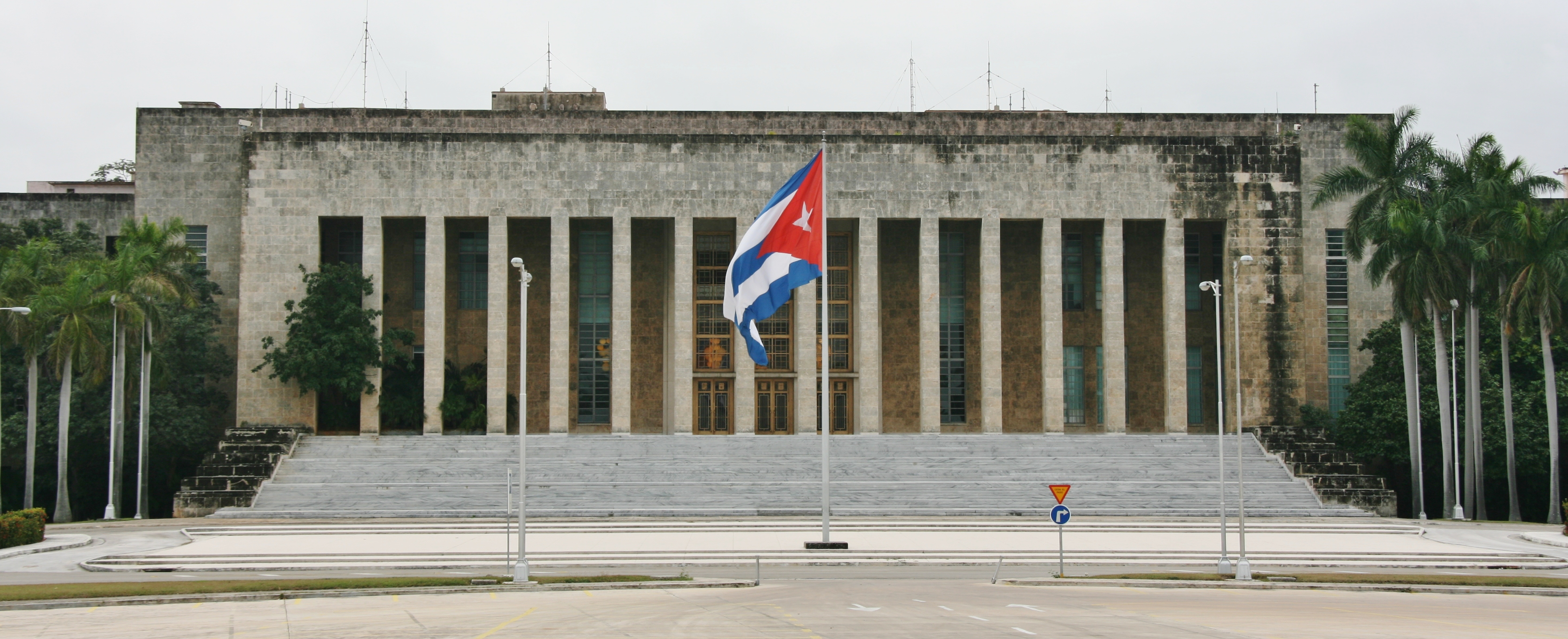
Palacio de la Revolución. Sede oficial de la Presidencia de la República, Gobierno de la República y Comité Central del Partido Comunista de Cuba.

La actual Constitución de la República, promulgada en abril del 2019, establece que Cuba es un Estado socialista de forma irrevocable. La Constitución dice en su artículo 5 que

El Partido Comunista de Cuba, martiano, fidelista, marxista y leninista, vanguardia organizada de la nación cubana, sustentando en su carácter democrático y la permanente vinculación con el pueblo, es la fuerza política dirigente superior de la sociedad y del Estado, que organiza y orienta los esfuerzos comunes en la construcción del socialismo y el avance hacia la sociedad comunista. Trabaja por preservar y fortalecer la unidad patriótica de los cubanos y por desarrollar valores éticos, morales y cívicos.

A partir de 1959, las tierras fueron sometidas a dos radicales reformas agrarias en las que se limita la tenencia de tierras a tres caballerías por una sola persona que, según la constitución de 1976, previa autorización estatal, pueden incorporar sus tierras únicamente a cooperativas de producción agropecuaria o venderlas o permutarlas al Estado, o a cooperativas y agricultores pequeños y la autogestión de los organismos productivos. Sin embargo, desde la crisis económica provocada por el fin del Consejo de Ayuda Mutua Económica (CAME), el gobierno ha promovido una apertura a la inversión de capital extranjero en condiciones de privilegio frente a la inversión que pudieran hacer los cubanos. Las inversiones del exterior son permitidas siempre que el capital extranjero no sea más del 49 por ciento del capital invertido en una industria.

### Poderes del Estado
Cuba es un estado unitario, y semejante a otros estados con formas de gobierno parlamentarias[¿cuál?] todos los órganos de poder surgen a partir del parlamento. No existe una clara división de poderes según la forma tradicional, pero sí una división de funciones e independencia de acción.
El parlamento unicameral cubano, la Asamblea Nacional del Poder Popular, es el órgano supremo del poder del estado. Único órgano con potestad constituyente, además de la función legislativa, así como la atribución de elegir al presidente, vicepresidente y secretario de la propia asamblea; al presidente y vicepresidente de la República; a los miembros del Consejo de Estado; al presidente y demás integrantes del Consejo Electoral Nacional; al presidente, vicepresidentes y magistrados del Tribunal Supremo Popular; al fiscal y vicefiscal general; y al contralor y vicecontralor general de la República; además tiene la facultad de designar a propuesta del presidente de la República al primer ministro y demás miembros del Consejo de Ministros. Está integrada en la actualidad por diputados electos en voto universal, libre, directo y secreto, propuestos por una Comisión Nacional de Candidaturas de entre los delegados municipales (50 %) y otras personas con reconocido prestigio político, económico, social o cultural (50 %).

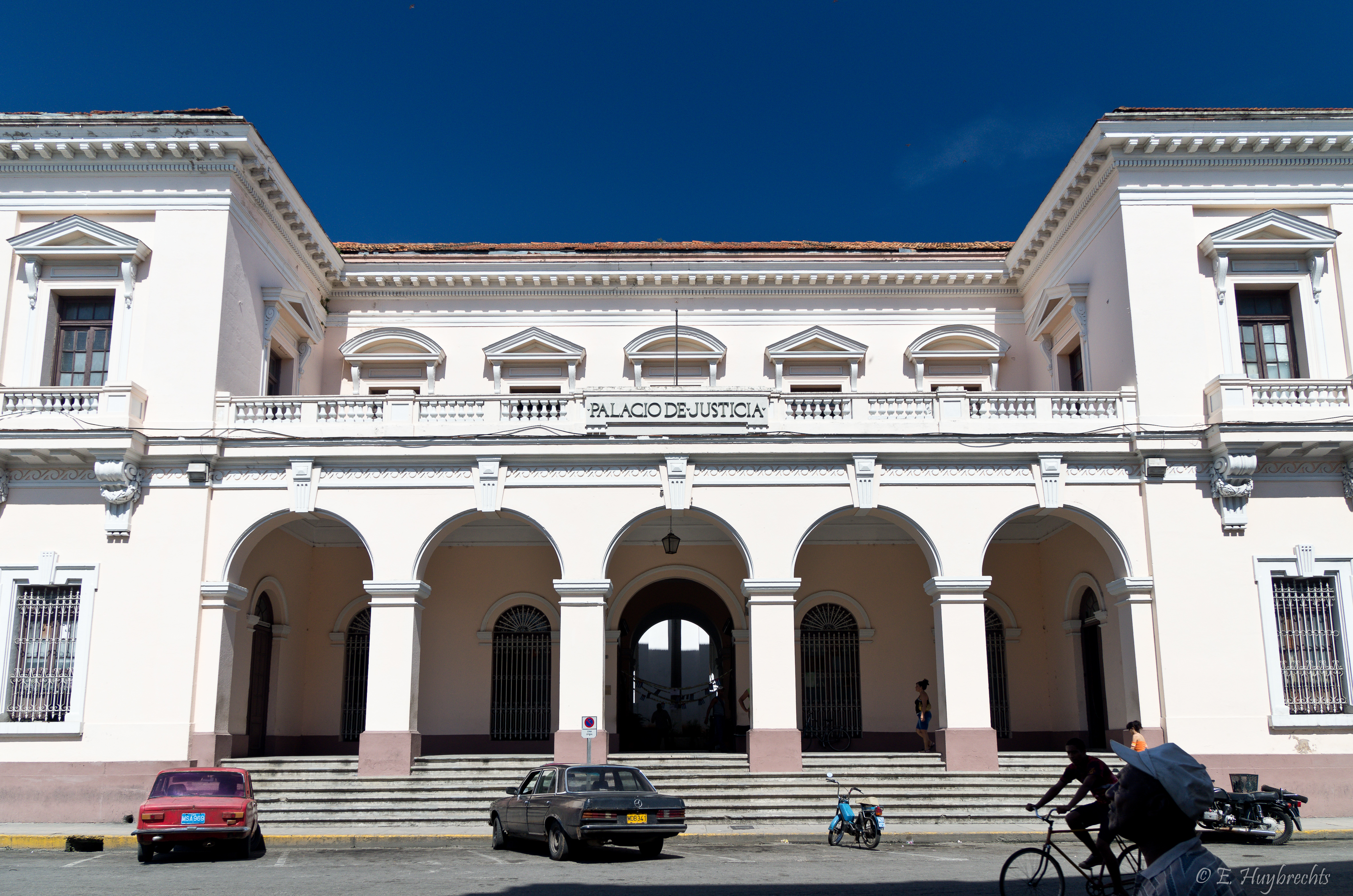
Palacio de Justicia de Matanzas, Cuba

Esta candidatura es ratificada o rechazada por el pueblo en las elecciones nacionales que tienen lugar cada cinco años, considerándose ratificado cada candidato que cuente con el 50 % más 1 del total de votos válidos. Los diputados representan directamente a los ciudadanos de los municipios por los que han sido postulados. Estos no están agrupados por partidos políticos, al ser Cuba un sistema unipartidista, aunque su amplia mayoría milita en el Partido Comunista de Cuba. El parlamento cubano tiene una escasa actividad plenaria, sesiona en dos períodos ordinarios al año y de forma extraordinaria cuantas veces sea convocada por Consejo de Estado o la tercera parte de los diputados. El resto del tiempo trabaja en comisiones permanentes o temporales.
El Consejo de Estado (elegido por el parlamento) tiene carácter colegiado, es responsable ante la Asamblea Nacional del Poder Popular y le rinde cuenta de sus actividades, el presidente, vicepresidente y secretario de la Asamblea Nacional también lo son del Consejo de Estado. No pueden integrar este órgano, los miembros del Consejo de Ministros, ni las máximas autoridades de los órganos judiciales, electorales o de control estatal. Tiene como función velar por el cumplimiento de la Constitución y las leyes, darle interpretación general y obligatoria a las mismas, velar por el control y fiscalización de los órganos del estado, exigir los acuerdos de la Asamblea Nacional, entre otras múltiples atribuciones que le dan a este órgano una posición importante en la política del país, similares a las funciones de los Senados en otros sistemas de gobierno. Este órgano tiene potestad legislativa plena, a través de decretos-leyes que deben ser ratificados por el parlamento.
El presidente de la República, jefe de Estado es electo por mayoría absoluta de la Asamblea Nacional del Poder Popular junto al vicepresidente de la República de Cuba, a partir de la propuesta de candidaturas realizada por la Comisión Nacional de Candidaturas por un periodo de cinco años, renovable solo una vez y con límite de edad; 60 años en el primer período presidencial. A diferencia de otros estados con parlamentos fuertes, el presidente de la República tiene amplias atribuciones y facultades en la vida política del país además de comandar la Jefatura Suprema de las Fuerzas Armadas Revolucionarias.
El Gobierno de la República, está integrado por el primer ministro de Cuba, Jefe de Gobierno, y el Consejo de Ministros quienes ostentan las funciones ejecutivo-administrativas en el país. Sus miembros son designados por el parlamento. El Consejo de Ministros además está integrado por un número indeterminado de vice primeros ministros (actualmente cinco), que pueden ser o no ministros, su secretario, el resto de los ministros y los presidentes de otras entidades con rango de ministerio. El gobierno cubano sesiona en pleno o selectivamente con carácter semanal.
Los otros órganos superiores son el Tribunal Supremo Popular, que encabeza el cuerpo judicial único de la nación, la Fiscalía General de la República, como garante de la legalidad de los ciudadanos e instituciones, la Contraloría General de la República, que ejerce de máximo órgano auditor de la economía y las finanzas del estado, y el Consejo Electoral Nacional el cual ejerce como órgano electoral, encargado de organizar los procesos electorales, plebiscitos y consultas populares.

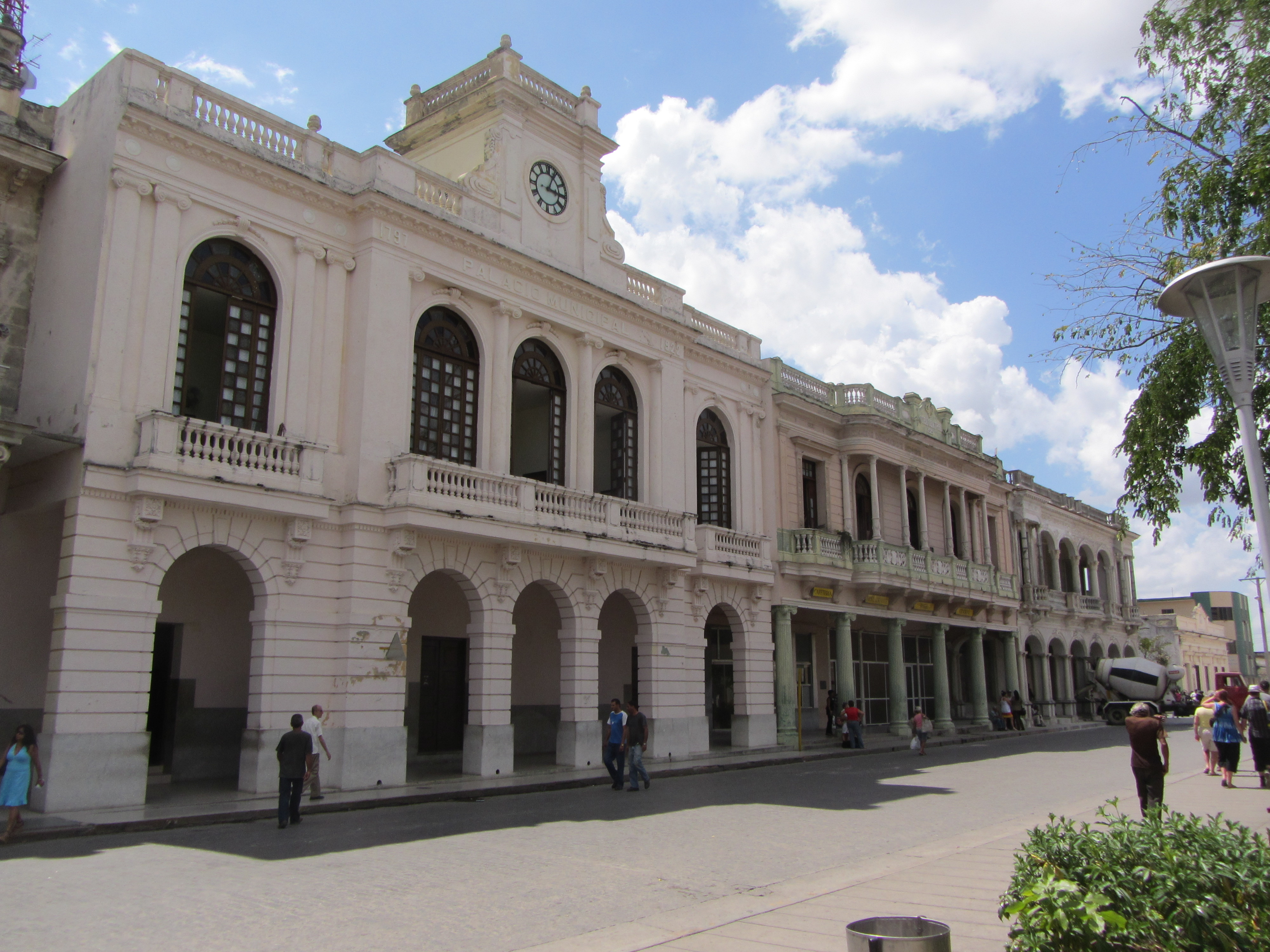
Ayuntamiento de Santa Clara, Cuba

### Órganos Locales del Poder Popular
A nivel local los órganos del Estado y Gobierno quedan modificados por la nueva Constitución del 2019. Los municipios se constituyen en la organización territorial de mayor importancia con autonomía; la cual recae en escoger sus dirigentes, administrar los recursos propios, decidir mediante consultas a sus ciudadanos cuestiones de interés local, entre otras.
El máximo órgano de poder local recae en las Asambleas Municipales del Poder Popular, formada por delegados electos en voto igual, directo y secreto, por cada circunscripción; esta asamblea tiene funciones específicas y tiene la facultad de elegir a su presidente, el cual representa al Estado en su demarcación y designa al Intendente Municipal, el cual dirige la administración municipal a través del Consejo de Administración Municipal, ostentando así las funciones ejecutivo-administrativas, similares a la separación de funciones a nivel nacional.
La provincia queda constituida en una entidad con personalidad jurídica que agrupa varios municipios con similares intereses tanto económicos como culturales, es dirigido por el Gobierno Provincial del Poder Popular en sustitución de las Asambleas Provinciales del Poder Popular; formado por un Gobernador, el cual encabeza las funciones ejecutivo-administrativas de la provincia y se asiste de una entidad administrativa correspondiente; además el Gobierno Provincial es formado por un Vicegobernador y un Consejo Provincial; este último está conformado por los Presidentes y vicepresidentes de las Asambleas Municipales y los Intendentes.
A nivel provincial no existe división de la representación del Estado y Gobierno, toda esta representación recae en el Gobierno Provincial. También queda establecida que los Gobiernos Provinciales en el ejercicio de sus funciones y atribuciones no puede asumir, ni interferir en las que, por la Constitución y las leyes, se les confieren a los órganos municipales del Poder Popular.

### Simbología

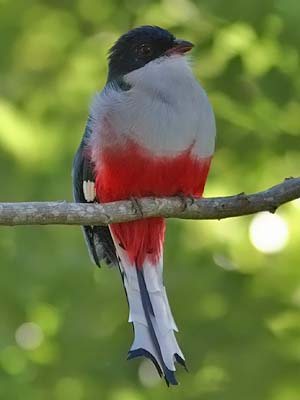
El tocororo (Priotelus temnurus) es el ave nacional de Cuba.

Según la Ley n.º 128, "Ley de Símbolos Nacionales", promulgada en La Habana, el 13 de julio de 2019, sustituyendo a la anterior ley de 1983; agregando la última la posibilidad de usar representación de los símbolos en las prendas o cambios en los materiales en los cuales se construyen. Los símbolos nacionales son:
- La bandera, izada por primera vez por Narciso López el 19 de mayo de 1850 en Cárdenas, Matanzas. Proclamada como la enseña nacional el 11 de abril de 1869.
- El escudo nacional, llamado también el escudo de la Palma Real, creado en 1849.
- La Bayamesa (Himno de Bayamo), himno nacional. Interpretado públicamente por primera vez el 11 de junio de 1868.

Mientras que los atributos nacionales son: la palma real, la flor mariposa y el tocororo. La bandera de Carlos Manuel de Céspedez se considera un símbolo histórico y tiene permitido ondear junto a la nacional en La Demajagua y en la ciudad de Bayamo.

### Sistema electoral
Desde la adopción en Cuba de la nueva "Constitución de la República en el año 2019", en su disposición transitoria primera establece que en un plazo no mayor a seis meses la Asamblea Nacional debía redactar una nueva Ley Electoral, la cual fue aprobada por unanimidad en la sesión ordinaria, el 13 de julio de ese mismo año. La anterior Ley de 1992, quedaba así derogada ante los nuevos cambios impuestos por la actual Constitución, en cuanto a la forma de elección por el de los diferentes actores de la política nacional, provincial y municipal en Cuba. A partir de la nueva Constitución se creó un órgano de poder del Estado encargado de forma permanente de los procesos electorales, este órgano es el Consejo Electoral Nacional, electo por la Asamblea Nacional.
El mecanismo electoral no dista mucho del anterior, comenzando por la nominación de los candidatos a delegados a las Asambleas Municipales del Poder Popular, los cuales no son elegidos por partidos sino mediante asambleas de cada barrio o circunscripción electoral, donde cualquier ciudadano puede proponer a sus candidatos (bajo el sistema de una democracia sin partidos). En la asamblea se explican las cualidades de las personas propuestas, y en una votación a mano alzada de los vecinos se decide por mayoría las candidaturas finales. Para aquellos ciudadanos elegidos la campaña electoral basta la publicación de una breve biografía y su foto. En las elecciones pueden votar todos los ciudadanos mayores de 16 años. El recuento de los votos es público, por lo que puede ser observado por cualquier ciudadano, ya sea cubano o extranjero. La celebración de la elección es cada cinco años se escogen los Delegados a las Asambleas Municipales del Poder Popular; máximos órganos locales del poder del Estado; los presidentes y vicepresidentes de estas asambleas son electos por éstas en su sesión constitutiva y los mismos representan al Estado en su demarcación, estas propias asambleas designan al Intendente Municipal, nueva figura creada para atender la administración en cada municipio.
En el nivel provincial se hizo la mayor cantidad de cambios respecto a la ley anterior, desaparecen las Asambleas Provinciales del Poder Popular y en su lugar se crean los Gobiernos Provinciales encabezados por un Gobernador, un Vicegobernador y auxiliado por un Consejo Provincial, el cual está integrado por todos los máximos dirigentes del estado y el gobierno de los municipios que integran la provincia. Los Gobernadores y Vicegobernadores son electos cada cinco años por los delegados de las Asambleas Municipales convertidos en colegios electorales especiales en un mismo día y a una misma hora en todo el país a partir de candidatos propuestos por el presidente de la República de Cuba.
Las elecciones nacionales se mantienen cada cinco años por el voto libre, directo y secreto de los electores; se eligen los Diputados a la Asamblea Nacional a partir de las candidaturas propuestas por la Comisión Nacional de Candidaturas con un 50 % provenientes de las asambleas locales y el otro 50 % de figuras de renombre del abanico de la sociedad civil de Cuba. En cada boletas es válido un solo voto, que puede ser "voto individual" o "voto por todos" en una casilla especial que permite votar por todos los candidatos de una vez, y son elegidos todos aquellos candidatos con más de la mitad de los votos. Esta última manera de votar es promovida por el gobierno cubano, quien dice que ella constituye una muestra de unidad frente al gobierno de Estados Unidos. Además esa posibilidad es una muestra de que las decisiones deben ser colegiadas entre personas de diferentes procedencias sociales y pensamientos. En febrero de 1993 se celebraron las primeras elecciones de este tipo. A estas estaban convocados siete millones y medio de cubanos, de los cuales votó un 97 %. Los grupos opositores internos llamaron a votar en blanco o nulo como fórmula de rechazo al gobierno de Castro, esperando obtener entre un 30 % y 40 % de votos nulos, en blanco o abstenciones, pero obteniendo solo un 7 %. La presencia policial en las urnas fue discreta, únicamente se contó con la vigilancia de escolares. Fidel Castro era uno de los 582 candidatos a diputados que, en candidaturas cerradas, se sometió al voto directo y secreto de los ciudadanos, junto con 1190 delegados a las 14 Asambleas Provinciales. Fidel Castro votó en la provincia oriental de Santiago de Cuba, por uno de cuyos distritos era candidato a diputado. En los años posteriores, han sido niños de la Organización de Pioneros José Martí los que custodian las urnas.
Posterior a la elección de diputados y durante la sesión constitutiva de la Asamblea Nacional son electos, en dos momentos diferentes, a partir de candidatos propuestos por la propia Comisión, al presidente, vicepresidente y secretario de la Asamblea, a los miembros del Consejo de Estado y al presidente y vicepresidente de la República. También, en esa misma sesión la propia ley organiza la elección por el parlamento del presidente y miembros del Consejo Electoral Nacional, del presidente y magistrados del Tribunal Supremo Popular, así como del fiscal general y contralor general de la República. El primer ministro, los viceprimer ministros y demás miembros del Consejo de Ministros son designados, no electos, por lo que la reglamentación no entra dentro de las facultades de la Ley Electoral.
Históricamente desde el comienzo de estas elecciones Fidel y Raúl Castro fueron elegidos diputados para la Asamblea Nacional por más del 90 % de los votos. En la actualidad las últimas elecciones parlamentarias se realizaron en el año 2018, siendo electo diputado Raúl Castro por el municipio Segundo Frente de la provincia de Santiago de Cuba, y por el municipio Placetas de la provincia de Villa Clara, Miguel Díaz-Canel actual presidente de la República de Cuba, las próximas elecciones están pautadas para el 2023.

### Fuerzas armadas

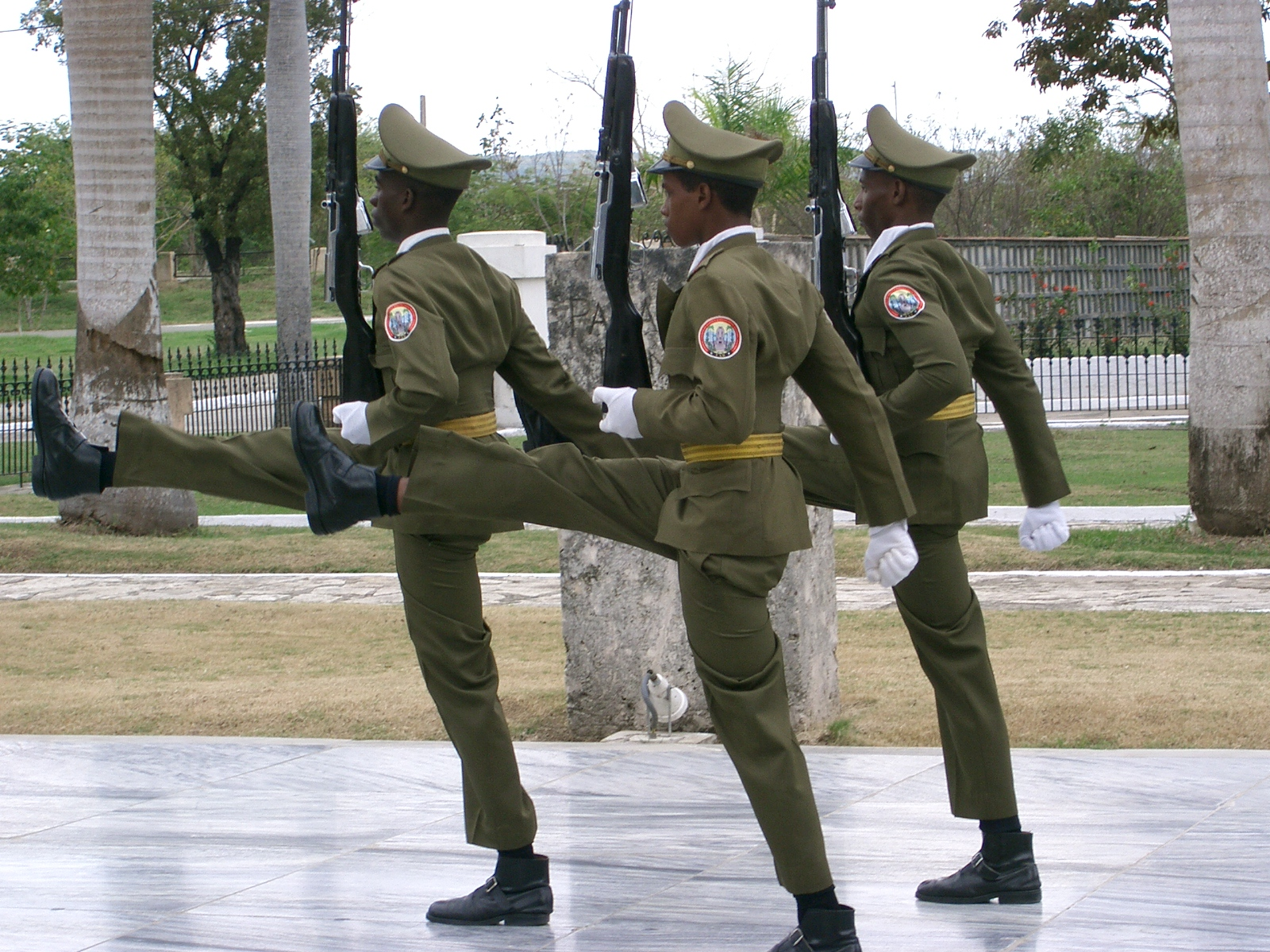
Miembros de las Fuerzas Armadas Revolucionarias de Cuba marchando durante el cambio de la guardia de honor en el mausoleo de José Martí.

El organismo encargado de la defensa del país es el Ministerio de las Fuerzas Armadas Revolucionarias, el cual administra y dirige a las Fuerzas Armadas Revolucionarias. Castro esgrimió el peligro de una agresión militar para mantener unas Fuerzas Armadas que son unas de las más grandes, en relación con la población total del país, y más preparadas de América Latina, pues Cuba ha sido víctima de innumerables actos terroristas y por la oposición de lucha contra su gobierno. Estos actos han costado vidas humanas, como fue la del turista italiano Fabio Di Celmo. Además de incontables daños materiales fundamentalmente en el sector del turismo.
Con la desaparición del llamado campo o bloque socialista o comunista, la defensa del país se vio afectada por el corte de suministro de armas y con ello el deterioro de la defensa. Ante estas circunstancias se han creado algunos medios importantes de combate en sencillas industrias del país, como buques pequeños de guerra, carros artillados y fusiles. Cada vez más los altos mandos militares cubanos se involucran en actividades empresariales tal y como sucedió en Rusia después del colapso soviético.
El orden interno del país es regulado y garantizado por el Ministerio del Interior y el Ministerio de Justicia.

### Relaciones internacionales

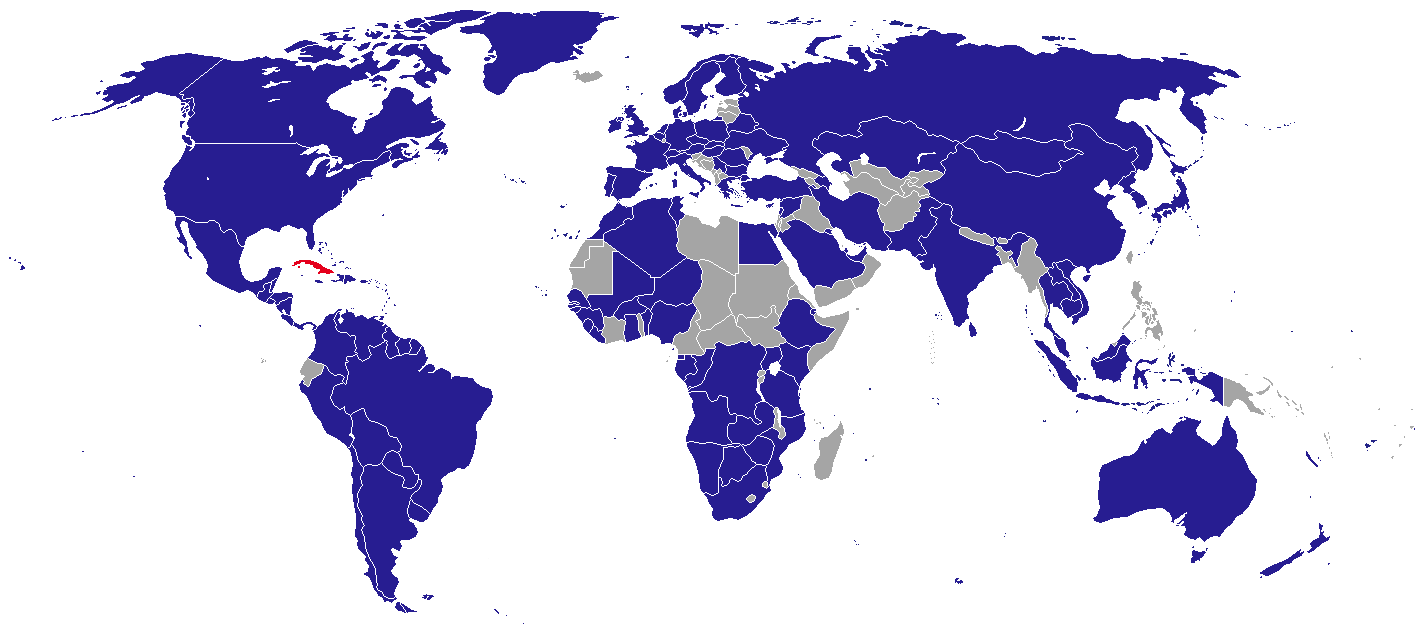
Cuba
Embajadas cubanas
Consulados-generales
Sección de intereses cubanos

Las relaciones internacionales de Cuba son gestionadas por el Ministerio de Relaciones Exteriores. A raíz del encarcelamiento de casi un centenar de opositores, y el fusilamiento de tres secuestradores de una lancha de pasajeros durante la primera mitad de 2003 para emigrar hacia los Estados Unidos, la Unión Europea firmó una resolución que redujo drásticamente el nivel de las relaciones diplomáticas con Cuba. El gobierno cubano, en respuesta, eliminó los contactos diplomáticos con la Unión Europea, hasta que, a principios de 2005 y a propuesta del gobierno español, los reanudó.

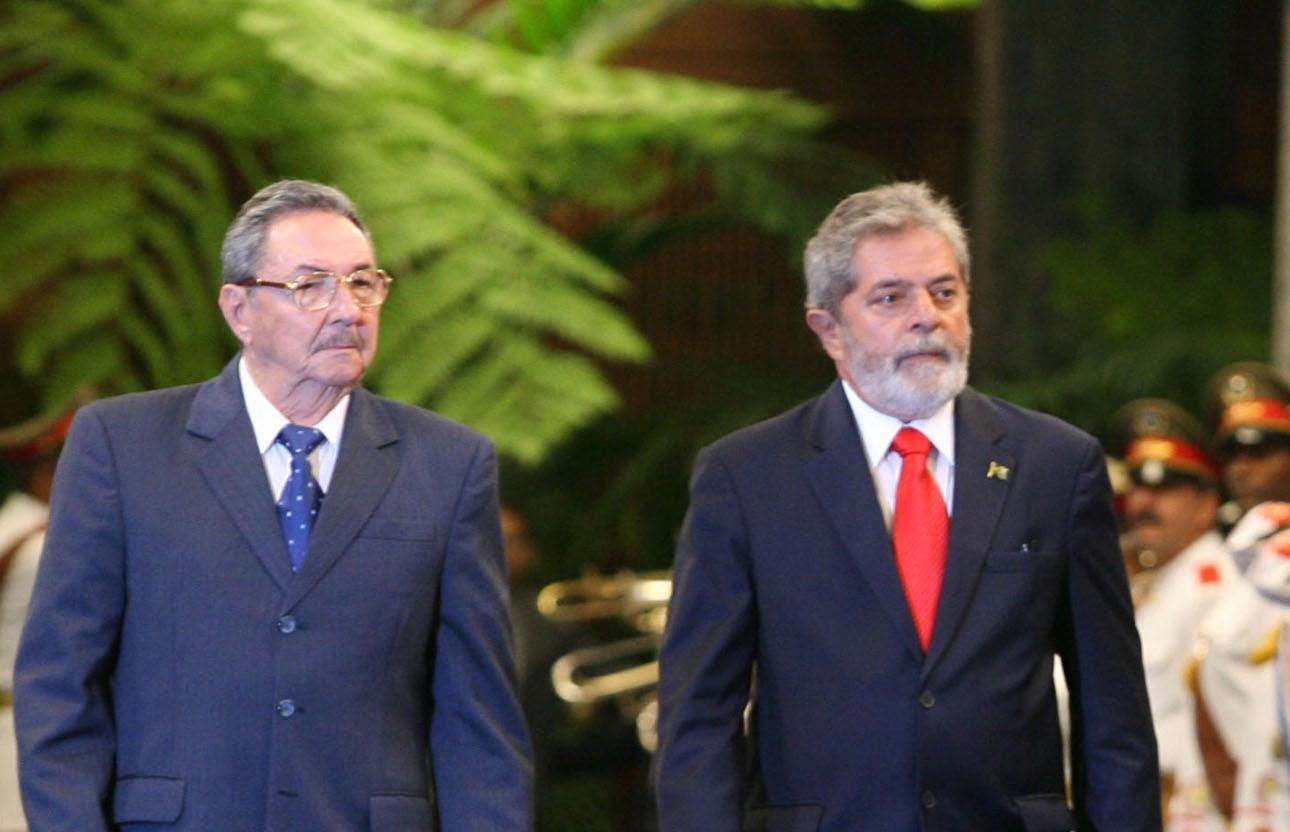
El presidente de Brasil, Luiz Inácio Lula da Silva en visita oficial a Cuba, es recibido por Raúl Castro.

Actualmente, el gobierno de Cuba mantiene estrechas relaciones con China, Venezuela, Bolivia y en general América Latina y las reanudadas relaciones con Europa principalmente con España. Sigue perdiendo miles de millones anualmente por el bloqueo económico, financiero y comercial que sostiene el gobierno de Estados Unidos desde 1959. Cuba apoya incondicionalmente a países de Latinoamérica y ha ayudado a países en desastres como el terremoto de Pakistán, el tsunami de Indonesia y muchos otros países que ha solicitado ayuda humanitaria enviando brigadas médicas, alimentos y otros recursos para el beneficio de los más necesitados.
Cuba tiene relaciones diplomáticas con 194 Estados. De ellos, 189 son miembros plenos de Naciones Unidas y 5 no lo son (Palestina, República Árabe Saharaui Democrática, Islas Cook, la Santa Sede y Niue). Adicionalmente, tiene relaciones con la Soberana Orden Militar y Hospitalaria de San Juan de Jerusalén, de Rodas y Malta y también con la Unión Europea. Todo ello suma un total de 196. Además, dispone de 143 misiones diplomáticas en 116 países, de ellas, 114 embajadas, 2 consulados generales, 19 consulados, 4 oficinas diplomáticas y 4 representaciones ante organismos multilaterales.
El 17 de diciembre de 2014 Estados Unidos y Cuba anunciaron que comenzarán conversaciones para restablecer las relaciones diplomáticas, que han estado interrumpidas durante más de medio siglo. Las embajadas en las respectivas capitales de ambas naciones fueron inauguradas en agosto de 2015.

### Derechos humanos
En materia de derechos humanos, respecto a la pertenencia a los siete organismos de la Carta Internacional de Derechos Humanos, que incluyen al Comité de Derechos Humanos (HRC), Cuba ha firmado o ratificado:
| Cuba | Tratados internacionales    | Tratados internacionales  | Tratados internacionales    | Tratados internacionales  | Tratados internacionales  | Tratados internacionales | Tratados internacionales | Tratados internacionales | Tratados internacionales    | Tratados internacionales | Tratados internacionales  | Tratados internacionales | Tratados internacionales | Tratados internacionales | Tratados internacionales | Tratados internacionales  | Tratados internacionales | Tratados internacionales  |
| --- | --------------------------- | ------------------------- | --------------------------- | ------------------------- | ------------------------- | ------------------------ | ------------------------ | ------------------------ | --------------------------- | ------------------------ | ------------------------- | ------------------------ | ------------------------ | ------------------------ | ------------------------ | ------------------------- | ------------------------ | ------------------------- |
| Cuba | CESCR                       | CESCR                     | CCPR                        | CCPR                      | CCPR                      | CERD                     | CED                      | CEDAW                    | CEDAW                       | CAT                      | CAT                       | CRC                      | CRC                      | CRC                      | CRC                      | MWC                       | CRPD                     | CRPD                      |
| Cuba | CESCR                       | CESCR-OP                  | CCPR                        | CCPR-OP1                  | CCPR-OP2-DP               | CERD                     | CED                      | CEDAW                    | CEDAW-OP                    | CAT                      | CAT-OP                    | CRC                      | CRC-OP-AC                | CRC-OP-SC                | CRC-OP-CP                | MWC                       | CRPD                     | CRPD-OP                   |
| Pertenencia | Firmado pero no ratificado. | Ni firmado ni ratificado. | Firmado pero no ratificado. | Ni firmado ni ratificado. | Ni firmado ni ratificado. | Firmado y ratificado.    | Firmado y ratificado.    | Firmado y ratificado.    | Firmado pero no ratificado. | Firmado y ratificado.    | Ni firmado ni ratificado. | Firmado y ratificado.    | Firmado y ratificado.    | Firmado y ratificado.    | Sin información.         | Ni firmado ni ratificado. | Firmado y ratificado.    | Ni firmado ni ratificado. |
| Firmado y ratificado, firmado, pero no ratificado, ni firmado ni ratificado, sin información, ha accedido a firmar y ratificar el órgano en cuestión, pero también reconoce la competencia de recibir y procesar comunicaciones individuales por parte de los órganos competentes. |                             |                           |                             |                           |                           |                          |                          |                          |                             |                          |                           |                          |                          |                          |                          |                           |                          |                           |

Cuba es miembro fundador del Consejo de Derechos Humanos de la Organización de las Naciones Unidas, siendo elegida para la vicepresidencia del mismo en 2010.
Sin embargo, el incumplimiento al respeto y defensa de algunos de los derechos humanos proclamado con la firma de estos acuerdos fue denunciado, fundamentalmente entre 2003 y 2012, por órganos internacionales y la disidencia cubana.
En materia de libertad de expresión, por lo menos desde 1970, ni un solo periodista ha sido asesinado o desaparecido con motivo del ejercicio de su profesión en Cuba, cuestión muy sobresaliente y de excepcionalidad al considerar el grave tema que ha representado este asunto para la mayoría de los países de América Latina; sin embargo, cientos de periodistas y opositores al gobierno, han sido encarcelados o víctimas de las medidas represivas del gobierno por denunciar los abusos de la cúpula castrense de la Isla. En Cuba la política de atención prioritaria a la infancia ha permitido que se erradique el fenómeno de los niños en situación de calle, una situación única con respecto a la realidad latinoamericana, en donde todavía millones de niños sufren carencias, explotación y trabajo en redes de prostitución.

## Organización territorial

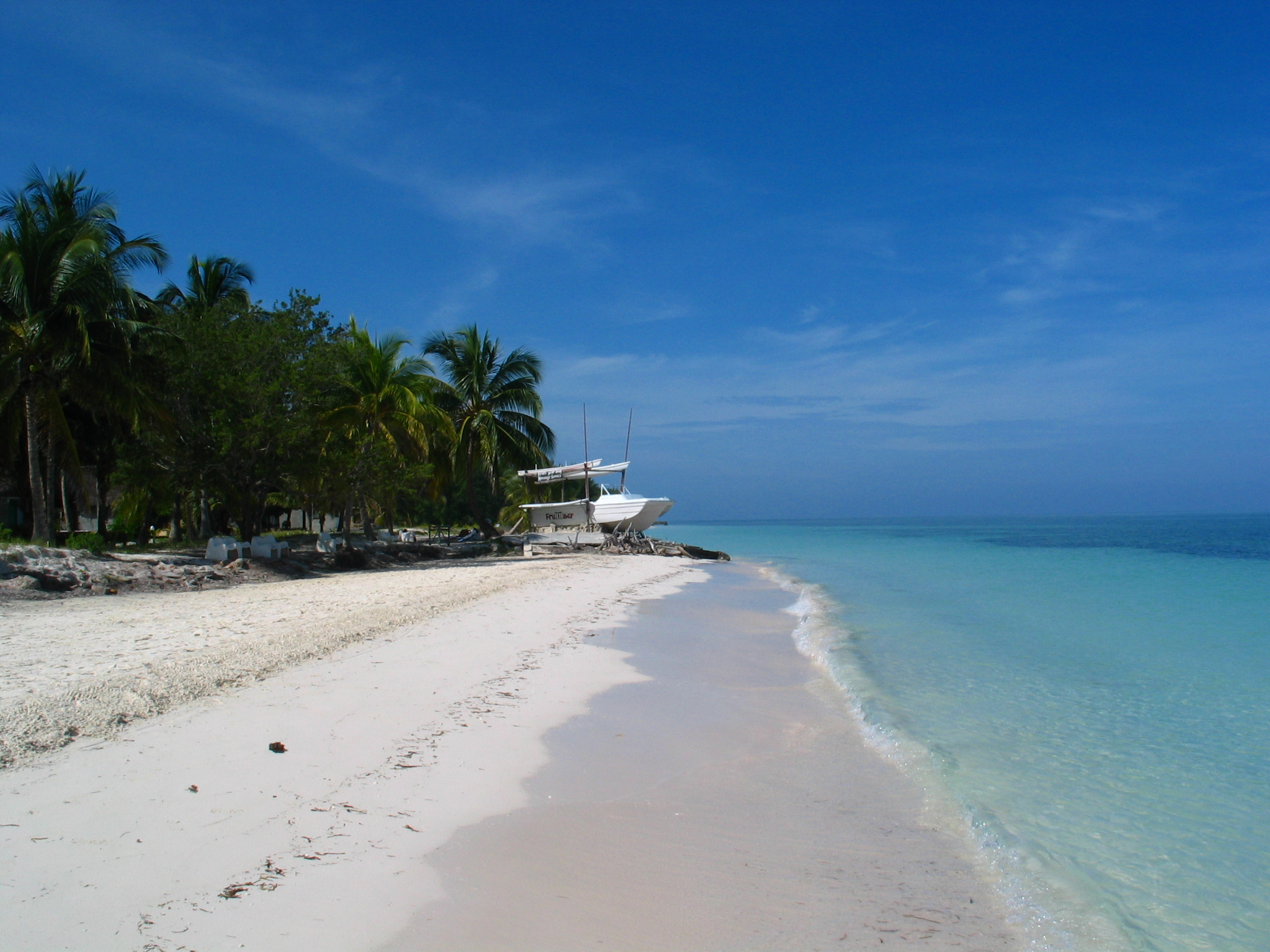
Playa en Cayo Levisa, Provincia de Pinar del Río

A lo largo de su historia, Cuba ha tenido diferentes estructuras político-administrativas. A partir de 1976, a tenor de la aprobación de una nueva Constitución, el país adoptó una división político-administrativa completamente renovada, que estructuró el espacio geográfico del archipiélago cubano en 14 provincias y un municipio especial: la Isla de la Juventud. A su vez, las provincias fueron divididas en municipios, sumando estos últimos la cantidad de 169.
El 1 de agosto de 2010 la Asamblea Nacional aprobó una modificación de dicho modelo de organización territorial, consistente en la segmentación o partición de la antigua Provincia de La Habana en las dos nuevas provincias de Artemisa y Mayabeque, así como en la disolución del municipio de Varadero, que se reincorporaría al de Cárdenas, quedando así dividida la República de Cuba, en la actualidad, en un total de 15 provincias, subdivididas en 167 municipios y un municipio especial. Todos estos cambios entraron en vigor el 1 de enero de 2011.
| Provincias de Cuba Artemisa Cienfuegos Mayabeque Holguín Granma Camagüey Villa Clara Sancti Spíritus Ciego de Ávila Las Tunas Santiago de Cuba Pinar del Río Matanzas Isla de la Juventud La Habana Guantánamo Canal de Yucatán Paso de los Vientos Mar Caribe Estrecho de la Florida Océano Atlántico Islas Caimán (R. U.) Bahamas | |
| - Pinar del Río (11 municipios) - Artemisa (11 municipios) - La Habana (16 municipios) - Mayabeque (11 municipios) - Matanzas (13 municipios) - Cienfuegos (8 municipios) - Villa Clara (13 municipios) - Sancti Spíritus (8 municipios)                                                                                            | - Ciego de Ávila (10 municipios) - Camagüey (13 municipios) - Las Tunas (8 municipios) - Granma (13 municipios) - Holguín (14 municipios) - Santiago de Cuba (9 municipios) - Guantánamo (10 municipios). - Isla de la Juventud (municipio especial) |
| Provincias de Cuba | |
| Artemisa Cienfuegos Mayabeque Holguín Granma Camagüey Villa Clara Sancti Spíritus Ciego de Ávila Las Tunas Santiago de Cuba Pinar del Río Matanzas Isla de la Juventud La Habana Guantánamo Canal de Yucatán Paso de los Vientos Mar Caribe Estrecho de la Florida Océano Atlántico Islas Caimán (R. U.) Bahamas                    | |

## Geografía

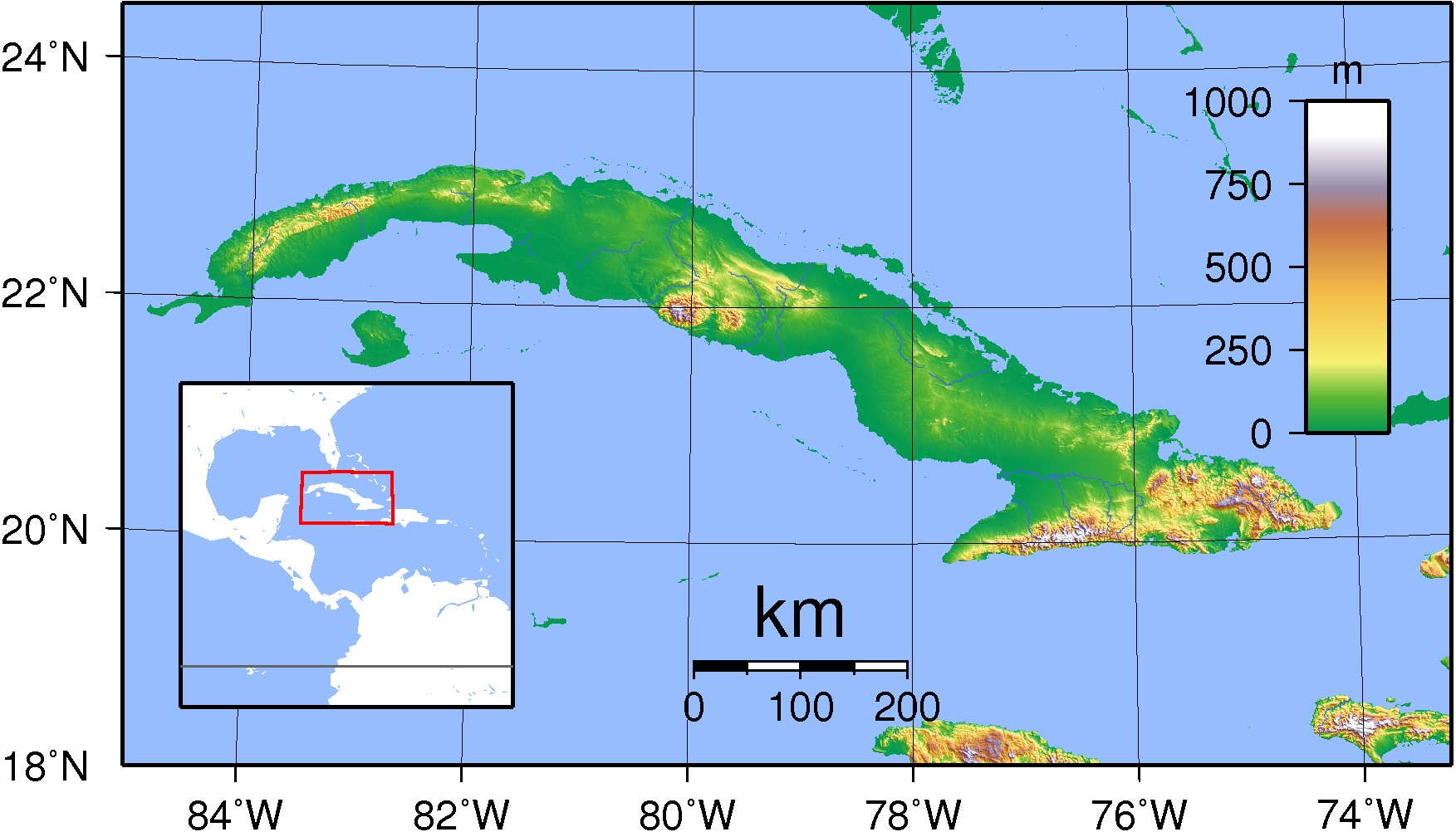
Mapa topográfico de Cuba.

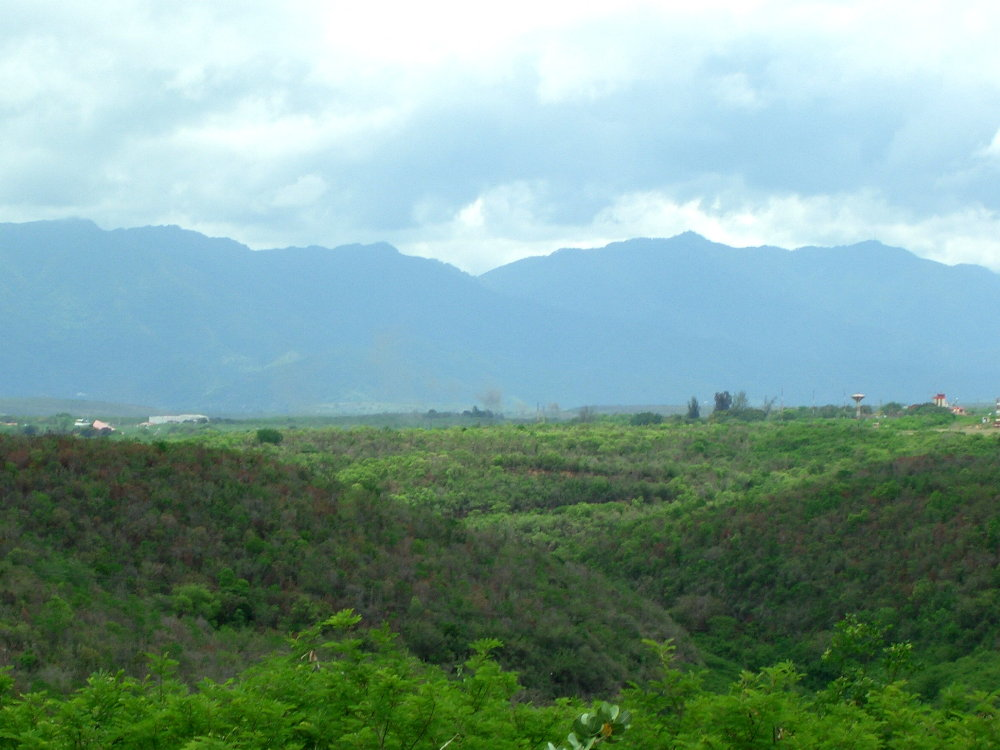
Montañas de la Sierra Maestra vistas desde el llano.

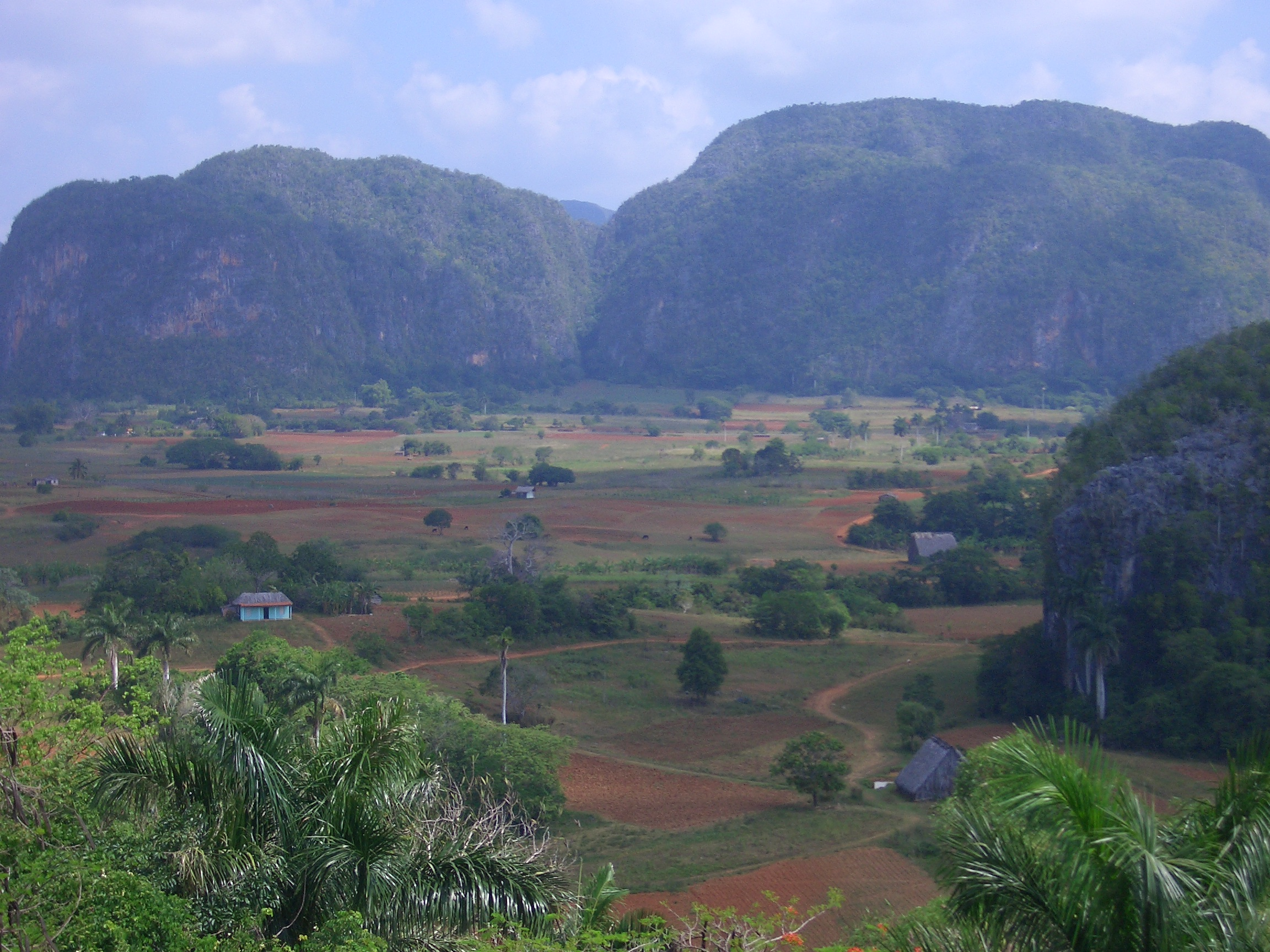
Valle de Viñales, Cordillera de Guaniguanico.

Cuba es un archipiélago constituido por la mayor isla de las Antillas llamada Cuba, la isla de la Juventud (anteriormente llamada isla de Pinos), y 4195 cayos, islotes e islas adyacentes. Está ubicada en el mar de las Antillas (o mar Caribe), cerca de la costa de los Estados Unidos y México.
Sus límites son al norte con el estrecho de Florida, al este con el Paso de los Vientos, al sur con el mar Caribe y al oeste con el golfo de México.
Posee una superficie de 109 884 km² (no incluye aguas territoriales). Los territorios más cercanos son: Las Bahamas (Cayo Lobos) a 22.5 km, Haití a 77 km, Jamaica a 140 km, Estados Unidos (Cayo Hueso) a 150 km, y México a 210 km.

### Clima
Cuba, debido a su clima tropical, posee temperaturas altas. Los valores medios anuales van desde los 24 °C en las llanuras hasta los 26 °C y más en las costas surorientales, con cifras de entre 17 °C y 20 °C en las partes más altas de la Sierra Maestra.
La temporada de noviembre a abril es menos calurosa y se conoce como invierno, mientras que los meses de mayo a octubre, más calurosos, reciben el nombre de verano. Las temperaturas máximas y mínimas absolutas registradas son de 40,1 °C (Veguitas, Granma el 11 de abril de 2024) y 0,6 °C (Bainoa, 18 de febrero de 1996). Como es típico en los climas tropicales, la variación diaria de la temperatura es mayor que la anual.
La humedad relativa media es alta, con promedios cercanos al 90 %. Los máximos diarios, generalmente superiores al 95 %, ocurren a la salida del sol, mientras que los mínimos descienden, al mediodía, hasta 50-60 % en el interior del territorio. Las zonas más húmedas son las regiones occidental y central, junto con los principales núcleos montañosos. El efecto de la alta humedad relativa otorga al archipiélago cubano una intensa sensación de calor durante gran parte del año.
Entre septiembre y noviembre es frecuente la presencia de ciclones y huracanes.

### Hidrografía

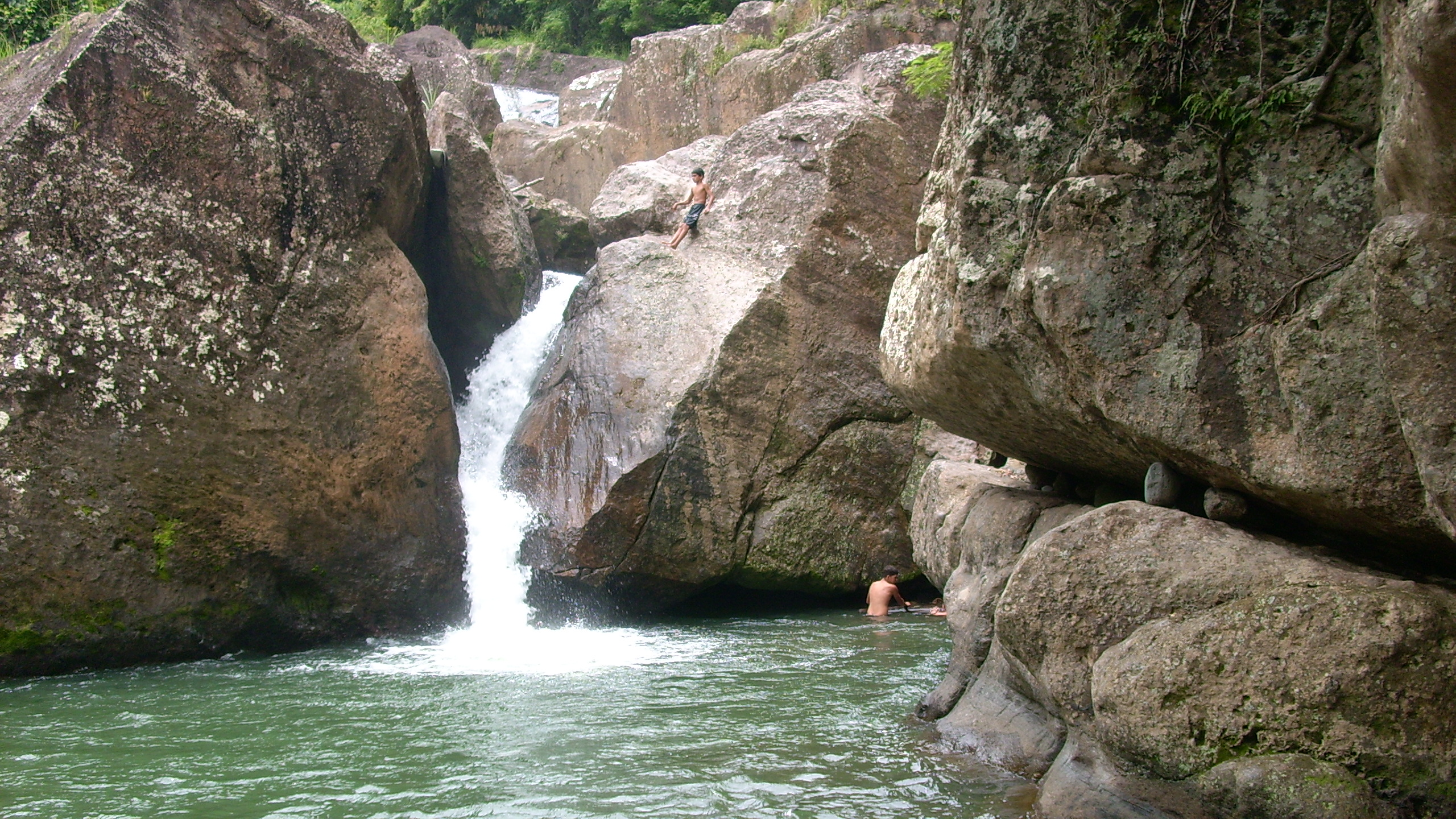
Cascada en río Brazo de Buey, Sierra Maestra.

Posee una hidrografía en la cual el caudal y extensión de humedal se encuentra regida por las lluvias. Las mismas constituyen factores determinantes abastecedores de agua.

Entre los ríos de Cuba sobresalen el más caudaloso: Toa y el más largo: Cauto, estos se encuentran en la región oriental. 

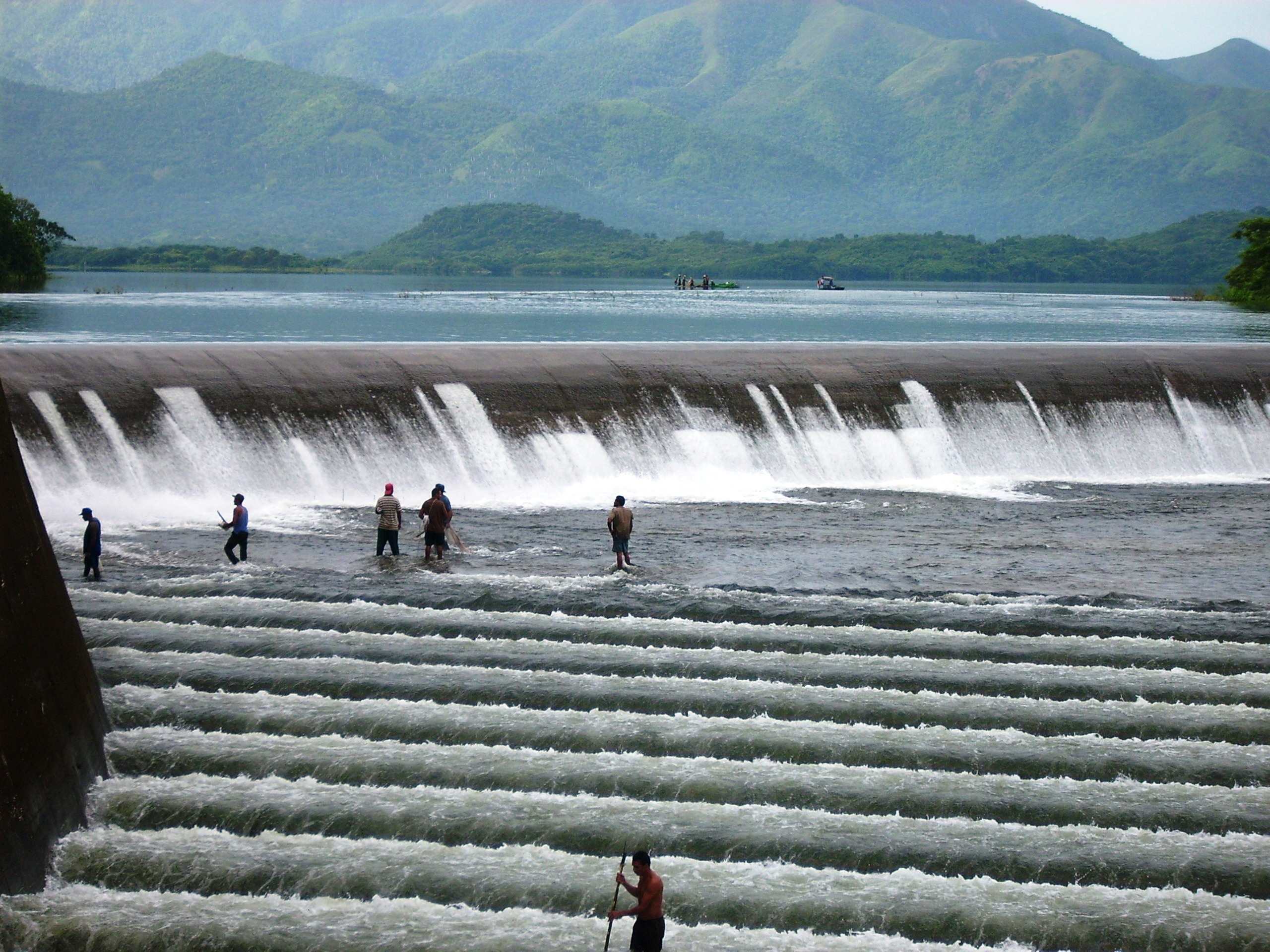
Aliviadero del embalse de Buey Arriba (Provincia de Granma).

En esta región durante 2004 se produjo una desigual distribución de precipitaciones, extremas sequías e inundaciones que pudieron ser controladas. Además, aunque no directamente, diversos huracanes y ciclones han influido en la lluvia y últimamente han ido aumentando.
En 2006 y 2007 los embalses, ríos y lagunas llegaron al tope de su capacidad, proveyendo de agua a la mayor parte de la población.
En los últimos años, el país ha sido azotado por sequías intermitentes. Esta situación ha tratado de ser aliviada mediante la construcción de varios trasvases y plantas desalinizadoras, así como la restauración de acueductos y tuberías, gravemente deterioradas por la falta de mantenimiento desde la década de 1990.

### Geología

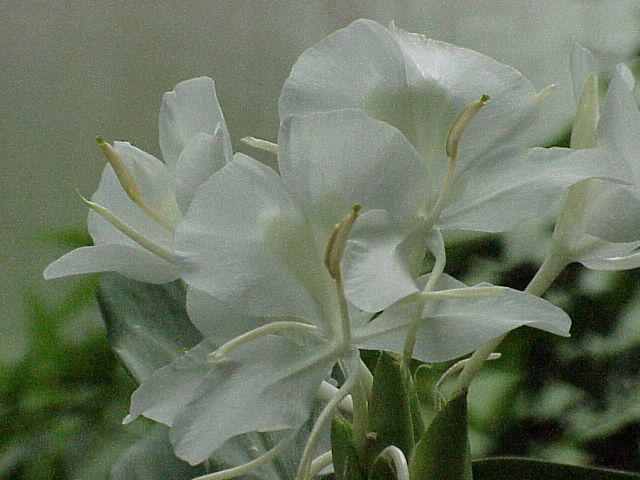
La flor nacional de Cuba es la "Flor de Mariposa" Hedychium coronarium.

Este archipiélago se encontró sumergido. En el Jurásico se pobló de una rica biodiversidad marina en un estrecho entre Laurasia y Gondwana. Algunas secuencias de roca del Jurásico-Cretácico pertenecen al Margen Continental Pasivo son ejemplo de magmatismo continental.
Posee una gran diversidad de rocas y suelos. Desde las calizas de Viñales hasta el suelo rojo de Moa. Posee diversas cuevas sumergidas como la del Ojo del Mégano, en Villa Clara y emergidas como la de Santo Tomás. El desarrollo submarino de estalactitas y estalagmitas muestra que el territorio se encontró fuera del agua hace apenas 10 000 años.

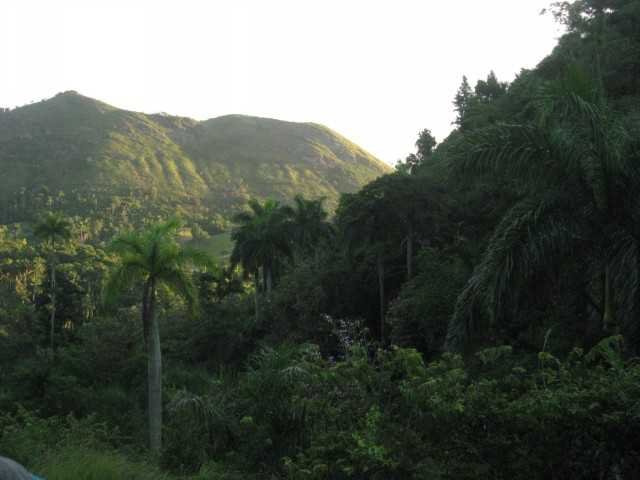
La campiña cubana dominada por la palma real, su árbol nacional.

### Flora y fauna
Destacan en la fauna cubana, mamíferos como las jutías, diversos murciélagos, reptiles (ninguno de ellos venenoso, destacándose la numerosa población de cocodrilos), anfibios (entre ellos la tercera rana más pequeña del mundo, llamada ranita Monte Iberia, de 1 cm), peces y animales marinos, destacándose los que habitan en los arrecifes de coral. También abundan los insectos y mamíferos insectívoros. Cuba tiene el zunzuncito, el ave más pequeña del mundo, de 5,5 a 6,1 cm. El tocororo, ave endémica del país, es uno de los símbolos nacionales no oficiales de Cuba; su plumaje representa los colores de la bandera de Cuba.
La flora cuenta con más de 6500 especies solo de plantas con semilla, especialmente en los bosques; entre las que se encuentran plantas tropicales, de río y frutales. Originariamente Cuba se encontraba llena de una espesa vegetación, que ha sido degradada para desarrollar la agricultura. No obstante, existen muchos programas para el cuidado y mantenimiento de estos bosques, que albergan gran diversidad. Las maderas preciosas de Cuba son muy cotizadas.

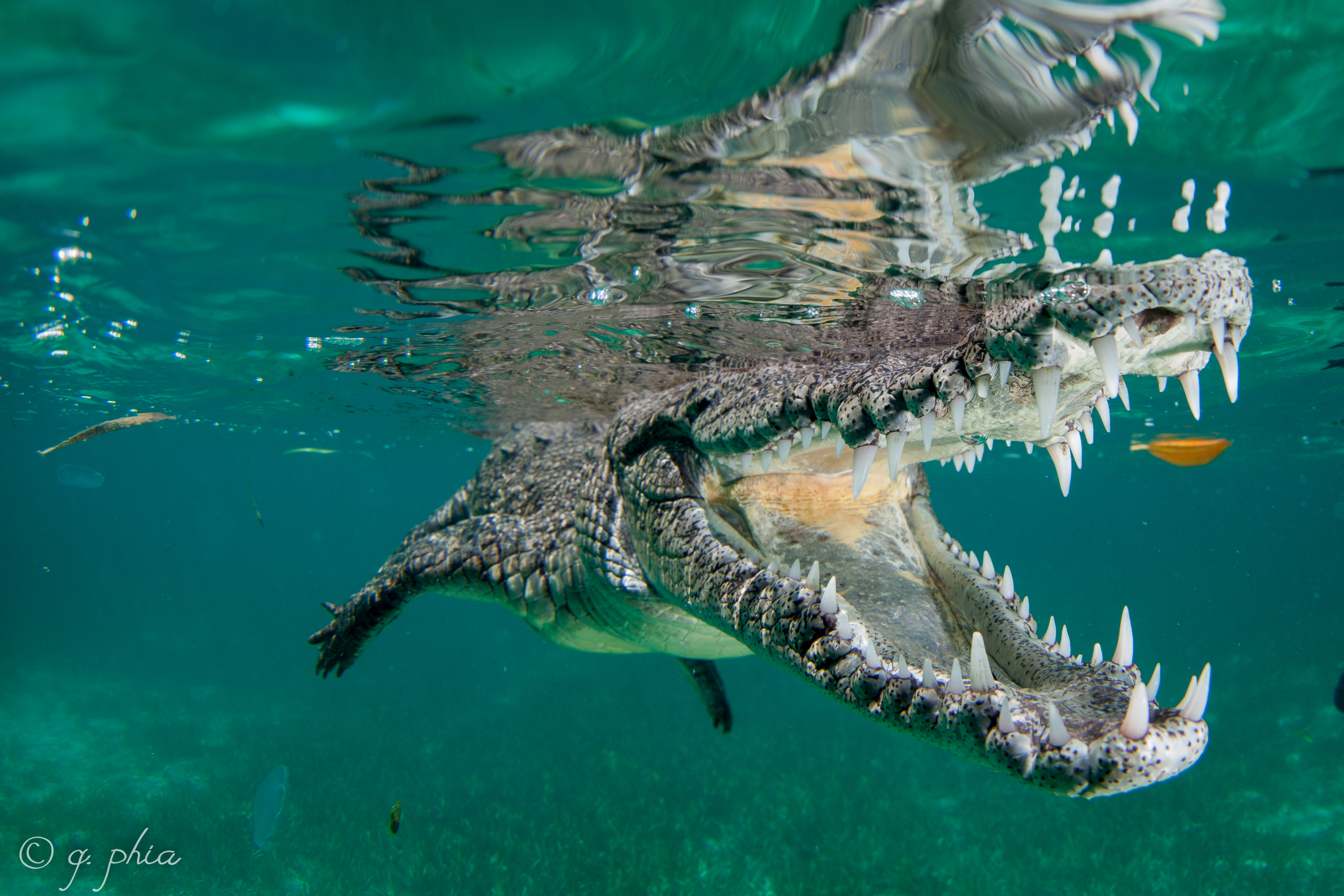
Cocodrilo americano (Crocodylus acutus) en Cuba

De acuerdo con datos de la Organización de las Naciones Unidas para la Alimentación y la Agricultura (FAO), Cuba es uno de los países del mundo que logran anualmente crecimiento en su superficie boscosa, que representa más del 30 % de las tierras.
El país posee seis reservas de la biosfera: Sierra del Rosario, Cuchillas del Toa, Península de Guanahacabibes, Baconao, Ciénaga de Zapata y Buenavista.
En Cuba no son muy utilizados los insecticidas químicos y en su lugar son utilizados los de origen animal y vegetal, incluyendo la lombricultura (uso de lombrices) para fertilizar los suelos. Este tipo de prácticas han colocado a Cuba como el único país del planeta con un desarrollo sostenible según la WWF.

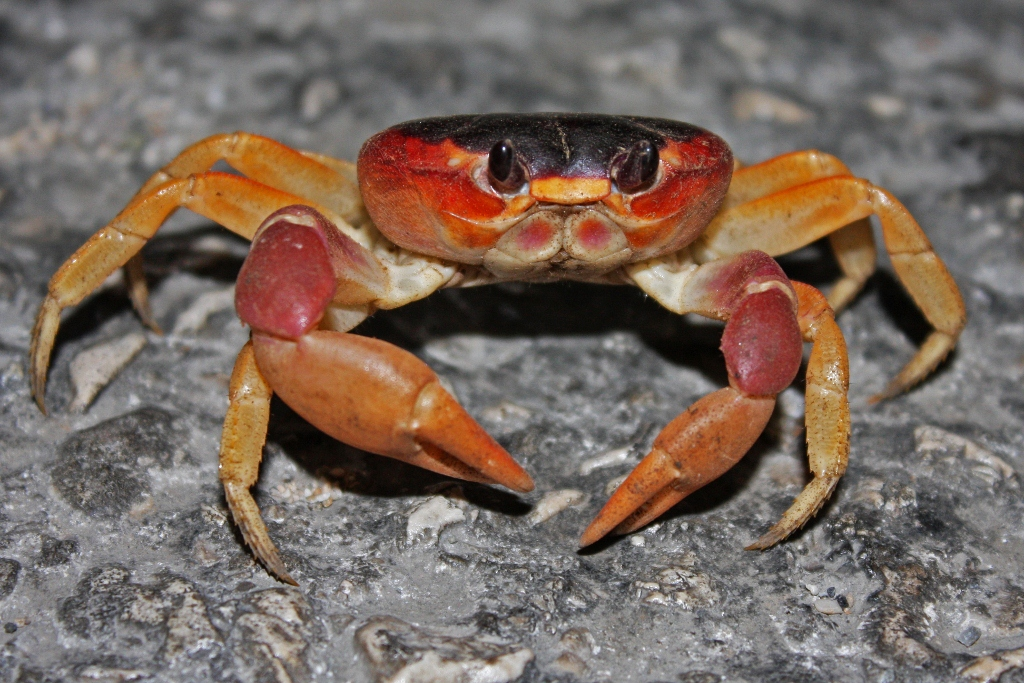
Cangrejo de tierra (Gecarcinus ruricola) en Sancti Spiritus

La isla es considerada el pulmón verde del Caribe. Las autoridades cubanas han creado más de 250 áreas naturales protegidas, que cubren el equivalente al 22 % del país. La Reserva Natural de los Jardines de la Reina, que incluye casi 150 kilómetros de islas, arrecifes y manglares, alberga uno de los arrecifes de coral mejor conservados del mundo.

## Economía y finanzas
En 2020, el país fue el 139.º exportador más grande del mundo (US $ 1.6 mil millones, menos del 0.1 % del total mundial). En importaciones, en 2019, fue el 126.º mayor importador del mundo: US $ 5.3 mil millones.

Cuba produjo, en 2019: 8,7 millones de toneladas de caña de azúcar (entre el 21.º y el 25.º productor mundial); 950 mil toneladas de plátano; 795 mil toneladas de mandioca; 752 mil toneladas de verdura; 555 mil toneladas de batata; 480 mil toneladas de tomates; 382 mil toneladas de mango; 377 mil toneladas de arroz; 307 mil toneladas de maíz; 206 mil toneladas de yautia; 184 mil toneladas de papaya; 169 mil toneladas de frijoles; 129 mil toneladas de papa; 27 mil toneladas de tabaco; 5,3 mil toneladas de café; además de otras producciones de otros productos agrícolas. En producción ganadera, en 2019 Cuba produjo 234 mil toneladas de cerdo, 438 millones de litros de leche de vaca, 81 mil toneladas de carne vacuna, 24 mil toneladas de carne de pollo, entre otros. 3

Evolución histórica del PIB per cápita de Cuba

La Economía de Cuba también depende altamente de las Remesas.
El embargo económico impuesto por Estados Unidos a Cuba ha tenido un impacto significativo en la economía del país. Dicha acción ha limitado el acceso de Cuba a los mercados internacionales y ha obstaculizado su capacidad para realizar transacciones financieras y comerciales con otros países. Además, ha afectado negativamente a la inversión extranjera y ha limitado el acceso de Cuba a tecnología y recursos necesarios para el desarrollo económico. A pesar de los esfuerzos del gobierno cubano para diversificar su economía, el embargo sigue siendo un obstáculo importante para el crecimiento económico y la prosperidad del país.
El Banco Mundial enumera los principales países productores cada año, según el valor total de la producción. Según la lista de 2018, Cuba tenía la 66.ª industria más valiosa del mundo (US$ 13 000 millones).
En 2019, el país fue el quinto productor mundial de cobalto (3.800 toneladas) el décimo productor mundial de níquel (49.200 toneladas). En otros minerales, no se encuentra entre los productores más grandes del mundo.

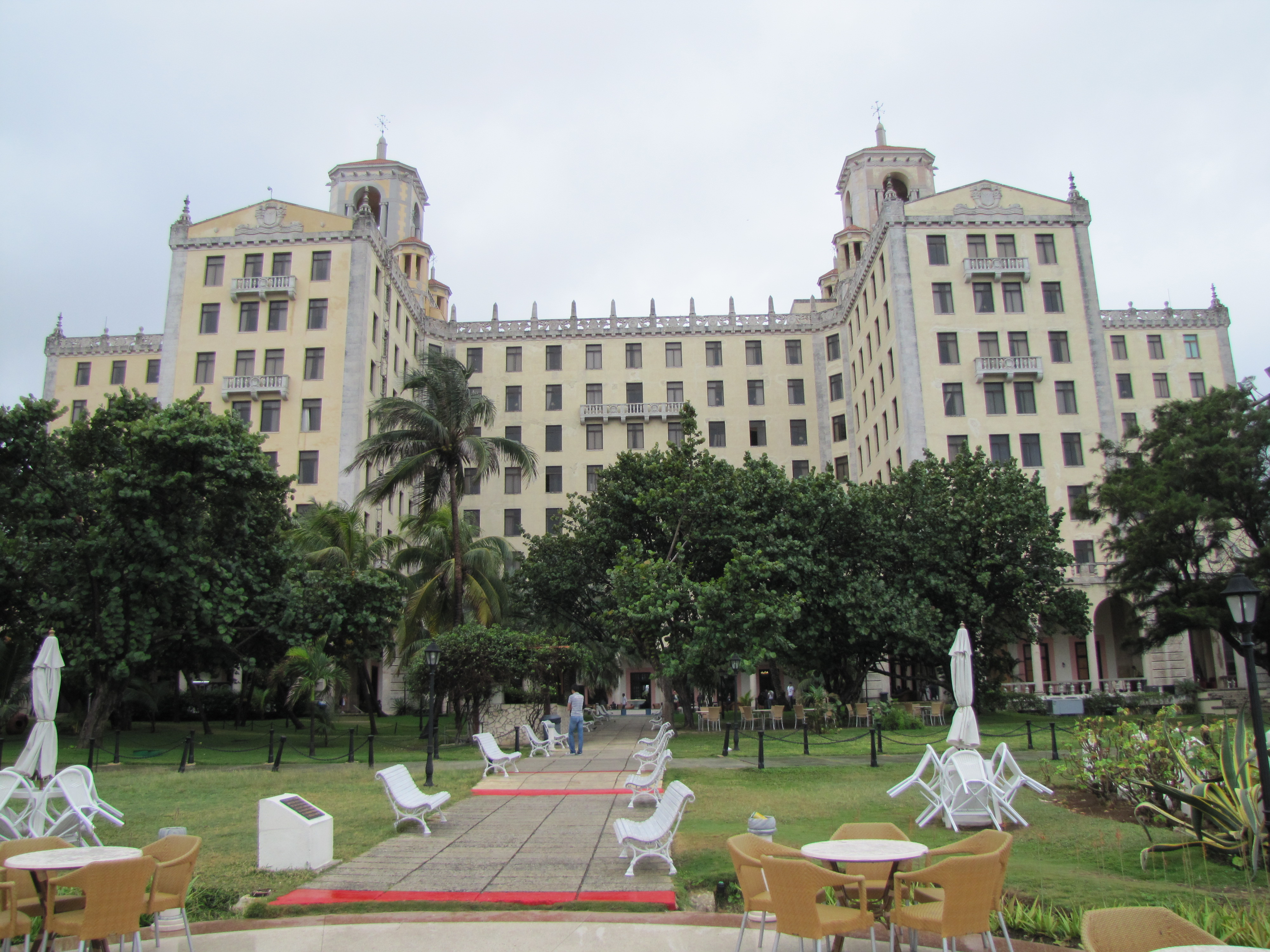
Hotel Nacional en La Habana, Cuba

En energías no renovables, en 2020, el país fue el 53.º productor mundial de petróleo, extrayendo 41 mil barriles / día. En 2011, el país consumió 150 mil barriles / día (64.º consumidor más grande del mundo). El país fue el 37.º mayor importador de petróleo del mundo en 2013 (160 mil barriles / día). En 2016, Cuba fue el 62.º productor mundial de gas natural, 1100 millones de m³ al año. En 2016, el país era el 87.º mayor consumidor de gas (1100 millones de m³ por año). El país no produce carbón.
En energías renovables, en 2020, Cuba no producía energía eólica y tenía 0,1 GW de potencia instalada de energía solar.
En 2018, Cuba fue el 50.º país más visitado del mundo, con 4,6 millones de turistas internacionales. Los ingresos por turismo este año fueron de $ 2.9 mil millones.

La economía y las finanzas de Cuba son gestionadas y reguladas por el Ministerio de Economía y Planificación y el Ministerio de Finanzas y Precios. Desde el año 1962, el sistema político-económico de Cuba ha sido unipartidista y estatista, identificado con el marxismo-leninismo. Cuba fue el primer país de América en adoptar una economía planificada, mediante la cual la producción y distribución de bienes, como así la fuerza de trabajo fueron centralizados y dirigidos por el Estado.

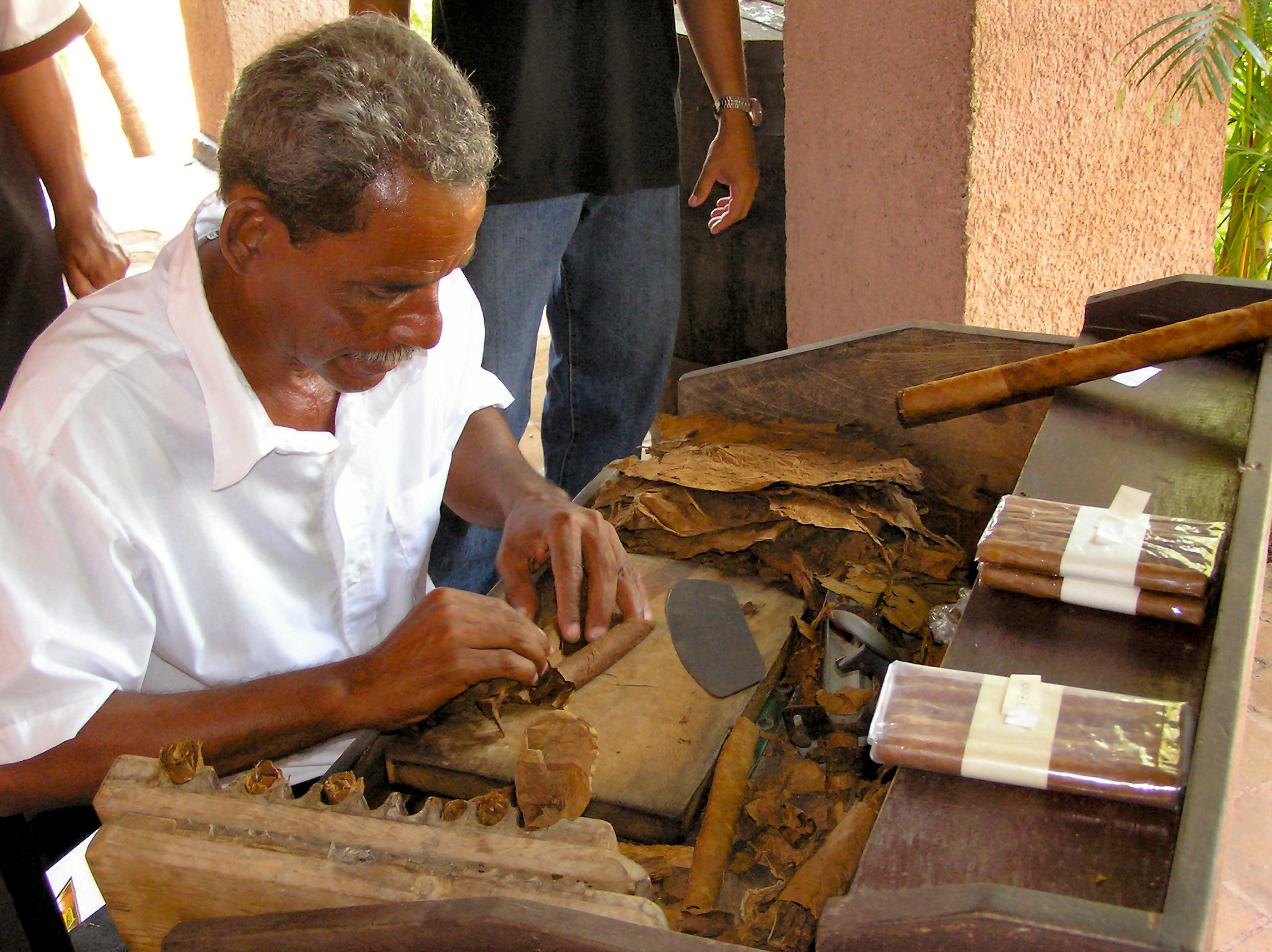
Haciendo puros en Santiago de Cuba.

Los tres primeros sectores económicos del país (agricultura y minería, industrias y servicios) son regulados, gestionados y supervisados por los Ministerios de Agricultura, Energía y Minas, Industrias, Industria Alimentaria, Construcción y Turismo.
El porcentaje de trabajadores empleados por el sector público cayó de un 91 % en 1981 a un 76 % en 2000. Desde los 1990, existe un movimiento hacia más empleos en el sector privado. Las inversiones del capital extranjero requieren la aprobación del gobierno. El 85.2 % de la población en edad laboral tiene nivel medio superior, y el 30 % son profesionales y técnicos, de ellos el 61,3 % son mujeres. A partir de junio de 2009 se permitió el pluriempleo para paliar la crisis mundial y el envejecimiento poblacional.
La caída de la Unión Soviética, el principal suministrador y mercado de Cuba, inauguró el Periodo Especial. Para superar la crisis, causada por el fin de la CAME, el gobierno promovió la inversión de capital extranjero, firmando acuerdos con países como China, Italia, Canadá y Venezuela, entre otros.
Desde mediados de 2005, la economía cubana actual enfrenta a un proceso de recuperación debido a las sequías y los huracanes, que han provocado daños a los cultivos de exportación y de consumo nacional, el racionamiento energético. Respecto al consumo de electricidad, Cuba ha llevado la revolución energética, así llamada por el gobierno para promover la necesidad del ahorro, nuevos medios de obtención de energía y concienciar al pueblo cubano. El PIB creció a partir de ese año de manera acelerada alcanzando:
- 11.8 % en 2005[173]
- 12.5 % en 2006[173]
- 7.5 % en 2007[173]
- 4.3 % en 2008[173]

### Reformas económicas

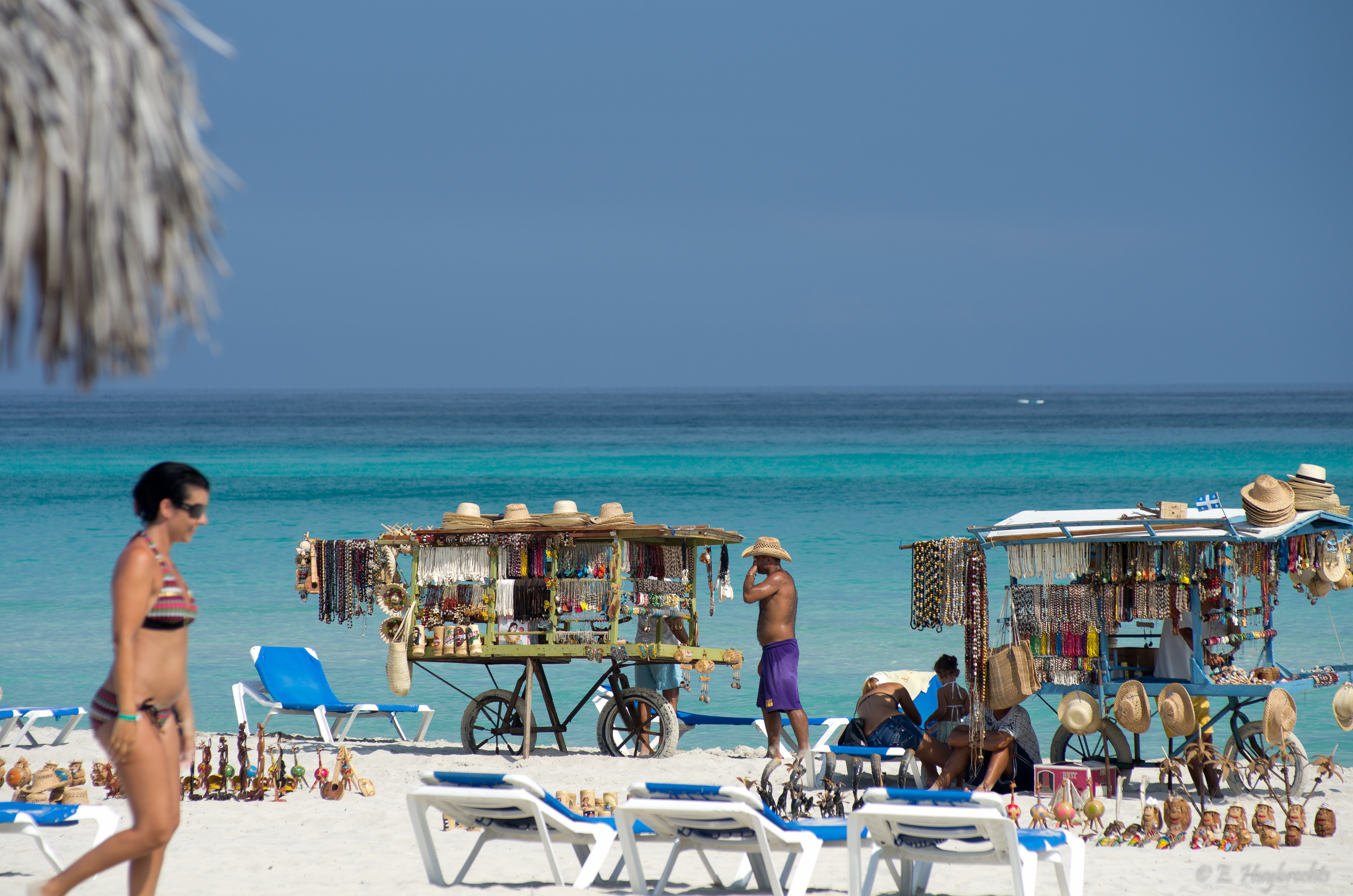
Playa de Varadero.

En 2013 como parte de las reformas económicas llevadas adelante por el gobierno de Raúl Castro, la fuerza laboral de 5.1 millones de personas está empleada en un 77 % por instituciones estatales y un 23 % en actividades privadas. Tales actividades fueron respaldadas en la nueva Constitución pero no son bien miradas por todos los cubanos.
Según el gobierno cubano y Amnistía Internacional, el embargo estadounidense contra Cuba ha tenido un impacto negativo en la recuperación económica del país, sin embargo Cuba es el único país reconocido por la ONU en eliminar la desnutrición infantil.
La ONU ha condenado ese bloqueo, entre 1992 y 2019 en 28 ocasiones consecutivas.
Las monedas oficiales son el peso cubano (dividido en 100 centavos) y la moneda libremente convertible (MLC). 1 MLC es equivalente a 1 USD.
Según The World FactBook de la CIA, en su edición 2006, el producto interno bruto (PIB) de Cuba alcanza los 45 510 millones, con un crecimiento real del 9,5 %. Según la misma fuente, el PIB se divide de la siguiente manera:
| Exportaciones a | Exportaciones a | Importaciones de | Importaciones de |
| País            | Porcentaje      | País             | Porcentaje       |
| --------------- | --------------- | ---------------- | ---------------- |
| Países Bajos    | 25,8 %          | Venezuela        | 15.2 %           |
| Rusia           | 21,1 %          | Italia           | 14.5 %           |
| Venezuela       | 18,3 %          | España           | 13,7 %           |
| Canadá          | 13,3 %          | Francia          | 6,5 %            |
| China           | 10 %            | Canadá           | 5,7 %            |
| España          | 6,8 %           | China            | 5,3 %            |
| Otros           | 4,7 %           | Otros            | 39,1 %           |

- Agricultura: 5,1 %
- Industria: 27,2 %
- Servicios: 67,6 %

La fuerza laboral activa está compuesta por 4,82 millones de personas, con una baja tasa de desempleo (1,9 %); el 78 % de esta fuerza laboral trabaja para el estado, que controla los medios fundamentales de producción nacionales. Es regulada y protegida por el Ministerio de Trabajo y Seguridad Social.
La balanza económica es deficitaria, ya que las exportaciones alcanzan los 2956 millones de dólares; mientras que las importaciones ascienden a 9510 millones de dólares. Existen dos carteras encargadas de gestionar y administrar el comercio: el Ministerio del Comercio Exterior y la Inversión Extranjera y el Ministerio del Comercio Interior.
La deuda externa asciende a 16 620 millones en moneda convertible, más 32 200 millones a Rusia, aunque en diciembre de 2013 condonó el 90 % de esa deuda de la época soviética, quedando pendientes 3200 millones.
Las principales industrias son: turismo, azúcar, petróleo, tabaco, construcción, níquel, acero, cemento, maquinaria agrícola e industria farmacéutica. Entre las producciones agrícolas destacan: caña de azúcar, tabaco, cítricos, café, arroz, papas y frijoles. También es importante la producción ganadera.
El incremento de las reservas internacionales, llegó a 11 103 millones de dólares en 2014, duplicando la existente cinco años atrás. En los últimos años, la economía del país ha crecido en torno al 2 % anual.

### Transporte e infraestructuras

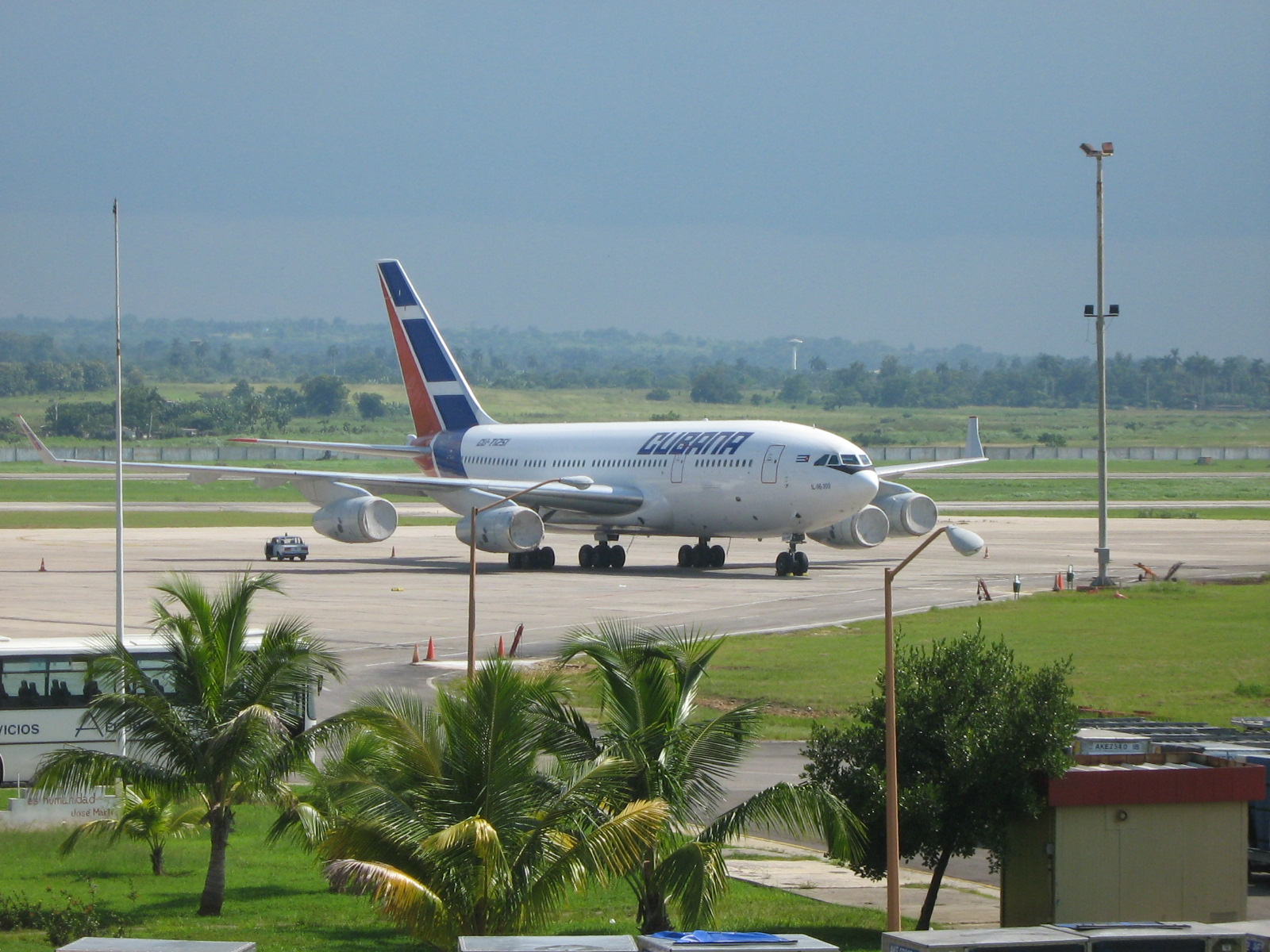
IL 96 en el Aeropuerto Internacional José Martí en La Habana.

Todo lo relacionado con el transporte en Cuba es gestionado por el Ministerio del Transporte. El país posee una desarrollada red vial para el transporte automotor que alcanza 52 202 km, de los cuales están pavimentados 17 212 km. De ellos, 11 450 son vías clasificadas como de interés nacional, incluyendo 654 km de autopistas y 400 km de otras vías expresas multicarriles y 1435 de la Carretera Central. Esta red abarca todas las provincias y ciudades del país.
El país posee también una extensa red de ferrocarriles con 8193 km de longitud que alcanza todas las capitales provinciales y los principales puertos. La empresa estatal encargada de la red ferroviaria es Ferrocarriles de Cuba. Para el transporte público todavía se emplean trenes de hace más de veinte años aunque al país están llegando nuevos equipos de China e Irán. Existen servicios de trenes desde La Habana a Pinar del Río y a Guantánamo, atravesando todo el país.
La aviación de Cuba es relativamente poco utilizada en el ámbito nacional aunque existen una decena de aeropuertos con vuelos regulares hacia La Habana. Los aeropuertos internacionales más importantes radican en La Habana, Varadero, Holguín y Santiago de Cuba. Las compañías aéreas nacionales son Cubana de Aviación, Aerogaviota, AeroCaribbean, Aero Varadero y Aerotaxi.
El transporte por ómnibus es el más utilizado; existen dos empresas estatales a cargo de esta actividad: Viazul, que opera en peso cubano convertible (CUC) y la Empresa de Ómnibus Nacionales (EON) que opera en peso cubano (CUP). Ambas empresas cuentan con modernos ómnibus Yutong. Estas empresas se desempeñan a nivel interprovincial principalmente. En el transporte distrital y urbano se utilizan otros medios. Los autobuses rígidos se pueden observar en las principales ciudades mientras los autobuses articulados principalmente en La Habana. Los populares "Camellos" se fueron retirando progresivamente pero todavía se les puede observar haciendo rutas medias, como por ejemplo el que hace ruta Jagüey Grande-Matanzas. Para comunicar pequeños centros urbanos se utilizan minibuses algo deteriorados por el tiempo.
Según el censo de 2012, el 95,5 % de las viviendas estaban electrificadas (en las zonas urbanas llegaba al 99,6); el 96,4 contaba con local para cocinar; y el 91,3 de ellas y el 92,6 de la población, tenía servicios sanitarios (baños) dentro o fuera del alojamiento. Para 2018, el país alcanzó el 100 % de electrificación.
En 2014 se inauguró un puerto de contenedores que demandó una inversión de 700 millones de dólares y fue construido por la empresa brasileña Odebrecht en Mariel.

## Medios de comunicación

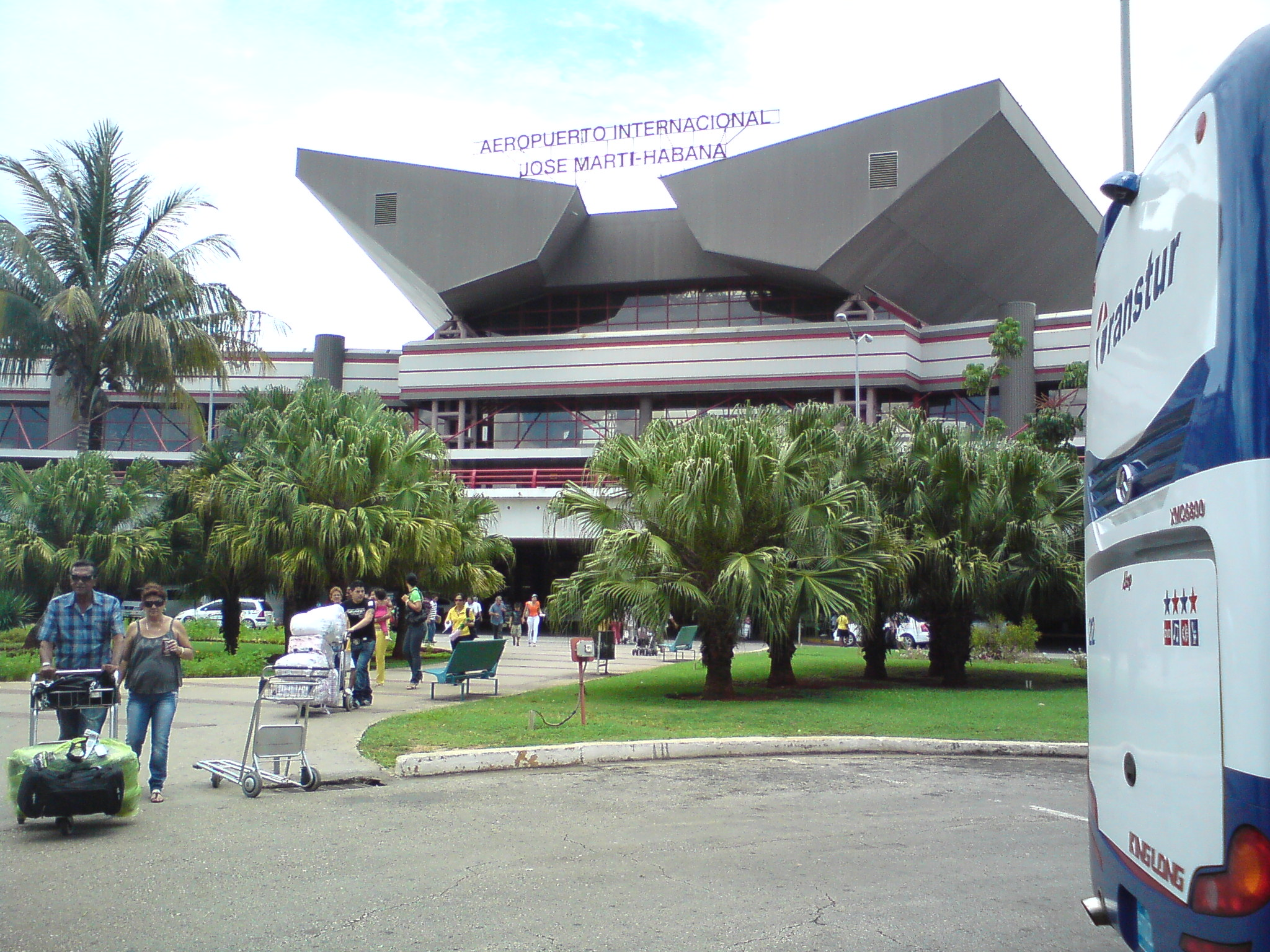
Fachada del Aeropuerto Internacional José Martí.

Los medios de comunicación oficialistas de Cuba son de titularidad pública y están en manos del Estado central y de los municipios correspondientes. La política informativa la dirige el PCC, siendo gestionada a través del Ministerio de Comunicaciones. Existen diversos medios de comunicación independientes basados fundamentalmente en el exterior del país. Entre estos se pueden citar: Marti Noticias, CiberCuba, Diario de Cuba, 14 y Medio, Cubanet, ADN Cuba, entre otros.
La radio y la televisión son propiedad del Estado. El Instituto Cubano de Radio y Televisión (ICRT) constituye la institución que controla las transmisiones radiales y televisivas.

### Televisión
La televisión cubana fue la pionera de las transmisiones televisivas en el área de América Latina y el Caribe, se inaugura oficialmente el 24 de octubre de 1950, con la salida al aire del Canal 4. Posteriormente, el 11 de marzo de 1951, inicia sus servicios regulares el Canal 6 de CMQ Televisión.
Actualmente, la televisión cubana es de propiedad pública, controlada por el Instituto Cubano de Radio y Televisión (ICRT), tiene cinco canales de señal mixta analógica-digital, que son de alcance nacional (Cubavisión, Tele Rebelde, los Canales Educativos 1 y 2 y Multivisión), un canal internacional (Cubavisión Internacional), además de canales y telecentros provinciales y locales. El Canal Educativo 2 transmite durante varias horas al día la señal de la noticiosa latinoamericana TeleSur.
Recientemente se ha comenzado a introducir la Televisión Digital con el estándar chino, gracias al cual, se agregaron varios canales digitales nuevos: Canal Caribe (de noticias)y que desde marzo de 2020 trasmite con interrupción el canal RT en Español hasta el 24 de mayo de 2020, Canal Clave (musical), Mi TV canal Infantil (para niños) y Cubavisión + (en HD2 de programación variada), pasando a ser diez el total de canales nacionales.
Cómo parte de una fuerte inversión en la telecomunicaciones de la isla, desde el lunes 25 de mayo de 2020 entran en funcionamiento dos canales de televisión en alta definición, el HD-3 y el HD-4, aumentando a 12 los canales digitales, 4 de ellos en alta definición, igualmente el canal HD-4 ha empezado a trasmitir en vivo el canal RT en Español las 24 horas del día durante los 7 días de la semana sin interrupciones, y el canal HD-3 está trasmitiendo el canal Tele Rebelde dedicado íntegramente a los deportes.

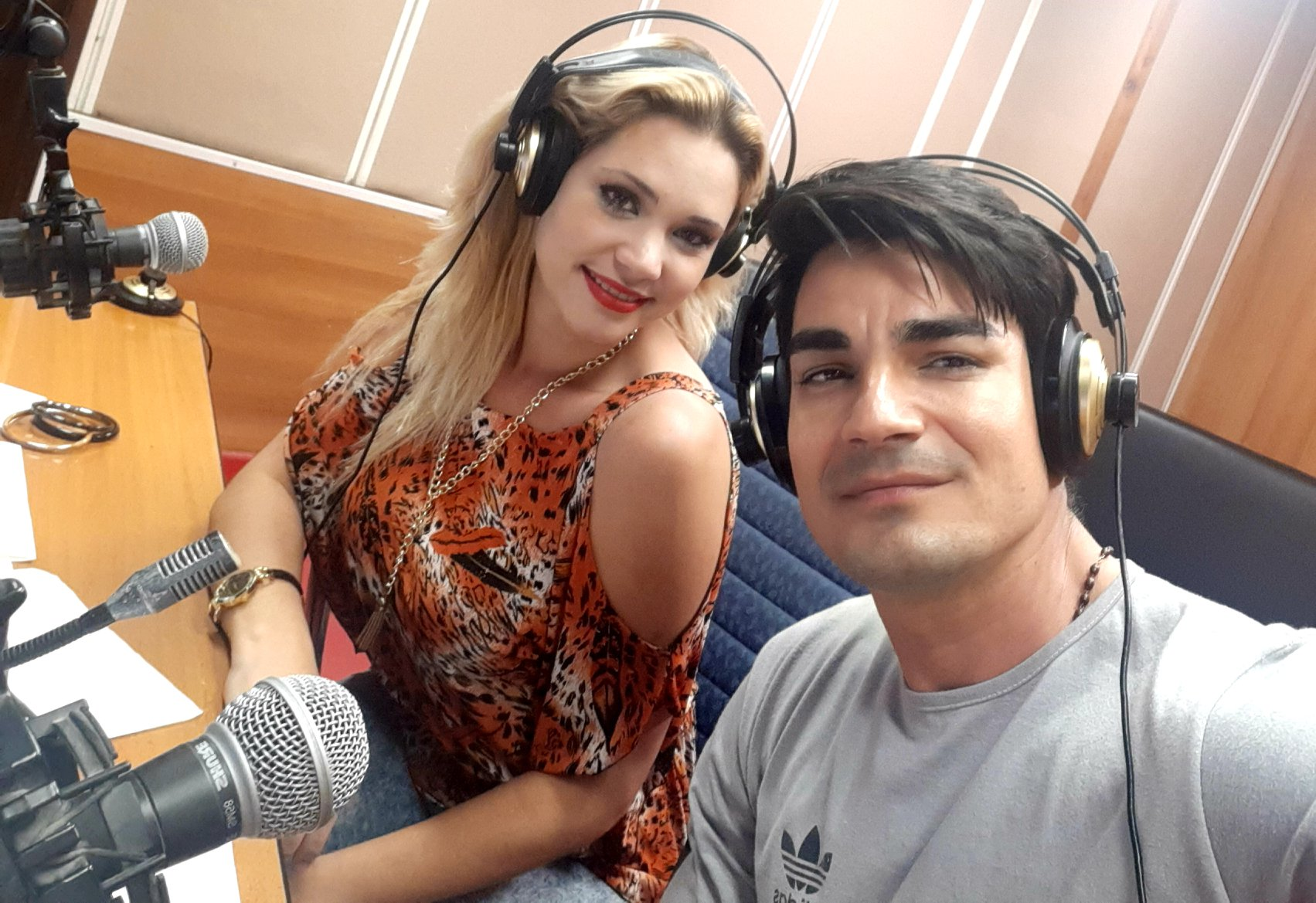
2 presentadores en los estudios de Radio Rebelde, una emisora controlada por el estado Cubano.

### Radio
La primera emisora que transmitió en Cuba fue la 2LC, de Luis Casas Romero, el 22 de agosto de 1922. El 10 de octubre de 1922, la primera transmisión de la PWX, es considerada oficialmente como el inicio de la radiodifusión, momento en el cual se transmitió —en español y en inglés— un discurso inaugural del entonces presidente de la República, Alfredo Zayas.
La Red Nacional de la Radio en Cuba cuenta con 100 emisoras: 1 internacional, 8 nacionales, 19 provinciales, 72 municipales, asimismo existen 85 estudios municipales de radio, distribuidos por todo el territorio nacional.

### Prensa escrita

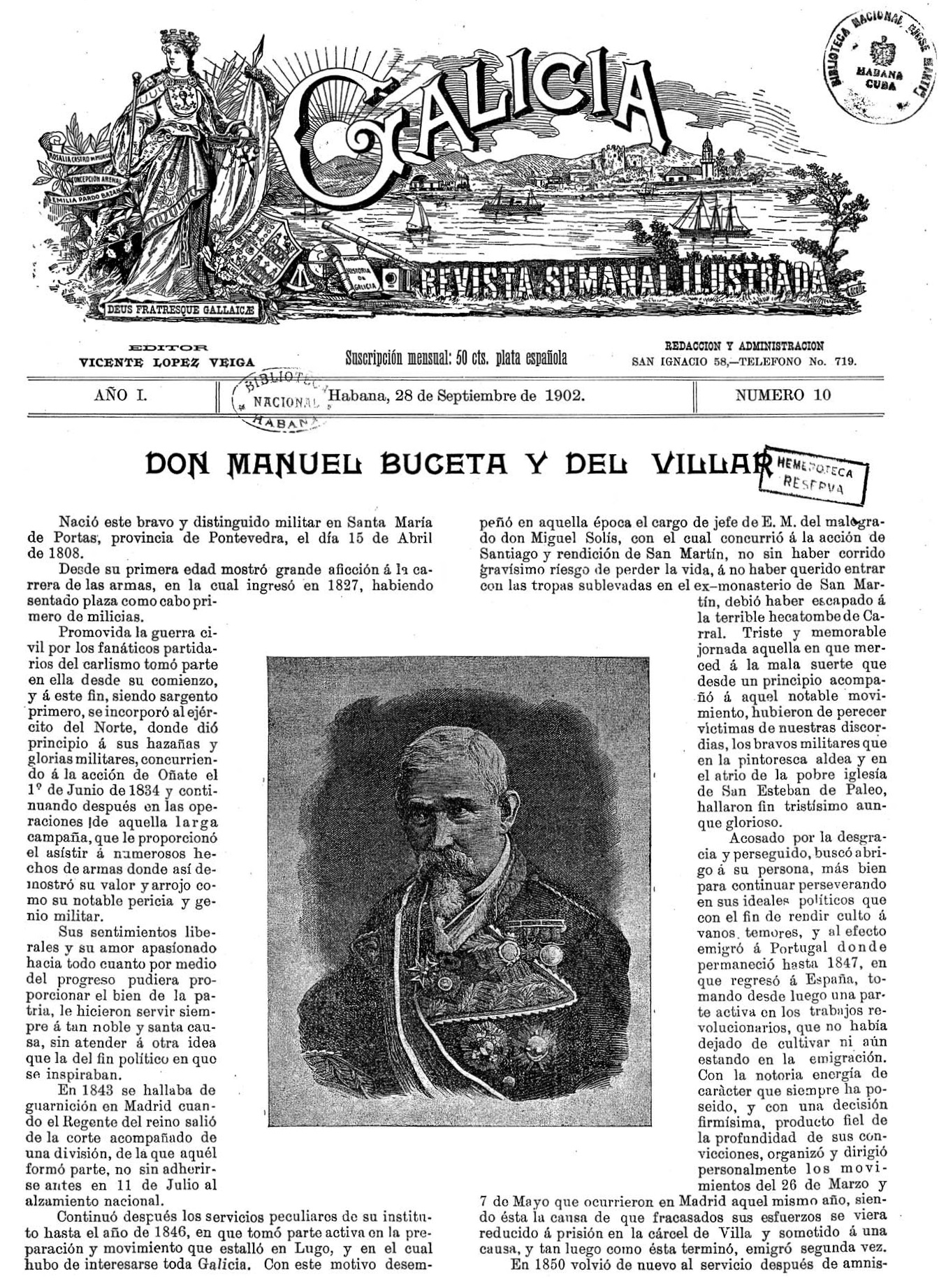
Edición 10 de la Revista ilustrada cubana Galicia publicada en 1902

El diario de mayor circulación es el Granma, órgano del Comité Central del Partido Comunista de Cuba. Además se destacan semanales como los periódicos provinciales y las revistas juveniles. Entre los diarios nacionales cubanos se encuentra:
- Diario Granma
- Juventud Rebelde
- Trabajadores
- Orbe (Prensa Latina)

Para los jóvenes y niños se encuentran:
- Pionero
- Somos Jóvenes
- Zunzún

Aunque la prensa es de propiedad pública, se publican también revistas de la Iglesia católica y de otras denominaciones cristianas que están al alcance de cualquier ciudadano. Así, en La Habana, el arzobispado de la Iglesia católica suele publicar revistas mensuales como Palabra Nueva y Espacio Laical. En la diócesis de Pinar del Río es publicada la revista Vitral cada dos meses.
Por su parte, en la diócesis de Holguín es publicada la revista Cocuyo; y así también cada diócesis, movimiento pastoral y muchas parroquias publican su propia revista o boletín con temas eclesiales de interés, instrucción religiosa y noticias de la iglesia. De todos los boletines el que mayor alcance tiene en toda la nación es Vida cristiana que es publicada en La Habana, tiene una aparición semanal y llega a la totalidad de los católicos en el país. Hoy día la iglesia procura alcanzar una mayor inclusión dentro de los medios de difusión como la televisión y la radio a los que no tiene el acceso, para un mayor alcance y libertad de su actuación pastoral.
Recientemente, el Centro Cristiano de Reflexión y Diálogo de Cárdenas, en la provincia de Matanzas, acogió al proyecto Cuba Posible, una nueva plataforma de diálogo para pensar la Cuba futura, comprometidos con la soberanía de la isla y la no violencia, pero con la participación de todos los sectores de la sociedad cubana dentro y fuera de la isla. Sus fundadores son Lenier González y Roberto Veiga, antiguos editores de la Revista Espacio Laical. Sin embargo dicha publicación cerró posteriormente.

### Internet y nuevas tecnologías
El gobierno cubano ha llegado a denominar a Internet como “la gran enfermedad del siglo XXI”. Sin embargo en la primera década del siglo XXI, pudo aumentar el nivel informático que poseía, adecuándose a las nuevas tecnologías. Comenzó desde las universidades, hasta actualmente la educación primaria. Con el objetivo de la enseñanza y la producción y maniobrabilidad en bancos, tiendas e industrias, los informáticos cubanos han creado software de calidad bastante aceptable. Radican en multimedias educativas para los niveles escolares en casi todas las asignaturas, además de programas para manejar la información o crearla y agilizar el antiguo trabajo manual.

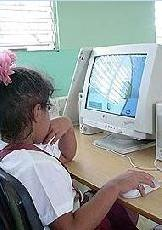
Alumna cubana haciendo uso de una computadora en una escuela primaria.

Hasta ahora, el acceso a Internet es a través de satélites, lo que resulta costoso y lento: Por ejemplo, Cuba dispone de solamente 65 megabits por segundo para subir información y de 124 megabits por segundo para bajar o descargar información. Según el gobierno cubano el hecho de que la isla requiera esta conexión por satélite se debe principalmente al embargo estadounidense contra Cuba que le impide obtener la Internet por medio de cables de fibra óptica como los otros países, perjudicando el acceso para particulares y para organizaciones internacionales, como IFLA, Amnesty International, Freedom House, Reporteros Sin Fronteras u Open Net Initiative.
En Cuba existía hasta 2008 un número muy limitado de 190 000 usuarios privados de Internet. La mayoría de estos usuarios privados de Internet eran médicos, su proveedor es el Ministerio de Salud Pública (Infomed) y en su mayoría solo tienen acceso a sitios del dominio local (.cu) y a sitios de otros dominios generalmente de temas relacionados con la medicina y para usos de investigación.
En 2009, el gobierno permitió el libre acceso a Internet en las oficinas de correos. Cuba cuenta con 1351 dominios registrados (.cu) y 2500 sitios Web, de ellos, 135 pertenecientes a los medios de prensa. Existen además algunos proveedores que ofrecen conexiones a Internet para extranjeros residentes en la isla.
Recientemente, el gobierno de Raúl Castro también ha levantado las restricciones a los ciudadanos en materia de comunicaciones y ha permitido la tenencia de computadoras, DVD, celulares, etc. Paralelamente, el gobierno cubano firmó un acuerdo con Venezuela para arrojar un cable submarino de fibra óptica desde La Guaira que permita a Cuba y a otros países (Jamaica, Haití y Trinidad y Tobago) disponer de Internet de alta velocidad para 2010.
En julio de 2008, el gobierno de Estados Unidos, mediante su Oficina de Intereses en La Habana, declaró que ofrecía a Cuba la posibilidad de conectarse a Internet mediante sus compañías. El embargo económico prohibía a Cuba el acceso a los cables submarinos que pasan a solo 32 kilómetros del malecón habanero.
El 6 de diciembre del 2018, el monopolio estatal de las comunicaciones ETECSA activó la 3G a las 08:00 (13:00 GMT), y los clientes se lanzaron sobre sus equipos para iniciar la conexión. No obstante, este servicio tiene una alta tarifa, lo que no ha impedido que los ciudadanos estén jubilosos con internet en sus móviles.
En 2019, casi siete millones de los once millones de cubanos tienen acceso a Internet, la mayoría a través de la telefonía celular, para un 56 % de la población.
Tras el ordenamiento monetario de enero del 2021, que significó un fuerte aumento de los salarios, los precios de Internet y servicios de comunicación se mantuvieron al mismo precio anterior, abaratándose significativamente en los meses siguientes. En agosto del 2021, Etecsa anunció sus primeros paquetes combinados de datos móviles, llamadas y SMS. En el verano del 2021 se anunció que actualmente, más del 68 % de los cubanos accede a Internet, y la telefonía móvil tienen 6.6 millones de usuarios, crecen las redes 4G y el 76 % de la población tiene cobertura a la señal de televisión digital.
Según publica ETECSA en su sitio web oficial, al cierre del primer trimestre de 2021, el 100 % de los municipios del país ya tienen cobertura 4G y también tienen esta posibilidad el 39 % de los consejos populares.

## Demografía

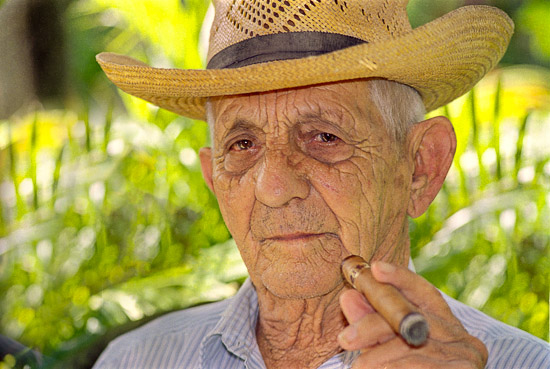
Alejandro Robaina, patriarca de una de las principales familias productoras de tabaco cubano.

Según datos del último censo, la población residente en la isla en 2012 fue de 11 167 325 habitantes, unas 10 418 de menos si tomamos como referencia el censo realizado en 2002, según datos de la Oficina Nacional de Estadísticas e Información (ONEI), organismo estatal encargado de llevar los datos demográficos cubanos. El porcentaje de mujeres es relativamente superior al de los hombres, 50,01 % y 49,99 % respectivamente. Se trata del país más poblado del Caribe insular, su densidad de población es de 102,3 hab./km². La esperanza de vida promedio es de 78 años, una de las más elevadas de América Latina.

### Etnografía
| Grupo %   | 1899 | 1907 | 1919 | 1931 | 1943 | 1953 | 1981 | 2002  |
| --------- | ---- | ---- | ---- | ---- | ---- | ---- | ---- | ----- |
| Blancos   | 66,9 | 69,7 | 72,2 | 72,1 | 74,3 | 72,8 | 66   | 65,05 |
| Negros    | 14,9 | 13,4 | 11,2 | 11   | 9,7  | 12,4 | 12   | 10,08 |
| Mulatos   | 17,2 | 16,3 | 16   | 16,2 | 15,6 | 14,5 | 21,9 | 24,86 |
| Asiáticos | 1    | 0,6  | 0,6  | 0,7  | 0,4  | 0,3  | 0,1  | 1     |

Cuba es una sociedad multirracial con fuertes orígenes en la península ibérica y en el continente africano. En Cuba está presente, de igual forma, una gran comunidad del antiguo espacio postsoviético, así como chinos. El último censo realizado en el 2012 evidenció un progresivo mestizaje de la población.
Sin embargo, estas estadísticas se basan en autoinformes y es probable que la proporción real de negros y mestizos sea mayor. Los prejuicios raciales pueden llevar a la "autodiscriminación" y hacer que algunos mestizos se declaren blancos y algunos negros se declaren mestizos.

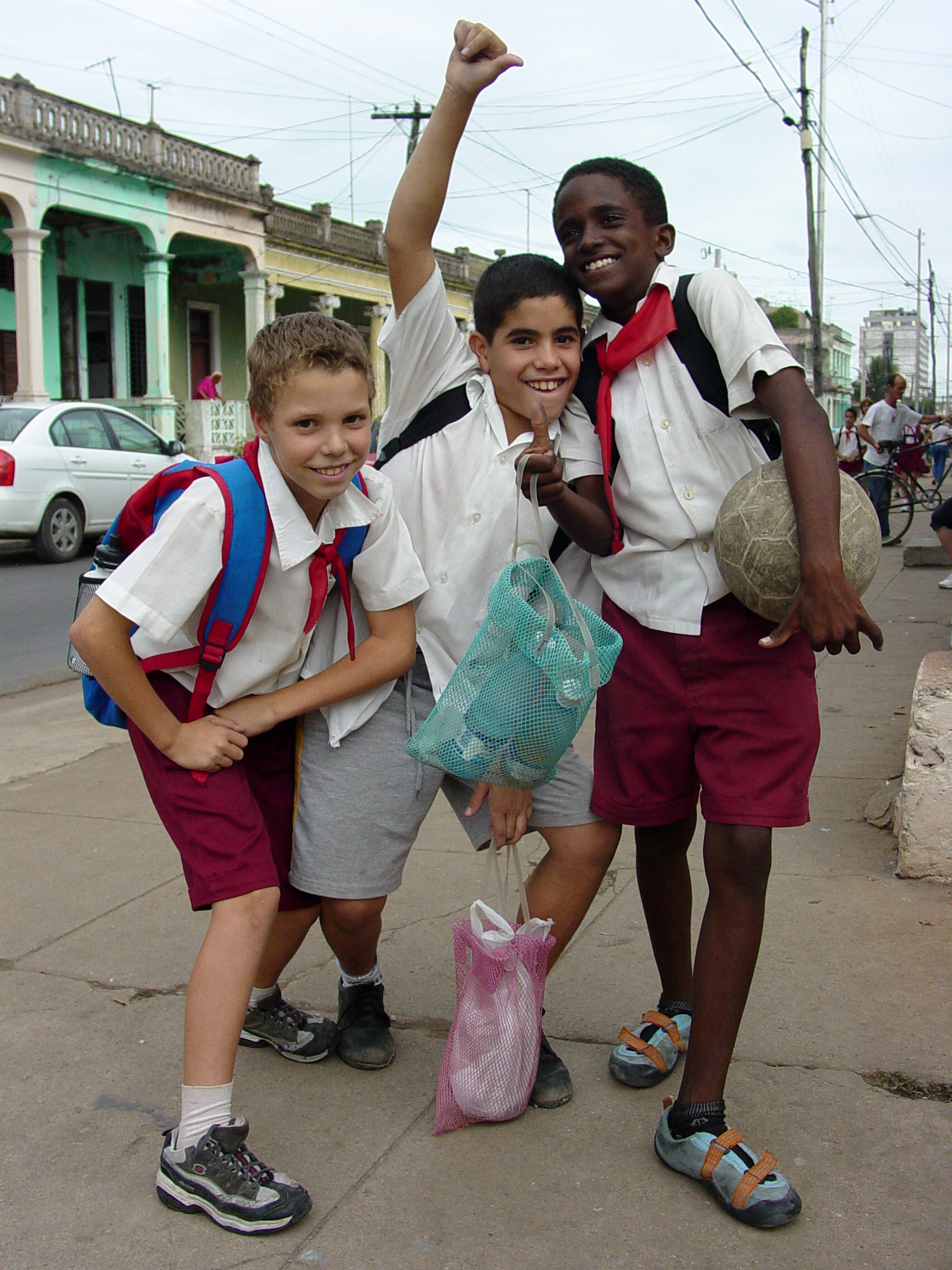
Niños cubanos en uniforme escolar en Pinar del Río

La sociedad cubana contemporánea no es muy racista: "no hay odio hacia los negros, los blancos o los mestizos. Ni los prejuicios raciales, ni la discriminación racial, ni el racismo dominan el clima social", dice Esteban Morales, investigador del Centro de Estudios Americanos de los Estados Unidos. La mezcla étnica y sociocultural es una de las más altas de América, y no existen "guetos étnicos" comparables a los de los Estados Unidos y algunos otros países de América.
El prejuicio tiene una larga historia. Entre la colonización española de América y la abolición de la esclavitud, más de tres siglos han anclado la lógica colonial y la supremacía racial en la mente de las personas. Cuba fue el penúltimo país del continente en prohibir la esclavitud, en 1886. Hasta la revolución cubana de 1959, la isla practicó una segregación comparable a la de los estados del sur de los Estados Unidos. En particular, a los negros se les negaba el acceso a muchos lugares públicos, incluida la mayoría de las playas y restaurantes, se les discriminaba en el acceso a la educación y en general se les pagaban salarios más bajos. Casi toda la burguesía cubana está compuesta por blancos.
El 22 de marzo de 1959, Fidel Castro describió el racismo como una "tara social por eliminar". Con la aprobación de políticas y leyes igualitarias, el racismo institucional llegó a su fin. A pesar de la ausencia de políticas específicamente antirracistas, la condición social de los negros mejoró significativamente. Por consiguiente, se prohíbe la discriminación en la remuneración y el acceso a la educación.
Sin embargo, en el decenio de 1990, la aparición de empresas privadas alentó la propagación de las desigualdades. En el sector del turismo, algunos dirigentes empresariales creen que los visitantes extranjeros prefieren ser atendidos por personal blanco y, por lo tanto, excluyen a las personas de color de sus equipos. Mientras que en el sector estatal apenas hay más puestos directivos en la población blanca que en la población negra o mestiza, existe una fuerte asimetría en el sector privado. Según una investigación realizada en el año 2000 por Eduardo San Marful y Sonia Catasus del Centro de Estudios Demográficos (CEDEM) de la Universidad de La Habana, en el año 2000 los dirigentes negros representaban el 5,1 % y los mestizos el 19,5 %, mientras que el 75,4 % eran blancos. Estas desigualdades se deben principalmente a las remesas (dinero que los emigrantes envían a sus familias), ya que el 83,5 % de los exiliados son blancos.

### Salud

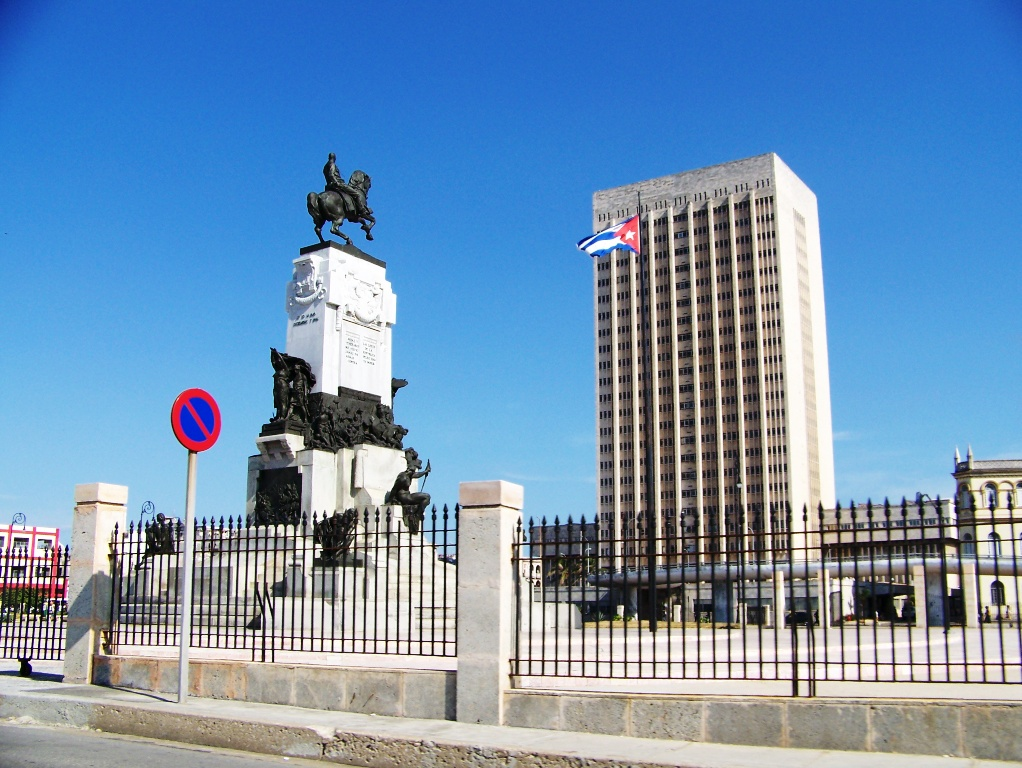
Hospital Hermanos Ameijeiras en Centrohabana.

La salud pública en Cuba es gestionada por el Ministerio de Salud Pública. Todos los ciudadanos cubanos residentes o no en el país tienen acceso a médicos, enfermeros, especialistas y medicinas, y tienen derecho a recibir asistencia en todas las instituciones de salud, la cual es gratuita. El Estado garantiza, a través del Ministerio de Salud Pública, el derecho a recibir atención médica de la siguiente forma: con la prestación de la asistencia médica y hospitalaria gratuita, mediante la red de instalaciones de servicio médico rural, de los policlínicos, hospitales, centros profilácticos y de tratamiento especializado; con la prestación de asistencia estomatológica gratuita; con el desarrollo de los planes de divulgación sanitaria y de educación para la salud, exámenes médicos periódicos, vacunación general y otras medidas preventivas de las enfermedades. En estos planes y actividades coopera toda la población a través de las organizaciones de masas y sociales.
El Estado cubano concede a la mujer trabajadora licencia retribuida por maternidad, antes y después del parto, y opciones laborales temporales compatibles con su función materna. Después de la revolución, Cuba ha destacado por ampliar la cobertura de los servicios de salud para toda su población, colocándose como un ejemplo para otros países del contexto latinoamericano y mundial, cuestión que ha llegado a ser reconocida por Naciones Unidas y ha hecho figurar notoriamente al país en los ámbitos del desarrollo humano.
La mortalidad infantil en Cuba ha venido a ser una de las más bajas de todo el hemisferio, comparable con situaciones propias de países desarrollados, sucediendo lo mismo con la mortalidad materna, gracias a las condiciones favorables y prioritarias que el país ha dado a la atención médica y de nutrición para estos segmentos de la población. En el año 2015, Cuba se convirtió en el primer país en alcanzar la eliminación de la transmisión materno-infantil del VIH y la sífilis congénita, condición recertificada en 2017. El Fondo de las Naciones Unidas para la Infancia (Unicef) ha informado que en Cuba no existen problemas de desnutrición infantil, siendo el único país latinoamericano en alcanzar dicha meta.
Cuba posee una esperanza de vida bastante superior a la del promedio del continente americano, registrándose miles de adultos mayores que incluso superan los 100 años. Entre las causas de esta situación se destaca el sistema de salud del país caribeño, de calidad, integral, universal, continuo, y gratuito. Por otra parte, la tasa de natalidad de Cuba es una de las más bajas del mundo, y es comparable con otras de países del mundo desarrollado, como los de la Unión Europea.
En la actualidad, existen 22 Facultades de Ciencias Médicas, distribuidas por todas las provincias del país. Existen facultades que reciben solo a estudiantes extranjeros, como la Escuela Latinoamericana de Medicina en La Habana (ELAM) y muchas otras en todo el país, que, en la actualidad, implementan un nuevo modelo de educación bajo los convenios con Venezuela en el marco de la ALBA, dando oportunidad a estudiantes de bajos recursos provenientes de Venezuela, Bolivia, Honduras y Ecuador alojados en residencias estudiantiles.
La Salud Pública de la isla ha ganado el reconocimiento de los organismos mundiales y regionales especializados. Cuba brinda ayuda médica a otros países como Bolivia, Honduras, Venezuela y muchos otros. Según información del gobierno cubano, unos 50 000 cooperantes cubanos prestan servicios médicos —de ellos, 4000 son médicos, según la prensa europea— en más de sesenta países. En los últimos tiempos, destaca el envío en 2014 de varios cientos de médicos y enfermeros por parte del Estado a África para ayudar a combatir el brote de Ébola detectado en la zona occidental del continente.
Cuba posee una de las más bajas tasas de mortalidad infantil del mundo, con un índice de 5,3 por cada mil nacidos vivos durante 2007.

### Dieta y nutrición en el hogar

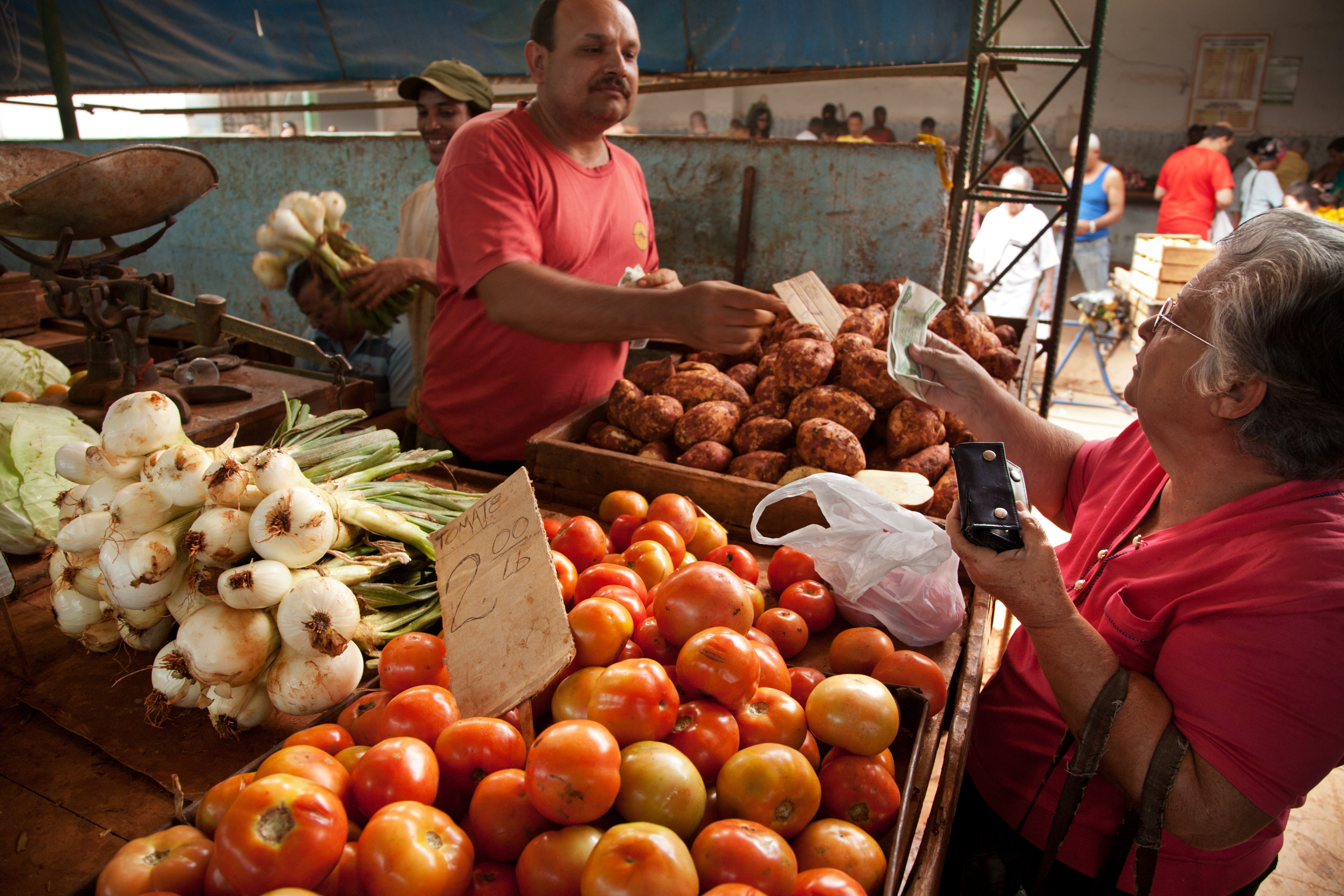
Mercado en La Habana

La dieta tradicional en los hogares cubanos ha sido objeto de preocupación a nivel internacional debido a su deficiencia en micronutrientes y falta de diversidad. Según el Programa Mundial de Alimentos (PMA), una entidad de la Organización de Naciones Unidas, la dieta promedio en Cuba adolece de una adecuada calidad nutricional debido a diversos factores como la escasa disponibilidad de alimentos ricos en nutrientes, factores socioeconómicos y malos hábitos alimentarios. El informe anual del PMA sobre Cuba respalda testimonios y evidencias previas, indicando una situación alarmante. A pesar de que el país ha implementado programas de subsidios alimentarios, muchos con el apoyo del PMA, la dieta de la población sigue siendo insuficiente en términos nutricionales. En datos específicos, los alimentos racionados solo cubren un porcentaje menor de las necesidades diarias de energía, proteínas y grasas para la población de 14 a 60 años.
Estas carencias han llevado a problemas de salud como el sobrepeso y la obesidad, derivados principalmente de una dieta alta en azúcares y sales. Además, existe una marcada desigualdad en el acceso a una alimentación adecuada, donde las personas que no tienen acceso a divisas y remesas extranjeras se ven más afectadas. La insuficiencia del salario mínimo para cubrir los requerimientos nutricionales recomendados es otra preocupación mencionada en el informe. El contexto político y socioeconómico ha influido en esta situación. La implementación de la Tarea Ordenamiento, una reforma económica que eliminó muchos subsidios alimentarios, ha contribuido a una inflación alarmante, exacerbando la escasez de alimentos básicos como cereales, verduras, lácteos y carnes. Como resultado, los hogares cubanos destinan entre un 55% y un 65% de sus ingresos a la alimentación, un porcentaje considerado desproporcionado en comparación con estándares internacionales.
No obstante, el informe reconoce esfuerzos del gobierno cubano en áreas como la protección social y el acceso universal a servicios básicos, destacando su posición en el Informe sobre Desarrollo Humano 2021-2022 y la extensa cobertura de vacunación contra el covid-19. El PMA ha incrementado su colaboración con las autoridades cubanas para abordar los problemas de seguridad alimentaria. En 2022, esta entidad adquirió alimentos esenciales y macronutrientes por valor de 10,7 millones de dólares, en respuesta a los alarmantes datos sobre prevalencia de anemia en bebés. Mientras se enfrenta esta crisis nutricional, se espera que las intervenciones y colaboraciones internacionales puedan aliviar los problemas alimentarios y nutricionales que afectan a la población cubana.

#### Crisis del Sistema Sanitario
Durante el año 2022, el sistema de salud pública de Cuba enfrentó una crisis sin precedentes que llevó a la renuncia masiva de su personal. Según cifras de la Oficina Nacional de Estadística eión (ONEI), más de 12,000 médicos abandonaron el Sistema de Salud Pública, reduciendo el total de 106,131 galenos en 2021 a 94,066 al cierre de 2022. Esta disminución ha tenido un impacto directo en la relación médico-paciente, incrementando el número de habitantes que corresponden a cada médico.
El Ministerio de Salud Pública (MINSAP) también reportó una disminución en su personal facultativo. De 312,406 trabajadores en este sector al inicio del año, solo 281,098 permanecieron al final, lo que se traduce en una diferencia de 31,308 personas. La crisis no solo afectó a los médicos, sino también a otros profesionales de la salud, como enfermeros, estomatólogos y técnicos.
La falta de personal en los hospitales cubanos ha generado innumerables quejas por parte de los ciudadanos, quienes padecen la ausencia de especialistas y enfrentan largas filas y escasez de insumos médicos para recibir tratamiento adecuado. Mientras el régimen cubano envía a cientos de médicos en misiones internacionales, generando ingresos para el estado, la situación en la isla se agrava.
Uno de los casos más resonantes fue el de Alina Arcos Fernández-Brito, doctora del Hospital Calixto García en La Habana. En un comunicado público, anunció su decisión de abandonar su profesión debido a la falta de recursos y herramientas para tratar enfermedades. Además, expresó su insatisfacción con el salario insuficiente para "vivir con un mínimo de dignidad o decoro", una crítica que resuena en el sector y que refleja una problemática recurrente en el país.

### Educación

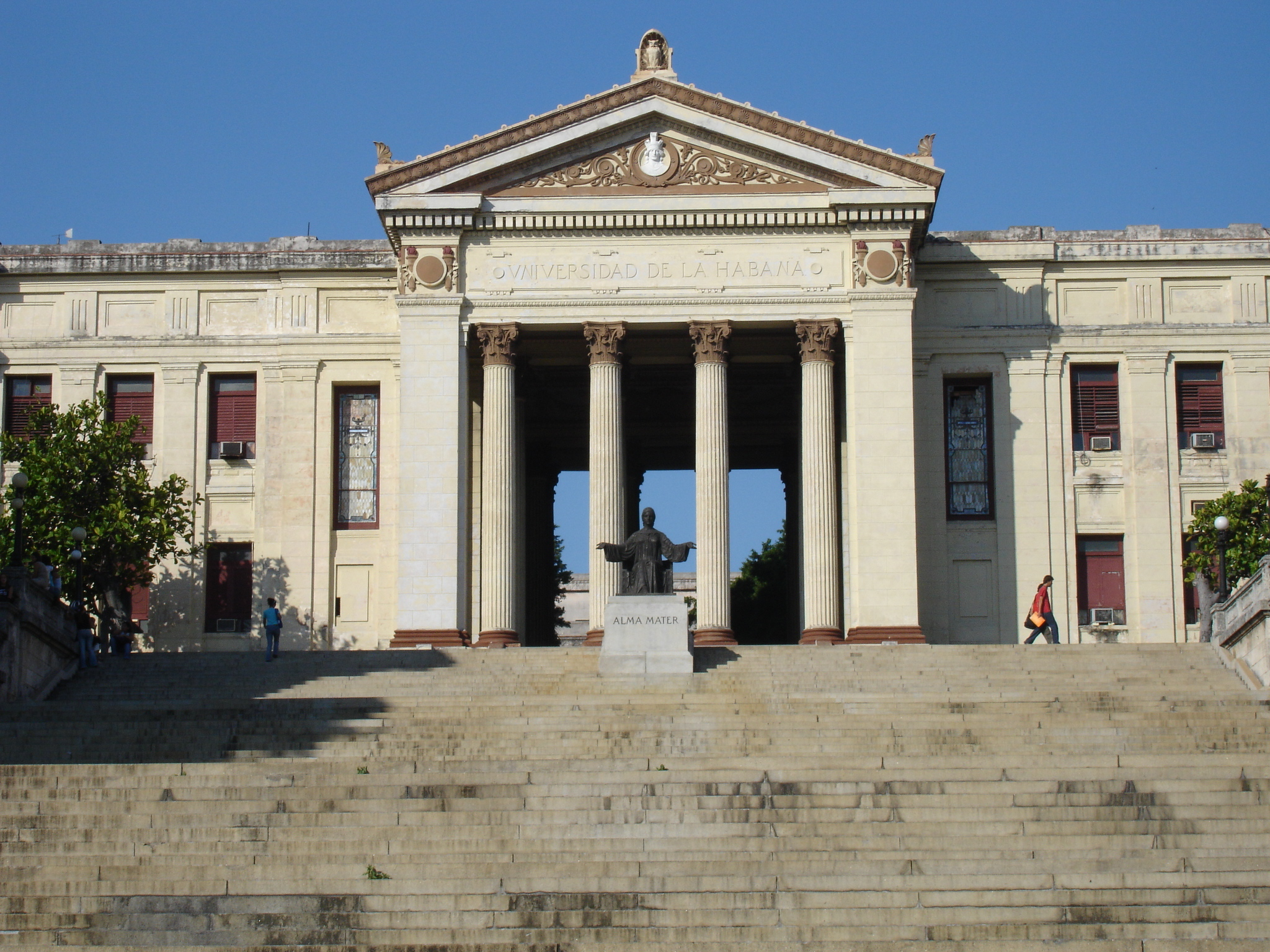
Sede actual de la Universidad de La Habana, fundada en 1728 por frailes dominicos en una ubicación diferente.

El sistema educativo cubano es supervisado y gestionado a través del Ministerio de Educación y del Ministerio de Educación Superior. Al alcanzar la independencia los subsiguientes gobiernos promovieron la educación en Cuba. A pesar de que este sector nunca gozó de amplios recursos, se instaura un sistema de educación primaria pública, gratuita y obligatoria. En 1959 aproximadamente una cuarta parte de la población en Cuba (25 %) era analfabeta, apenas dos años después, con una masiva campaña del gobierno revolucionario a través del método autóctono que fuera desarrollado, Yo sí puedo, habían sido alfabetizados más de 700 000 cubanos, y en 1962 se declararía al país primer territorio libre de analfabetismo de América Latina, lo que sería reconocido por la Unesco. El método cubano de alfabetización ha sido retomado posteriormente por más de 30 países de la región latinoamericana y del mundo.
Cuba también ha logrado la escolarización del 100 % de los niños hasta, por lo menos, nueve grados educativos, alcanzándose además la igualdad de género en la escuela, es decir, que tanto niños como niñas cuentan con las mismas condiciones para avanzar en su educación, con posibilidad de llegar a la universidad, que al ser un derecho en el país es de acceso gratuito. En Cuba la política de atención prioritaria a la infancia ha permitido que se erradique el fenómeno de los niños en situación de calle, una situación única con respecto a la realidad latinoamericana, en donde todavía millones de niños sufren carencias, explotación y trabajo en redes de prostitución.

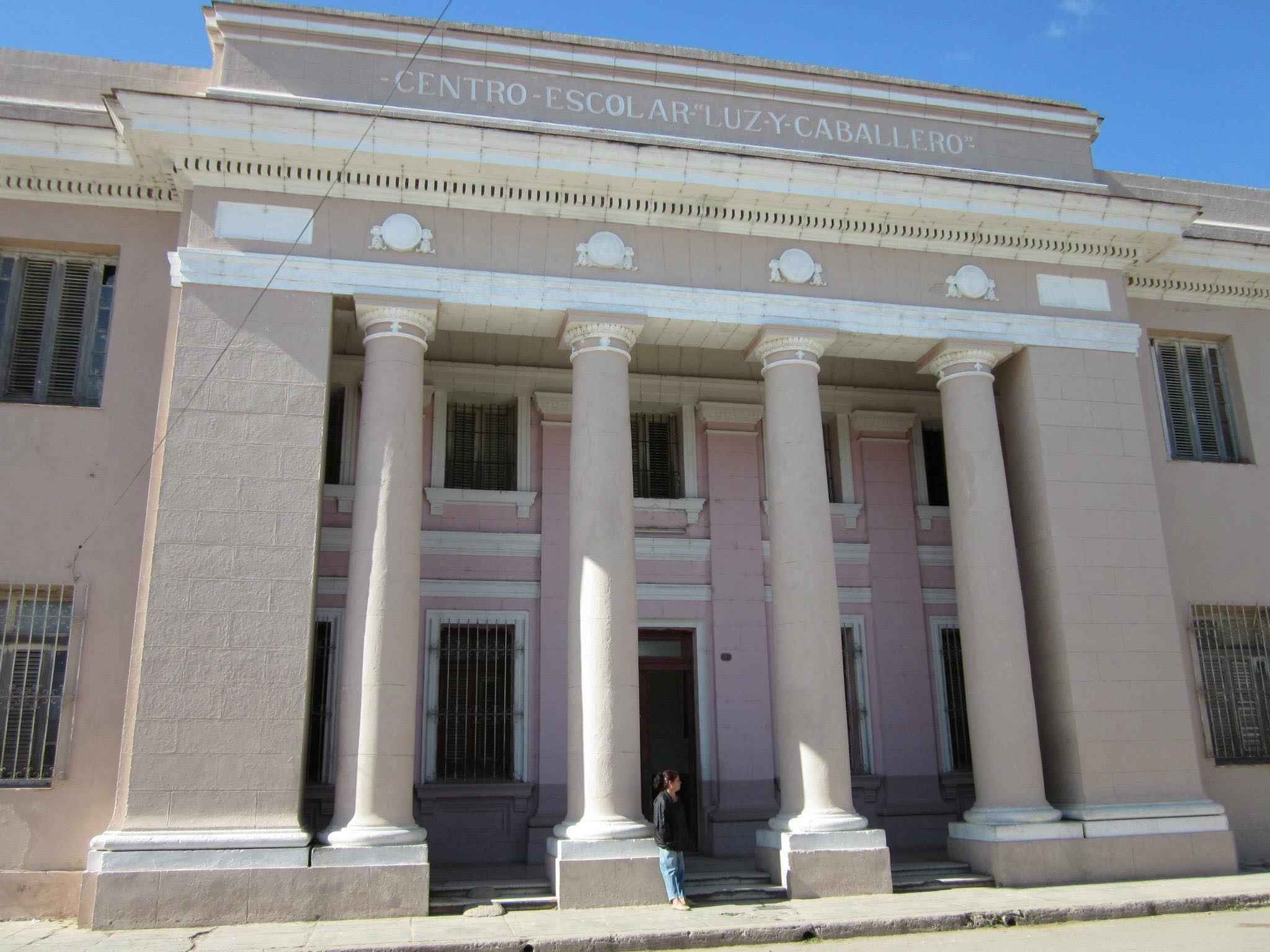
Centro escolar Luz y Caballero en Colón, Cuba

En la actualidad, la enseñanza en Cuba es gratuita a todos los niveles desde los centros escolares primarios, secundarios, politécnicos, los bachilleres y las universidades.
La Universidad de La Habana es un conjunto de facultades especializadas que desarrolla el último nivel educacional a los estudiantes que hayan logrado obtenerla. Es el centro de mayor importancia en la isla y el más reconocido, posee eventos, boletines y museos. Existen además varios centros universitarios de alto nivel y prestigio en cada una de las provincias. Sus integrantes generalmente son miembros de la Federación Estudiantil Universitaria.
Antes de 1959 el país solamente contaba con tres universidades: la de La Habana (1728), Santiago de Cuba (1947) y Santa Clara (1952). Tras el triunfo de la Revolución cubana, el país cuenta con decenas de centros universitarios en todas las provincias. Las sedes centrales son: Camagüey (1967), Matanzas (1972), Pinar del Río (1972), Holguín (1973), Granma (1976), Sancti Spíritus (1976), Ciego de Ávila (1978), Cienfuegos (1979), Guantánamo (1997), Las Tunas (2009), Artemisa (2012) y Mayabeque (2012).
En mayo de 2008, Cuba figuró en primer lugar entre los países de América Latina y el Caribe en el informe sobre Educación para Todos realizado por la Unesco, ocupando el puesto 23 en la clasificación global, liderada por Noruega.

#### Universidades
La siguiente lista muestra el ranking web de universidades, Webometrics 2021 completo de las 33 instituciones que imparten Educación Superior en Cuba. Elaborado por el Consejo Superior de Investigaciones Científicas español (CSIC), el presente ranking toma en consideración 3 ejes para la puntuación de las distintas Universidades. Excelencia académica que cuenta por el 40 % de la puntuación (porcentaje de artículos académicos y científicos más citados en 27 disciplinas de la base de datos de scimago lab) 50 % de puntuación por la visibilidad del impacto del contenido en revistas académicas-científicas y 10 % de puntuación por los mejores investigadores académicos-científicos.
| Ranking Mundial Webometrics 2021 de Universidades Cubanas |                 |                                                                          |      |                                                                              |                       |
| Ranking Nacional | Ranking Mundial | Universidad                                                              | Logo | Web                                                                          | Sede                  |
| \| 1 \| 3250 \| Universidad Central Marta Abreu de las Villas \| \| www.uclv.edu.cu/ \| Santa Clara \| \| 2 \| 3349 \| Universidad de La Habana \| \| www.uh.cu/ \| La Habana \| \| 3 \| 3915 \| Universidad de Oriente Santiago de Cuba \| \| www.uo.edu.cu/ \| Santiago de Cuba \| \| 4 \| 3920 \| Universidad Tecnológica de La Habana José Antonio Echeverría \| \| wwwcujae.edu.cu/ \| La Habana \| \| 5 \| 4852 \| Universidad de las Ciencias Informáticas \| \| www.uci.cu/ \| La Habana \| \| 6 \| 4964 \| Universidad de Pinar del Río \| \| www.upr.edu.cu/ \| Pinar del Río \| \| 7 \| 5087 \| Universidad de Holguín \| \| www.uho.edu.cu \| Holguín \| \| 8 \| 5121 \| Universidad de Matanzas \| \| www.umcc.cu/ \| Matanzas \| \| 9 \| 5137 \| Universidad de Cienfuegos \| \| www.ucf.edu.cu/ \| Cienfuegos \| \| 10 \| 5386 \| Universidad de Ciego de Ávila Máximo Gómez Báez \| \| www.unica.cu/ \| Ciego de Ávila \| \| 11 \| 6584 \| Universidad de Granma \| \| www.udg.co.cu/ \| Bayamo \| \| 12 \| 6931 \| Universidad de Camagüey Ignacio Agramonte y Loynaz \| \| www.reduc.edu.cu/ \| Camagüey \| \| 13 \| 7550 \| Instituto Superior de Tecnologías y Ciencias Aplicadas \| \| www.instec.cu/ Archivado el 16 de julio de 2021 en Wayback Machine. \| La Habana \| \| 14 \| 7733 \| Universidad de Moa Dr Antonio Núñez Jiménez \| \| www.ismm.edu.cu/ \| Moa \| \| 15 \| 9690 \| Universidad de Sancti Spiritus José Martí Pérez \| \| www.uniss.edu.cu/ \| Sancti Spíritus \| \| 16 \| 11778 \| Universidad de Las Tunas \| - \| www.ult.edu.cu/ \| Las Tunas \| \| 17 \| 13905 \| Universidad Agraria de La Habana Fructuoso Rodríguez Pérez \| \| www.unah.edu.cu/ \| Ciego de Ávila \| \| 18 \| 14031 \| Instituto Nacional de Ciencias Agrícolas \| \| www.inca.edu.cu/ \| San José de las Lajas \| \| 19 \| 14238 \| Centro Nacional de Sanidad Agropecuaria \| \| www.censa.edu.cu/ Archivado el 11 de agosto de 2021 en Wayback Machine. \| San José de las Lajas \| \| 20 \| 15364 \| Universidad de Guantánamo \| \| www.cug.co.cu/ \| Guantánamo \| \| 21 \| 16403 \| Instituto Superior de Arte (La Habana) \| \| www.isa.cult.cu/ \| La Habana \| \| 22 \| 17700 \| Instituto Superior de Relaciones Internacionales \| \| www.isri.cu/ \| La Habana \| \| 23 \| 21350 \| Instituto Superior de Diseño \| \| www.isdi.co.cu/ \| La Habana \| \| 24 \| 22360 \| Universidad Virtual de Salud de Cuba \| \| www.uvs.sld.cu/ \| La Habana \| \| 25 \| 22360 \| Escuela Nacional de Salud Pública \| \| www.ensap.sld.cu/ Archivado el 22 de junio de 2021 en Wayback Machine. \| La Habana \| \| 26 \| 24026 \| Centro de Cibernética Aplicada a la Medicina \| \| www.cecam.sld.cu/ \| La Habana \| \| 27 \| 26461 \| Universidad de Ciencias de la Cultura Física y el Deporte Manuel Fajardo \| \| www.uccfd.cu/ \| La Habana \| \| 28 \| 26588 \| Universidad de Artemisa \| \| www.ua.uart.edu.cu/ Archivado el 27 de noviembre de 2020 en Wayback Machine. \| Artemisa \| \| 29 \| 26853 \| Universidad de la Isla de la Juventud Jesús Montané Oropesa \| \| www.uij.edu.cu/ Archivado el 16 de julio de 2021 en Wayback Machine. \| Nueva Gerona \| \| 30 \| 28182 \| Facultad de Estomatología Raúl González Sánchez \| \| www.facest.sld.cu/ \| La Habana \| \| 31 \| 29235 \| Escuela Superior de Cuadros del Estado y el Gobierno \| \| www.esceg.cu/ \| La Habana \| \| 32 \| 29864 \| Centro de Estudios Avanzados de Cuba \| \| www.cea.cu/ \| La Habana \| \| 33 \| 30229 \| Universidad de Ciencias Médicas de Holguín \| \| www.ucmho.hlg.sld.cu/ \| Holguín \| |                 |                                                                          |      |                                                                              |                       |
| Referencias - Ranquin CSIC Universidades 2021/Cuba - Datos de Scimago LAB |                 |                                                                          |      |                                                                              |                       |
| 1 | 3250            | Universidad Central Marta Abreu de las Villas                            |      | www.uclv.edu.cu/                                                             | Santa Clara           |
| 2 | 3349            | Universidad de La Habana                                                 |      | www.uh.cu/                                                                   | La Habana             |
| 3 | 3915            | Universidad de Oriente Santiago de Cuba                                  |      | www.uo.edu.cu/                                                               | Santiago de Cuba      |
| 4 | 3920            | Universidad Tecnológica de La Habana José Antonio Echeverría             |      | wwwcujae.edu.cu/                                                             | La Habana             |
| 5 | 4852            | Universidad de las Ciencias Informáticas                                 |      | www.uci.cu/                                                                  | La Habana             |
| 6 | 4964            | Universidad de Pinar del Río                                             |      | www.upr.edu.cu/                                                              | Pinar del Río         |
| 7 | 5087            | Universidad de Holguín                                                   |      | www.uho.edu.cu                                                               | Holguín               |
| 8 | 5121            | Universidad de Matanzas                                                  |      | www.umcc.cu/                                                                 | Matanzas              |
| 9 | 5137            | Universidad de Cienfuegos                                                |      | www.ucf.edu.cu/                                                              | Cienfuegos            |
| 10 | 5386            | Universidad de Ciego de Ávila Máximo Gómez Báez                          |      | www.unica.cu/                                                                | Ciego de Ávila        |
| 11 | 6584            | Universidad de Granma                                                    |      | www.udg.co.cu/                                                               | Bayamo                |
| 12 | 6931            | Universidad de Camagüey Ignacio Agramonte y Loynaz                       |      | www.reduc.edu.cu/                                                            | Camagüey              |
| 13 | 7550            | Instituto Superior de Tecnologías y Ciencias Aplicadas                   |      | www.instec.cu/ Archivado el 16 de julio de 2021 en Wayback Machine.          | La Habana             |
| 14 | 7733            | Universidad de Moa Dr Antonio Núñez Jiménez                              |      | www.ismm.edu.cu/                                                             | Moa                   |
| 15 | 9690            | Universidad de Sancti Spiritus José Martí Pérez                          |      | www.uniss.edu.cu/                                                            | Sancti Spíritus       |
| 16 | 11778           | Universidad de Las Tunas                                                 | -    | www.ult.edu.cu/                                                              | Las Tunas             |
| 17 | 13905           | Universidad Agraria de La Habana Fructuoso Rodríguez Pérez               |      | www.unah.edu.cu/                                                             | Ciego de Ávila        |
| 18 | 14031           | Instituto Nacional de Ciencias Agrícolas                                 |      | www.inca.edu.cu/                                                             | San José de las Lajas |
| 19 | 14238           | Centro Nacional de Sanidad Agropecuaria                                  |      | www.censa.edu.cu/ Archivado el 11 de agosto de 2021 en Wayback Machine.      | San José de las Lajas |
| 20 | 15364           | Universidad de Guantánamo                                                |      | www.cug.co.cu/                                                               | Guantánamo            |
| 21 | 16403           | Instituto Superior de Arte (La Habana)                                   |      | www.isa.cult.cu/                                                             | La Habana             |
| 22 | 17700           | Instituto Superior de Relaciones Internacionales                         |      | www.isri.cu/                                                                 | La Habana             |
| 23 | 21350           | Instituto Superior de Diseño                                             |      | www.isdi.co.cu/                                                              | La Habana             |
| 24 | 22360           | Universidad Virtual de Salud de Cuba                                     |      | www.uvs.sld.cu/                                                              | La Habana             |
| 25 | 22360           | Escuela Nacional de Salud Pública                                        |      | www.ensap.sld.cu/ Archivado el 22 de junio de 2021 en Wayback Machine.       | La Habana             |
| 26 | 24026           | Centro de Cibernética Aplicada a la Medicina                             |      | www.cecam.sld.cu/                                                            | La Habana             |
| 27 | 26461           | Universidad de Ciencias de la Cultura Física y el Deporte Manuel Fajardo |      | www.uccfd.cu/                                                                | La Habana             |
| 28 | 26588           | Universidad de Artemisa                                                  |      | www.ua.uart.edu.cu/ Archivado el 27 de noviembre de 2020 en Wayback Machine. | Artemisa              |
| 29 | 26853           | Universidad de la Isla de la Juventud Jesús Montané Oropesa              |      | www.uij.edu.cu/ Archivado el 16 de julio de 2021 en Wayback Machine.         | Nueva Gerona          |
| 30 | 28182           | Facultad de Estomatología Raúl González Sánchez                          |      | www.facest.sld.cu/                                                           | La Habana             |
| 31 | 29235           | Escuela Superior de Cuadros del Estado y el Gobierno                     |      | www.esceg.cu/                                                                | La Habana             |
| 32 | 29864           | Centro de Estudios Avanzados de Cuba                                     |      | www.cea.cu/                                                                  | La Habana             |
| 33 | 30229           | Universidad de Ciencias Médicas de Holguín                               |      | www.ucmho.hlg.sld.cu/                                                        | Holguín               |

### Principales centros urbanos

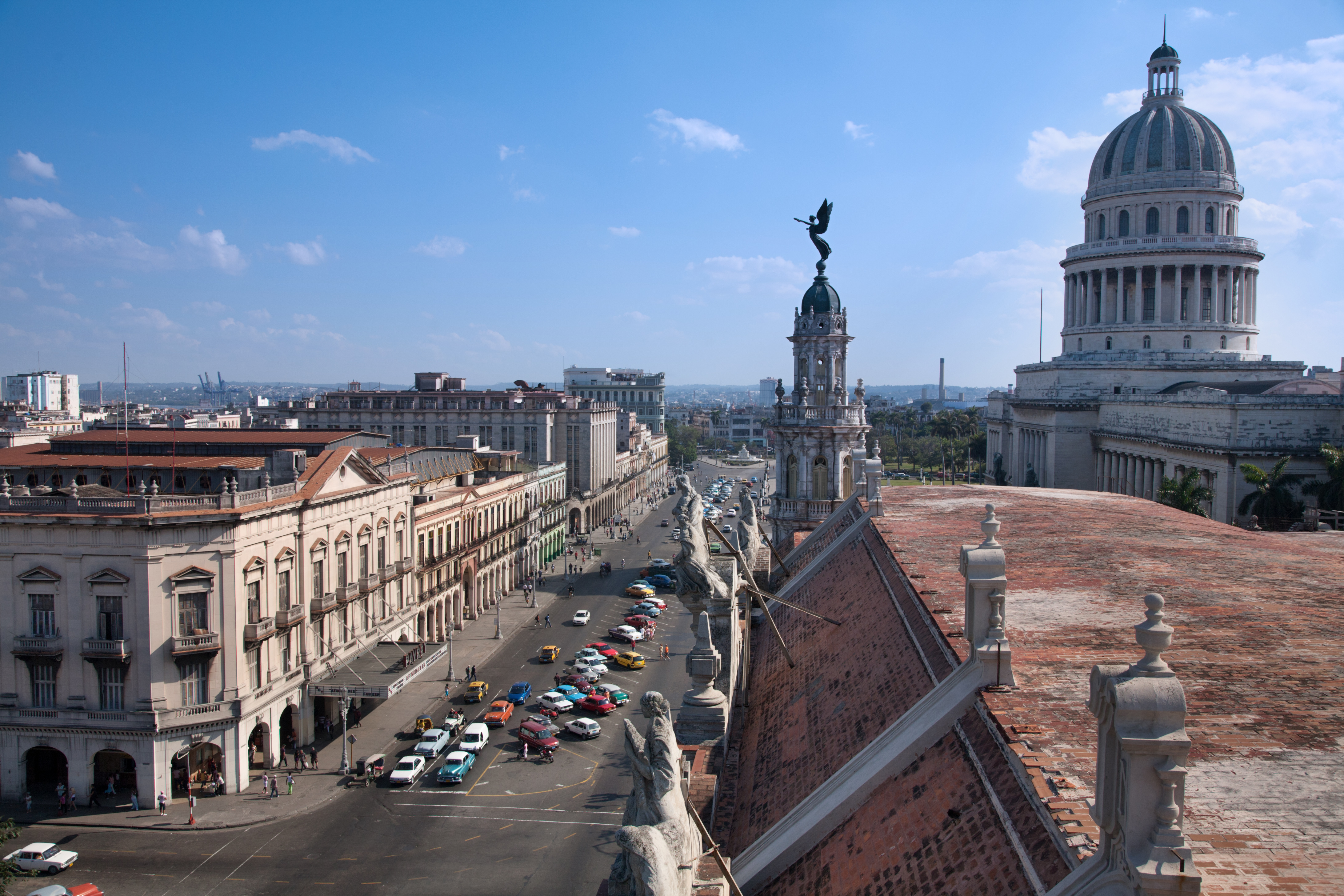
La Habana, capital y ciudad más poblada de Cuba.

La Habana está ubicada en la costa noroccidental de la isla y es la capital y principal ciudad, polo cultural y económico de Cuba. Cuenta con 2,1 millones de habitantes según el último censo de población realizado en 2012. Su centro histórico es Patrimonio de la Humanidad.
Otras doce ciudades superan los cien mil habitantes: Santiago de Cuba, Camagüey, Holguín, Guantánamo, Santa Clara, Las Tunas, Bayamo, Manzanillo, Cienfuegos (Patrimonio de la Humanidad), Pinar del Río, Matanzas, Ciego de Ávila y Sancti Spíritus.
Santiago de Cuba está ubicada en el extremo suroriental de la isla y es la segunda ciudad del país en importancia económica, cultural y demográfica. Centro histórico del oriente del país. Tiene 431 000 habitantes.
Holguín se encuentra al norte de oriente. Ciudad de 287 000 habitantes. En sus cercanías se localizan playas de arenas blancas y aguas cálidas como Guardalavaca, Pesquero, Playa Esmeralda y otras más que son de gran interés turístico.
Camagüey se encuentra en el centro-oriente del país. Ciudad tradicional cuyo centro histórico es Patrimonio de la Humanidad. Posee 301 000 habitantes.

### Migración

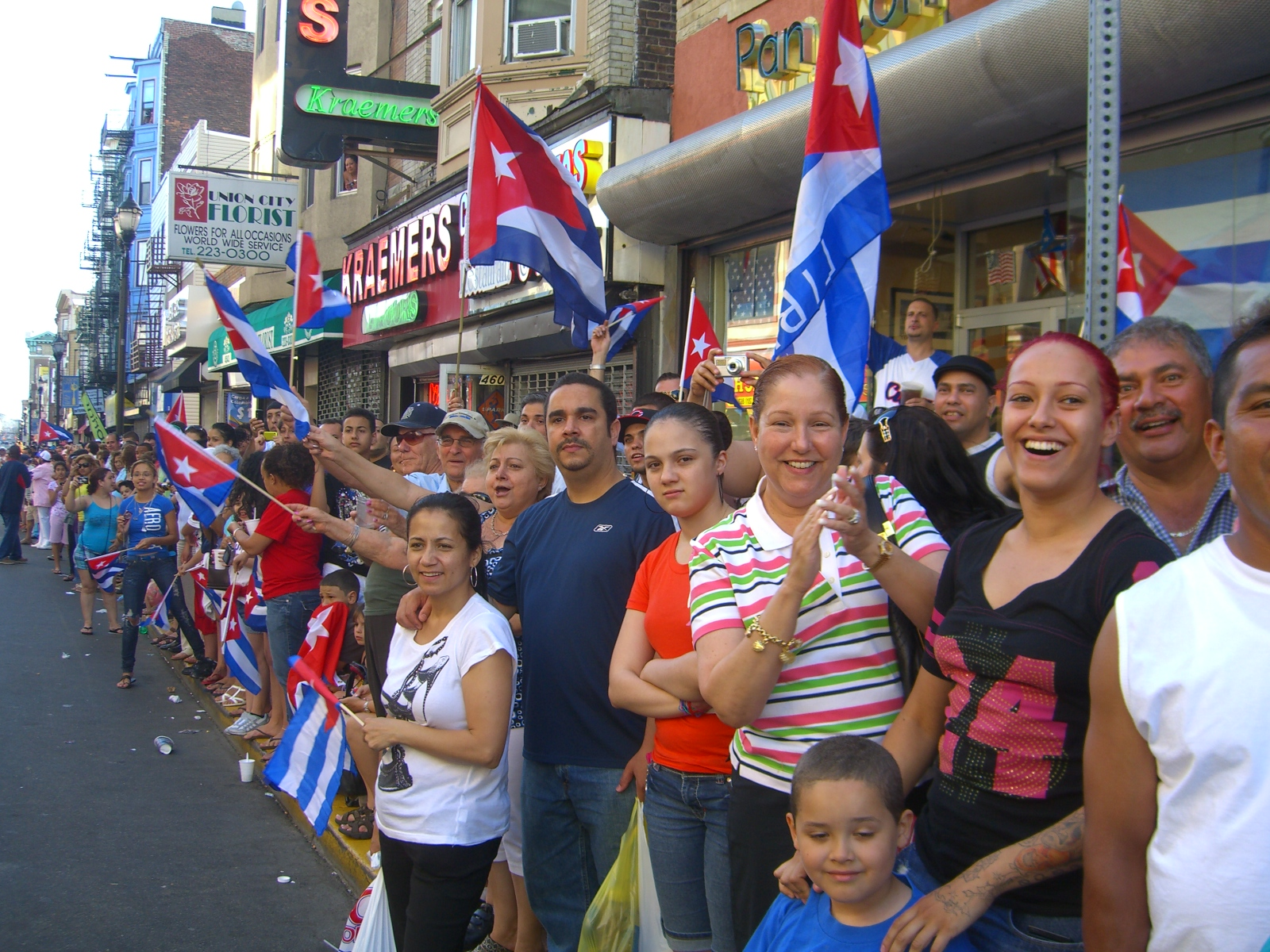
Festividad cubana celebrada en Nueva Jersey.

Unos dos millones y medio de cubanos viven actualmente en el extranjero. Cuba, que era receptora de inmigrantes hasta 1958, tiene casi el 20 % de su población fuera de la isla por motivos personales, políticos y económicos entre otros. Los principales destinos son Estados Unidos, España, Italia, México, Canadá, Venezuela, Chile y Uruguay.
La Ley de migración cubana que requería a los ciudadanos cubanos obtener del Ministerio del Interior un permiso tanto para la entrada o la salida del territorio nacional fue eliminada en enero de 2013. Convirtiéndose de esta forma en una de las reformas más deseadas por la población y aplicada por el gobierno de Raúl Castro. Sin embargo, todavía existen restricciones de viajes al exterior para profesionales como los del sector médico, quienes deben esperar alrededor de 5 años para viajar al exterior; o los prohibitivos precios de documentos de viaje, de 100 dólares en un país donde el salario medio fue 879 pesos (35 dólares) al mes en 2019.
La nueva ley incluye en uno de sus artículos que el estado puede atribuirse el derecho de determinar que ciudadano cubano puede salir o entrar al país, basando este criterio sobre la seguridad nacional. De esta forma establece el marco legal para impedir la salida o la entrada a Cuba a aquel ciudadano que sea susceptible de ser considerado como disidente político. Aunque cabe destacar que por el momento, importantes activistas de derechos humanos en la isla han podido recientemente viajar en virtud de los nuevos efectos de la Ley Migratoria. No sin mencionar que otros disidentes han recibido el rechazo de las autoridades a sus tentativas de viajes.
Otro tema delicado para el gobierno de Cuba es la relación que mantiene con las comunidades de cubanos que viven fuera de sus fronteras, dado el importante papel que estas pudieran jugar en el desarrollo político y socioeconómico de Cuba.

### Religión
La afiliación religiosa de Cuba es la siguiente:
- 40 % católicos
- 5 % evangélicos
- 30 % santería (conjunto de creencias africanas)
- 25 % sin religión[254]

La religión predominante es el cristianismo católico, pero también existen diferentes denominaciones protestantes tales como los evangélicos, bautistas, adventistas, testigos de Jehová, metodistas, presbiterianos, etc. Paralelamente la santería, o Regla de Ocha, perteneciente a la religión Yoruba.
La Iglesia católica llegó a Cuba con los primeros conquistadores y fue la de mayor expansión. La mayoría de los cubanos han sido bautizados, aunque la participación activa es mucho menor.
Numerosos son los templos católicos a lo largo del país, en la capital: la catedral de La Habana, la iglesia del Sagrado Corazón (jesuita), la iglesia del Carmen (Carmelitas), la iglesia del Espíritu Santo, la de la Virgen de Regla, la de San Lázaro en el Rincón San Lázaro, la iglesia de la Caridad del Cobre en La Habana y el santuario-basílica de la Virgen de la Caridad del Cobre en la provincia de Santiago de Cuba, por solo mencionar unas pocas. La iglesia de Remedios es una joya del arte barroco, con un retablo enchapado en oro.
Tras el nombramiento del cardenal Jaime Ortega y la visita del papa Juan Pablo II, se ha producido una apertura de los medios de comunicación, se declaró feriado el 25 de diciembre y se han autorizado procesiones durante la Semana Santa y la fiesta de la Virgen de la Caridad del Cobre el 8 de septiembre.
Cabe destacar que Cuba ha sido visitada por tres papas católicos en menos de veinte años: Juan Pablo II en 1998, Benedicto XVI en 2012 y Francisco en 2015. También han visitado la isla, a lo largo de los años, numerosos líderes de otras religiones y congregaciones.

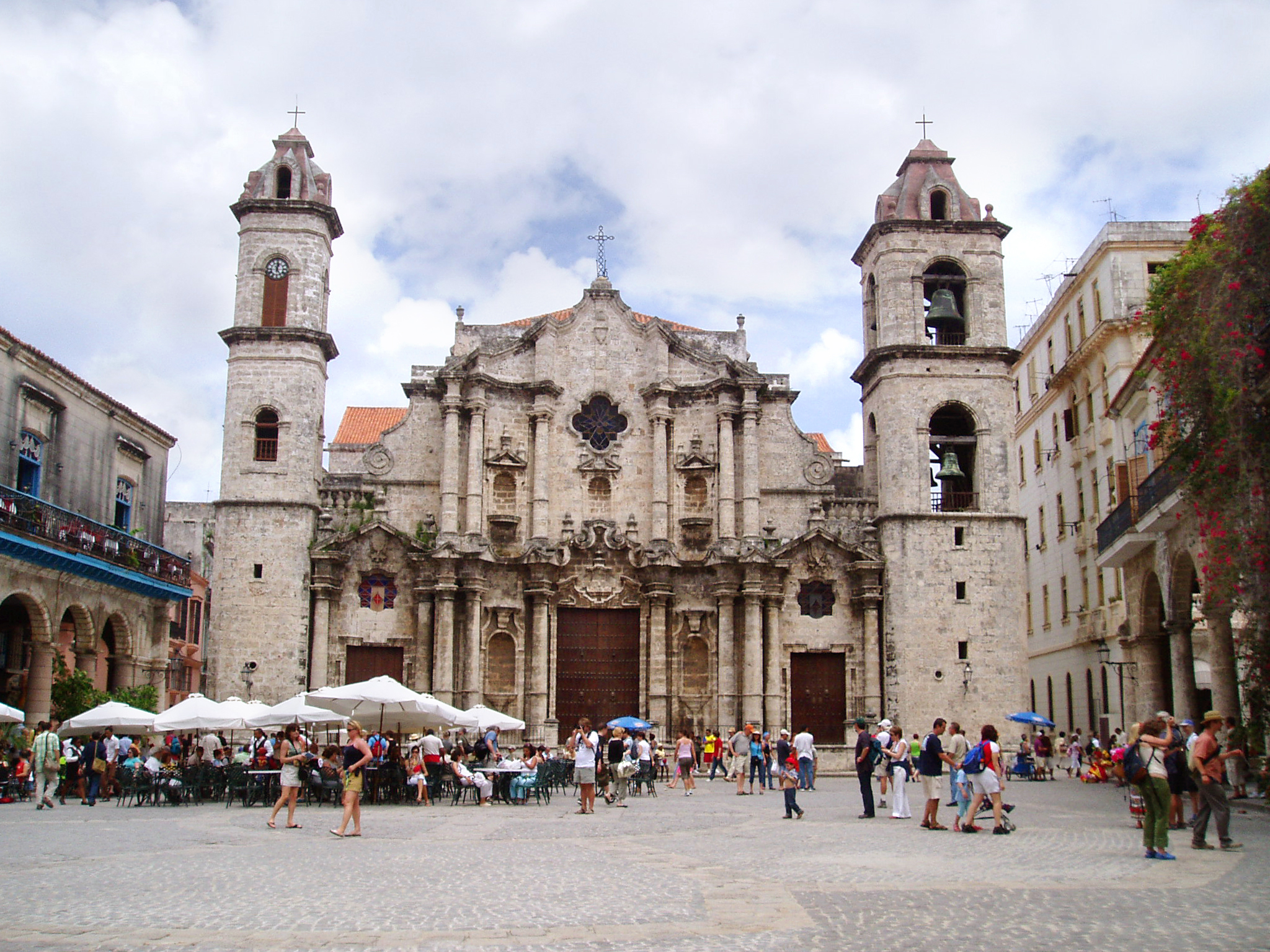
Catedral de La Habana.

Luego del triunfó de la revolución de 1959, en Cuba se instauró una política de ateísmo oficial, en la cual el gobierno cubano desincentivaba la práctica de cualquier culto religioso. Desde 1992, luego de la visita del papa, la política antirreligiosa de Castro empezó a relajarse, siendo añadida a la Constitución de ese año el artículo 42, que prohíbe la discriminación por creencia religiosa.
A consecuencia de la trata esclavista prolongada por varios siglos, durante la etapa colonial se introdujeron en Cuba diversas manifestaciones religiosas, de acuerdo con los diferentes pueblos que llegaron desde África con el trasiego de hombres. Desde entonces, lo hispano y lo africano constituyen los dos troncos etnoculturales principales de la nacionalidad cubana, en la que también coinciden otras culturas (caribeña, estadounidense, china y del resto de Europa), con un complejo proceso de transculturación y mestizaje, que ha traído como consecuencia una composición sui géneris.
Derivada de la cultura yoruba se generó la llamada Regla de Ocha, popularmente conocida como santería, que tiene como centro de culto a un panteón de deidades (orishas), cada uno de ellos investido con diferentes mitos, atributos y poderes. Entre los más importantes están: Olofin, Olorun y Oloddumare, como poderes supremos y Changó, Yemayá, Obatalá, Ochún y Elegguá (entre otros), más cercanos a los creyentes.
En Cuba el culto a los orishas africanos integró las diferentes deidades de las regiones de donde procedían los esclavos en un cuerpo religioso único, La Regla de Ocha. Las personas que practican la santería se les llama santeros, los sacerdotes de la religión (babalawos) también están las santeras quienes no pueden tener un rango más alto como el sacerdocio. La forma más sistematizada y compleja de esta expresión está en el culto a Ifá ―deidad cuyo atributo principal es la adivinación―, sostenido por las máximas autoridades sacerdotales, los Babalawos.
Derivada de expresiones de los pueblos subordinados al Reino del Congo, en Cuba es practicada la llamada Regla Conga, Palo Monte o Palo Mayombe, conjunto de formas religiosas que se centran en el culto a las fuerzas naturales. Dado que no se han encontrado huellas de las mismas en África, muchos investigadores han llegado a la conclusión que se gestó en la isla, donde tiene gran fuerza.
Otra expresión de origen africano, localizada en la zona occidental del país, es la agrupación secreta masculina Abakuá, también conocida como ñañiguismo, surgida a principios del siglo XX. En las sociedades abakuá se han creado estructuras que abarcan varios grupos locales. Existen templos centenarios en Cienfuegos, Palmira, y en varios pueblos de Matanzas y La Habana, que unen en familias a grandes grupos de sacerdotes, y más recientemente se creó la Asociación Cultural Yoruba de Cuba, que agrupa un número determinado de babalawos o santeros del culto ifá.
Otra expresión religiosa difundida en la sociedad cubana lo constituye el espiritismo, surgido en Estados Unidos y sistematizado en Europa, como versión religiosa del pragmatismo estadounidense y del empirismo filosófico. Llegó a Cuba a mediados del siglo XX y comenzó a diversificarse en varias vertientes, mezcladas con elementos de las religiones de origen africano y del cristianismo, y con una marcada referencia a lo cotidiano.
También está presente en la isla el cristianismo protestante, el cual llegó al país con relativo retardo, obstaculizado por disposiciones coloniales que protegían a la Iglesia católica. Esta profesión de fe se estableció en la isla a lo largo de los primeros cincuenta años de república, con apoyo de las juntas misioneras estadounidenses, de donde procede el protestantismo cubano, reproduciéndose la diversidad de denominaciones típicas de la sociedad estadounidense. Fueron los Mambises emigrados como resultado de la guerra contra España quienes al regresar de los Estados Unidos trajeron la fe desde una perspectiva protestante y no católica. Así surge el protestantismo en Cuba de la mano de los cubanos que luchaban contra la España colonizadora.
Si buscamos muchos de ellos terminaron siendo pastores de estas primeras Iglesias
Sin embargo no cuentan con legislación hoy en día que les permita construir o comprar nuevos locales para ser usados como casas pastorales o centros de reuniones. A pesar de ser reconocidos son discriminados.
Otras prácticas religiosas practicadas son el judaísmo, entre personas pertenecientes a la comunidad hebrea la cual cuenta con varias sinagogas. Agrupaciones de corte filosófico-religioso-orientalista, como la Sociedad Teosófica y la comunidad bahá'í así como grupos minoritarios de yoga, budismo, confucianismo.
La masonería cubana cuenta con más de 29 000 integrantes, inscritos en 314 logias repartidas por todo el territorio nacional.

## Cultura
La cultura en Cuba es acogida bajo el gran paraguas que constituye el Ministerio de Cultura. Dicho ministerio fue fundado en 1976, como parte del proceso de rectificación de errores realizado en el Primer Congreso del PCC de 1975. La fundación del ministerio vino a poner fin a fenómenos anticulturales, tales como el tristemente célebre Quinquenio gris, que tanto daño hizo a la cultura cubana de aquellos años. El primer titular del ministerio fue el destacado intelectual cubano Armando Hart.

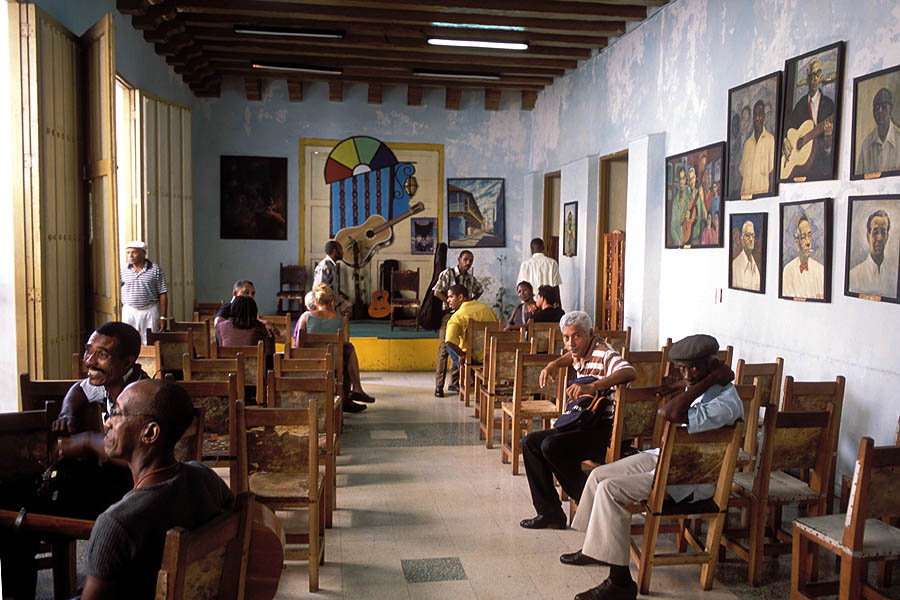
La Casa de la Trova en Santiago de Cuba.

### Música y danza
Entre los géneros tradicionales cubanos se encuentran la Contradanza, el Danzón, la Guaracha, el Son cubano, el Bolero, el Mambo, el Chachachá, la Rumba, el Guaguancó, y la Timba, entre otros. Durante el siglo XX se popularizaron muchos ritmos bailables, entre ellos el Danzón, la Guaracha, el Mambo y el Chachachá.
A inicios del siglo XX, se desarrolló un movimiento musical conocido actualmente como la Vieja Trova, con exponentes como Sindo Garay, Manuel Corona o María Teresa Vera, entre otros. Después de 1959, se desarrolló entre la juventud de la época un movimiento cultural que pasó a ser conocido como la Nueva Trova, teniendo como referente anterior a la llamada Trova tradicional (la "vieja"). Sus más conocidos exponentes son Celia Cruz, La Lupe, Camila Cabello, Silvio Rodríguez y Pablo Milanés, destacándose también otros muchos.

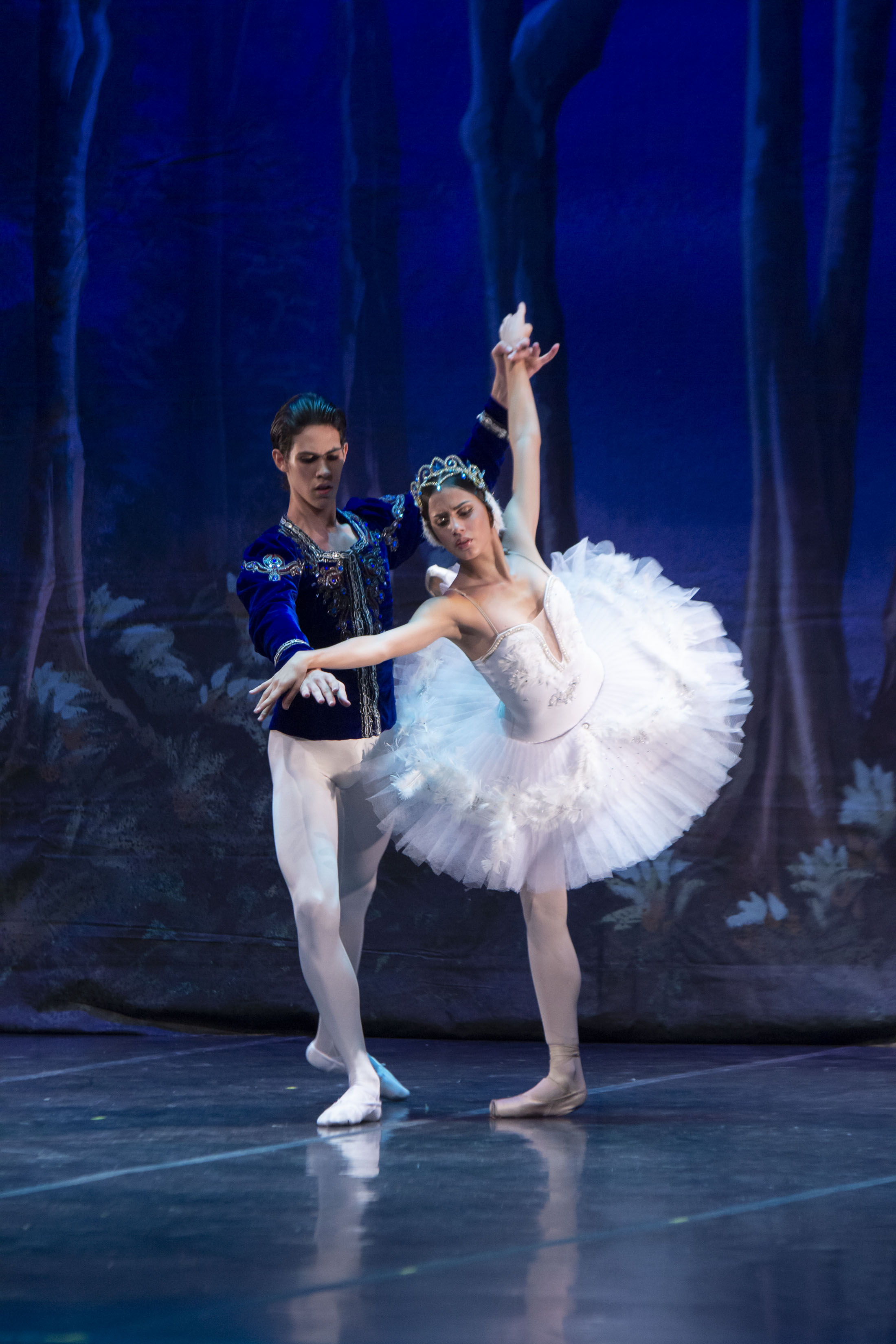
Escuela nacional de Ballet de Cuba

Dentro de la música campesina cubana el tema más conocido e interpretado internacionalmente es la Guantanamera, compuesto por Joseíto Fernández, con versos de José Martí.
Hoy en día la música cubana es también conocida en todo el mundo con el nombre de salsa. La salsa se originó en Nueva York debido a la presencia de músicos inmigrantes de toda América Latina. En la actualidad todavía se bailan muchos de los ritmos cubanos, y se practican en las casas de cultura. Entre los más bailados actualmente están la conga, la Rueda de casino y la timba, no solo en América Latina, sino en el mundo entero.
También destaca en Cuba la calidad de sus intérpretes y maestros de ballet clásico. El Ballet Nacional de Cuba, dirigido por Alicia Alonso ha obtenido importantes premios y ovaciones internacionalmente.
Igualmente, existen el Ballet Folklórico Nacional de Cuba, fundado a inicios de la Revolución, que interpreta diversas danzas y bailes de origen africano, y el Ballet Español de Cuba, el cual cultiva las danzas de origen español.

### Literatura y poesía
La literatura de habla hispana en el territorio cubano se inicia con la conquista y colonización española. Los conquistadores traían consigo cronistas que redactaban y describían los acontecimientos importantes, aunque con puntos de vista españoles y para un público lector español. El más importante cronista que llegó a Cuba en el siglo XVI fue fray Bartolomé de las Casas, autor, entre otras obras, de "Historia de las Indias".

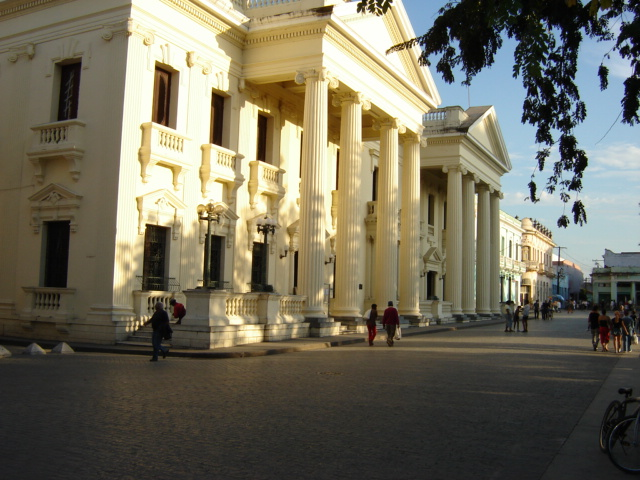
Biblioteca Martí en Santa Clara, Cuba

La primera obra literaria escrita en la isla data del siglo XVII: Silvestre de Balboa y Troya de Quesada (1563-1647) publicó en 1608 Espejo de Paciencia, un poema épico-histórico en octavas reales, que narraba el secuestro del obispo fray Juan de las Cabezas Altamirano por el pirata Gilberto Girón.
El poeta nacional de Cuba es Nicolás Guillén. Otros poetas importantes fueron José María Heredia, Juan Cristóbal Nápoles Fajardo (El Cucalambé), José Jacinto Milanés, Juan Clemente Zenea, Julián del Casal, Gabriel de la Concepción Valdés (Plácido), Rubén Martínez Villena, Jesús Orta Ruiz (El indio Naborí), José Ángel Buesa, Fayad Jamís, Eliseo Diego, Carilda Oliver Labra y Gertrudis Gómez de Avellaneda, entre muchos otros.
Entre los escritores, resaltan nombres como Cirilo Villaverde, Miguel de Carrión, Renée Méndez Capote, Alejo Carpentier, Dora Alonso, José Lezama Lima, Dulce María Loynaz, Luis Rogelio Nogueras, Fina García Marruz, Cintio Vitier, Reinaldo Arenas, Heberto Padilla, Guillermo Cabrera Infante o más recientemente, Daína Chaviano, Zoé Valdés y Leonardo Padura.
Desde febrero de 1991, se celebra anualmente en La Habana la Feria Internacional del Libro, que desde 2002 comenzó a extenderse al resto de las provincias del país.
Es importante agregar que José Martí, el héroe nacional cubano, fue un poeta y escritor, a quien el poeta nicaragüense Rubén Darío consideraba un maestro, según sus propias palabras.

### Arquitectura

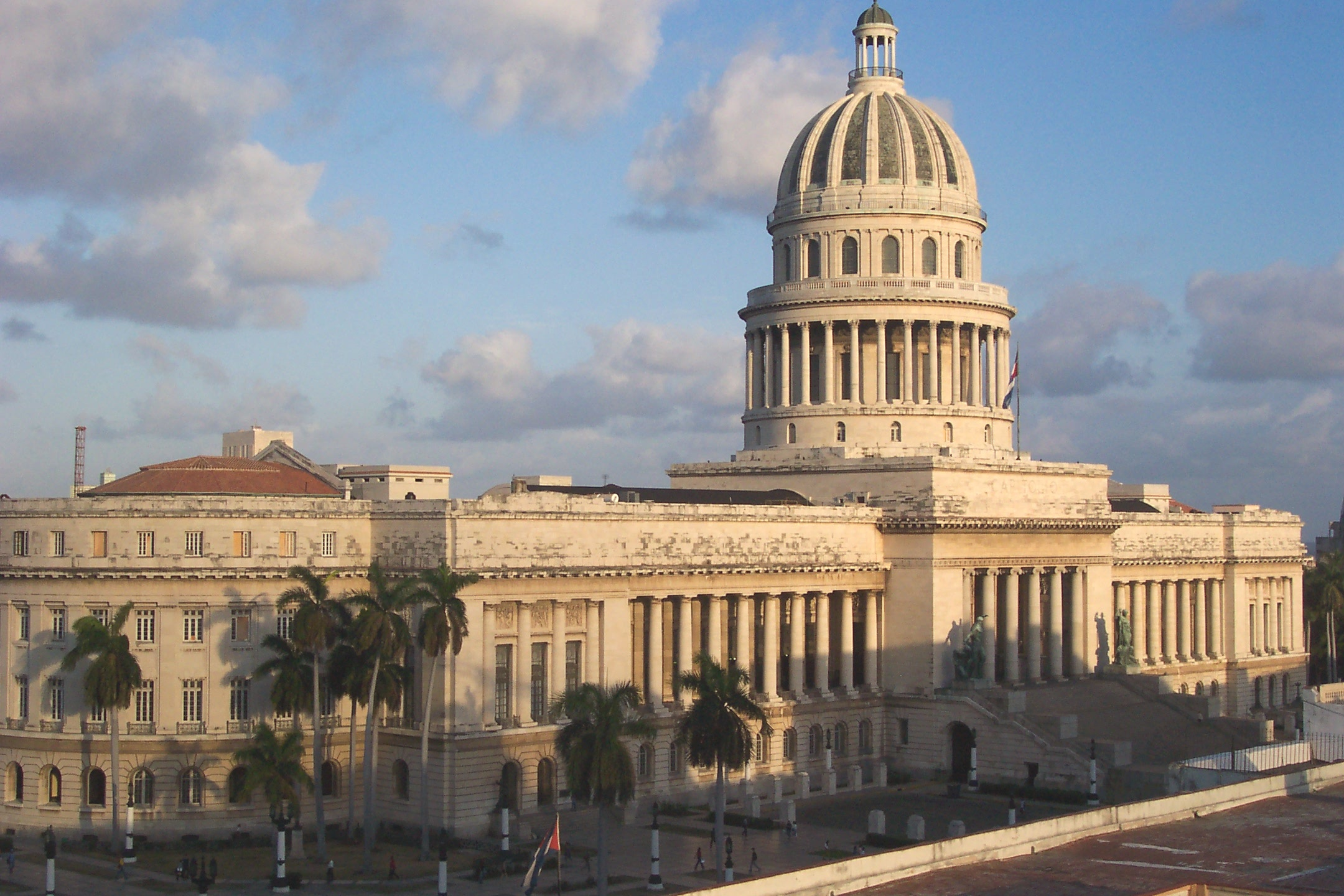
El Capitolio de La Habana, inaugurado en 1929. Fue sede del senado de la República hasta 1959 y actualmente es la sede de la Asamblea Nacional.

La arquitectura en Cuba se vio manifestada principalmente en la etapa colonial. En ella se trajo la cultura de España con su influencia barroca. Las primeras villas eran constituidas por una iglesia rodeada de diversas casas. Estas casas tenían un patio interior o central y estaban cubiertas de rejas. Existen magníficas construcciones religiosas como el convento de San Francisco de La Habana. Además para la defensa se hicieron grandes fuertes previniendo el ataque de piratas y bucaneros. En la etapa republicana se construyeron grandes edificios como El Capitolio, calcado a imagen del de Washington, y otros grandes edificios como el Focsa y el Habana Hilton posteriormente Habana Libre. Uno de los arquitectos cubanos más destacados de la segunda mitad del siglo XX fue Antonio Quintana Simonetti (1919-1993).
Después del triunfo de la Revolución la arquitectura sufrió una fuerte influencia soviética con su obsesión por la simetría y el ahorro del espacio y se construyeron barrios enteros al estilo de los barrios obreros de Moscú o Minsk. Al caer el muro de Berlín la arquitectura recibió corrientes más diversas y se produjo el auge de los hoteles 5 estrellas de impresionantes fachadas de vidrio y acero al estilo de los modernos rascacielos de Manhattan o de otras metrópolis latinoamericanas como Ciudad de México o Caracas. También se ha llevado a cabo un proceso de restauración del añejo centro histórico de la ciudad que cuenta con grandes baluartes arquitectónicos de todas las corrientes y tendencias desde el barroco hasta el arte ecléctico.

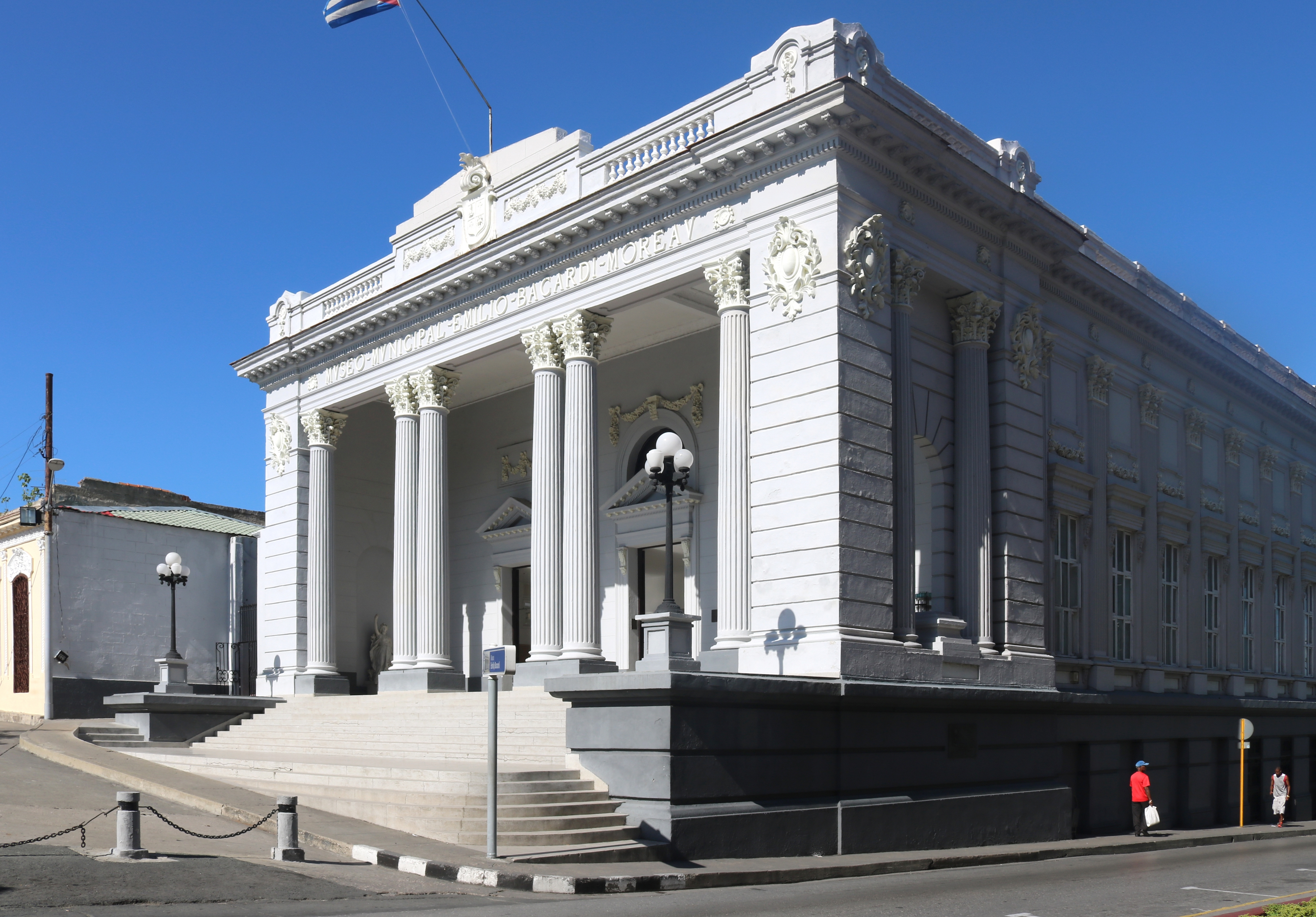
Museo Emilio Bacardi en Santiago de Cuba

### Artes plásticas
La pintura de Cuba comienza a destacar a inicios del siglo XX. La primera escuela de artes plásticas de Cuba fue la Academia Nacional de Bellas Artes San Alejandro, que se fundó en 1818 y todavía existe. Entre los principales pintores se encuentran Wilfredo Lam, quien tiene obras suyas expuestas en el Museo de Arte Moderno de Nueva York y en el Museo Reina Sofía de Madrid, Guillermo Collazo, Armando Menocal, Mariano Tobeñas, Fidelio Ponce de León, Mariano Rodríguez, René Portocarrero, Amelia Peláez, Víctor Manuel y Carlos Enríquez.
Entre los pintores actuales de importancia están Zaida del Río, Vicente Hernández Hernández, Tomás Sánchez, Humberto Castro, José Bedia, Manuel Mendive, Arturo Cuenca, Flora Fong, Nelson Domínguez, Roberto Fabelo, Pedro Pablo Oliva, Alexis Leyva (Kcho), Maykel Herrera, Lorenzo Padilla Diaz, Esteban Machado Díaz y otros reconocidos en las colecciones de arte cubano.
En cuanto a la escultura, destacan los nombres de José Villalta Saavedra, Juan José Sicre, Rita Longa, Gilma Madera, Florencio Gelabert, Alberto Lescay y José Ramón Villa Soberón, entre otros. En la fotografía, resaltan nombres como el de Alberto Korda, autor de la más célebre fotografía del Che Guevara y muchas otras obras notables, o el fotógrafo y también documentalista Roberto Chile.
Asimismo, Cuba posee una muy rica y prolongada tradición de historietistas y caricaturistas, entre los que destacan el también pintor Eduardo Abela en la primera mitad del siglo XX. Después del triunfo revolucionario de 1959, surgieron nuevas generaciones de historietistas como Adigio Benítez, Juan Padrón y Jorge Oliver, etc. Entre las generaciones más jóvenes, está Maikel García, entre otros muchos.

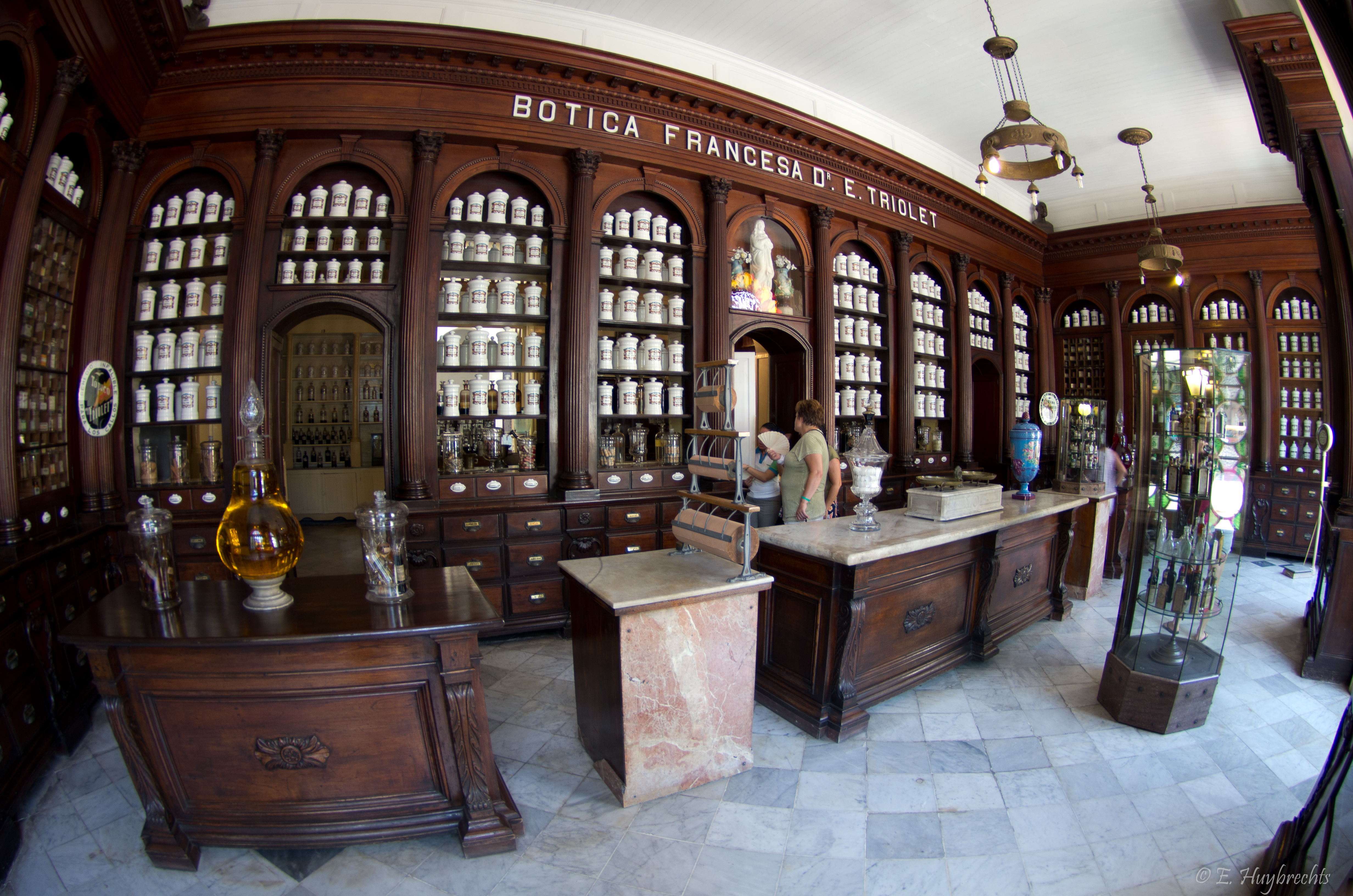
Museo Farmacéutico de Matanzas, Cuba

### Museos
Cuba cuenta con una amplia oferta de museos. En La Habana cabe destacar el Museo Nacional de Bellas Artes con la mayor colección de arte cubano, el Museo de la Revolución que reúne material y colecciones relativos a la revolución cubana, el Museo Nacional de Artes Decorativas, el Museo del Ron Havana Club y el Museo Napoleónico. 
En Trinidad se ubica el Museo Romántico con una colección de objetos pertenecientes al siglo XIX. En Matanzas se encuentran el Museo de Arte de Matanzas de arte africano y cubano con grabados holandeses y el Museo / Galería Pedro Esquerré de arte contemporáneo y el Museo Farmacéutico. En el Vedado de La Haban se encuentra la Sede de la Fundación Ludwig de Cuba, instado por los coleccionistas alemanes Peter e Irene Ludwig, una organización no gubernamental y sin ánimo de lucro para la difusión y protección del arte cubano.

### Cine
La actividad fílmica en Cuba fue relativamente exigua antes de 1959. El primer largometraje cubano, todavía de cine silente, fue Manuel García o el rey de los campos de Cuba, rodado en 1913. Relativamente famoso en América Latina fue el largometraje de corte melodramático titulado Romance del palmar, con participación de la vedette cubana Rita Montaner.

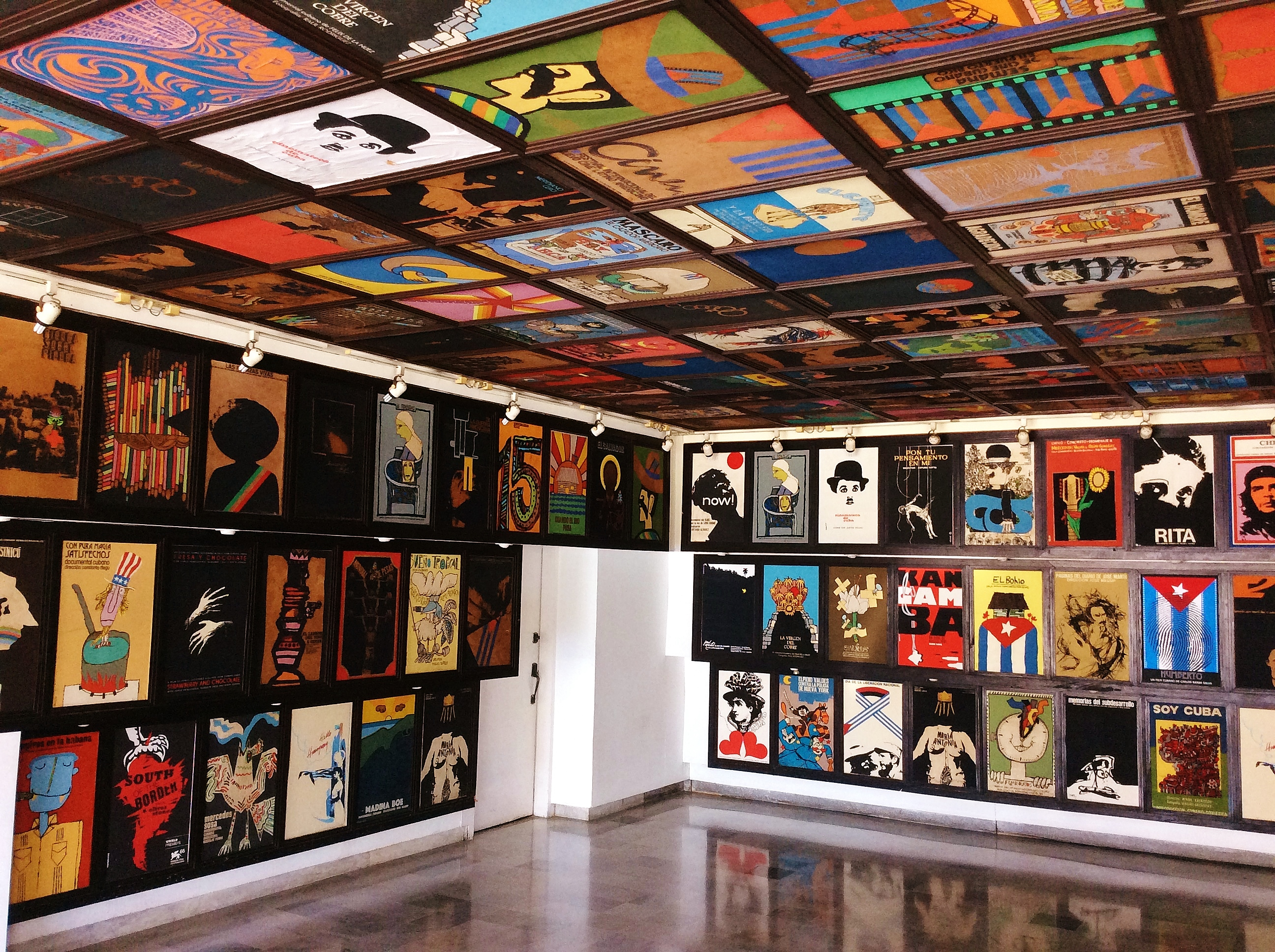
Instituto Cubano del Arte e Industria Cinematográfica

A partir de 1959 se produce un vuelco en la actividad cinematográfica. Se iniciaron en el cine directores de gran impacto artístico, como Tomás Gutiérrez Alea. Otros directores destacados son Julio García Espinosa, Sergio Giral, Daniel Díaz Torres, Fernando Pérez, Juan Carlos Tabío, Gerardo Chijona, Juan Carlos Cremata, Ernesto Daranas, etc. También sobresalen los documentalistas Santiago Álvarez, Octavio Cortázar y Rigoberto López.
A pesar de la escasez de recursos, el cine cubano ha mostrado calidad artística y un compromiso social constante. Entre los filmes más aclamados gozan de especial consideración, tanto de la crítica especializada, como del público: La muerte de un burócrata, Memorias del subdesarrollo, Las doce sillas, Retrato de Teresa y el más reciente Fresa y Chocolate (1993, nominada a los premios Oscar en 1994). Otros largometrajes con excelente recepción de público y crítica han sido Cecilia, Lucía, y La bella del Alhambra, del también reconocido director Enrique Pineda Barnet.
Más recientemente fueron exitosas las cintas Amor vertical, Guantanamera, Barrio Cuba, Viva Cuba, Boleto al paraíso, Juan de los Muertos y Conducta. Extraordinaria puede considerarse la acogida unánime al documental Suite Habana, describiendo la difícil situación de personas del pueblo ante las extraordinarias carencias y dificultades que afrontó la isla durante el "Período especial" en la década de 1990.
Dentro de los festivales de cine de la isla, resaltan el Festival Internacional del Nuevo Cine Latinoamericano de La Habana, celebrado anualmente desde 1979, y el Festival Internacional de Cine Pobre de Gibara, fundado por el cineasta Humberto Solás en 2003.

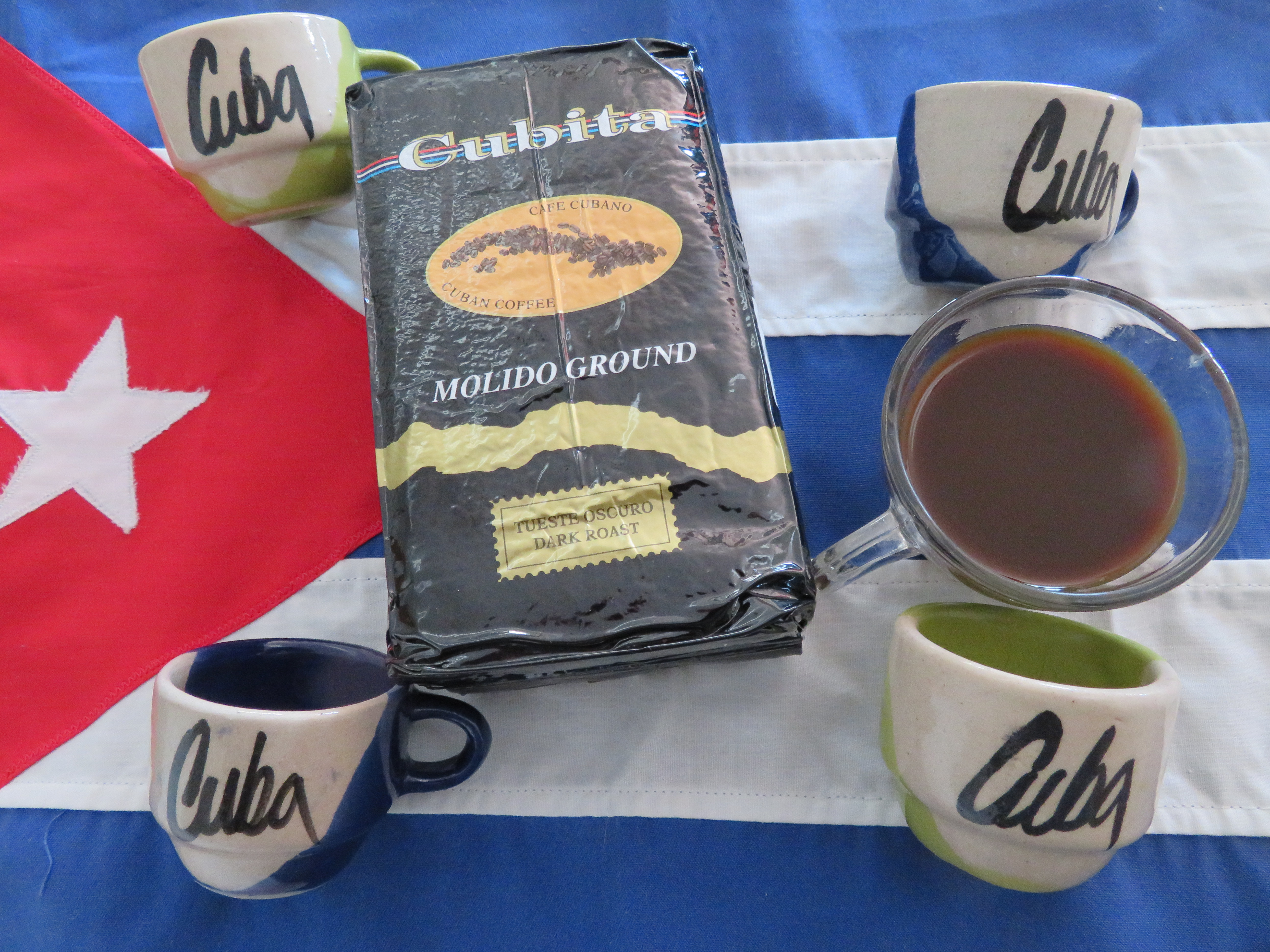
El café de Cuba, las tazas del cafecito y el "cafecito cubano", tres emblemas de Cuba

### Gastronomía
La gastronomía de Cuba es una gastronomía criolla, resultado de la fusión de cocinas españolas, africanas y del Caribe. Las recetas cubanas comparten las sabidurías de la combinación entre las especias y las técnicas combinadas de la cocina española y africana, con unas ciertas influencias caribeñas en especias y sabores.

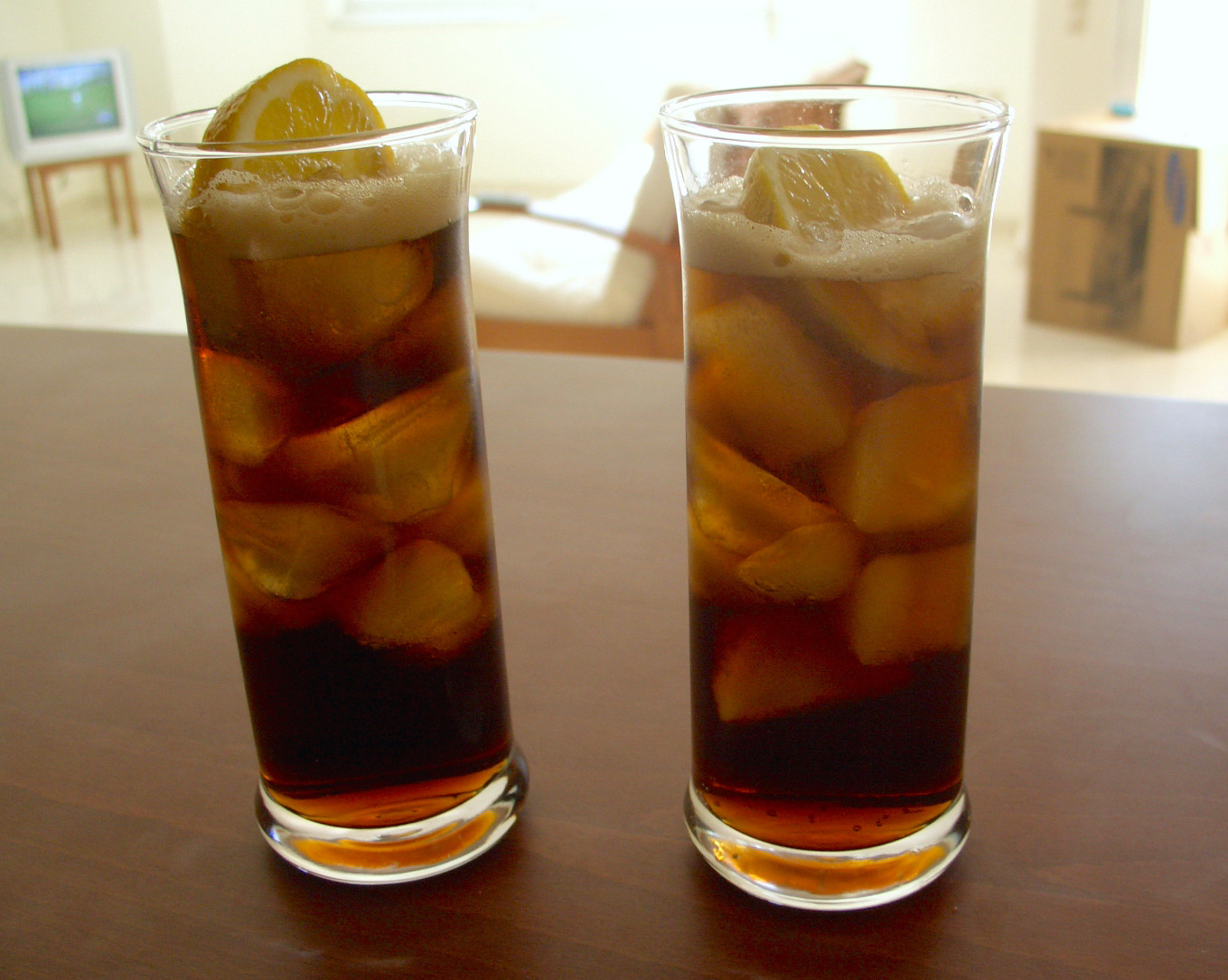
Cubalibre.

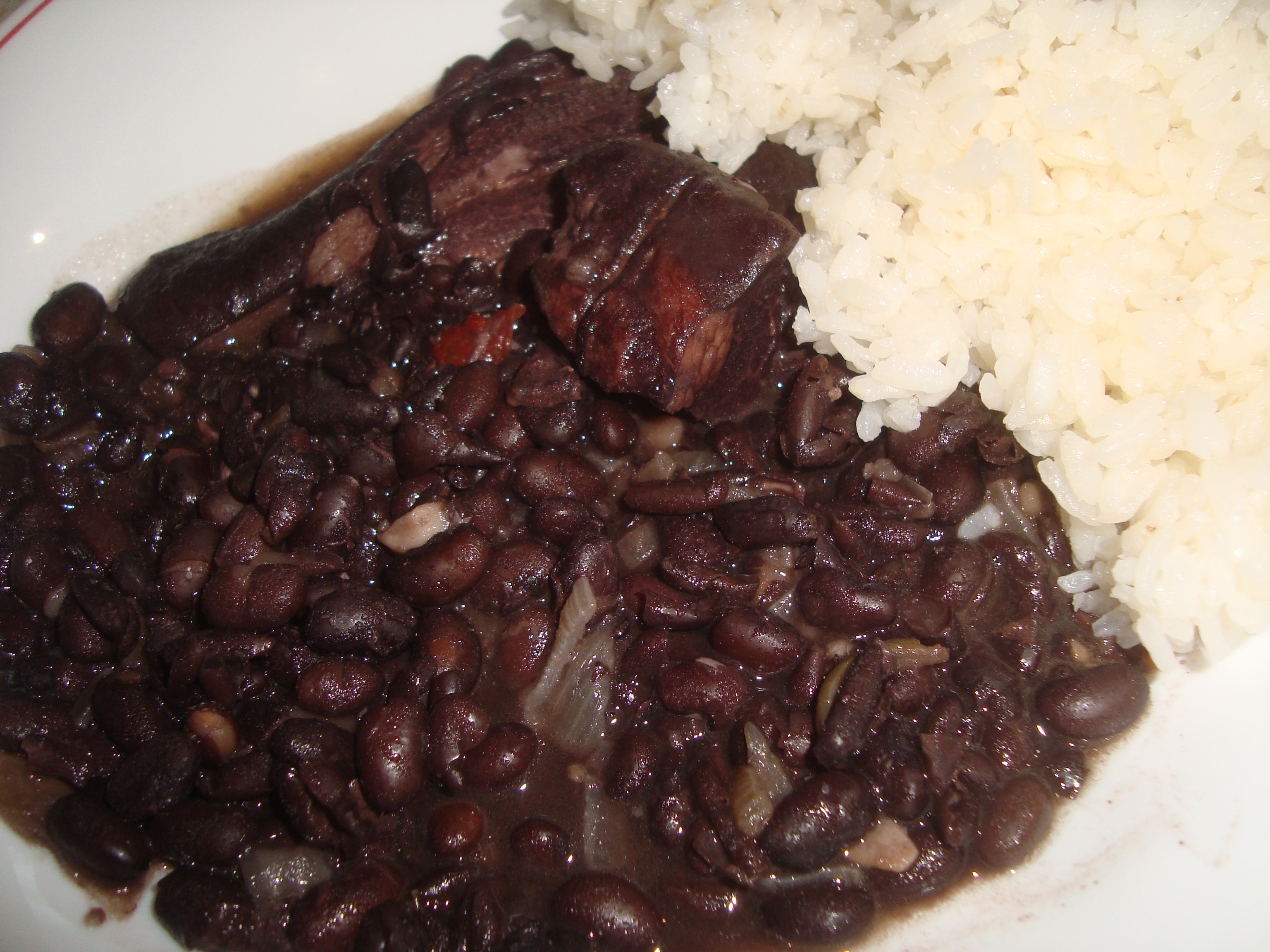
Arroz y frijoles, gastronomía típica cubana.

Existen influencias de los esclavos africanos que cultivaban, en su mayoría caña de azúcar en las plantaciones, mientras que en las ciudades constituyeron generalmente una minoría. Las plantaciones de tabaco fueron habitadas principalmente por campesinos españoles pobres, sobre todo de las Canarias.
La parte del este de la isla también recibió cantidades masivas de inmigrantes franceses, haitianos y del Caribe, principalmente durante la revolución haitiana; así como trabajadores estacionales para la cosecha de la caña de azúcar, sobre todo españoles, durante los años 50. Esto implicó que la cocina cubana se convirtiera en algo localmente tradicional. Entre los platos más comidos están el arroz, las viandas (como el plátano), las legumbres y la carne de cerdo. Entre los platos típicos se encuentra el congrí, elaborado con arroz, frijoles y el caldo de estos.

Están los tamales, elaborados a partir del maíz (el maíz es utilizado desde los tiempos de los aborígenes mesoamericanos); también el plato conocido como "casabe" (elaborado a partir del almidón de yuca) y tostones y mariquitas elaboradas con plátanos fritos. En las fiestas lo más codiciado y usado es el típico cerdo asado en vara a fuego lento. Además un platillo que no puede faltar en la comida típica cubana es la caldosa es un platillo a base de maíz, carne y viandas que se hace en los días festivos y en las fiestas.

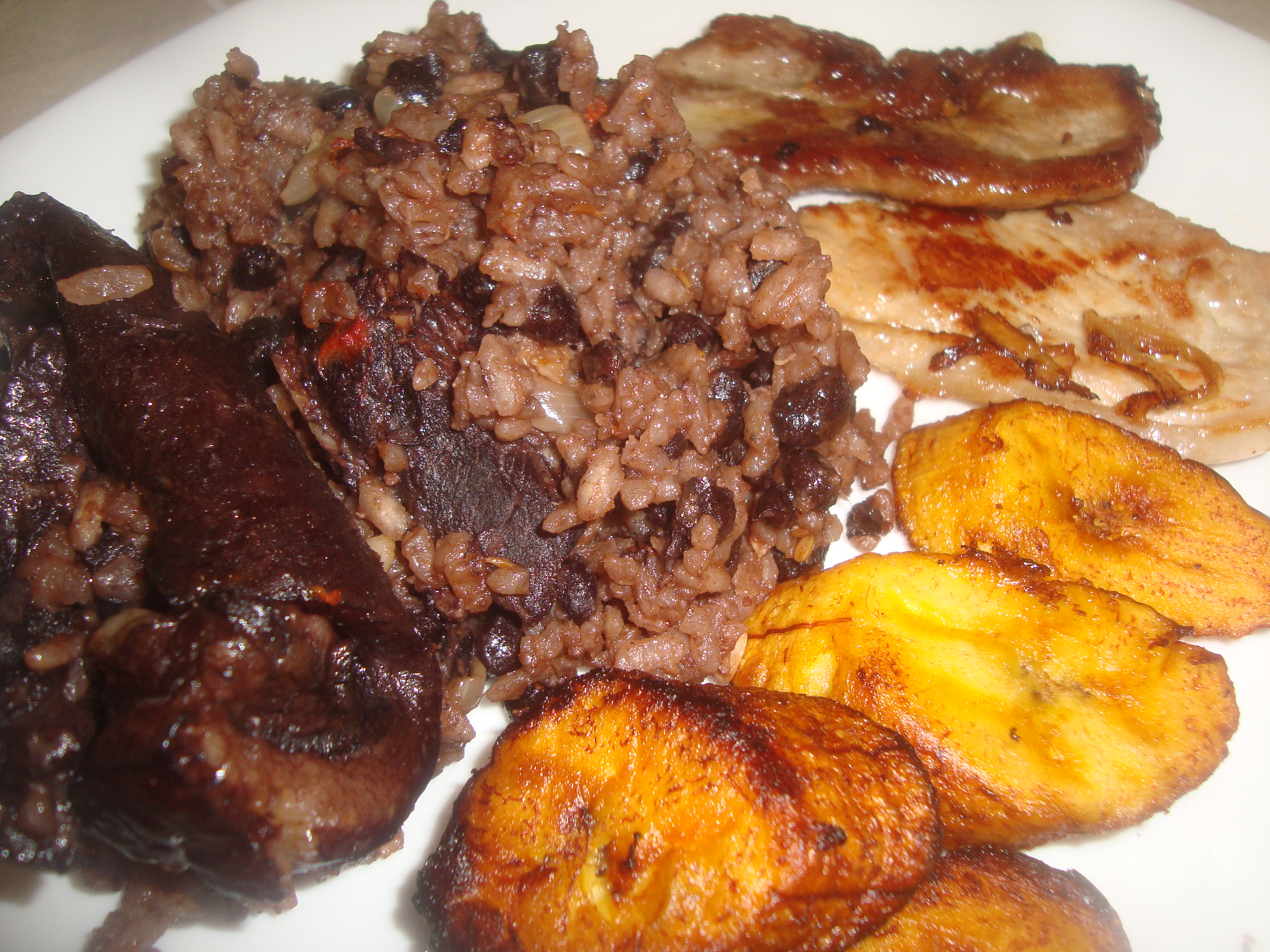
Arroz congrí acompañado de plátano frito y lomo de cerdo.

### Artesanía

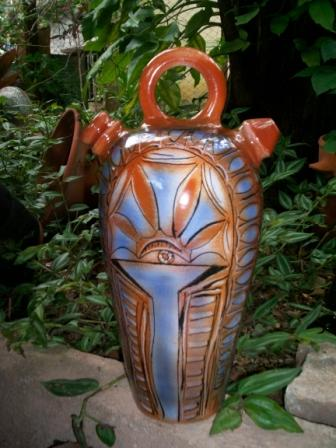
Porrón típico cubano.

En Cuba, los artesanos con gran nivel en sus obras se agrupan como miembros de la Asociación Cubana de Artesanos Artistas (ACAA) en cuyo caso reciben un carné de acuerdo con su manifestación y aprobación del ejecutivo nacional, integrado por destacados artesanos y artistas de la plástica cubana. De esta forma queda garantizada la comercialización y promoción de sus obras a través de Instituciones Culturales, como el Fondo Cubano de Bienes Culturales, que organiza y promueve eventos dentro del país y en el exterior. Estos artesanos laboran de forma independiente en sus propios talleres y son apoyados por la dirección política y económica del país, se les considera como creadores artísticos.
La artesanía es variada, agrupándose en siete manifestaciones artísticas y se ha vinculado estrechamente al desarrollo del turismo internacional, además del mercado nacional, jugando un papel importante, en el rescate de la identidad nacional, pues el esfuerzo ha sido dirigido a recrear artísticamente los valores y costumbres populares, en sus diseños, materiales usados, además de generar aporte económico al desarrollo del país, los artesanos realizan obras de excelente calidad demostrando un gran maestría en el oficio, muchos de ellos han recibido distintos méritos nacionales e internacionales, que los hacen ser grandes artesanos. Son fieles exponentes de la cultura cubana.
Su máxima representación artística dentro del país, es la Feria Internacional de Artesanía (FIART) que se celebra en el mes de diciembre de cada año, donde se otorgan los premios FIART, Sello de Excelencia, La Obra de la Vida, y en ediciones anteriores, Premio de la Unesco. Esta feria es convocada por el "Centro Nacional de Desarrollo de la Artesanía", en conjunto con otras instituciones del país, Cuba otorga la vicepresidencia de artesanía para América Latina y el Caribe, donde cada año suman el número de artesanos en la calidad de sus obras, quedando un poco atrás sin perder de vista el carácter repetitivo de las mismas, deviniendo así en una artesanía artística, representativa dentro de las artes plásticas.

## Ciencia y tecnología

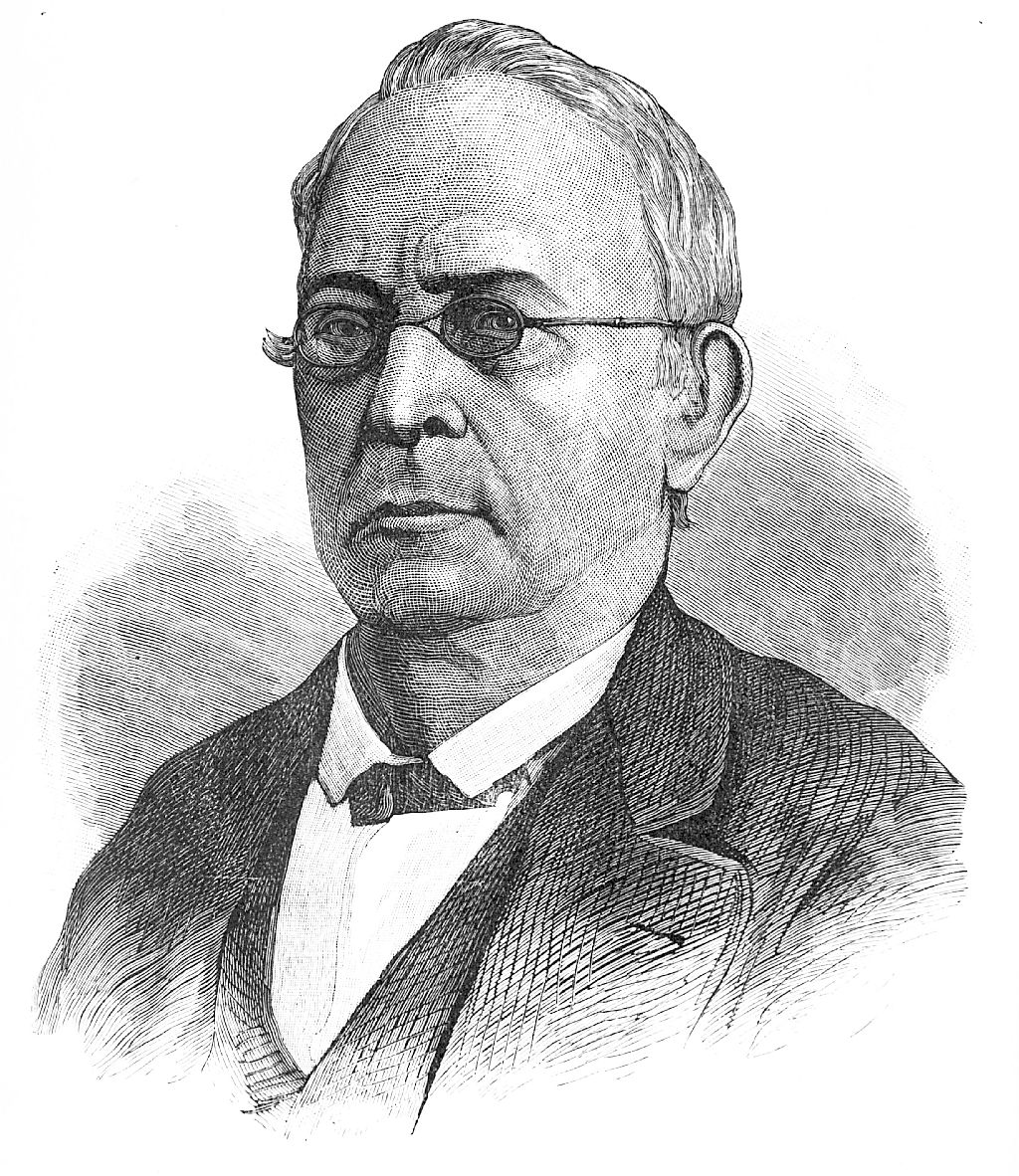
Felipe Poey y Aloy (1798-1891).

Desde que se formó sólidamente una identidad cultural cubana, a inicios del siglo XIX, surgieron científicos dedicados a las más diversas ramas del saber. Notables fueron los investigadores que dedicaron sus esfuerzos a la medicina o a la naturaleza. Las ciencias exactas, sin embargo, no contaron con grandes especialistas hasta muy avanzado el siglo XX, muy posteriormente al triunfo de la Revolución Cubana. Todo lo relacionado con la ciencia, la tecnología y el medio ambiente es regulado y gestionado por el Ministerio de Ciencia, Tecnología y Medio Ambiente (CITMA).

### Precursores en la medicina
La medicina, de rica tradición en Cuba, tuvo en Tomás Romay (1764-1849) a su gran precursor. Romay revolucionó la clínica médica en la Isla, utilizando los más modernos métodos aprendidos en universidades europeas. Fue también el introductor de la vacuna antivariólica, a partir de las enseñanzas de Edward Jenner (1749-1823).
Hacia mediados del siglo XIX se destacó la figura del médico, investigador y patriota Vicente Antonio de Castro y Bermúdez. Vicente de Castro, además de organizar la red de logias masónicas separatistas del GOCA, fue el introductor de la anestesia general en la Isla y uno de los pioneros de su uso en América Latina. De Castro aportó también metodologías novedosas para la cirugía angiológica y oftálmica.
Mundialmente reconocido fue el naturalista cubano Felipe Poey y Aloy, quien realizó aportes consistentes al estudio de los peces del Atlántico occidental, a través de "Ictiología cubana", su obra cumbre, todavía utilizada por los especialistas cubanos y del Caribe en general. En esa obra, Poey describió como nuevas para la ciencia más de 160 especies de peces marinos. Poey realizó también aportes al estudio de los insectos cubanos, en particular del orden Lepidoptera (mariposas), los mamíferos fósiles e incluso en el campo de la geología de la isla ("Nomenclatura geológica"). Un siglo más tarde seguiría sus pasos el notable científico Darío José Guitart Manday (1922-2000), considerado el fundador de la biología marina moderna en Cuba y uno de los grandes naturalistas del área caribeña en el siglo XX.

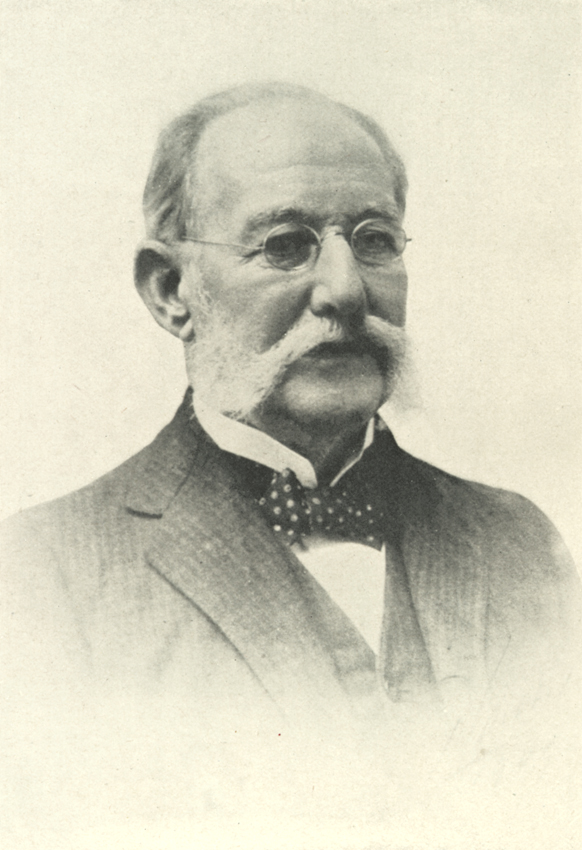
Carlos Juan Finlay (1833-1915), médico y científico.

### Carlos J. Finlay y elAedes aegypti
Uno de los más sobresalientes en el país es el médico y epidemiólogo Carlos Juan Finlay, el auténtico descubridor del mosquito Aedes aegypti como agente transmisor de la fiebre amarilla. Este descubrimiento, publicado por vez primera en 1881, fue capital para la erradicación o al menos el control de esta terrible enfermedad.
De divulgar y ampliar la aplicación de este descubrimiento sería responsable años más tarde el médico militar y epidemiólogo estadounidense Walter Reed, a quien se adjudicó el descubrimiento por décadas. El nombre de Finlay honra numerosas instituciones científicas y médicas cubanas, incluido un hospital general militar y un centro de investigaciones biotecnológicas, considerado uno de los más avanzados en Cuba y en América Latina en general.

### Biotecnología
Luego del triunfo de la Revolución Cubana en 1959, la política educativa ascendente permitió la formación de un gran número de universitarios, en cifras que pueden considerarse incluso excesivamente altas en comparación con la población y en contraste con el modesto desenvolvimiento económico de la Isla.
A partir de la década de 1970, el gobierno de Cuba dedicó amplios recursos para el desarrollo científico, y en particular a la biotecnología. En consonancia con el elevado desarrollo alcanzado en las ciencias médicas, la mayor parte de las investigaciones biotecnológicas cubanas han sido dirigidas a la producción de vacunas y de otros medicamentos.
El conocido como "Polo Científico del Oeste de la Habana" incluye la mayor parte de estas instituciones, ampliamente reconocidas por la Organización Mundial de la Salud y entre las cuales se encuentran:
- el Instituto de Inmunología Molecular
- el Instituto Pedro Kourí de Medicina Tropical
- el Centro de Neurociencias
- el Instituto Finlay
- el Centro de Inmunoensayos
- el Instituto de Ciencia Animal
- el Centro Nacional de Investigaciones Científicas
- el Centro de Ingeniería Genética y Biotecnología
- el Centro de Investigaciones Médico Quirúrgicas
- el Centro Nacional Coordinador de Ensayos Clínicos

Entre los logros de relieve internacional de la biotecnología cubana se encuentran las vacunas contra la hepatitis B, la fiebre meningocóccica tipo B, el tétanos, la vacuna pentavalente (hasta entonces solamente producida por Francia) y una vacuna terapéutica contra el cáncer avanzado de pulmón, de muy reciente creación.
Son igualmente reconocidos los trabajos de Misael Bordier (1946-2005) con el veneno del alacrán azul (Rhopalurus junceus), el cual sirve para combatir el cáncer y desde 2003, comenzó la distribución gratuita de la solución experimental a cualquiera que diera su consentimiento informado. También fue distribuida gratuitamente en México. Bordier amplió sus experimentos y pronto encontró que los tumores de los animales disminuyeron de tamaño.
En la década de 1990, en el Centro de Ingeniería Genética y Biotecnología de La Habana, lograron sintetizar una versión recombinante del factor que está en periodo experimental y que ha recibido el nombre de Heberprot-p, y que la empresa "Praxis Pharmaceutical" de España está realizando ensayos clínicos (fases II en adelante) con el nombre de "PX070101" para su posterior comercialización en Europa.

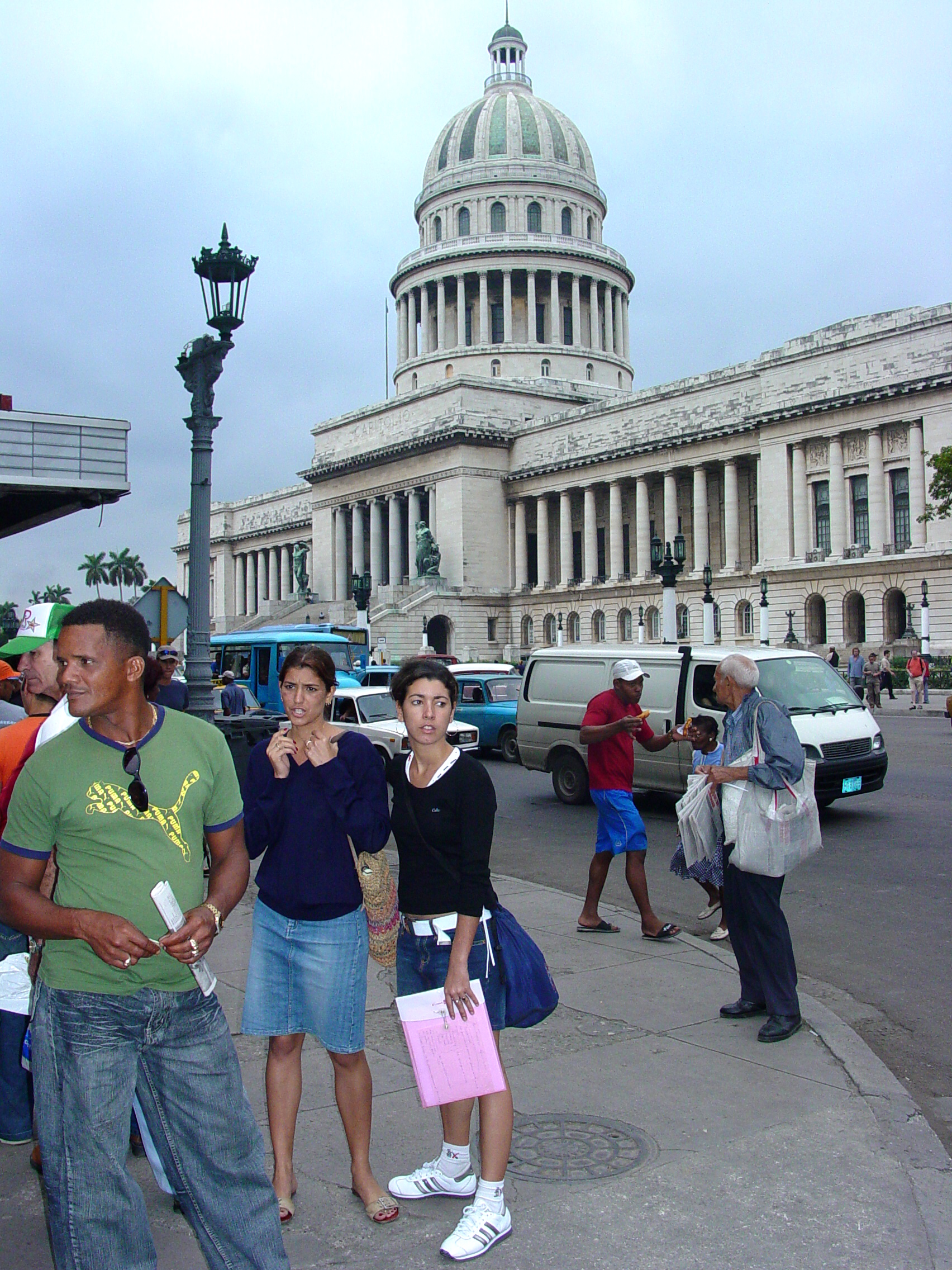
La Academia de Ciencias de Cuba.

### Laboratorios farmacéuticos
Cuenta Cuba además con una red de laboratorios farmacéuticos que producen medicamentos de prácticamente todas las clases, todos clasificados como genéricos, a excepción de los suplementos alimenticios y los productos combinados de belleza y salud, de acuerdo con la política no competitiva y comunitaria del estado cubano para la salud pública. La farmacología médica cubana, aunque forma parte de la "escuela" occidental, que se basa en estudios químicos y bioquímicos, ha ampliado su espectro en las últimas dos décadas. Existe un incipiente desarrollo de la medicina verde, así como de técnicas de origen asiático, como la acupuntura y la digitopuntura, aunque es muy pequeño el sector poblacional que hace uso de estas alternativas médicas.

### Legislación ambiental
La actividad científica cubana sufrió cierto descenso durante la década de 1990, a causa de la fuerte crisis económica que afectó a la isla a raíz de la desintegración de la Unión Soviética y el campo socialista europeo. Sin embargo, ya en el siglo XXI, ha sido retomada la política de estimulación a las investigaciones, que ha contado además con la colaboración de instituciones internacionales como la UNESCO y el PNUD.
Uno de los hitos notables en el nuevo siglo ha sido la implementación de políticas ambientales mucho más estrictas que las observadas hasta la década de 1980, incluida una sólida ley ambiental, bajo cuyo paraguas se realizan los estudios de impacto ambiental y las evaluaciones homónimas, con vistas a reducir o mitigar los impactos de las imprescindibles obras de desarrollo industrial o turístico que necesita la economía cubana para su avance.
El desarrollo de la legislación ambiental ha estado acompañado de intensas campañas publicitarias de educación ambiental, con proyectos de gran envergadura como el de Universidad para todos, de enseñanza superior, a través de la Televisión Cubana.

### Informática
En cuanto a informática, en febrero de 2009 comenzó a desarrollarse en Cuba una distribución GNU/Linux creada por profesores y alumnos de la Universidad de las Ciencias Informáticas. Se espera que esta distribución, llamada Nova, reemplace paulatinamente al software privativo.
En todos los centros educacionales hay al menos una computadora personal, pero la conectividad con Internet es muy limitada tanto en accesibilidad de la población como en ancho de banda. En este último aspecto tiene una fuerte influencia la prohibición a Cuba de conectarse al cableado moderno de fibra óptica fabricado por empresas estadounidenses, por las leyes implementadas alrededor del bloqueo estadounidense contra Cuba.
Esta situación está siendo paliada por la instalación de un cable marino similar que une a Cuba y Venezuela y que le brinda a la isla un ancho de banda relativamente aceptable.

### Dificultades económicas
La actividad científica cubana ha estado limitada históricamente en su desarrollo por problemas económicos. La exigüidad de los salarios y la política de captación de talentos por parte de los países desarrollados genera un éxodo significativo de investigadores hacia países del llamado Primer Mundo, o en todo caso hacia otras ramas de la economía cubana.

### Nivel de excelencia
La razón principal por la que Cuba ha alcanzado un nivel de excelencia en la investigación científica, en particular en el área de la salud, es, según expertos diversos, el hecho de que el gobierno cubano ha priorizado la educación y la salud pública dentro de sus políticas desde 1959.

## Deportes

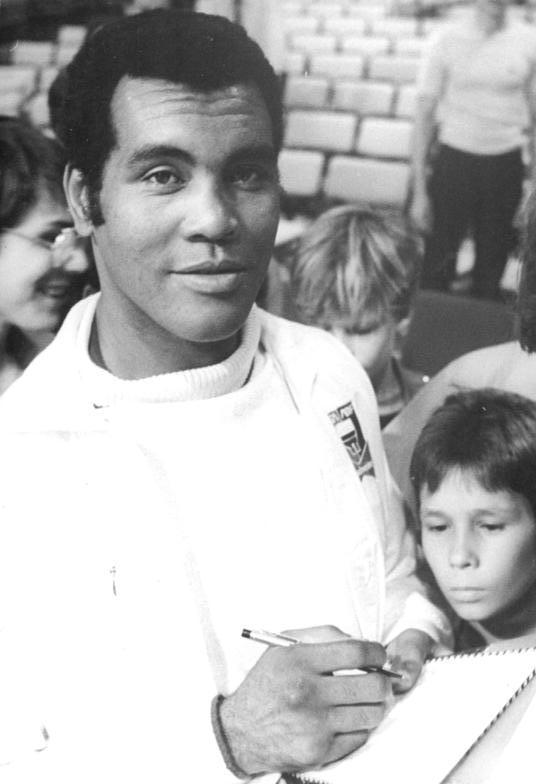
El boxeador cubano, tres veces campeón olímpico, Teófilo Stevenson (1952-2012), firmando autógrafos en 1985.

En 1959, se creó el Instituto Nacional de Deportes, Educación Física y Recreación (INDER) con el objetivo de promover la práctica del deporte, que hasta entonces había sido descuidado por la mayoría de la sociedad cubana. El deporte profesional, considerado como un medio "para enriquecer a unos pocos a costa del mayor número", está prohibido en Cuba desde 1962. Sin embargo, la medida provocó la deserción de varios atletas cubanos de renombre que estaban interesados en los salarios ofrecidos por los países occidentales a los atletas profesionales. Sin embargo, Cuba está logrando resultados cada vez mayores en el campo del deporte: aunque no había ganado ninguna medalla de oro olímpica entre 1906 y 1968, ganó 31 entre 1972 y 1992.
Cuba se destaca en deportes como lucha, béisbol, boxeo, judo, atletismo y voleibol. Ha participado en 20 ediciones de los Juegos Olímpicos de verano. La primera presencia de la delegación cubana en estos juegos tuvo lugar en París 1900. El primer deportista cubano y latinoamericano en obtener medalla en los Juegos Olímpicos fue el esgrimista Ramón Fonst (1883-1959) en París 1900. Hoy, la sala polivalente de deportes de La Habana lleva su nombre en justo homenaje.
La isla posee el lugar 18 en el medallero histórico de los Juegos Olímpicos y el segundo dentro de los países de América, solo superado por los EE. UU. Las mejores posiciones alcanzadas son tercero en San Luis 1904, cuarto en Moscú 1980 y quinto en Barcelona 1992. Además, debe agregarse que varios deportistas cubanos han sido campeones olímpicos tres veces consecutivas. Entre ellos, Félix Savón y Teófilo Stevenson en boxeo, Regla Torres y Mireya Luis en voleibol, o más recientemente, Mijaín López en lucha.

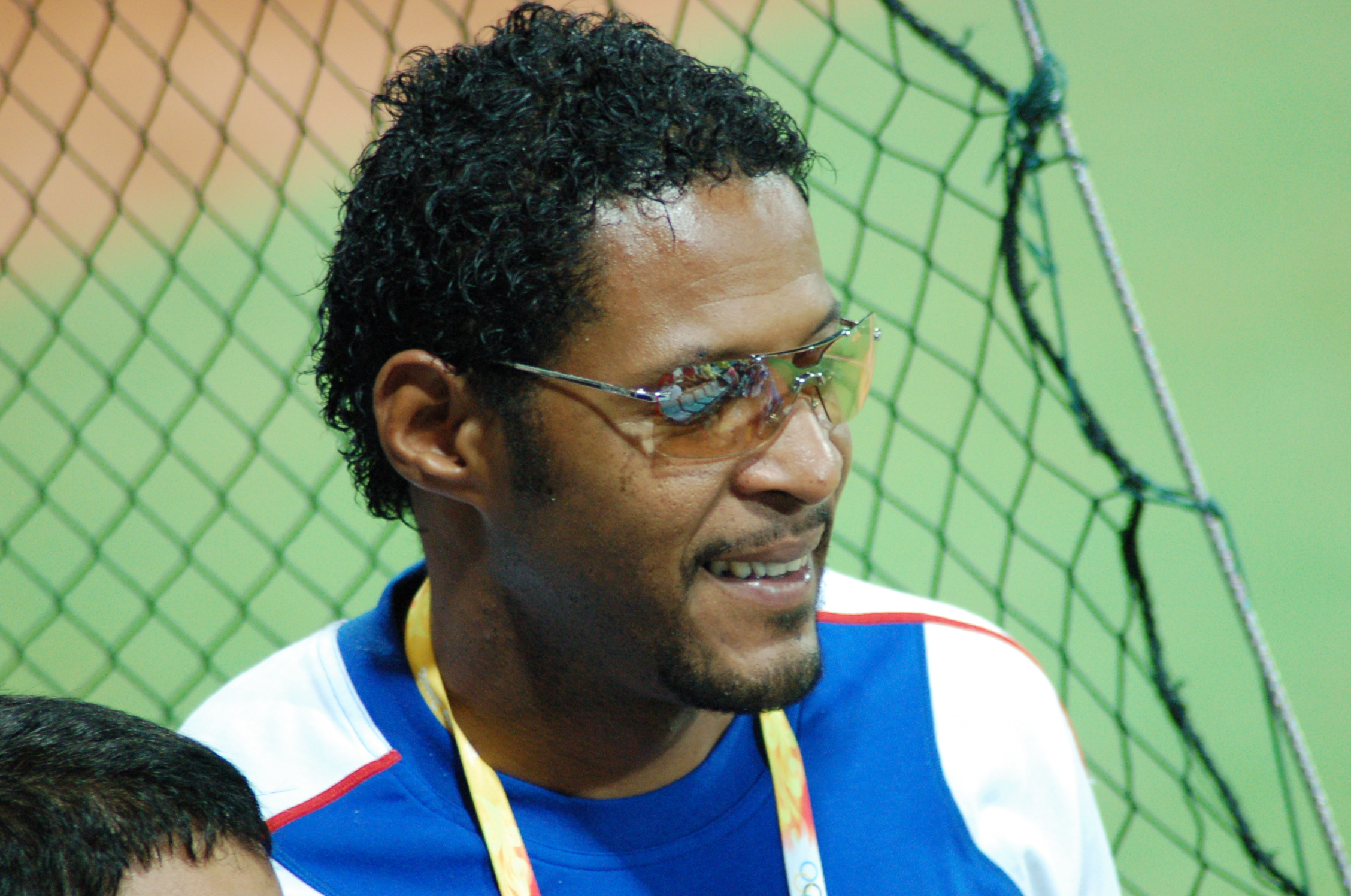
El atleta cubano Javier Sotomayor (1967-) ostenta el récord mundial en salto de altura.

El país ha sido sede de numerosos torneos y competencias deportivas internacionales, entre ellos los Juegos Panamericanos de 1991, celebrados en La Habana, con subsede en Santiago de Cuba.
Además, se celebran numerosos eventos deportivos nacionales todos los años. Entre ellos, se destaca el Torneo Capablanca In Memoriam en honor al ajedrecista cubano José Raúl Capablanca, campeón mundial de ajedrez de 1921 a 1927. Cabe destacar que en esta disciplina también se destacan en la actualidad Lázaro Bruzón y Leinier Domínguez, entre otros.
Igualmente, en el país se celebran el Campeonato Nacional de Fútbol (desde 1912), la Serie Nacional de Béisbol (desde 1962), la Liga Superior de Baloncesto (desde 1993), el Campeonato "Giraldo Córdoba Cardín" y la Copa "Playa Girón", ambos de boxeo, además de los Campeonatos de Ciclismo en Ruta, Ciclismo a Contrarreloj y la Vuelta ciclística a Cuba, esta última con carácter internacional.
El país ha obtenido un total de 220 medallas en las ediciones de verano: 77 de oro, 69 de plata y 74 de bronce. En Juegos Panamericanos se encuentra en el segundo lugar del medallero histórico (el primero es EE. UU.). Sin embargo, se encuentra en la primera posición del medallero histórico Juegos Centroamericanos y del Caribe, los cuales ganó ininterrumpidamente entre 1970 y 1998, así como en las ediciones de 1930, 1946, 2006 y 2014. Fue sede de dichos juegos en las ediciones de 1930 y 1982.
También se destaca Cuba en el béisbol, que es su deporte nacional. La nación caribeña obtuvo 24 medallas de oro, seis de plata y dos de bronce en las copas mundiales de este deporte, celebradas entre 1938 y 2005. En cuanto al fútbol en eventos internacionales, el mejor resultado de Cuba entre mayores y a nivel mundial, fue en la Copa Mundial de Fútbol de 1938, en la cual llegó hasta octavos de final, siendo finalmente derrotada por Suecia y quedando en 7.º lugar. Entre juveniles se ha participado en varios torneos mundiales, con resultados discretos. En Juegos Panamericanos destaca el segundo lugar obtenido en los Juegos de 1979, perdiendo la final contra Brasil.
- Comité Olímpico Cubano
- Cuba en los Juegos Olímpicos
- Cuba en los Juegos Panamericanos
- Cuba en los Juegos Centroamericanos y del Caribe
- Selección de béisbol de Cuba
- Selección de fútbol de Cuba
- Federación Cubana de Baloncesto
- Federación de Automovilismo y Kartismo de Cuba